# Musée d'Art et d'Histoire de Narbonne
Le musée d'art et d'histoire de Narbonne, principal musée de la ville, prend place au sein du palais des archevêques de Narbonne et présente des collections de beaux-arts et d'arts décoratifs. Il est particulièrement connu pour ses collections de faïence ancienne et son remarquable ensemble de peintures orientalistes.
Il est, avec le Musée archéologique de Narbonne, l'un des deux principaux musées de Narbonne.
Ses collections ne proviennent pas d’un fonds préexistant, mais ont été constituées à partir de 1833 par achats, dons, legs et dépôts.

## Histoire et bâtiment
C’est à la Révolution qu’apparaît le projet de création d’un Musée public dans le Palais des Archevêques. Le peintre Jacques Gamelin propose en 1792 la création d’un Museum pour accueillir « les tableaux et autres objets d’arts dispersés en divers lieux lors de la confiscation des biens dits nationaux »
Le musée voit le jour en 1833 grâce à l'action d'un érudit narbonnais du nom de Paul Tournal (1805–1872), et grâce à divers dons d'œuvres de la part de particuliers. Il est créé par arrêté du 21 octobre de la Commission archéologique et littéraire de Narbonne, dont la mission est « de rechercher, de conserver et de classer dans un dépôt public toutes les antiquités relatives à l'histoire du pays et de mettre obstacle à l'enlèvement de ces objets ». Aux achats, dons et dépôts, viennent s’ajouter d’importants legs : Peyre (1859 : tableaux, objets d’art) ; Barathier (1867 : livres, dessins, tableaux, objets d’art) ; Bonnel (1889 : idem) ; source : Archives municipales de Narbonne. Puis legs Tiffy (1977 : objets d’art ; arts asiatiques). Les collections d'archéologie préhistorique et antique qui étaient à l’origine également présentées dans le musée d’art et d’histoire sont aujourd’hui exposées au Musée archéologique de Narbonne qui occupe la majeure partie du Palais-Vieux et qui sera transféré au musée régional de la Narbonne antique (MuRéNa) en 2019. Ces collections primitives se sont vues enrichies par les découvertes issues du site narbonnais du Clos de la Lombarde, en fouille depuis 1974.
Plusieurs salles conservent encore leur aspect original et leur décorations. Ce sont la chapelle de la Madeleine du XIIe siècle, la salle du consistoire, la chapelle Saint Martial, la salle des Synodes et des États du Languedoc du XIVe siècle, la salle d'audience des archevêques, la salle à manger des archevêques et son décor de stucs du XVIIIe siècle, la salle des gardes avec sa cheminée monumentale et son plafond en grisaille et la chambre du Roi du XVIIe siècle, qui possède un plafond à caisson peint par les frères Rodières.
Restaurées en 2004, deux salles sont consacrées à l'exposition des œuvres orientalistes du musée.

## Espaces
Situé dans les anciens appartements des archevêques, le musée permet d'admirer d'importants décors mis en œuvre lors des grandes étapes de l'évolution de l'édifice, du XVIIe siècle aux grandes restaurations du XIXe siècle.

### Le grand escalier
- Armoiries de Pierre de Bonzi
- Buste de l'historien vénitien Andrea Morosini
- Armoiries de Claude de Rebé

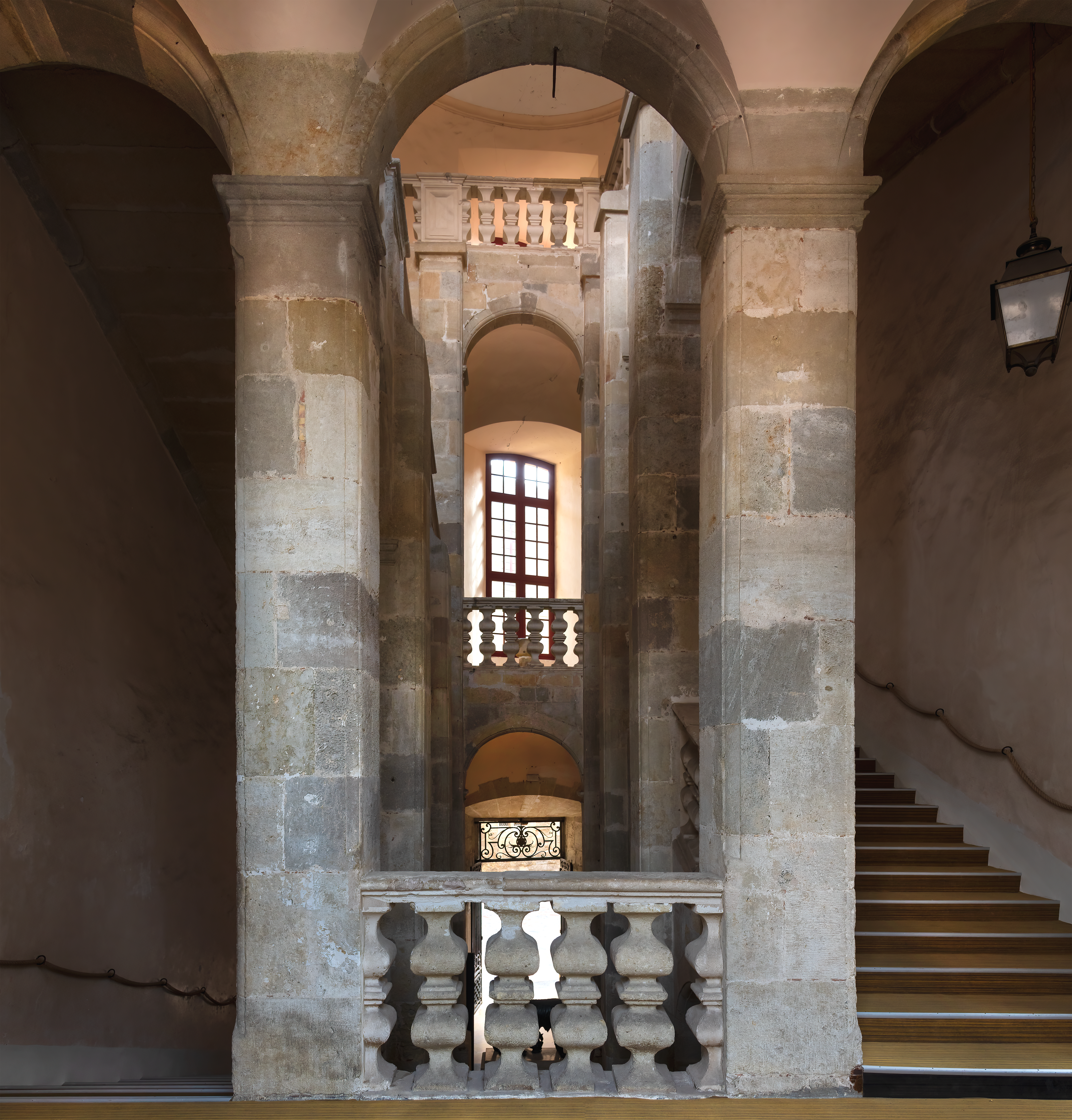
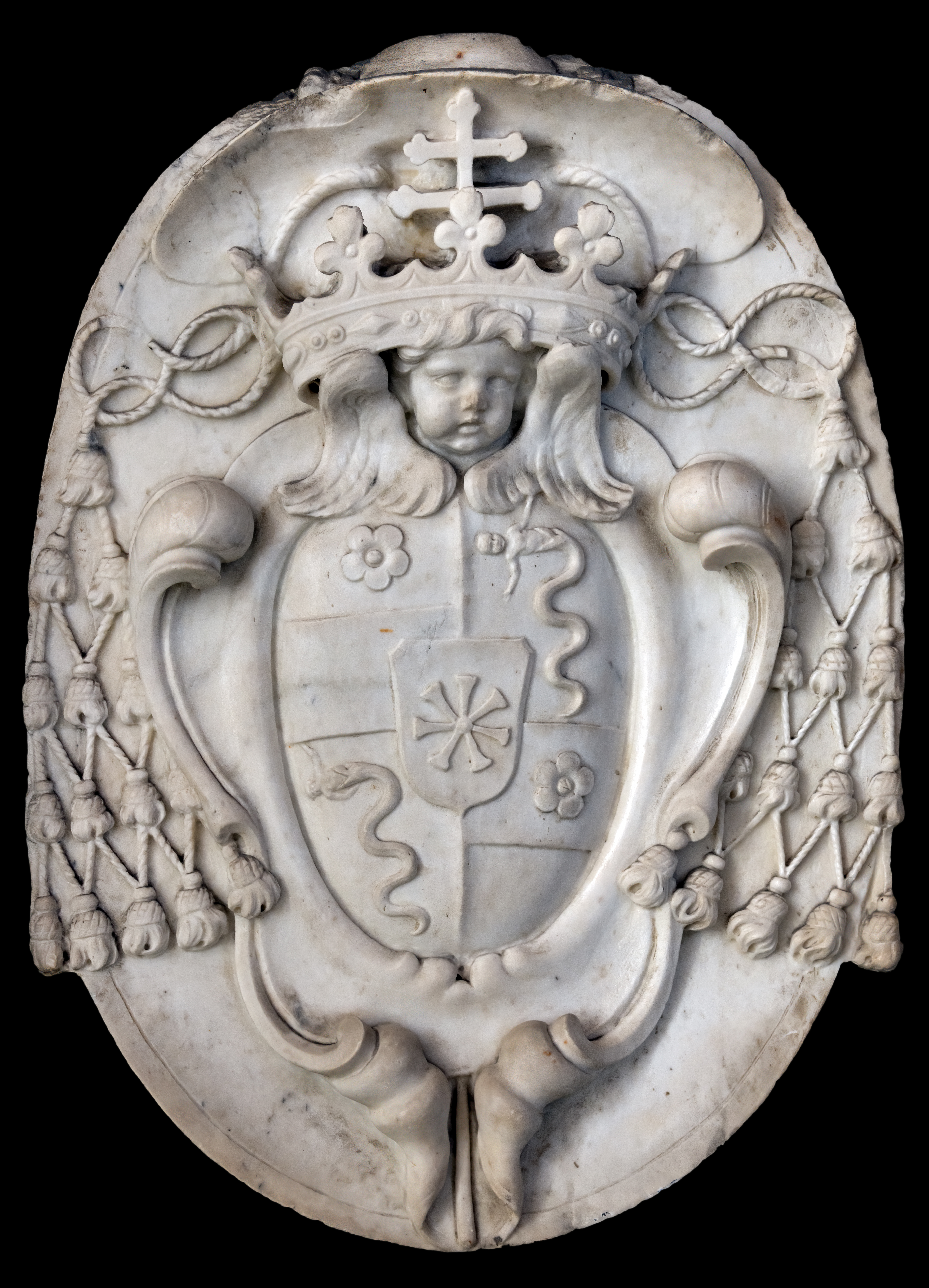
Armoiries de Pierre de Bonzy
Buste de l'historien vénitien Andrea Morosini
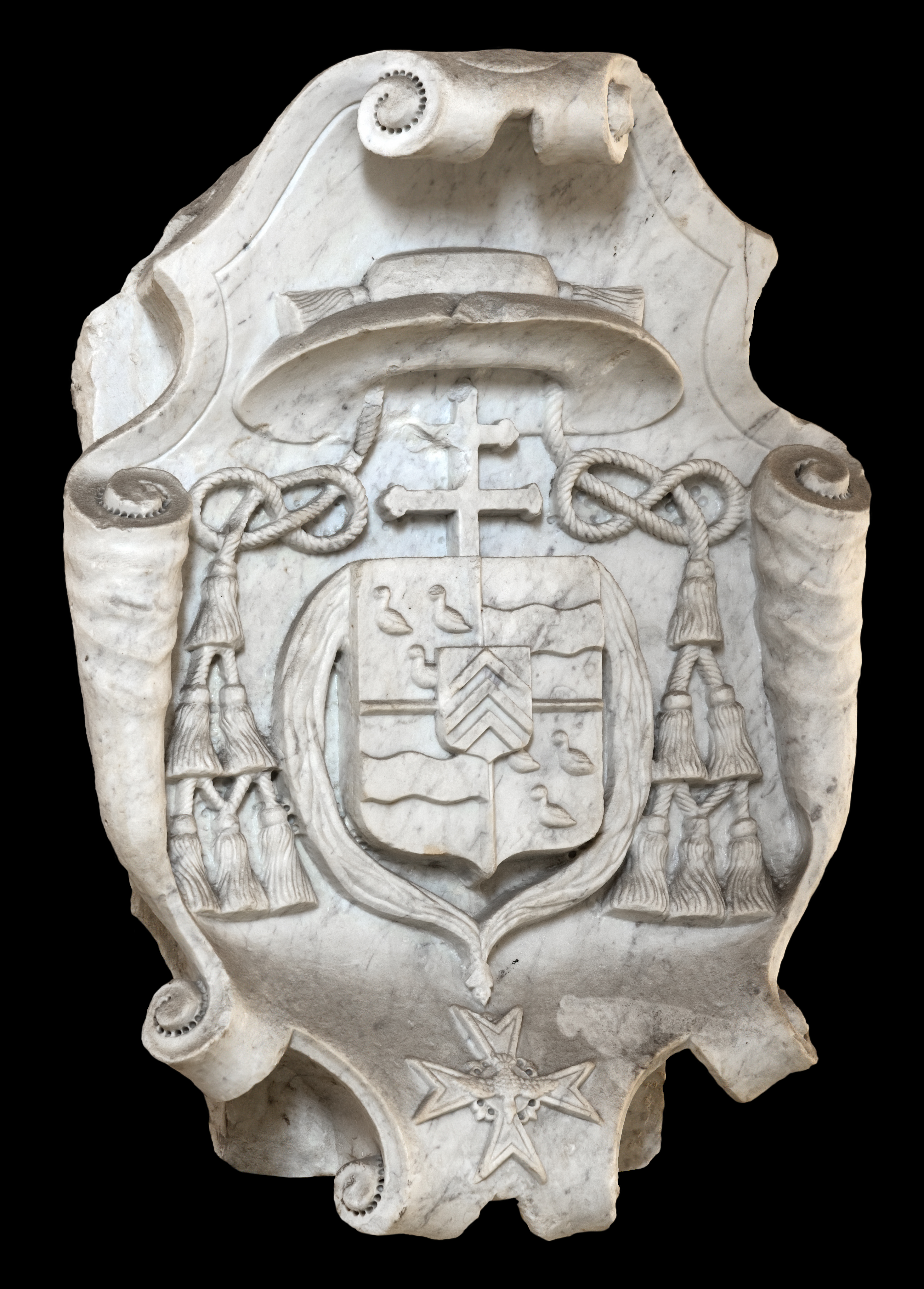
Armoiries de Claude de Rebé

### Salle des audiences
- plafond peint à la française (1634)

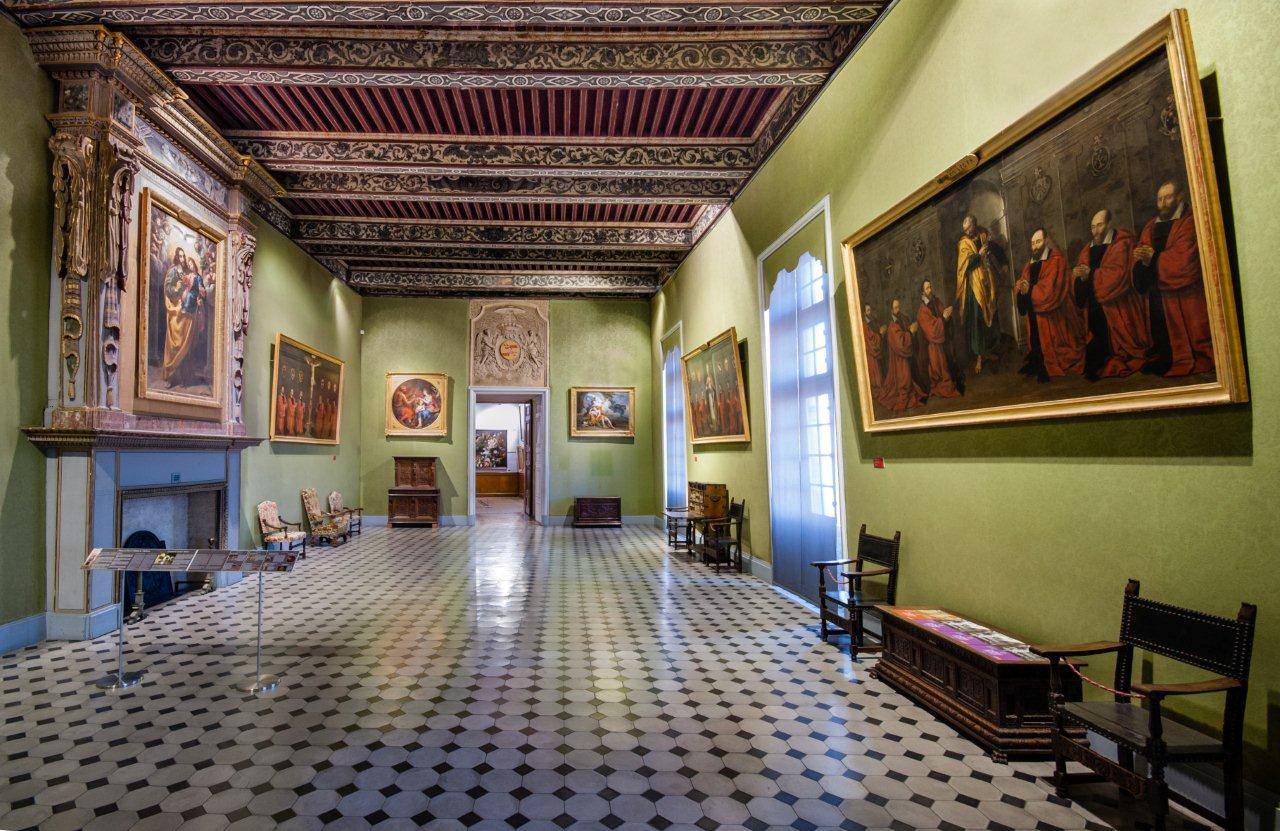
Salle des audiences.
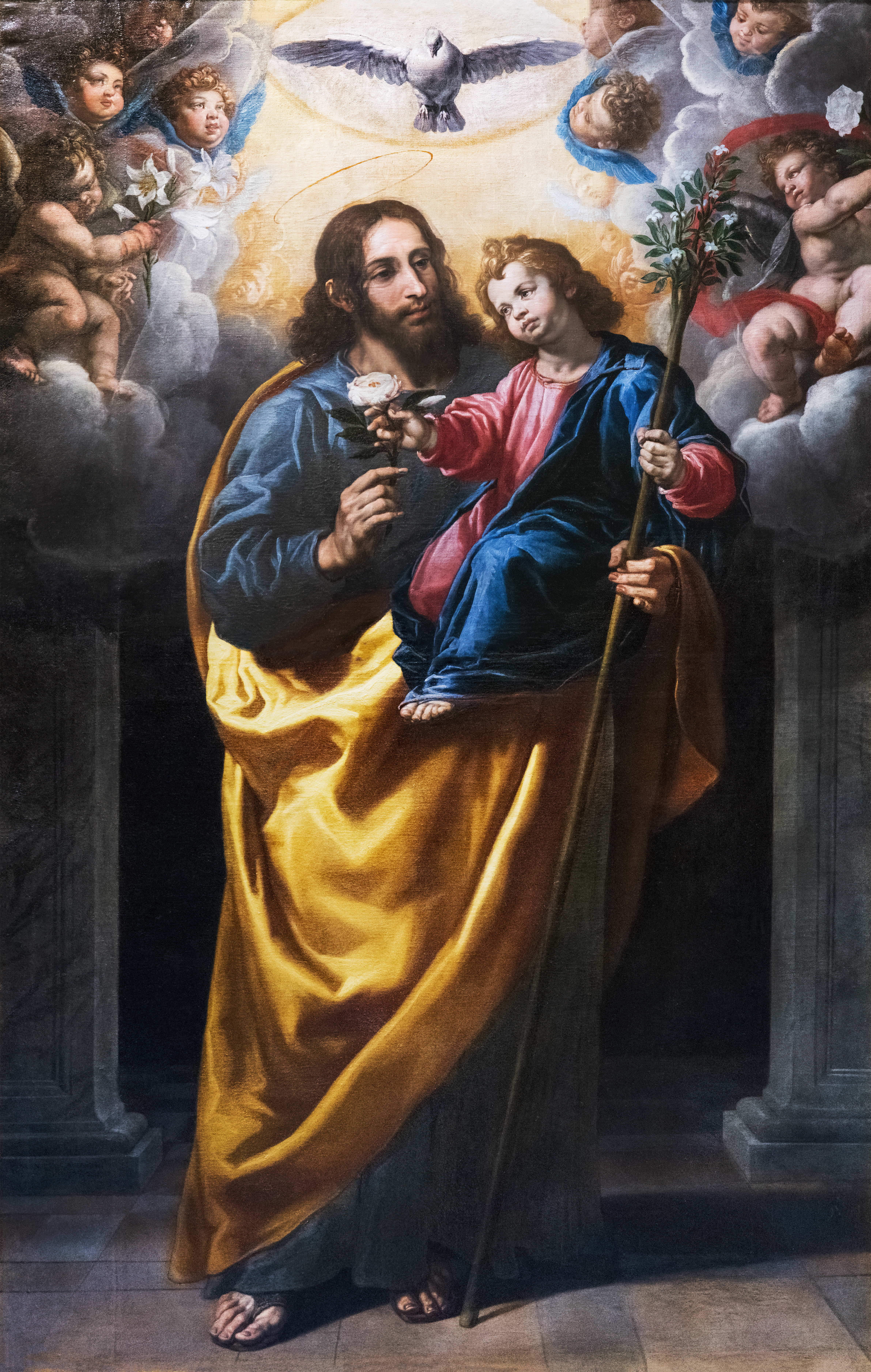
cheminée ornée de mascarons ; au-dessus de la cheminée, Saint Joseph portant l’enfant Jésus (1632) de Vicente Carducho (1578-1638), artiste italien, peintre des rois Philippe III et Philippe IV d’Espagne, et peu représenté dans les collections françaises.
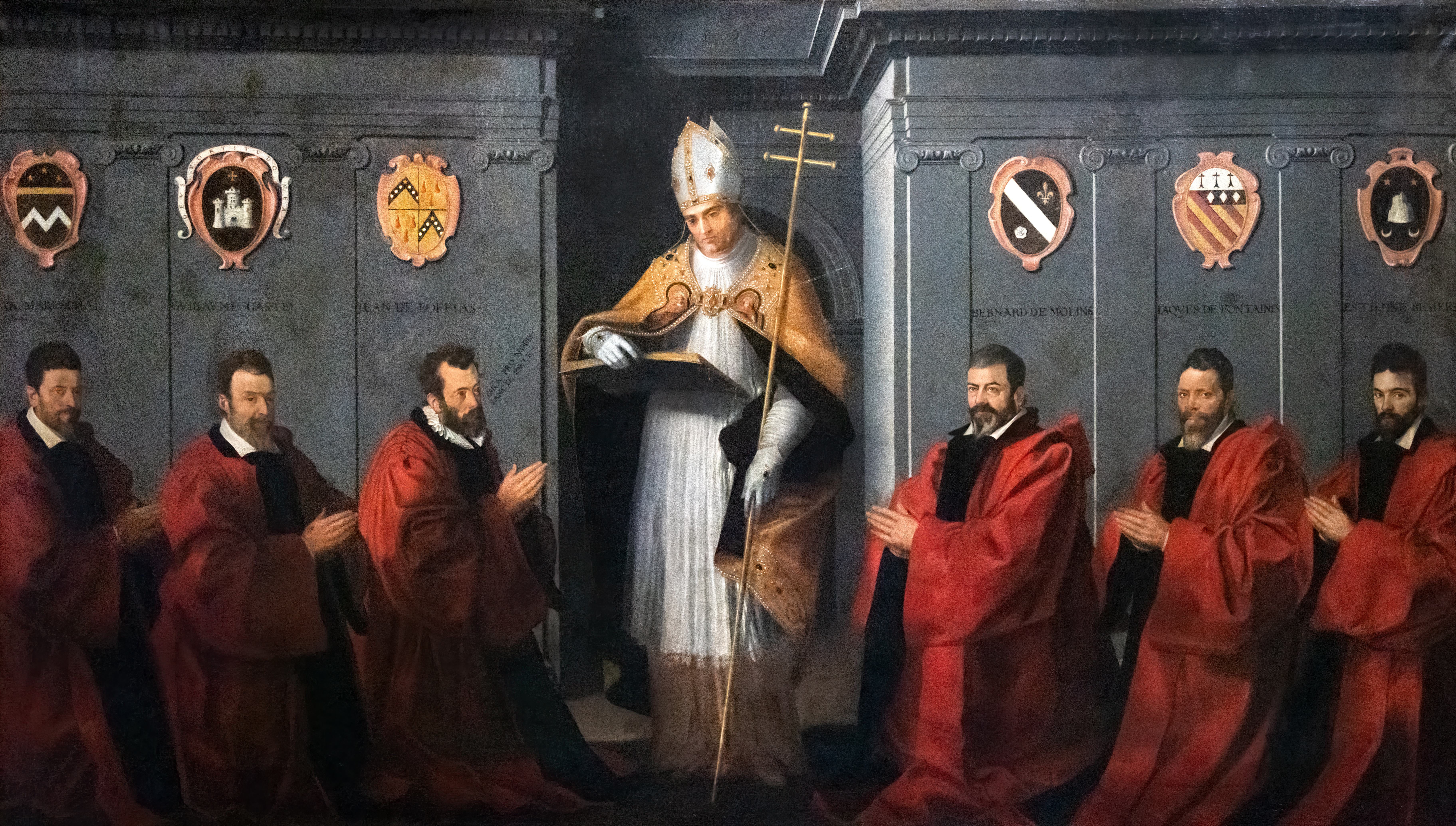
quatre grands formats représentent les Consuls de Narbonne de 1596, 1600, 1603 et 1607. Les Consuls, élus pour un an, étaient habituellement au nombre de six et administraient la ville et son territoire. Issus de différents corps de métiers, ils représentaient la communauté des habitants. À l’instar des Capitouls à Toulouse, les Consuls se faisaient portraiturer en groupe, généralement autour d’une figure religieuse.
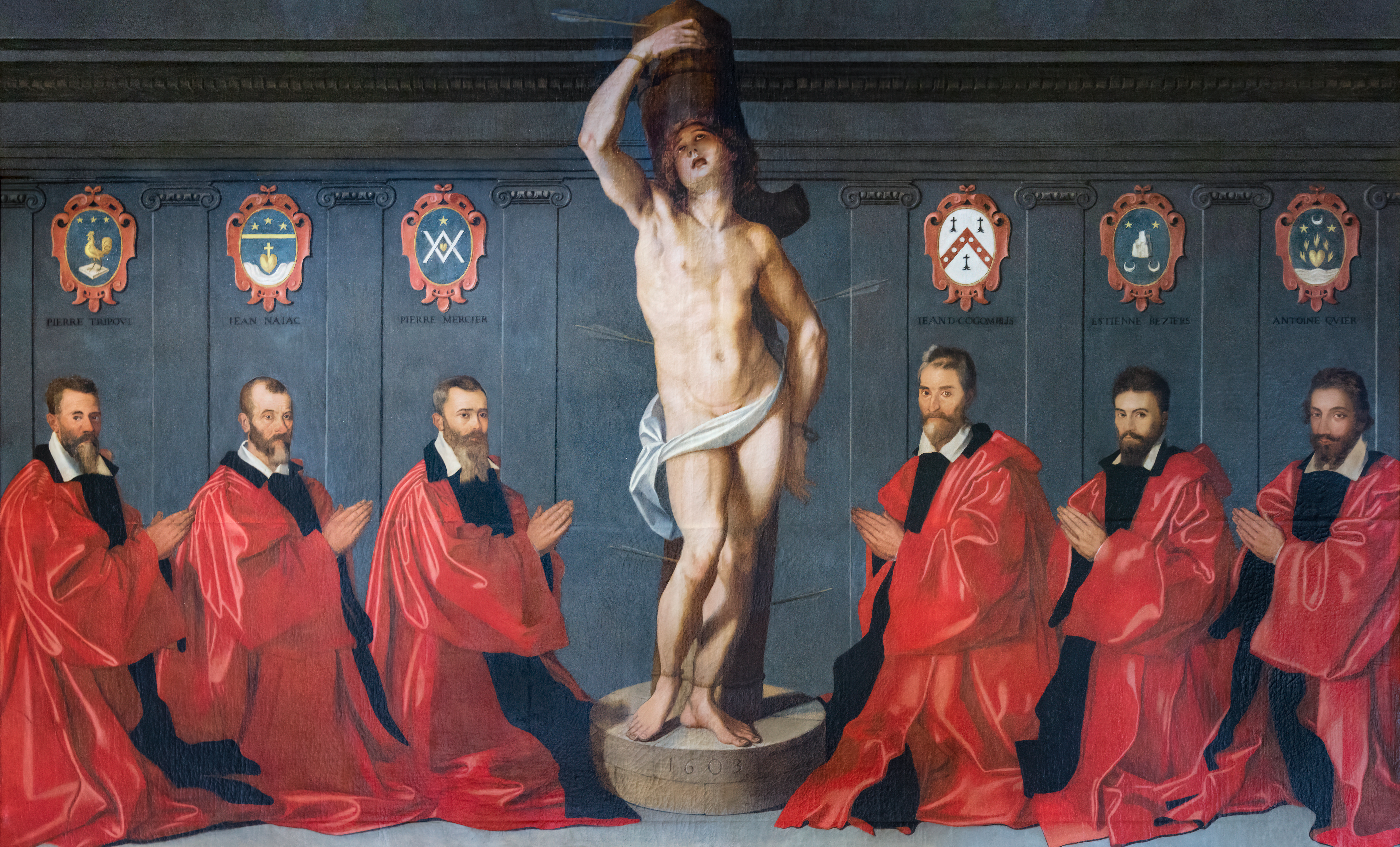
Consuls de l'année 1603 - Charles Galleri
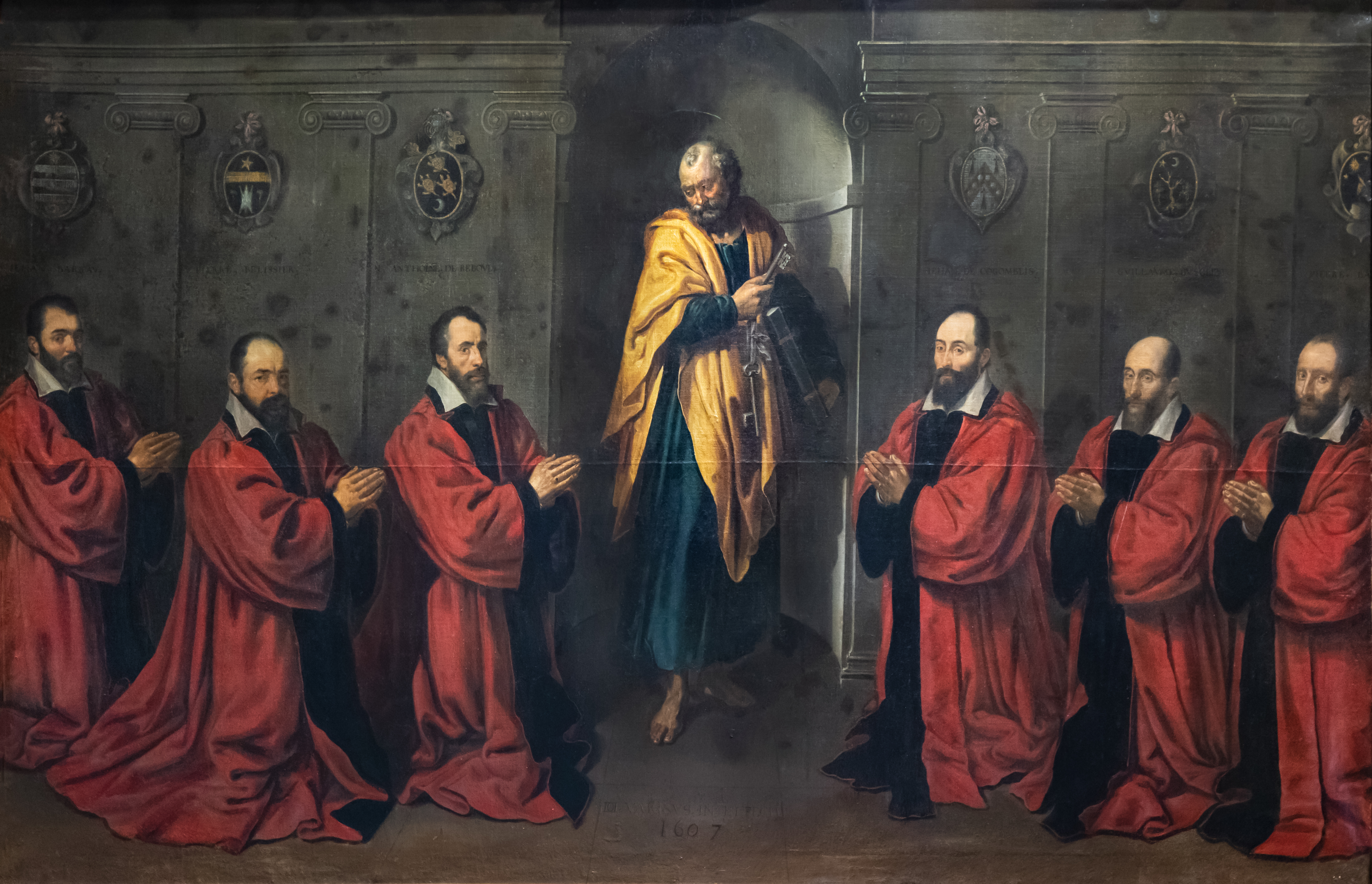
Consuls de l'année 1607 - David Varin
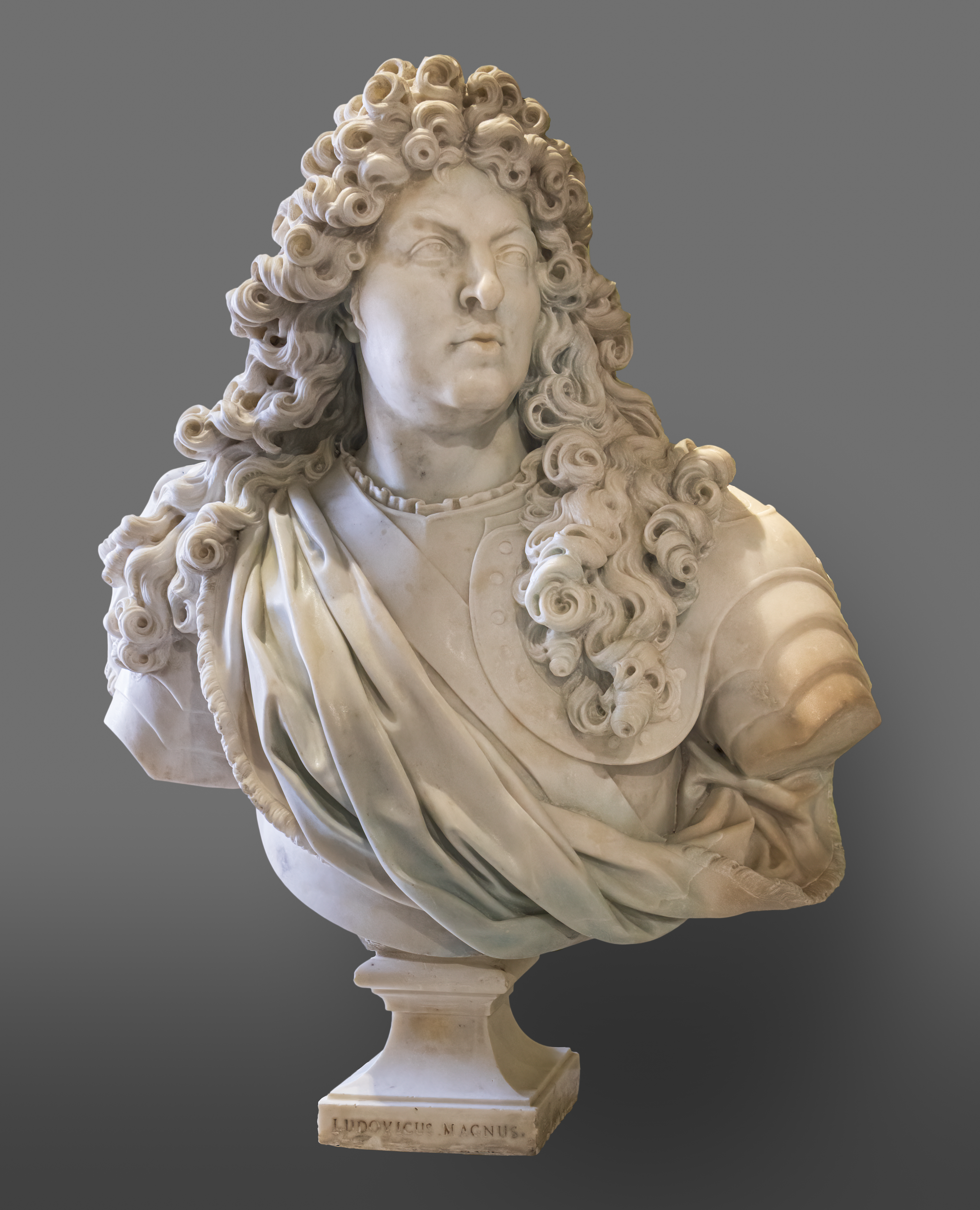
un Buste de Louis XIV en marbre par Antoine Coysevox
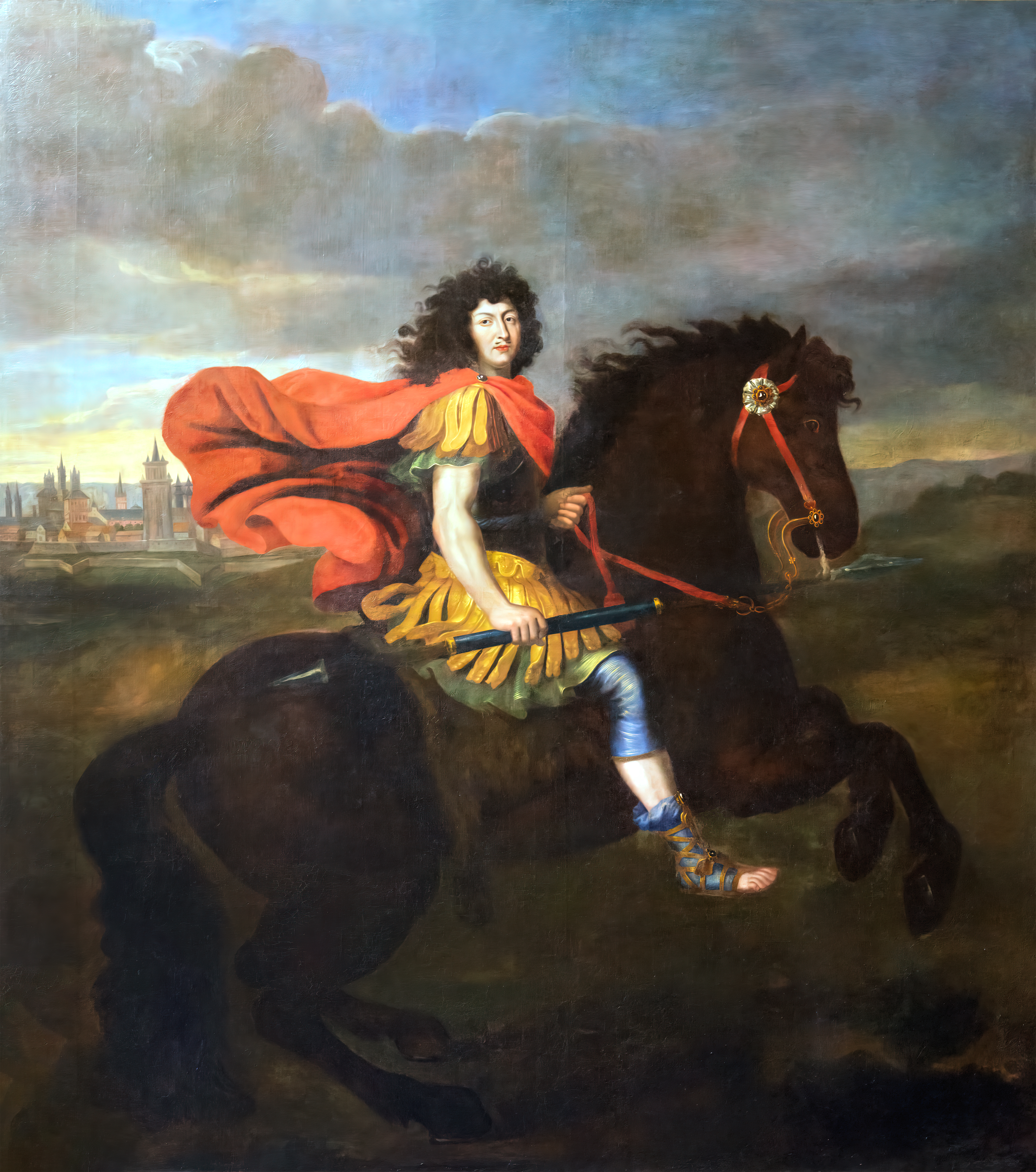
Portrait équestre de Louis XIV au siège de Maastricht d’après Pierre Mignard
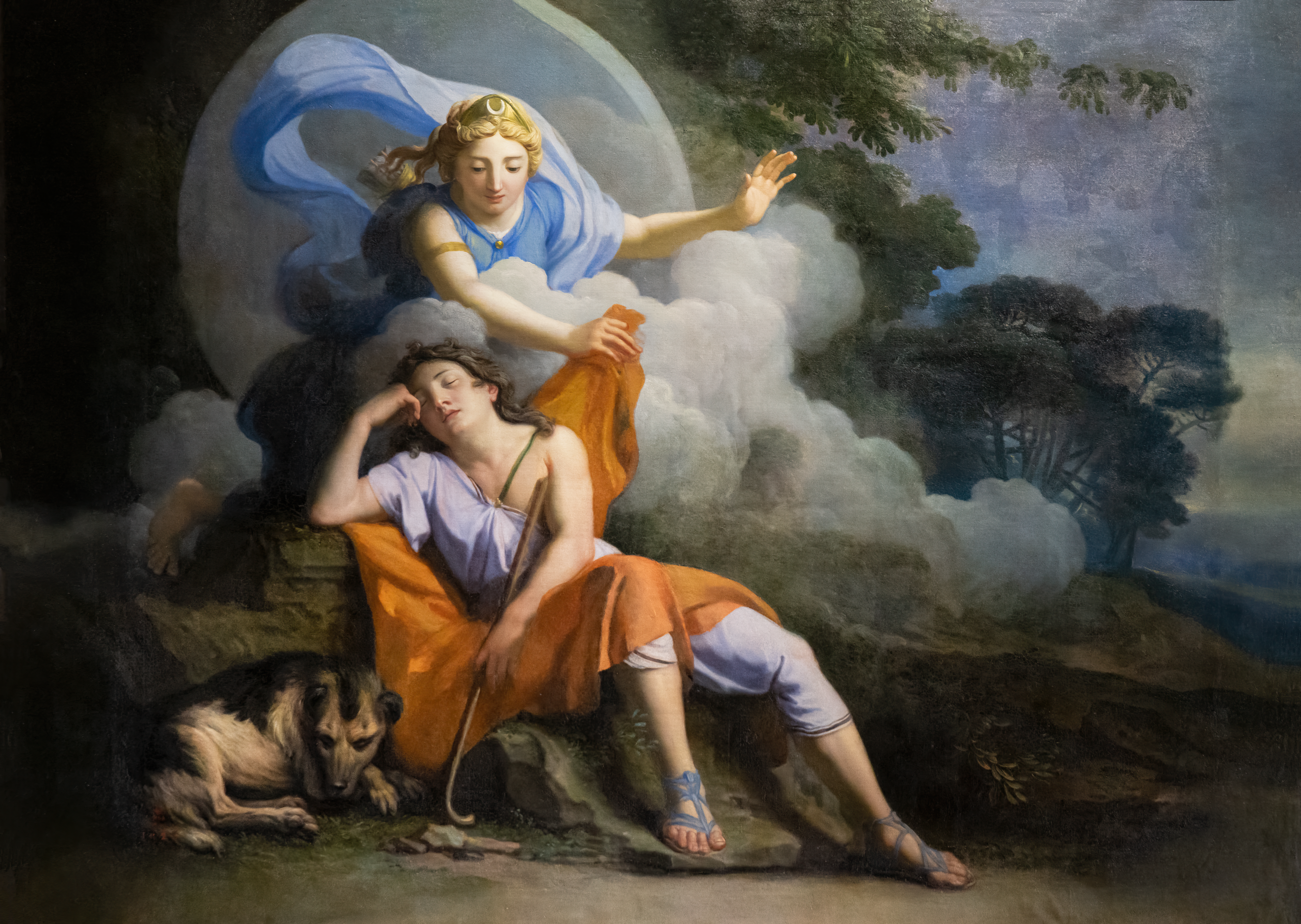
Diane et Endymion par René-Antoine Houasse
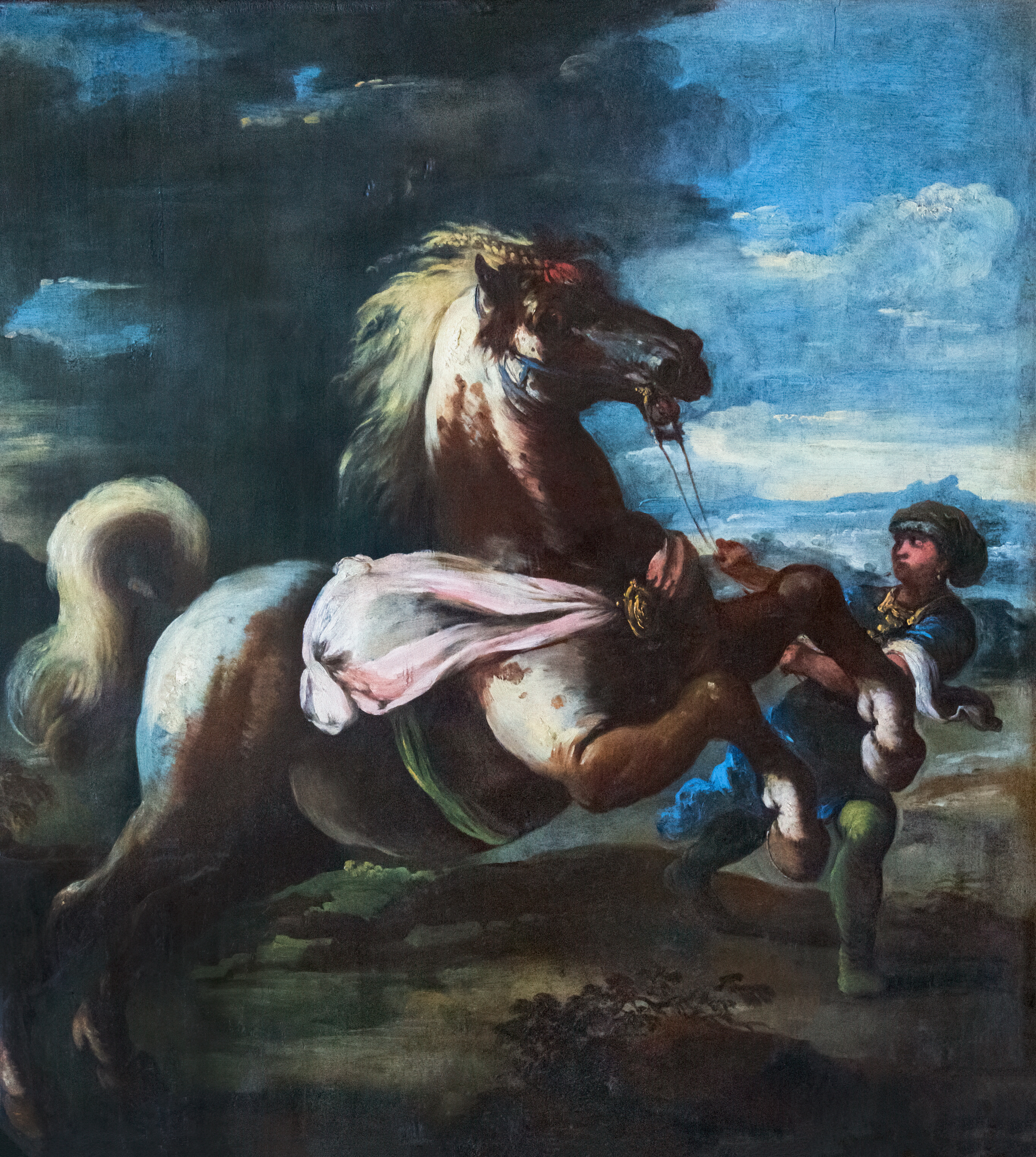
Deux huiles, sur panneau de bois, d'un auteur anonyme du XVIIe siècle représentant un cheval avec écuyer, ayant servi d'enseigne.
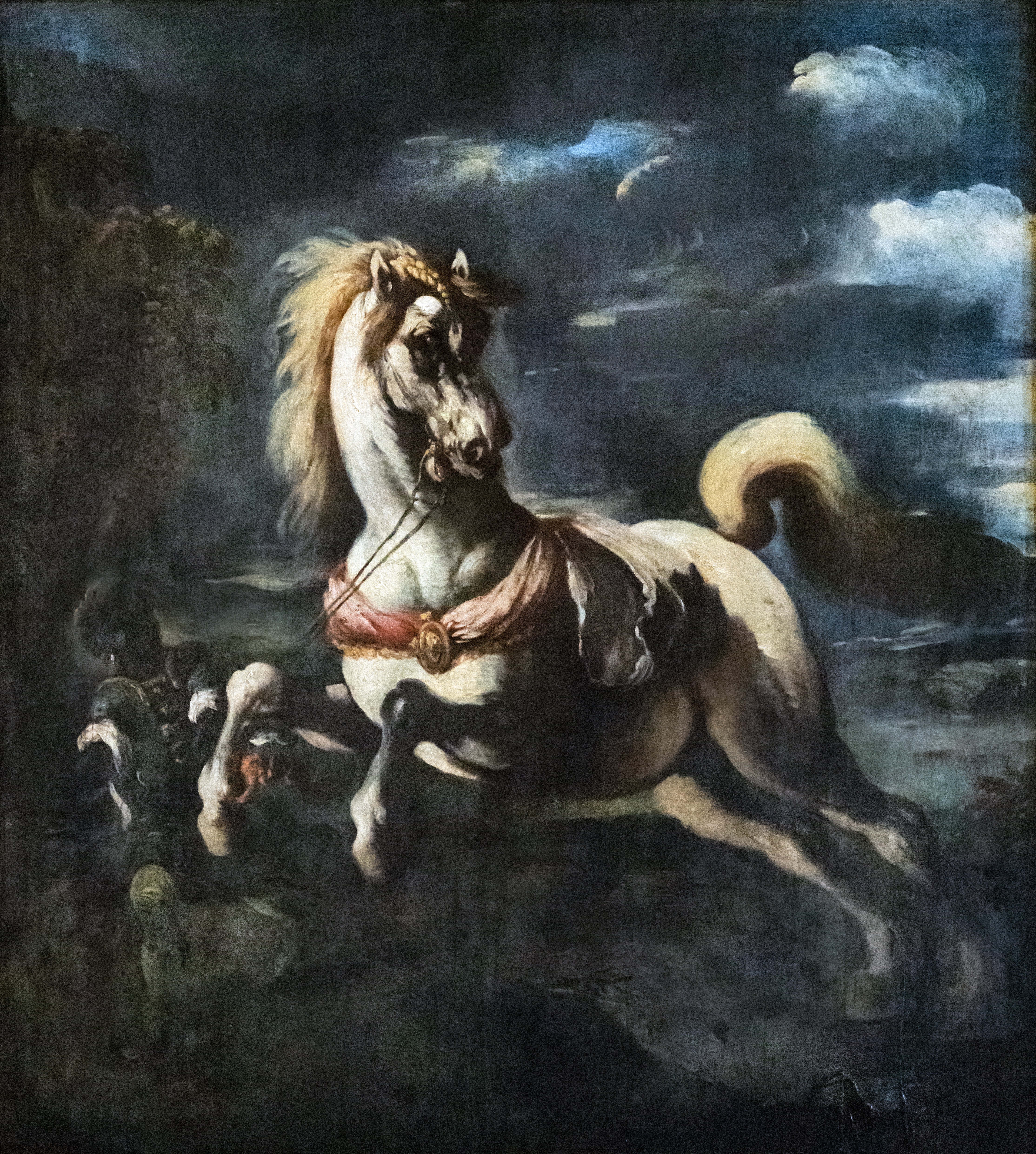
Panneau d'enseigne gauche

- parmi les éléments de mobilier un bargueño, coffre espagnol du début du XVIIe siècle

### Chambre du Roi
Elle fut décorée pour accueillir le roi Louis XIII, qui faisait la guerre au Roussillon. Le plafond à l’Italienne, composé de quarante-neuf caissons peints dédiés au thème des neuf muses, fut réalisé en 1633 par les trois frères Rodière, peintres et doreurs narbonnais. Les armes de l’archevêque commanditaire, Claude de Rebé (1587-1659), apparaissent dans différents tableaux. Des boiseries polychromes et dorées, ainsi que des peintures murales accompagnent ce plafond. Au sol est insérée une mosaïque gallo-romaine à labyrinthe, découverte en 1857 au pied des fortifications de la ville.
Parmi les œuvres accrochées, L’Adoration des bergers de Philippe de Champaigne (1602-1674) ; Zorobabel devant Darius de Nicolaes Knupfer (c 1603-1655) ; L’Adoration des bergers de Francesco Solimena (1657-1747) ; La famille de Darius devant Alexandre, attribué à Jacob Jordaens (1593-1678) ; le portrait d’un consul de Narbonne, peint en 1662.

### Grande galerie
- plafonds peints néo-gothiques à motifs géométriques et écussons, réalisés dans les années 1850 par Alexandre Denuelle, d’après des dessins de Viollet-le-Duc[6] ; les parties hautes de cette continuation de l’Hôtel de Ville, ont été décorées dans le style troubadour ; sur la frise, on retrouve les armoiries de la ville et des communes environnantes rattachées au diocèse de Narbonne.
- trois imposants meubles présentent 180 pots à pharmacie (fin du XVIe siècle, début du XVIIe) classés monuments historiques, qui sont des dépôts du Bureau de bienfaisance et de l’Hôtel-Dieu de Narbonne ; on y distingue des albarelli, des piluliers, des chevrettes, des pots canons, etc. sur lesquels figurent le nom des plantes médicinales : chicorée, bourrache, rose, etc.

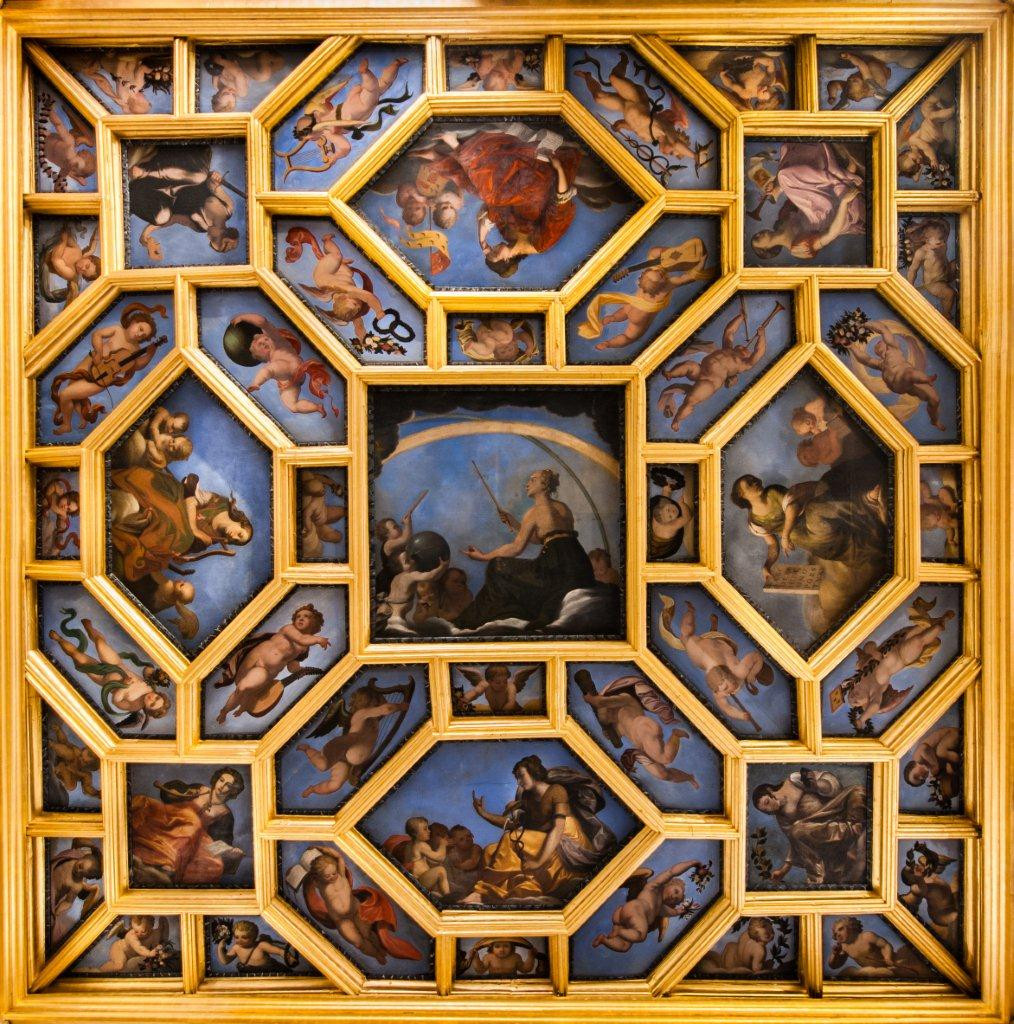
Plafond à caissons peints de la Chambre du Roi.
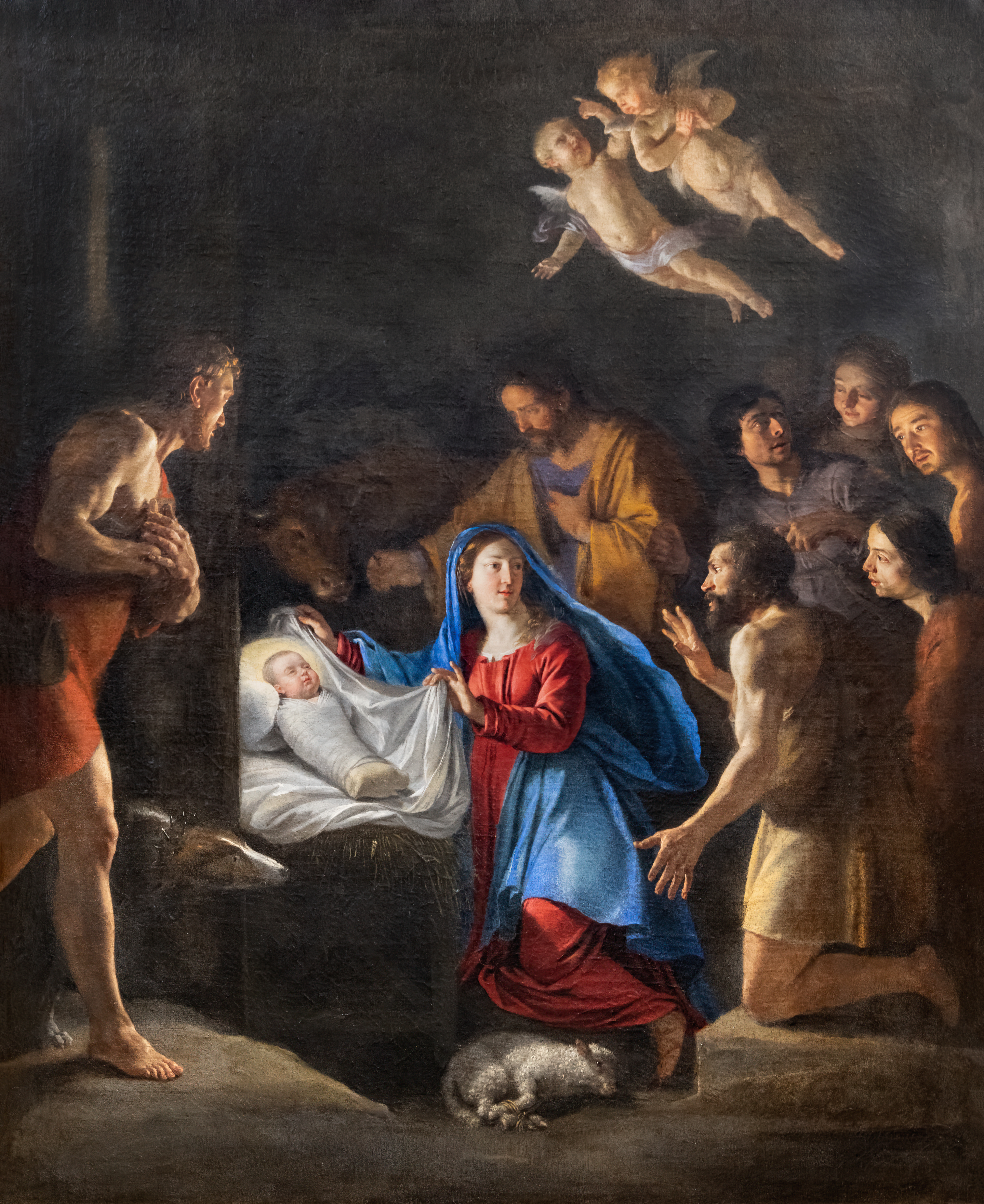
L'adoration des bergers - Philippe de Champaigne
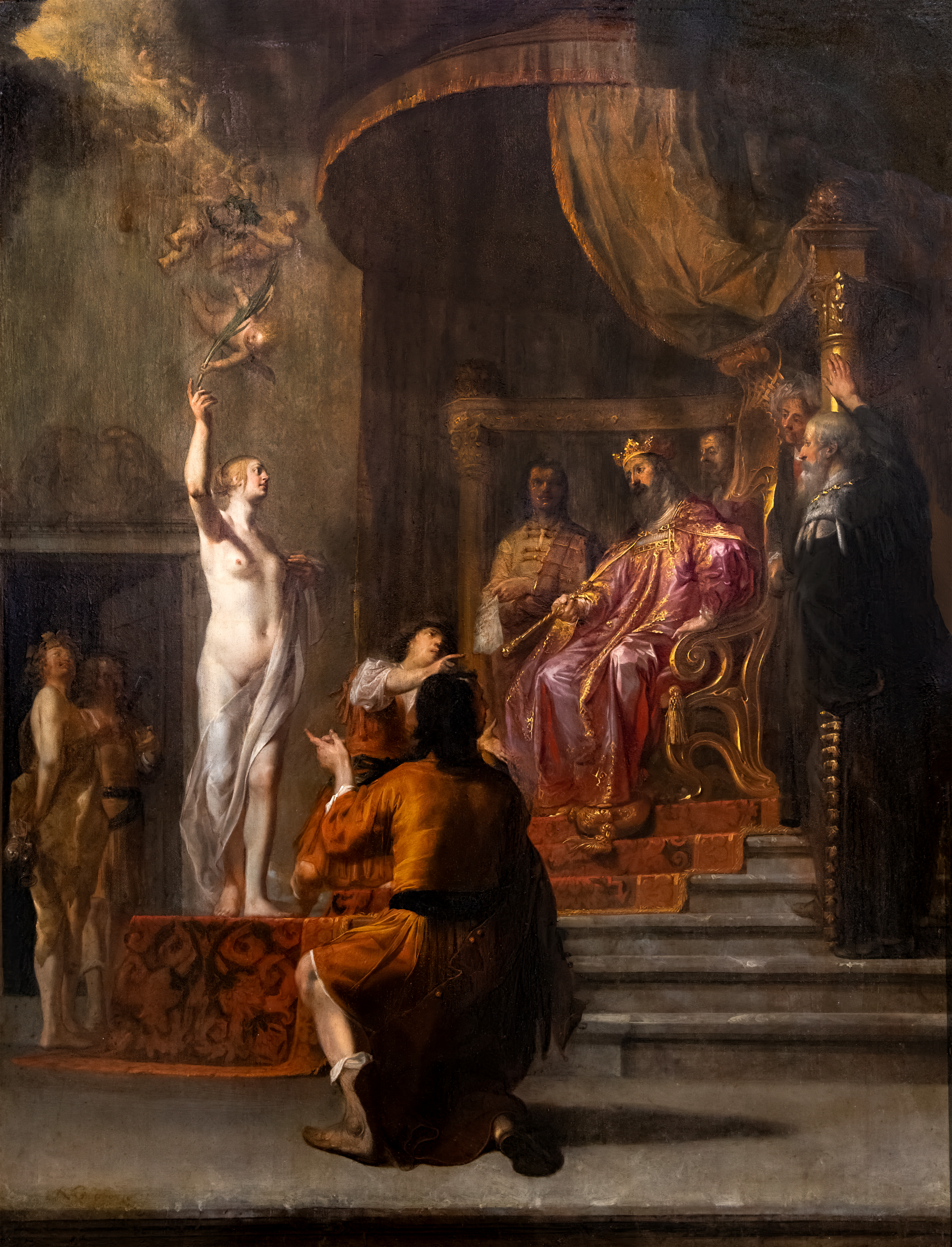
Zorobabel devant Darius par Nicolaus Knüpfer
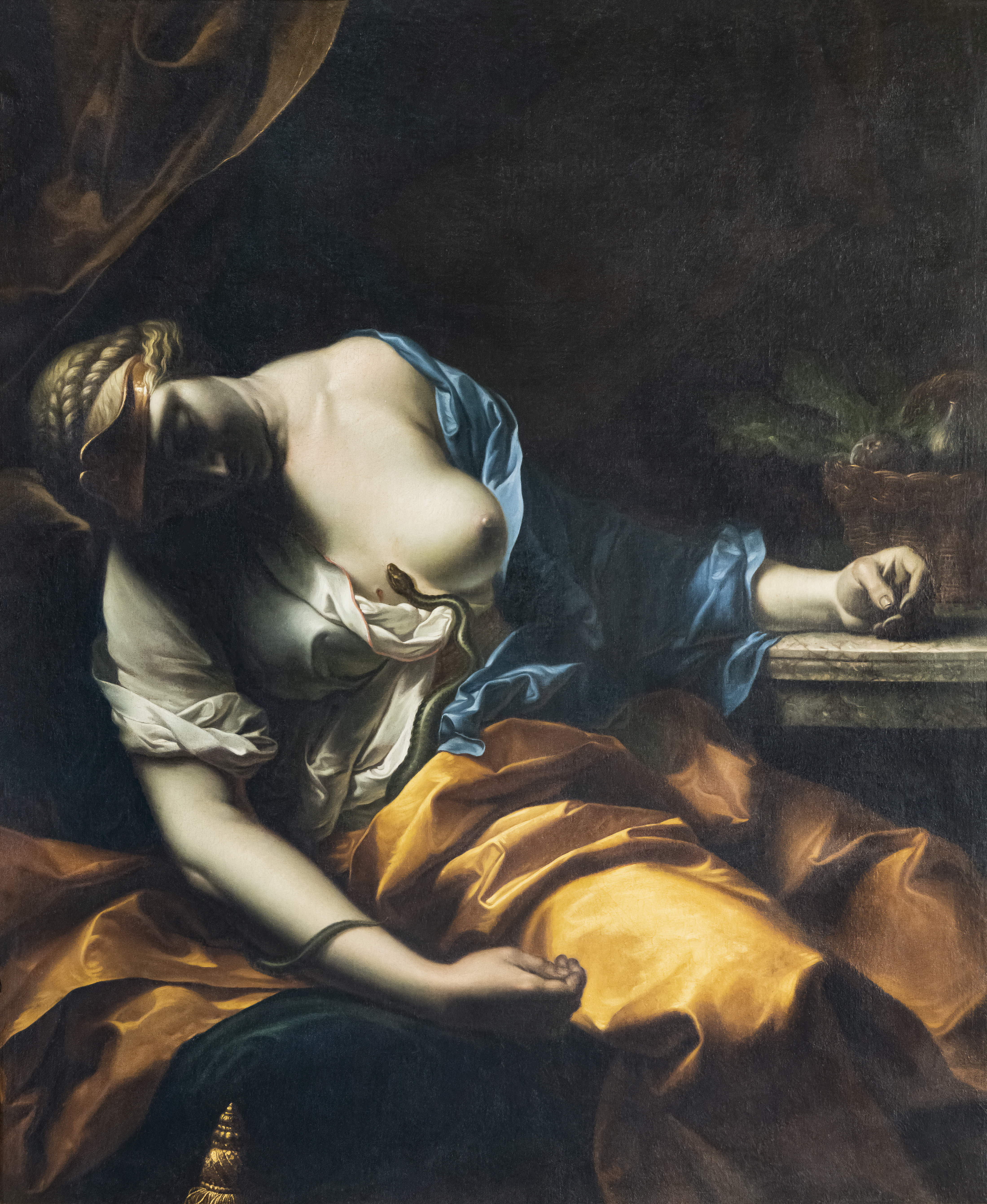
sur les murs, Danse de Noce (1620) de Brueghel (1525/30-1569) ; Diane et ses nymphes surprises au bain par Actéon du peintre toulousain Antoine Rivalz (1667-1735) ; Alexandre le Grand devant le tombeau d’Achille de Giovanni Panini (1691-1765) ; Le Martyre de Sainte-Cécile, fresque de la villa de la Magliana (Rome) attribuée à Raphaël (1483-1520).
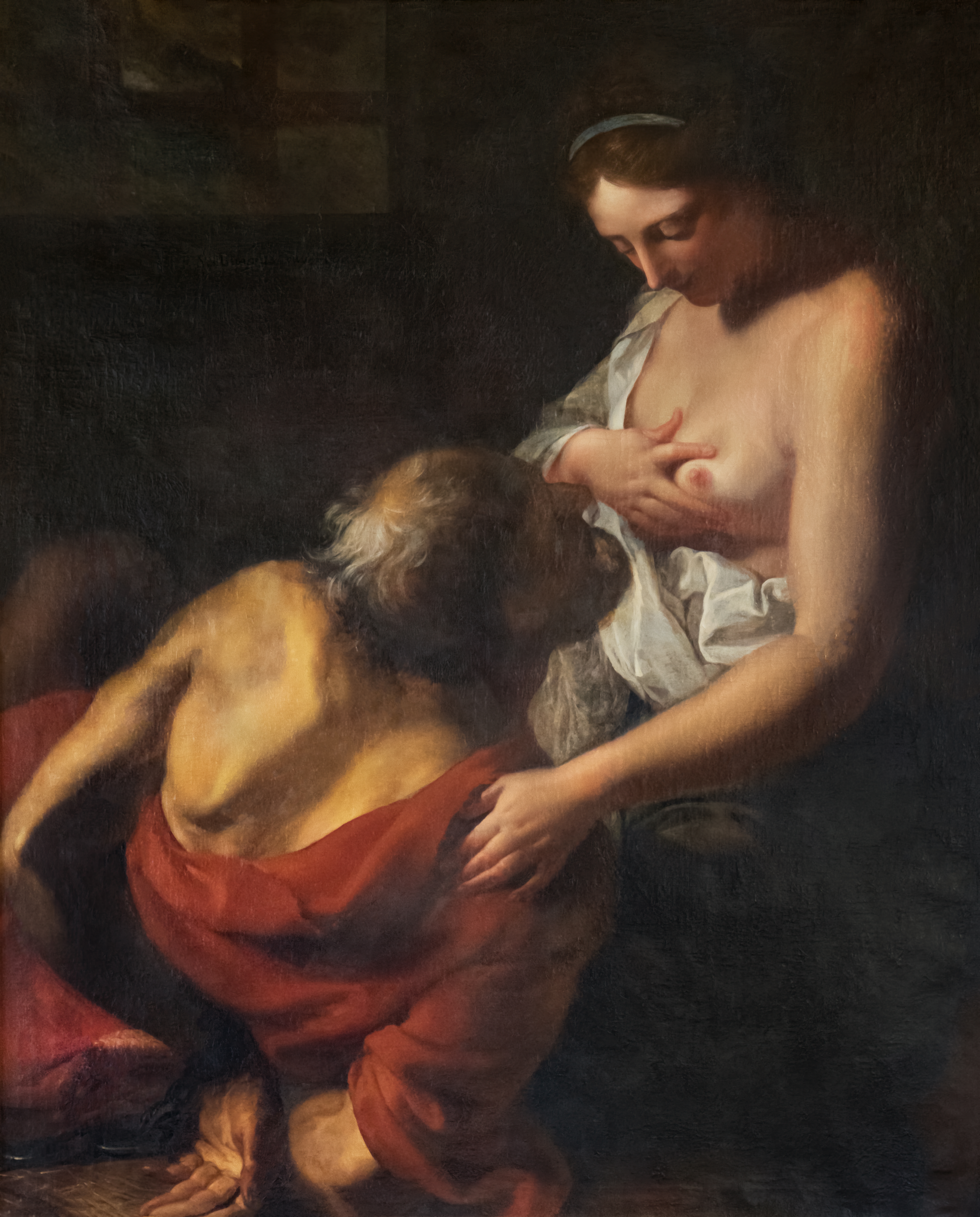
La charité Romaine - Pierre Subleyras
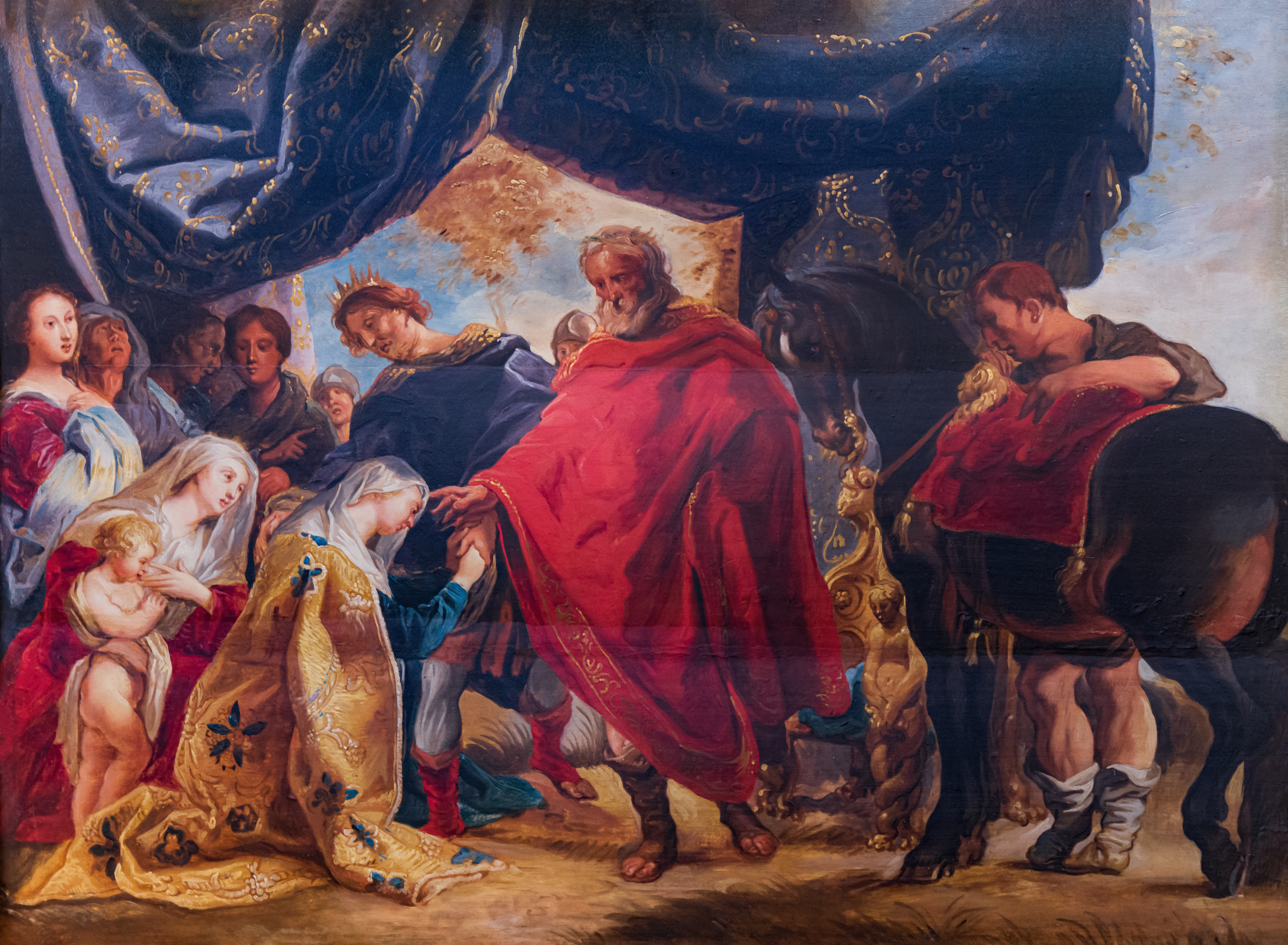
La famille de Darius devant Alexandre - Jacob Jordaens
Saint Antoine en prière, Anonyme, XVII
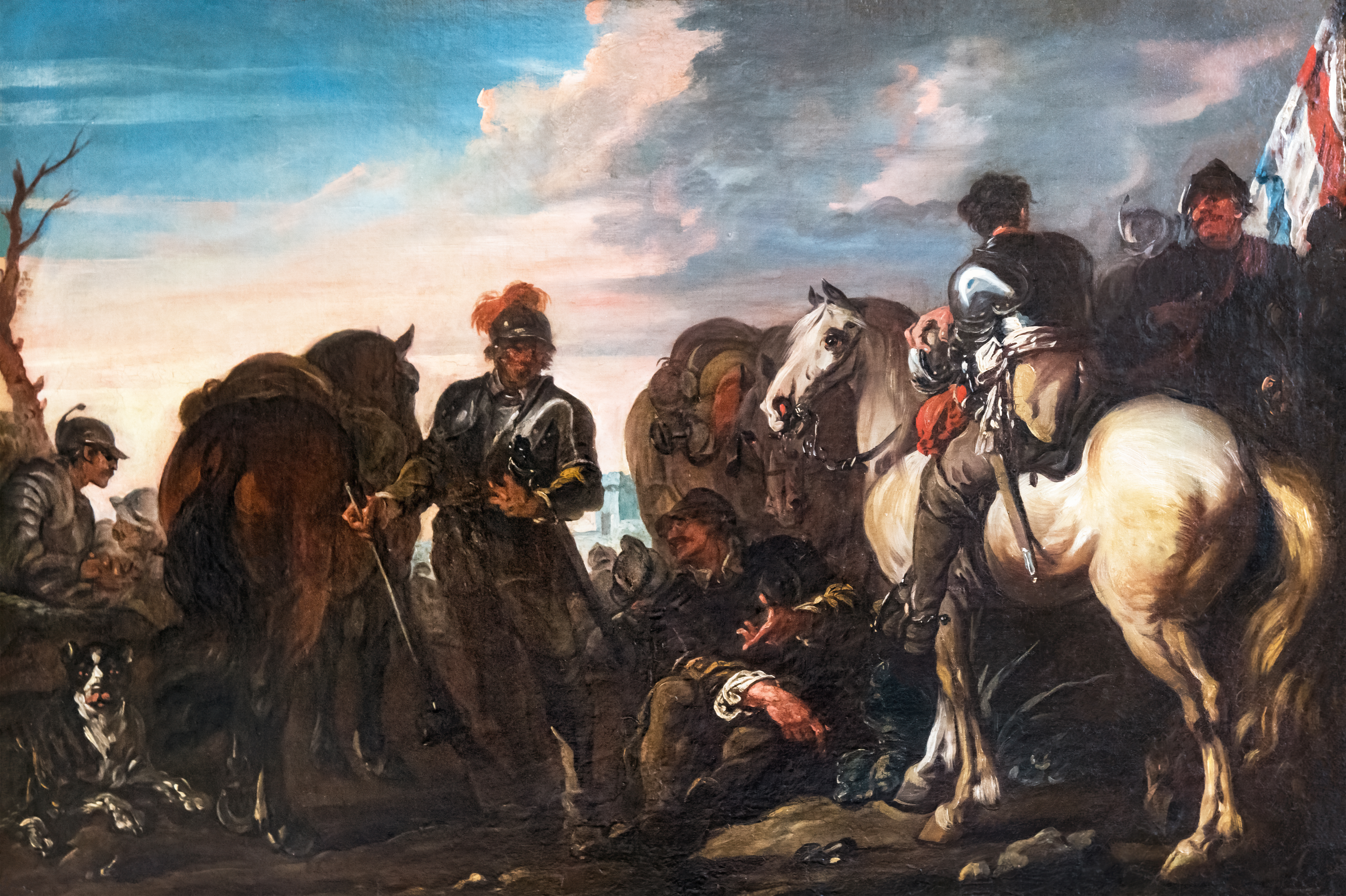
Halte de soldats, Charles Parrocel
L'adoration des bergers, Francesco Solimena
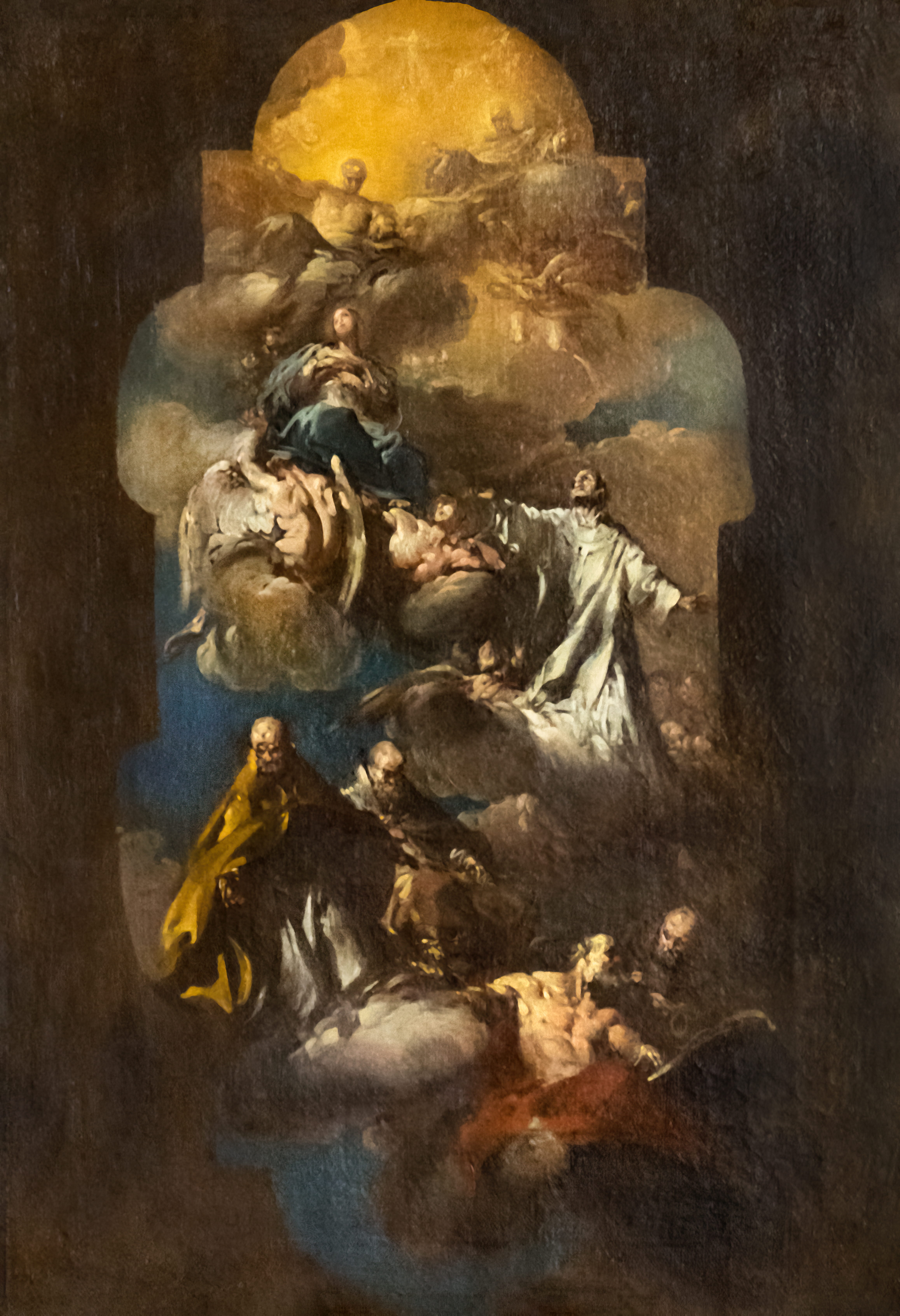
Apothéose de saint Philippe Néri - Giovanni Domenico Ferretti
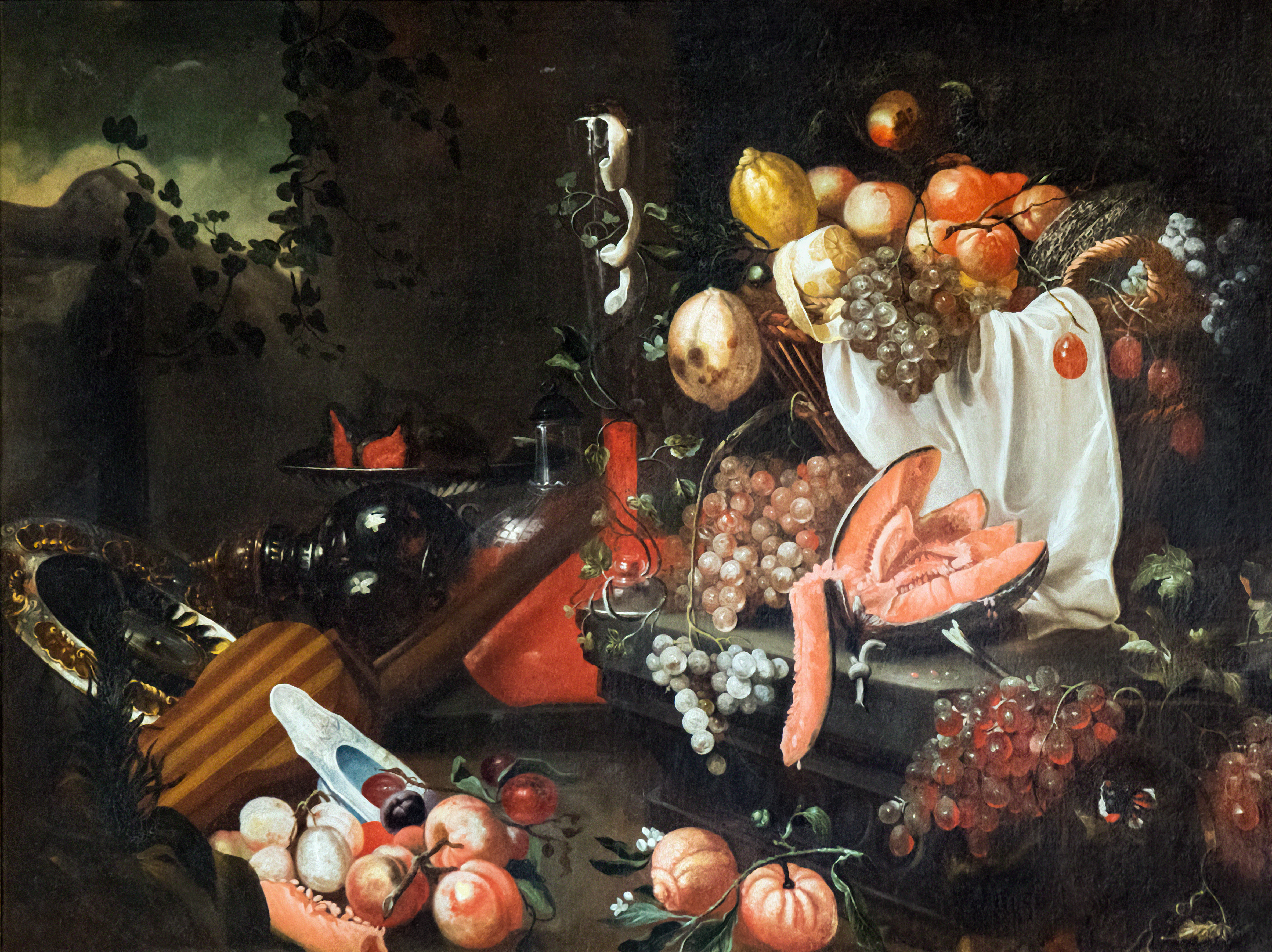
Nature Morte 844.1.2 - XVIIe - Anonyme
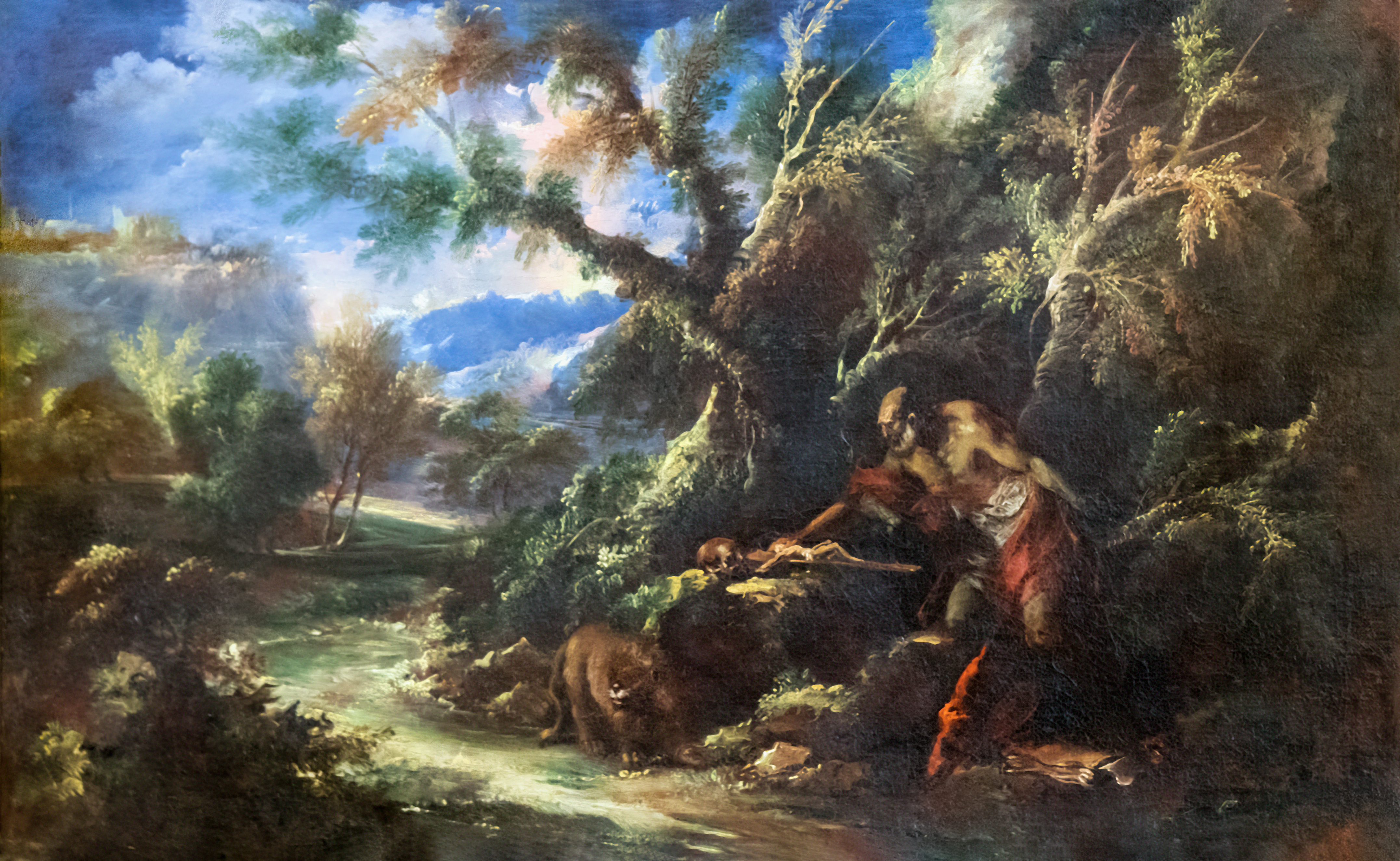
Saint Jérôme dans le désert - Marco Ricci
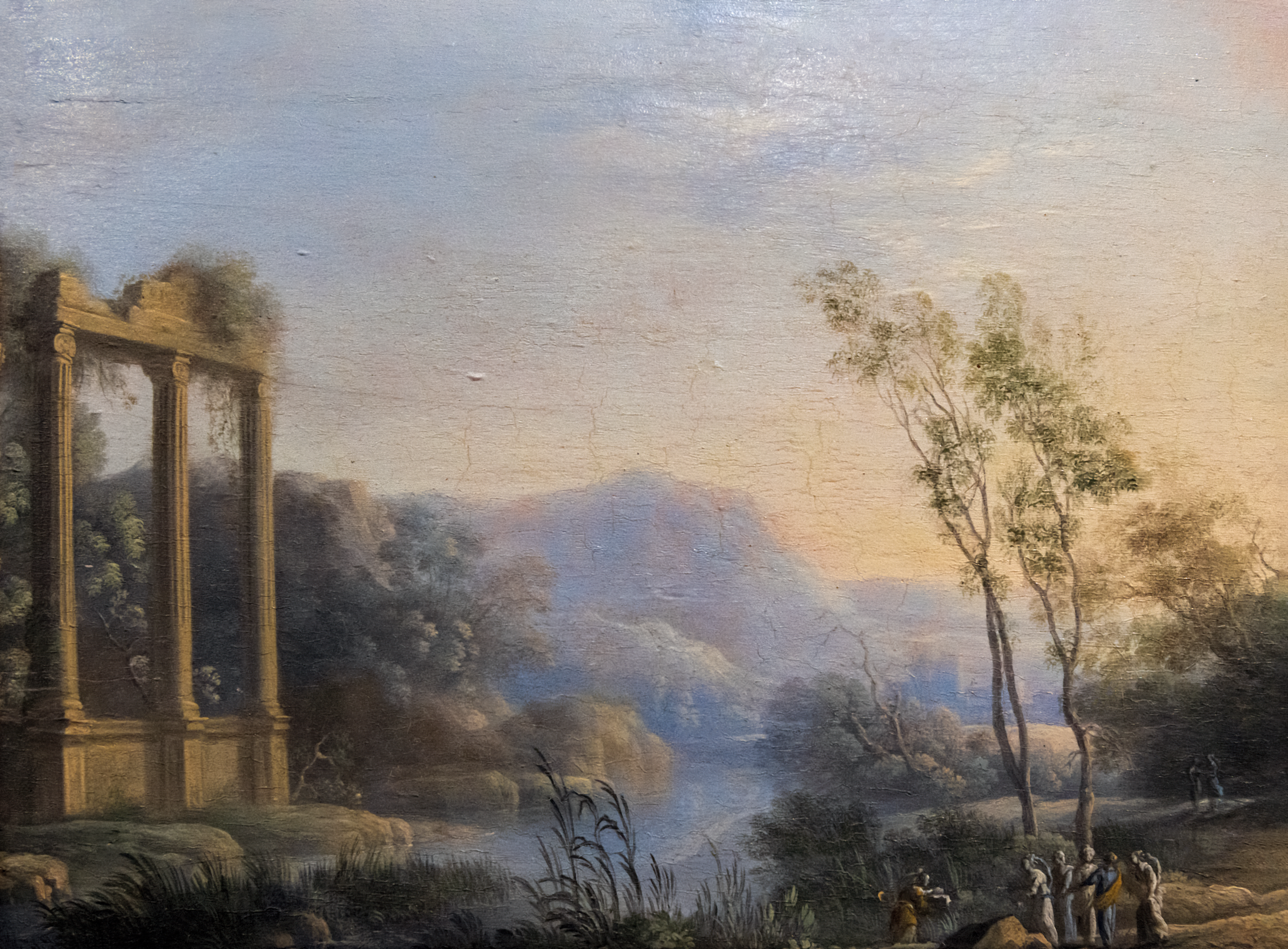
Paysage avec Moïse sauvé des eaux - entourage de Pierre Patel
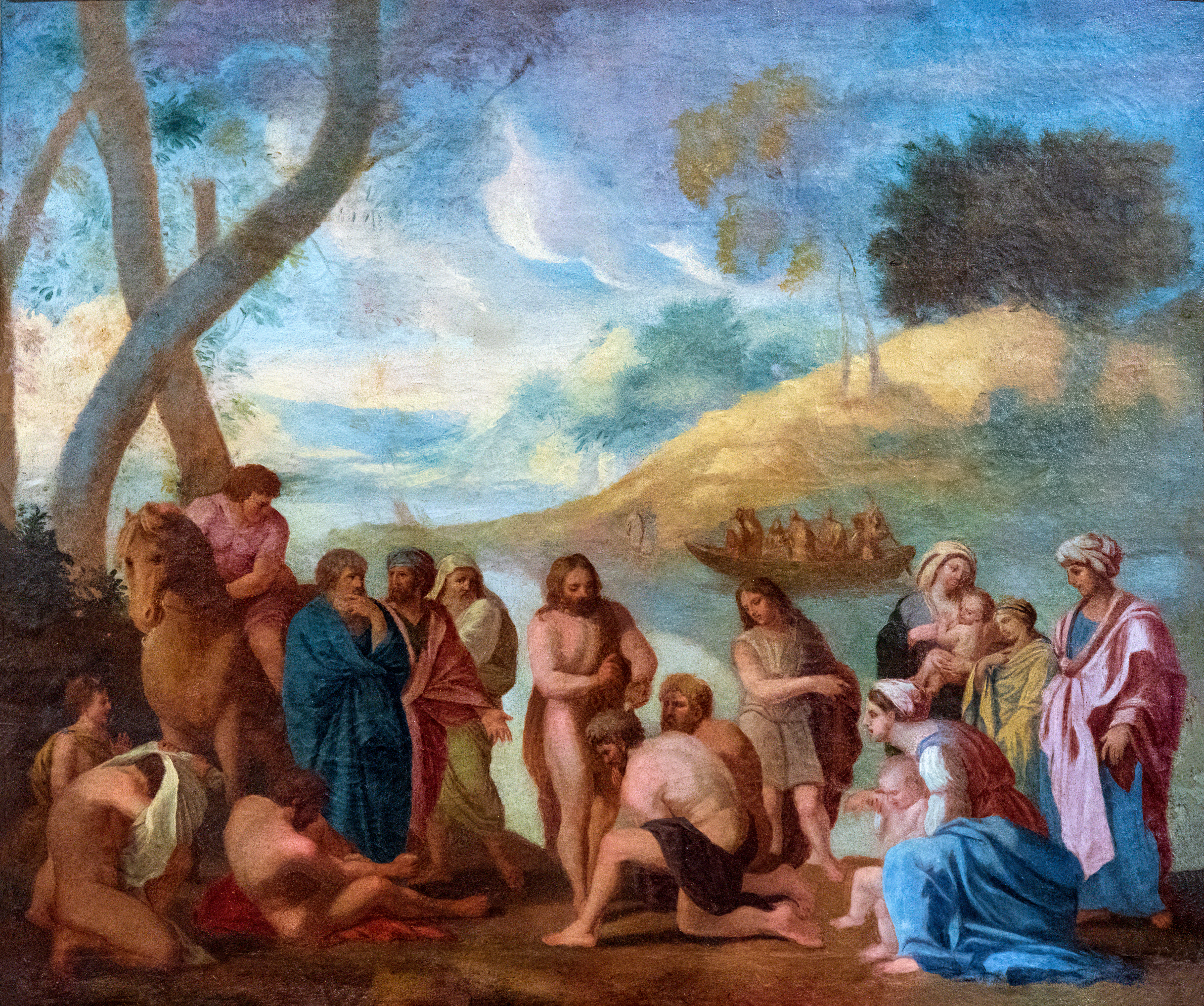
Saint Jean Baptisant sur les bords du Jourdain d'après Nicolas Poussin
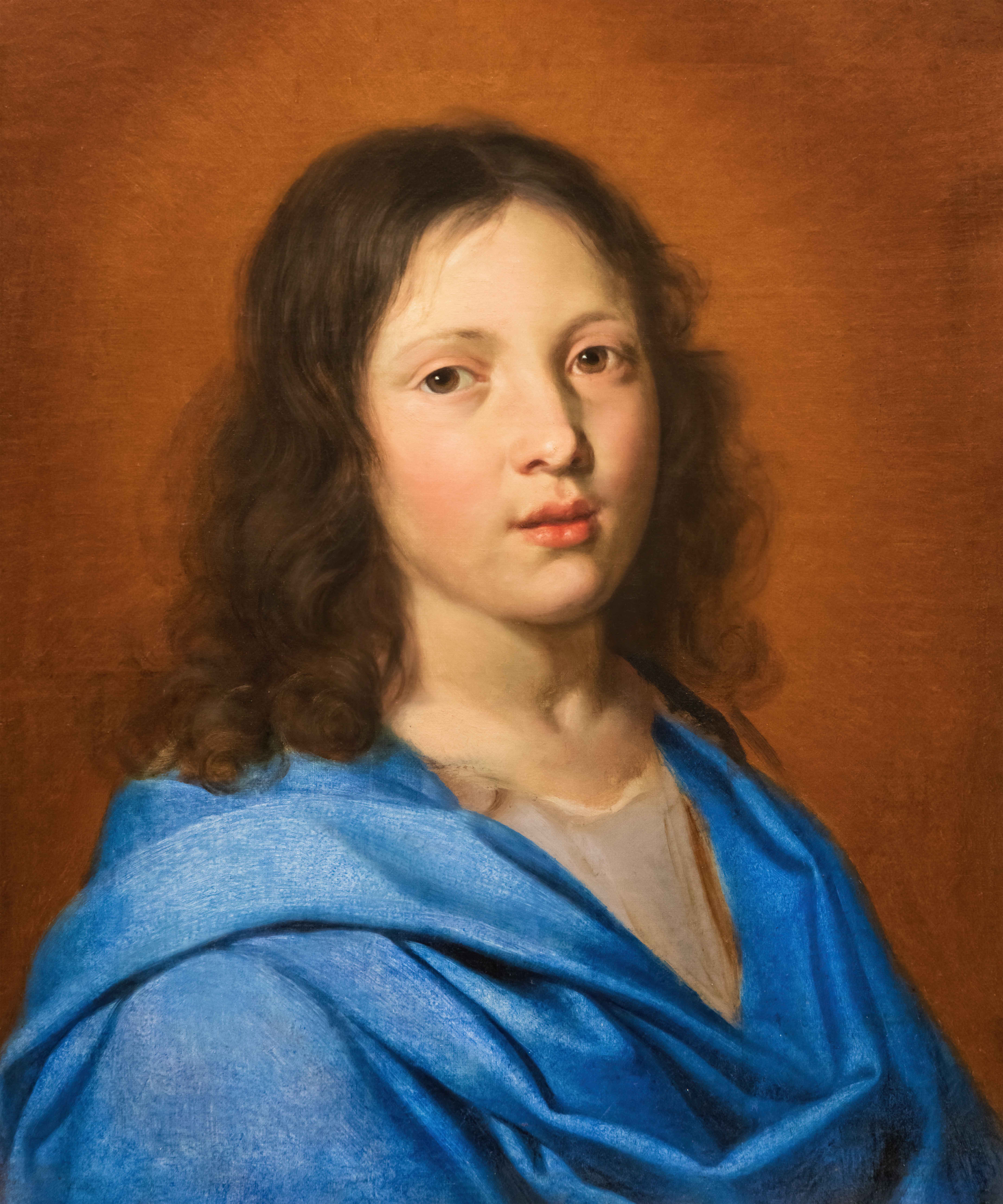
Buste de jeune homme vêtu à l'antique - Anonyme - XVIIe
La muse Clio - Anonyme - XVIIe
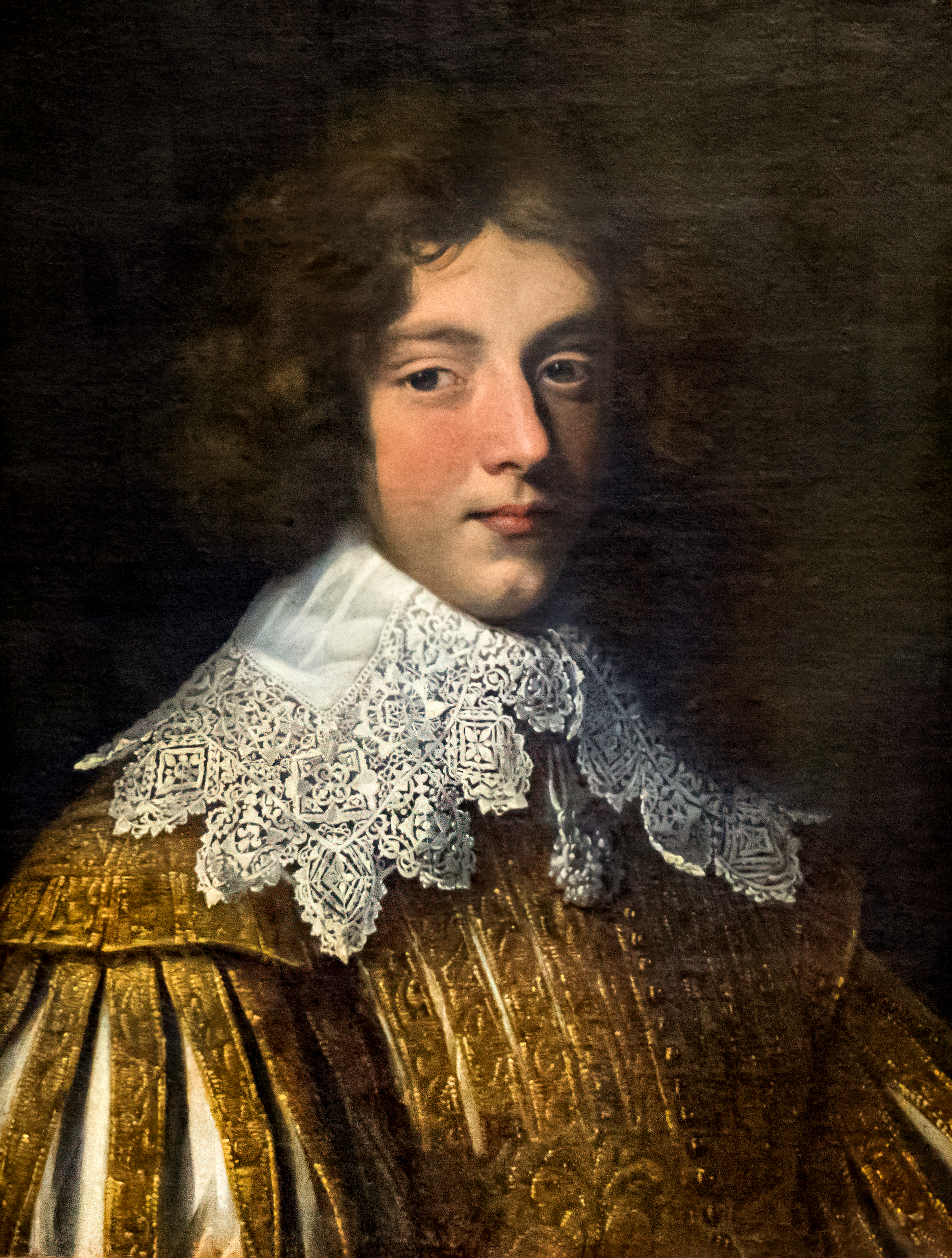
Le Marquis de Cinq Mars - École des Frères Le Nain
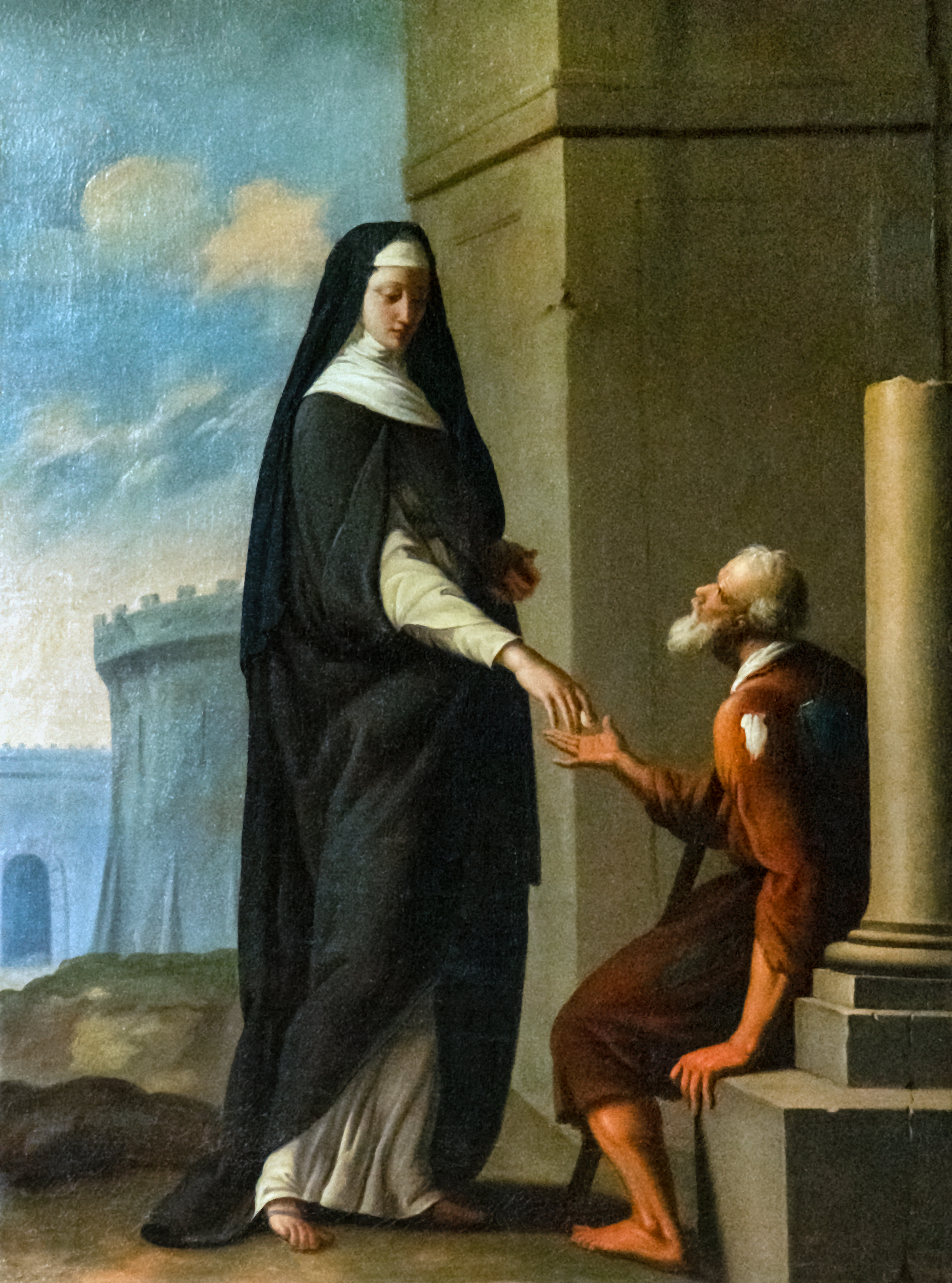
Sœur carmélite donnant l'aumône - Ecole d'Eustache Le Sueur
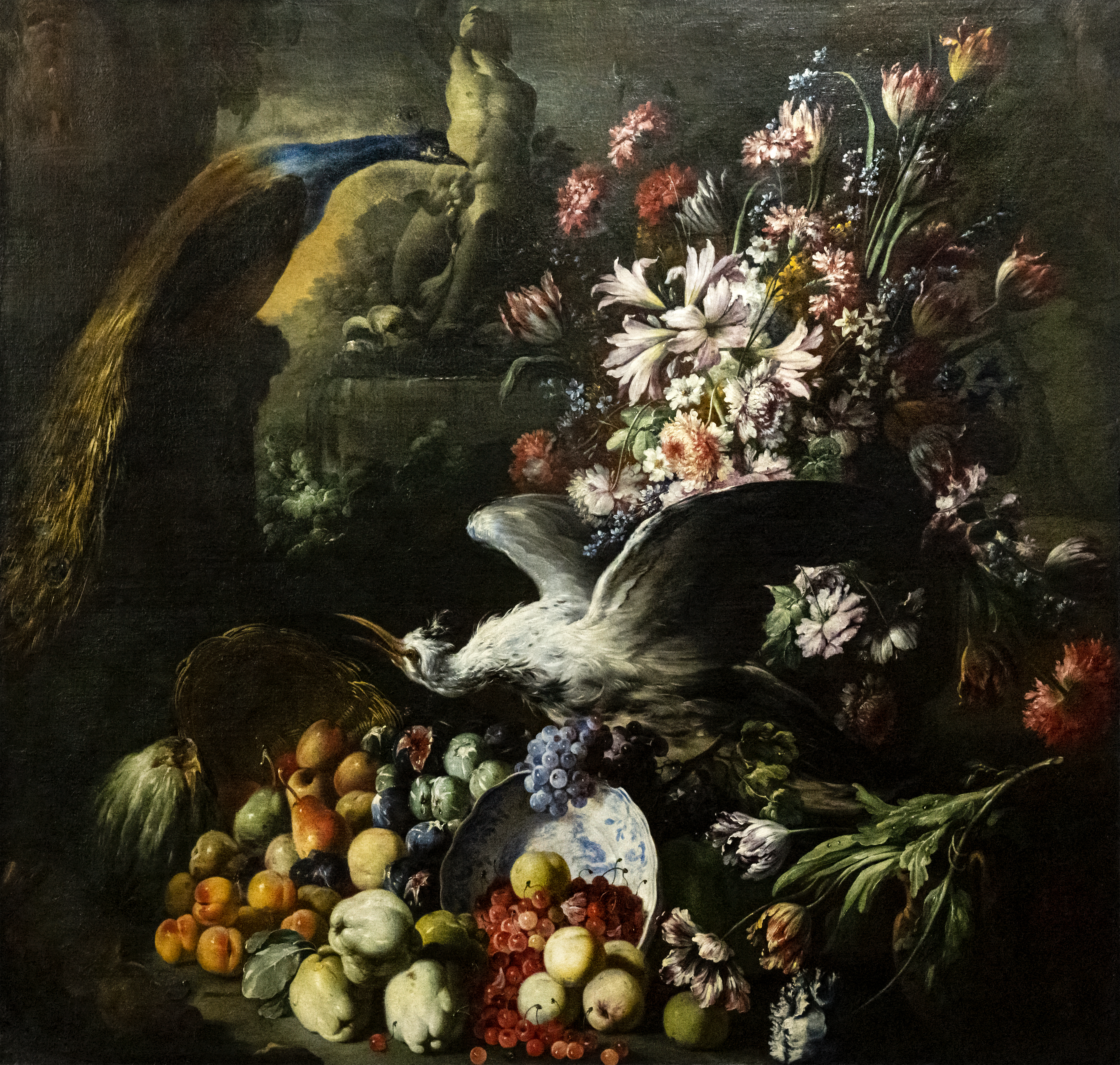
Fleurs, fruits, oiseaux - Attribué à Abraham Brueghel
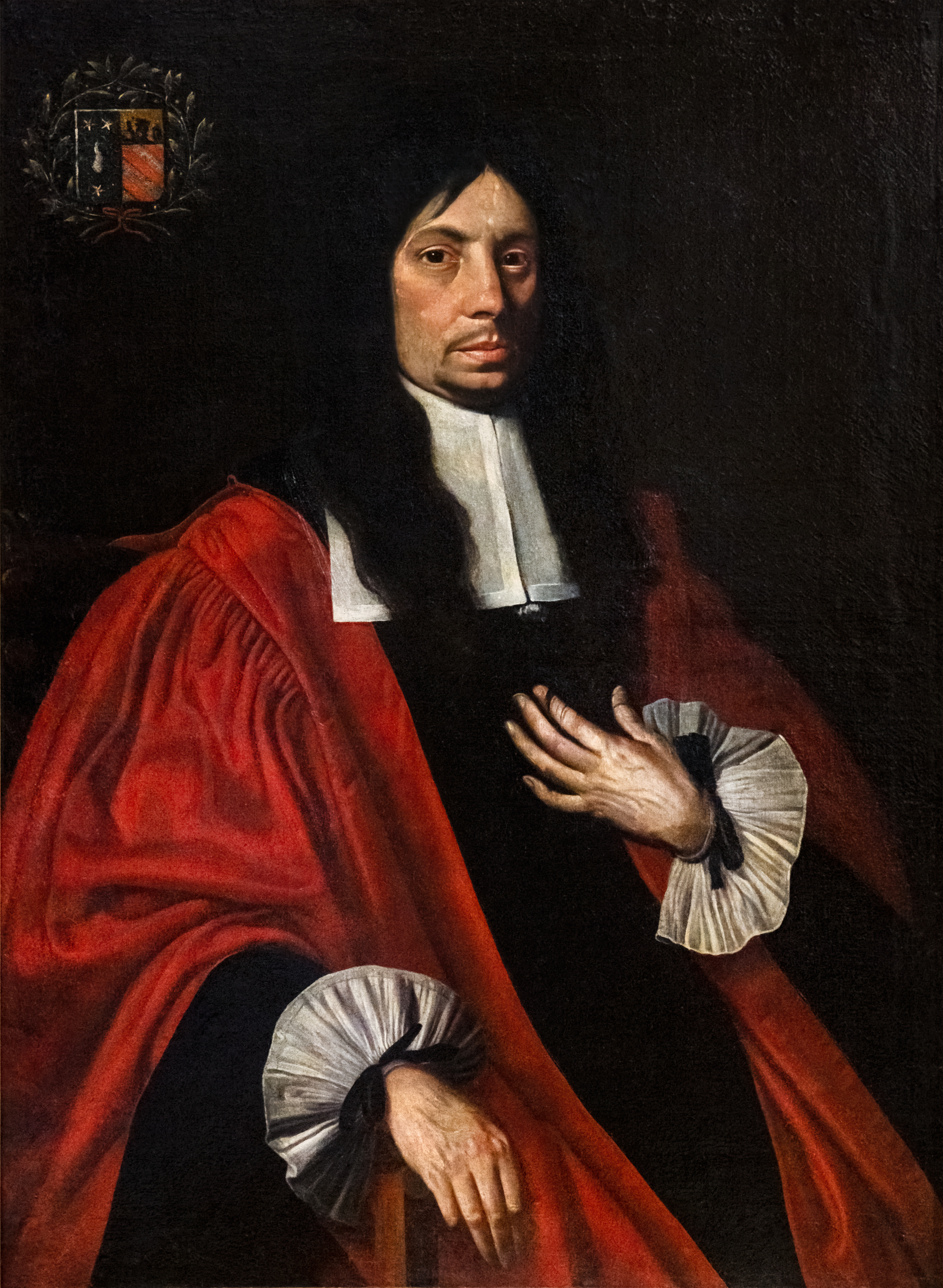
Portrait d'André Rigaud, consul de Narbonne 1662
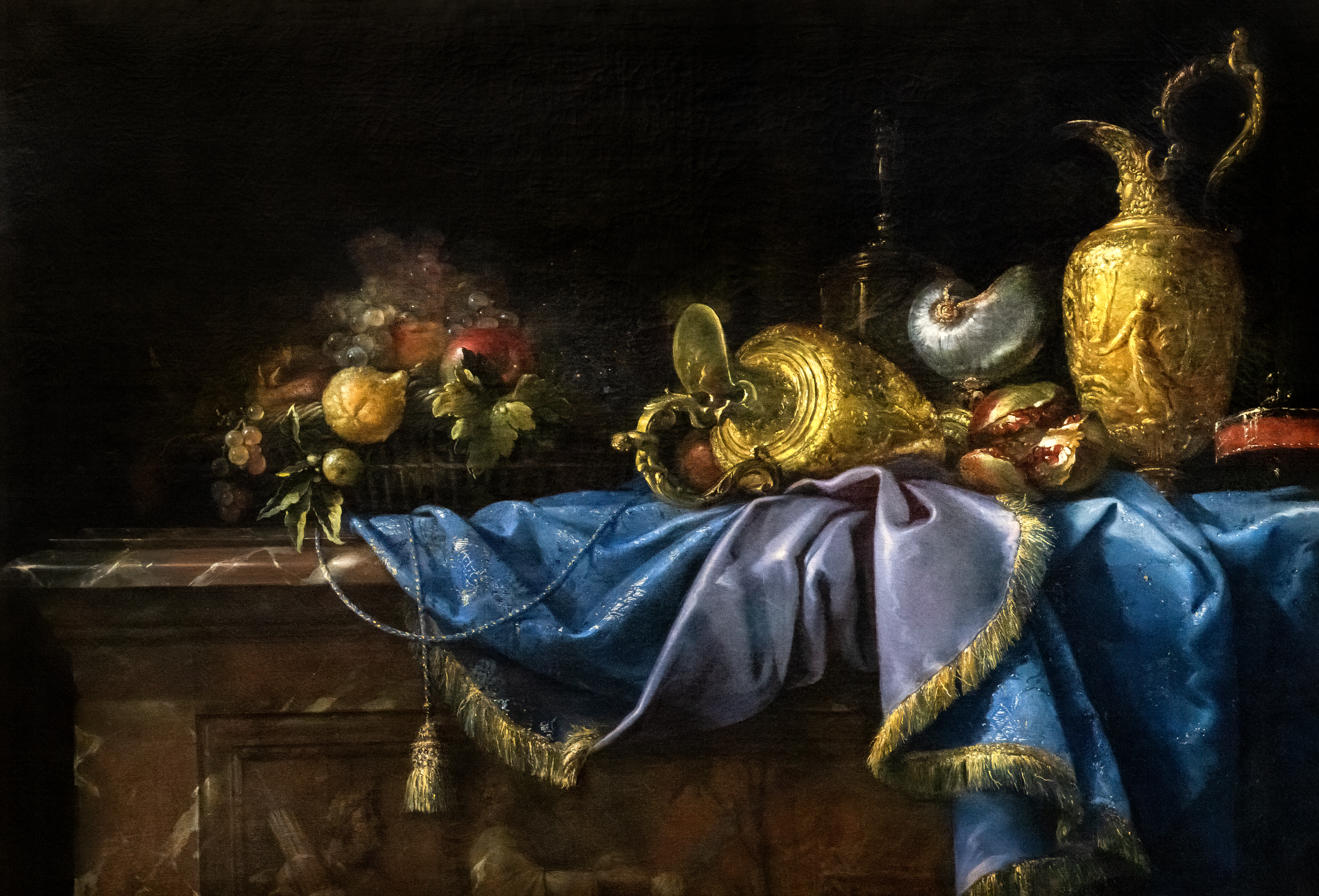
Nature morte - Meiffren Conte
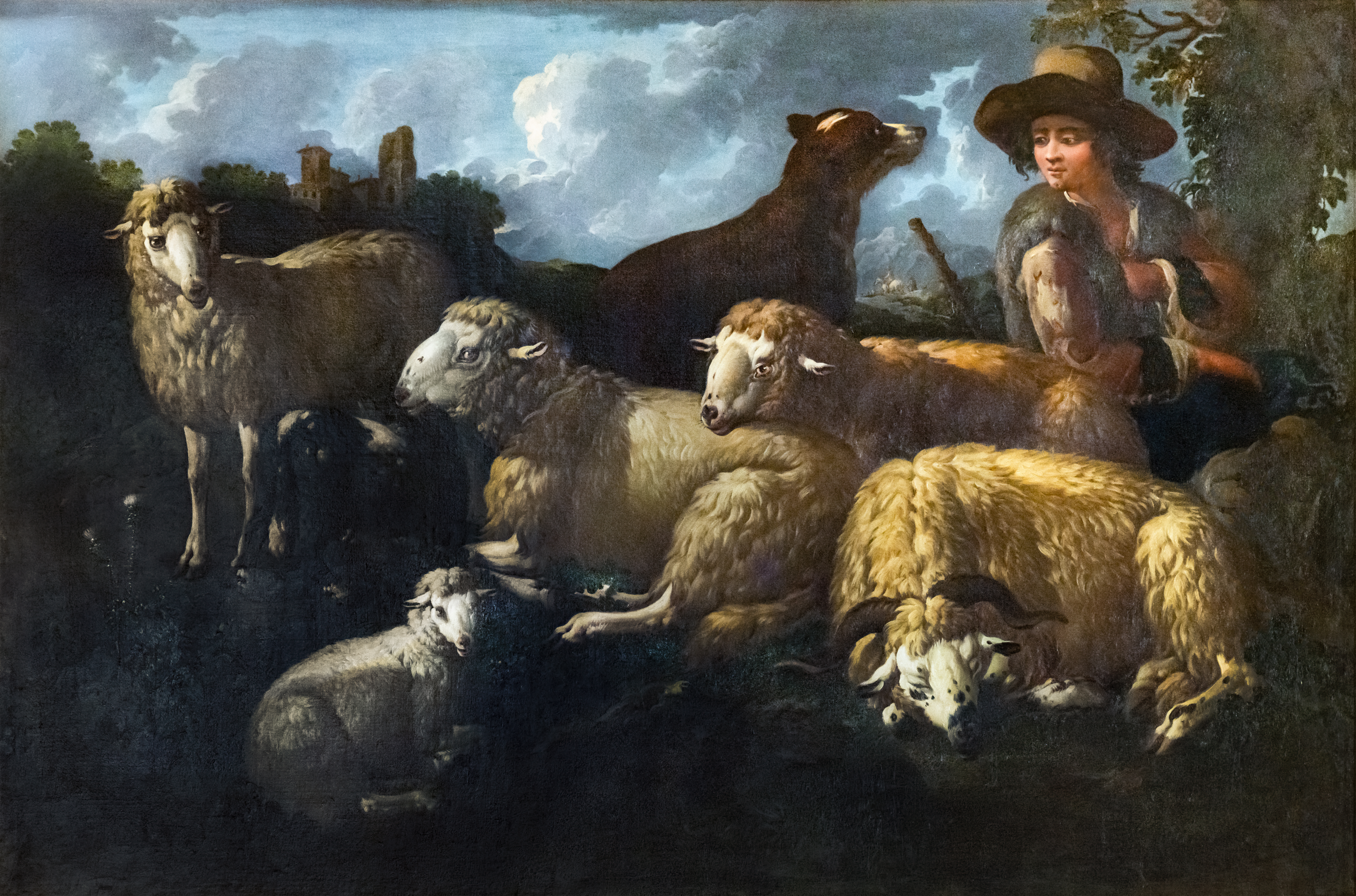
Berger et moutons - Philipp Peter Roos
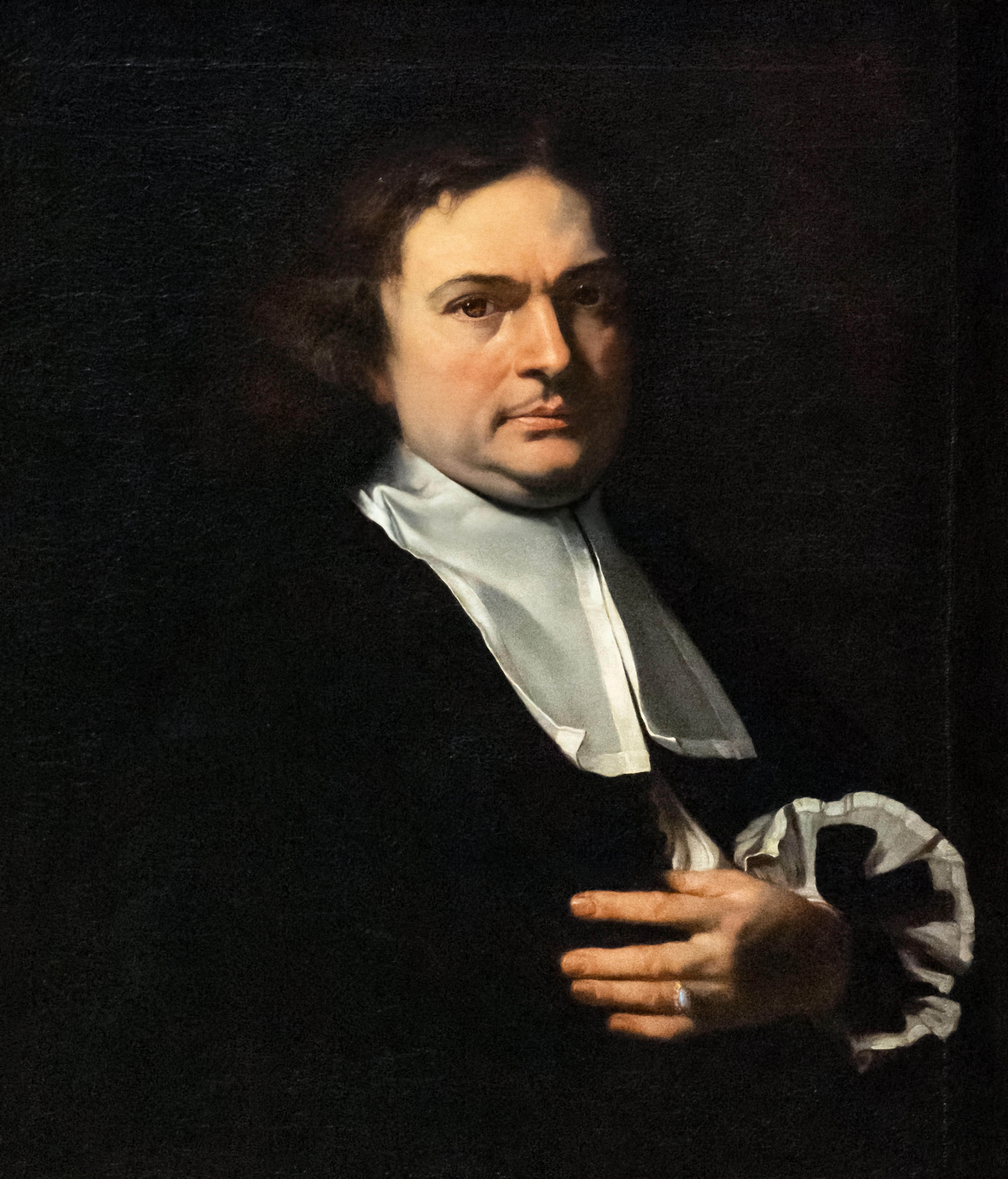
Portrait d'homme - Louis Brocard
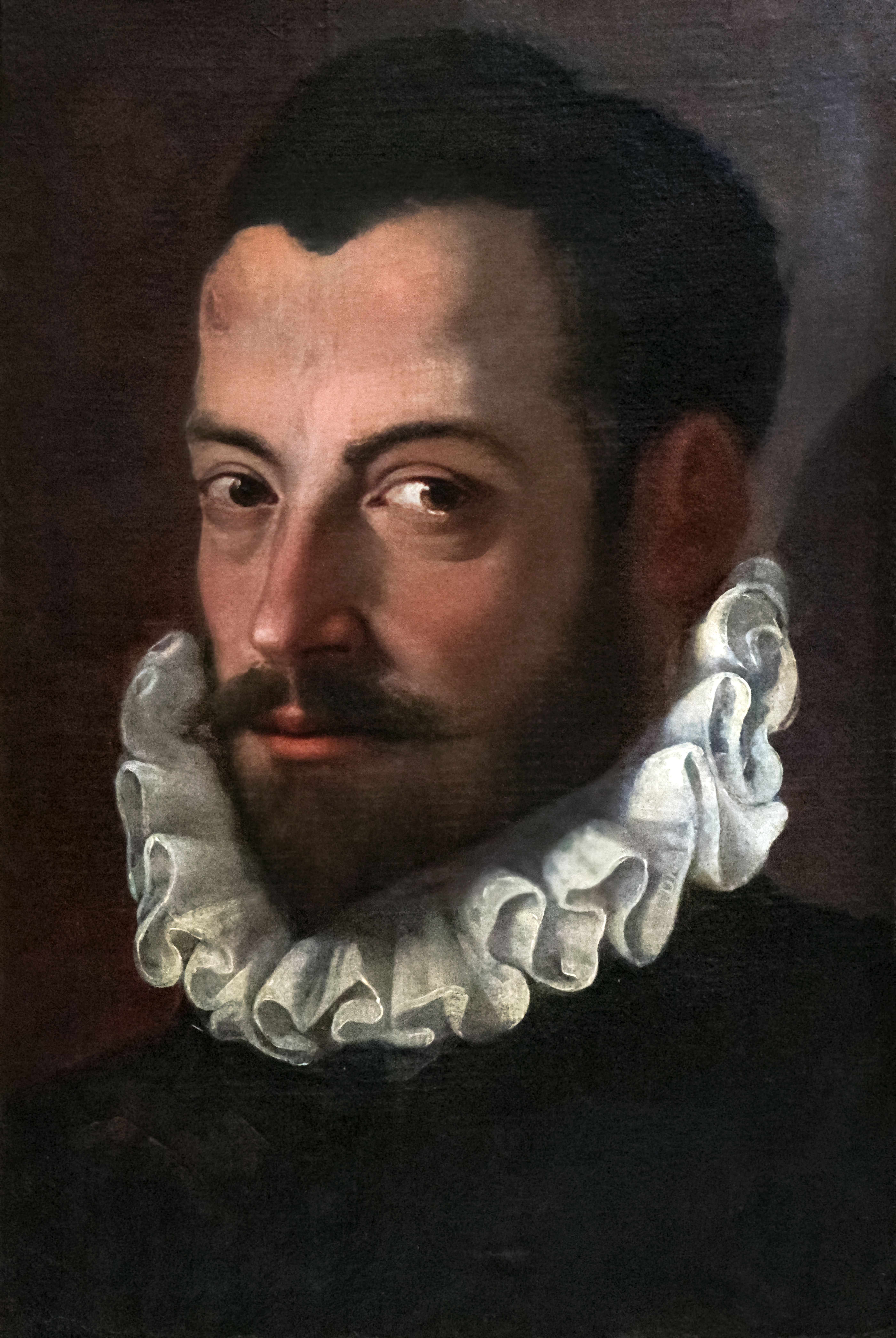
Portrait d'homme - Ludivico Cardi
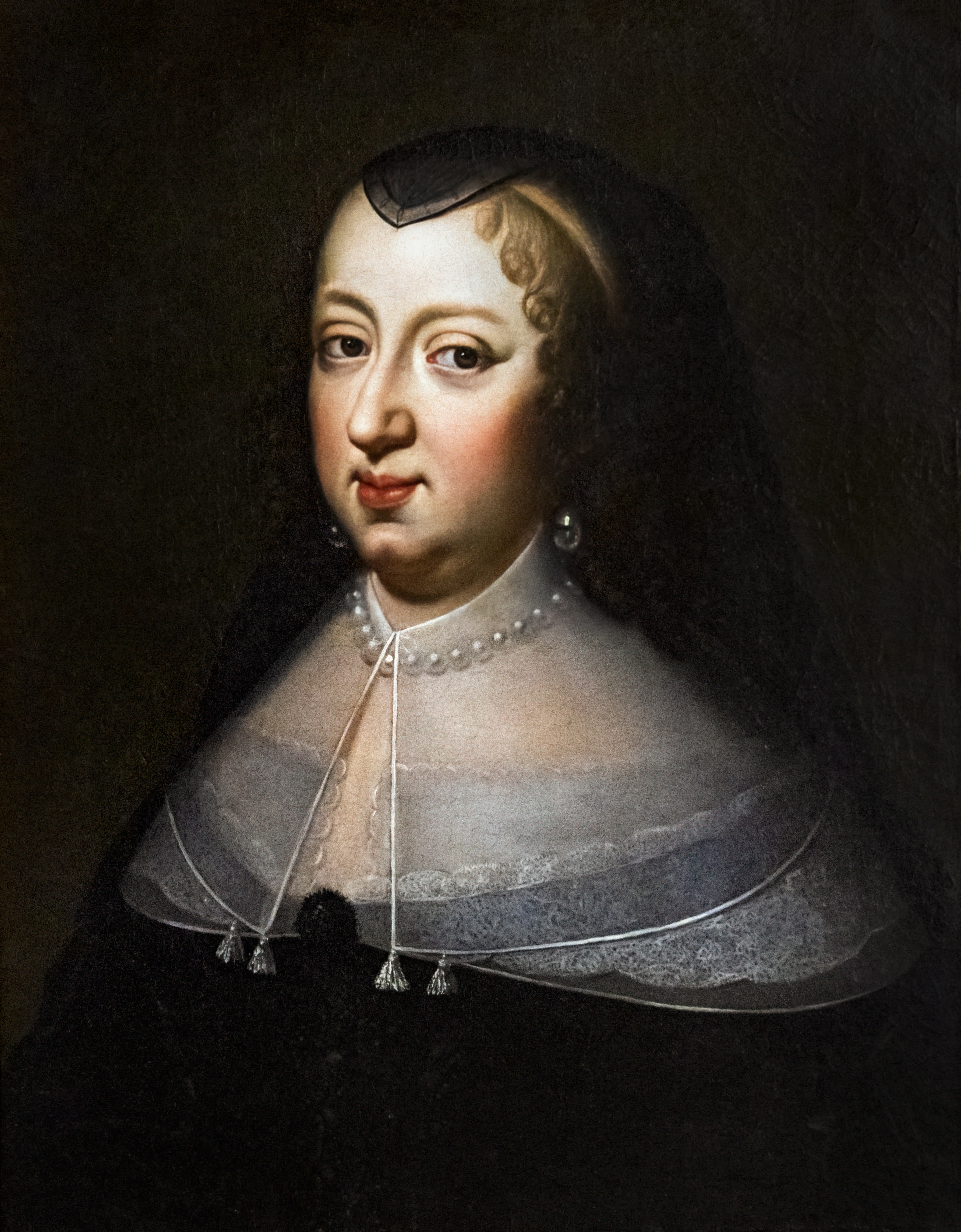
Portrait d'Anne d'Autriche régente de France

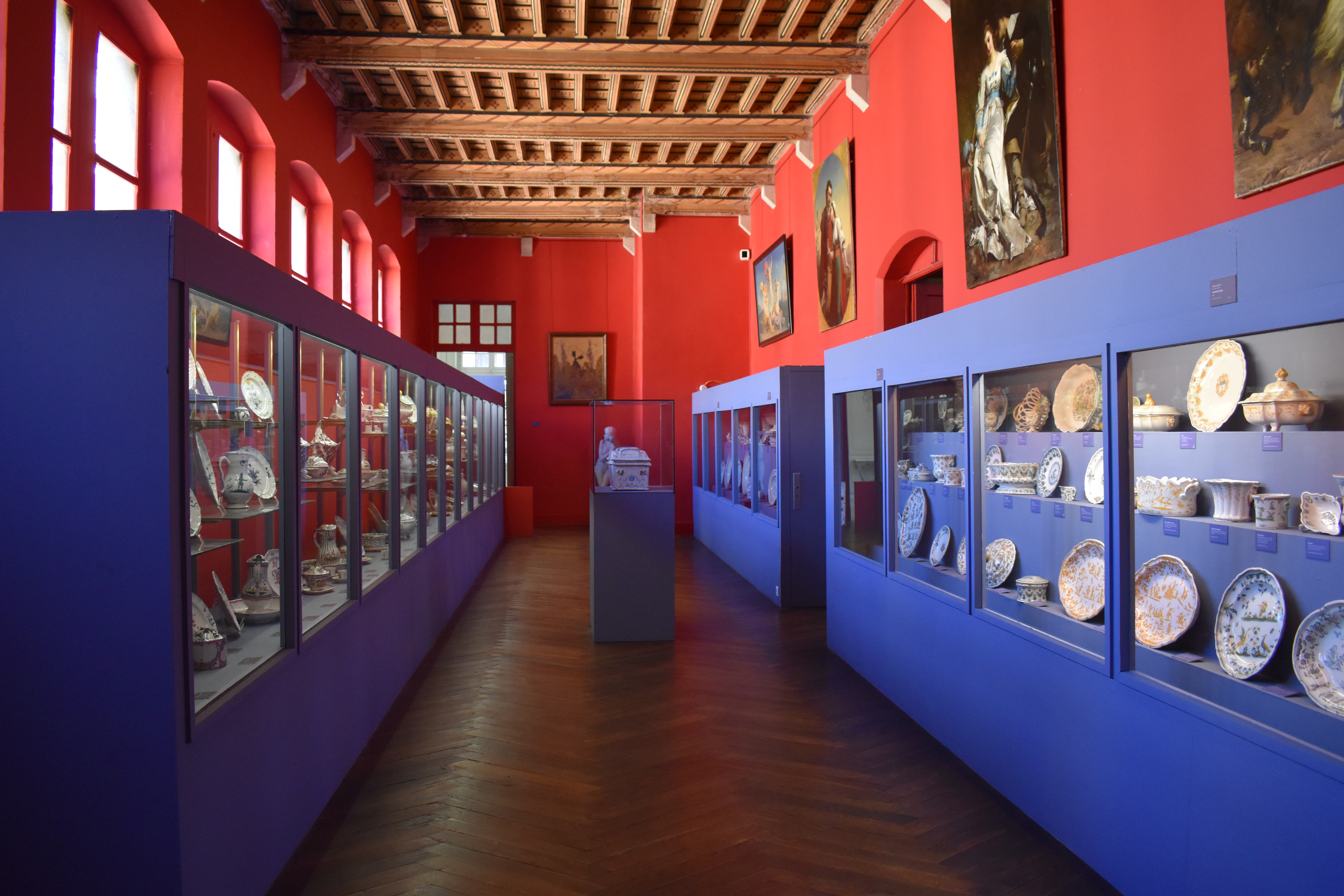
du mobilier, des miniatures (bénitiers, montres, boîtes, etc.) et des émaux complètent les collections présentées dans la galerie.
Baigneuse surprise - Alexandre Falguière
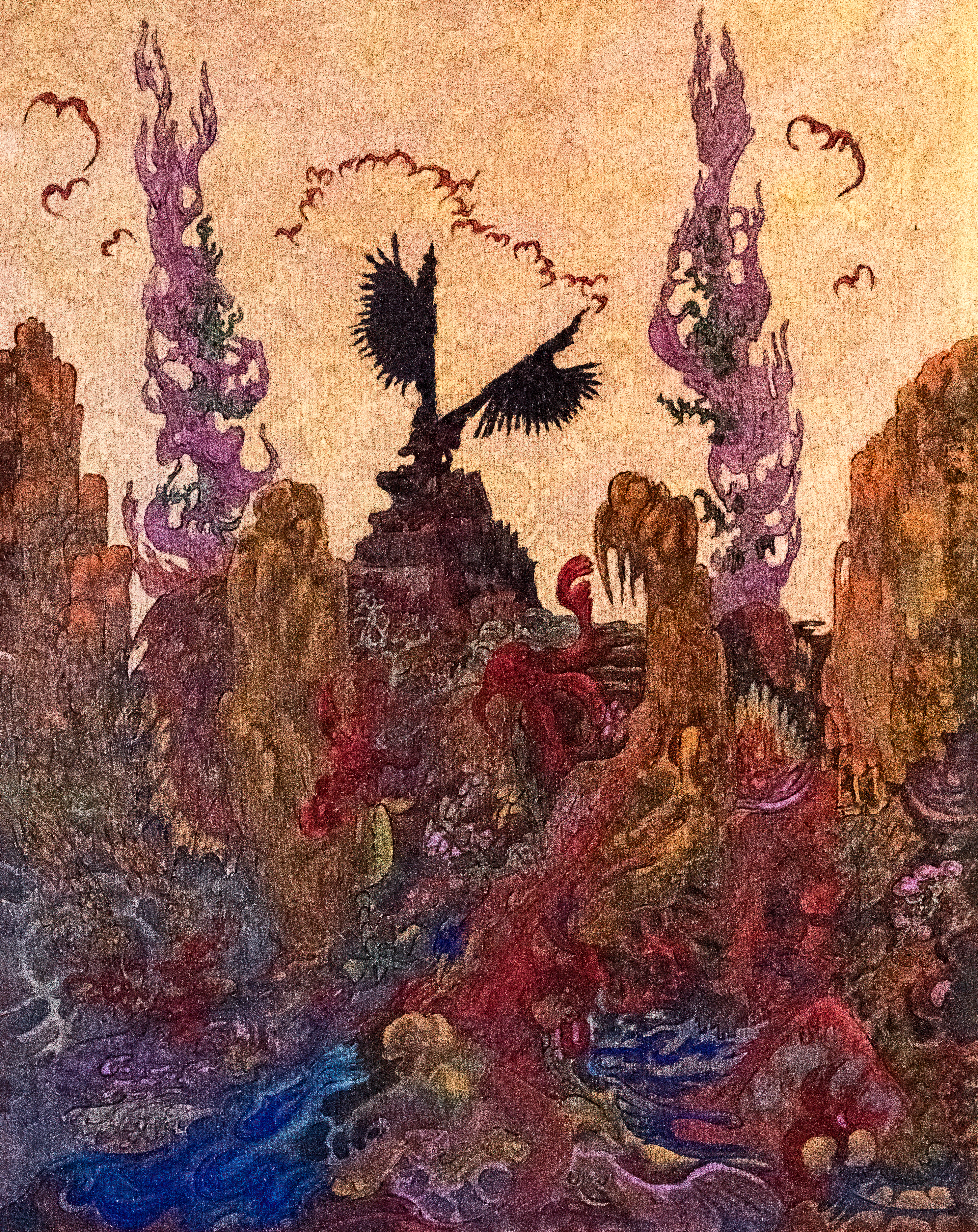
Paysage aux oiseaux, 1920 - Richard Burgsthal
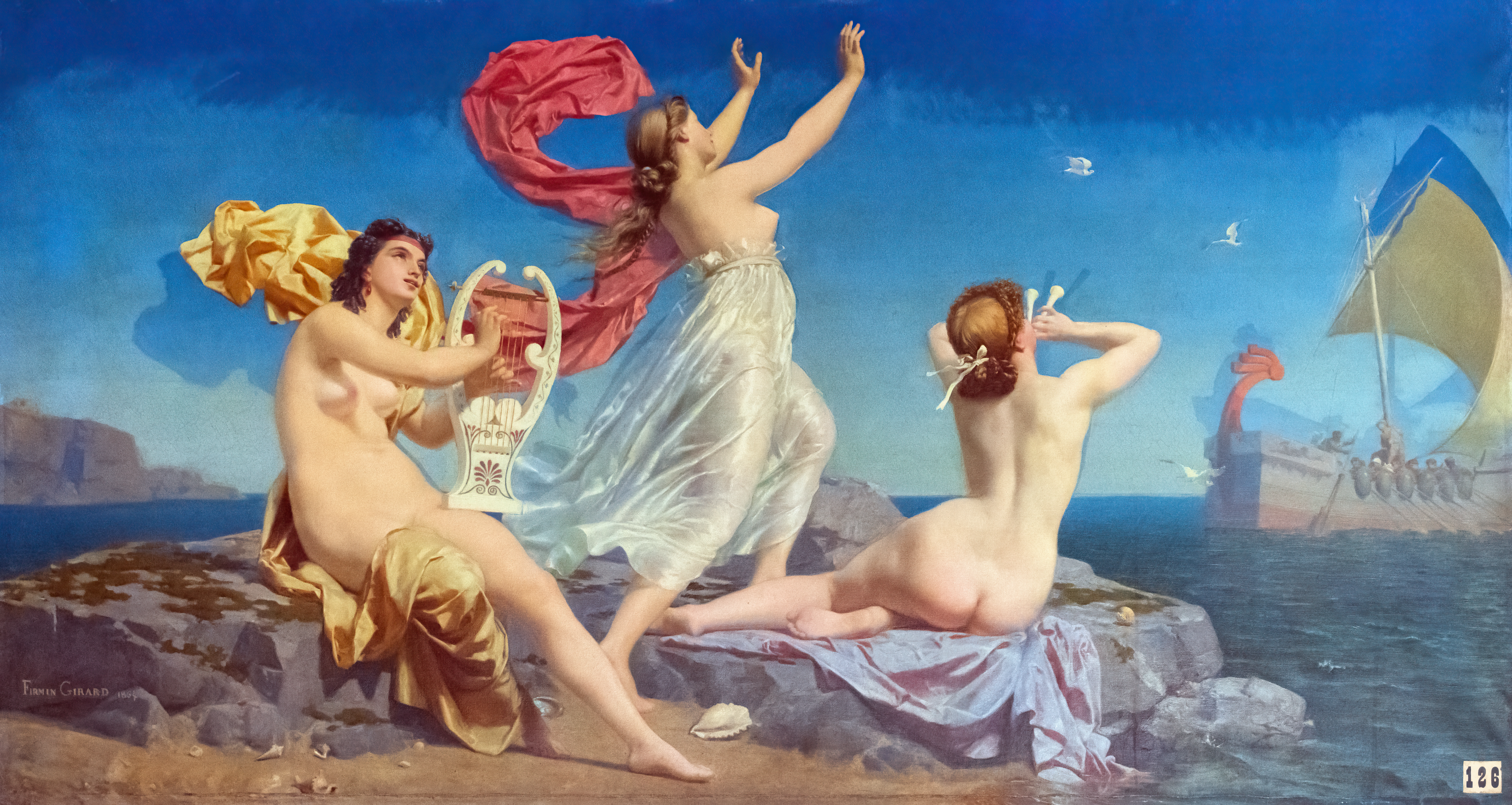
Ulysse et les sirènes François-Marie Firmin-Girard
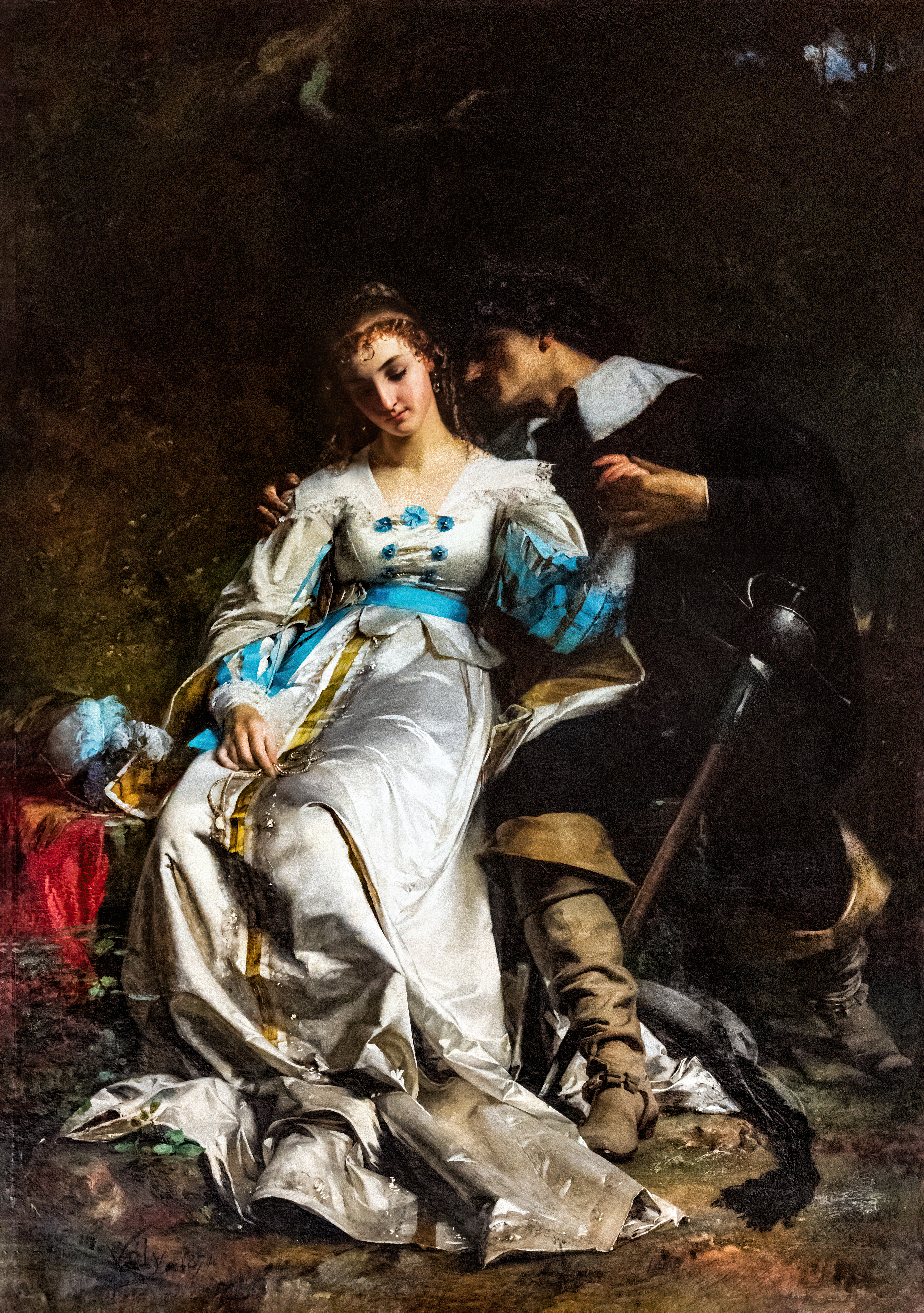
Lucie de Lammermoor, 1874 - Anatole Vély
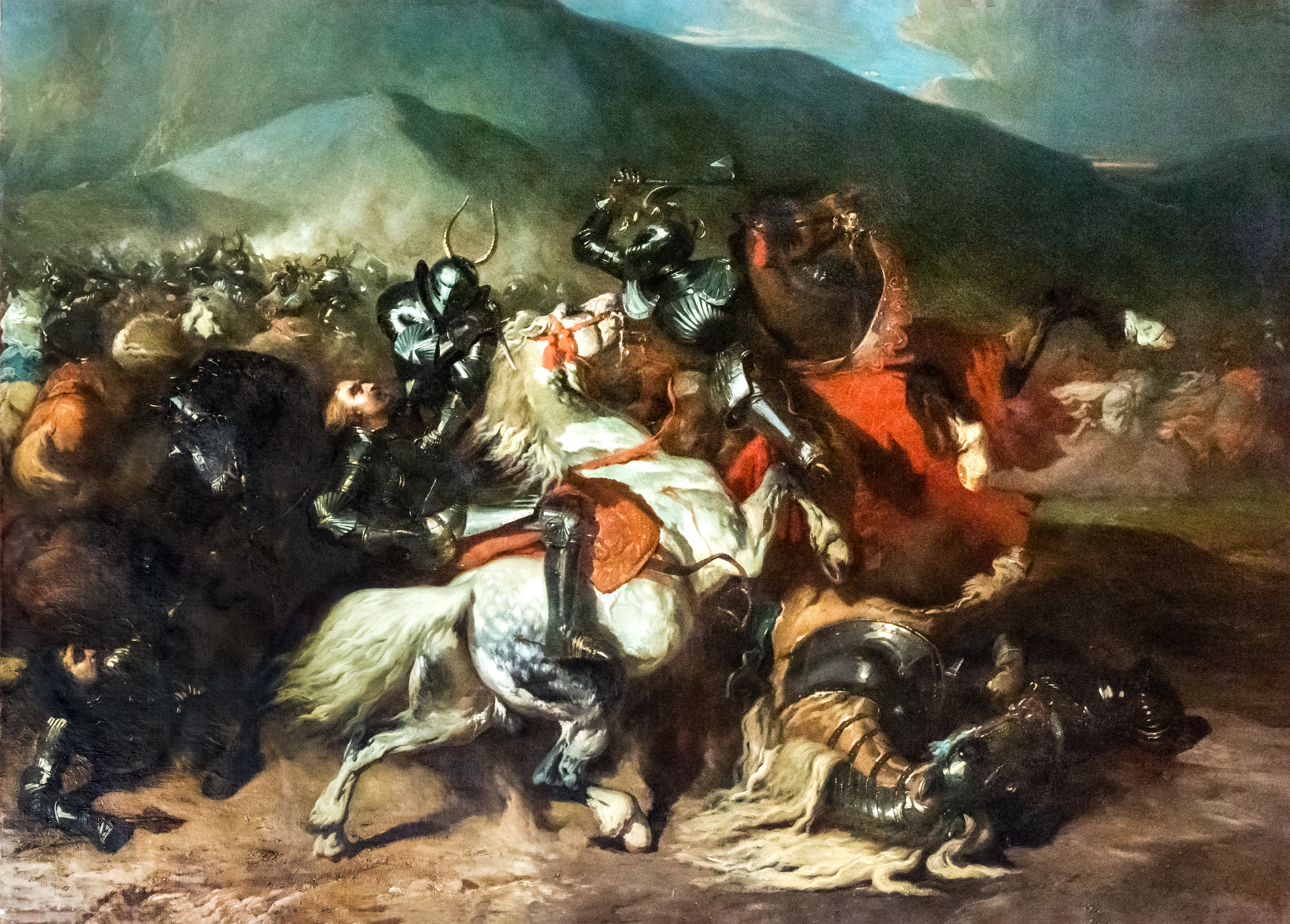
La bataille de Baugé, 1839 - Alfred de Dreux
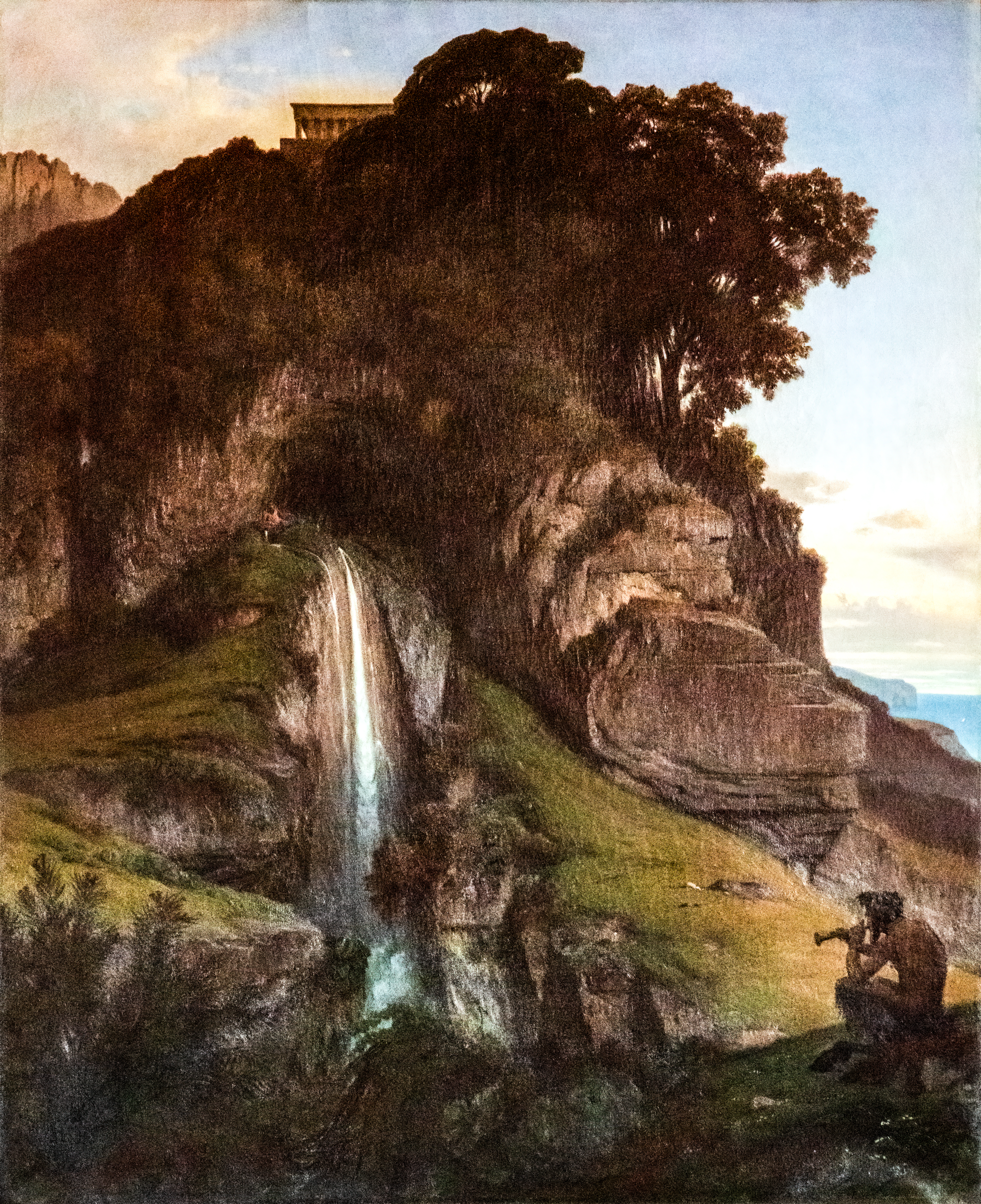
Les sources de l'Alphé, Édouard Bertin

### Oratoire
Dans l’ancienne chapelle privée de l’Archevêque, à noter le triptyque figurant L’Adoration des bergers, attribué à Jan de Beer (1475-ap. 1520). À la croisée de la voûte, le blason de Pierre de La Jugie, grand bâtisseur et mécène, archevêque de Narbonne de 1347 à 1345.

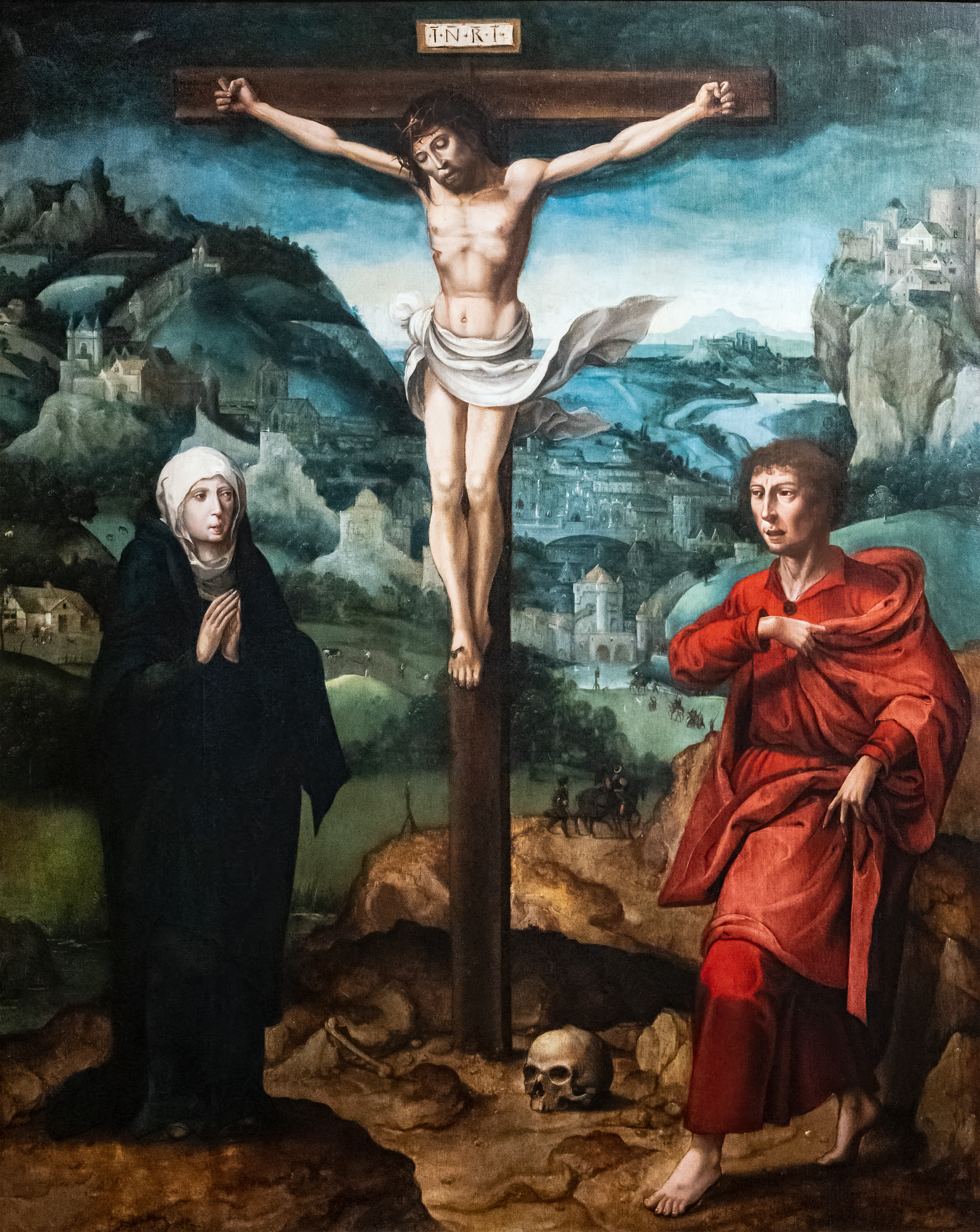
Le Christ en croix entre la Vierge et saint Jean - Albert Bouts
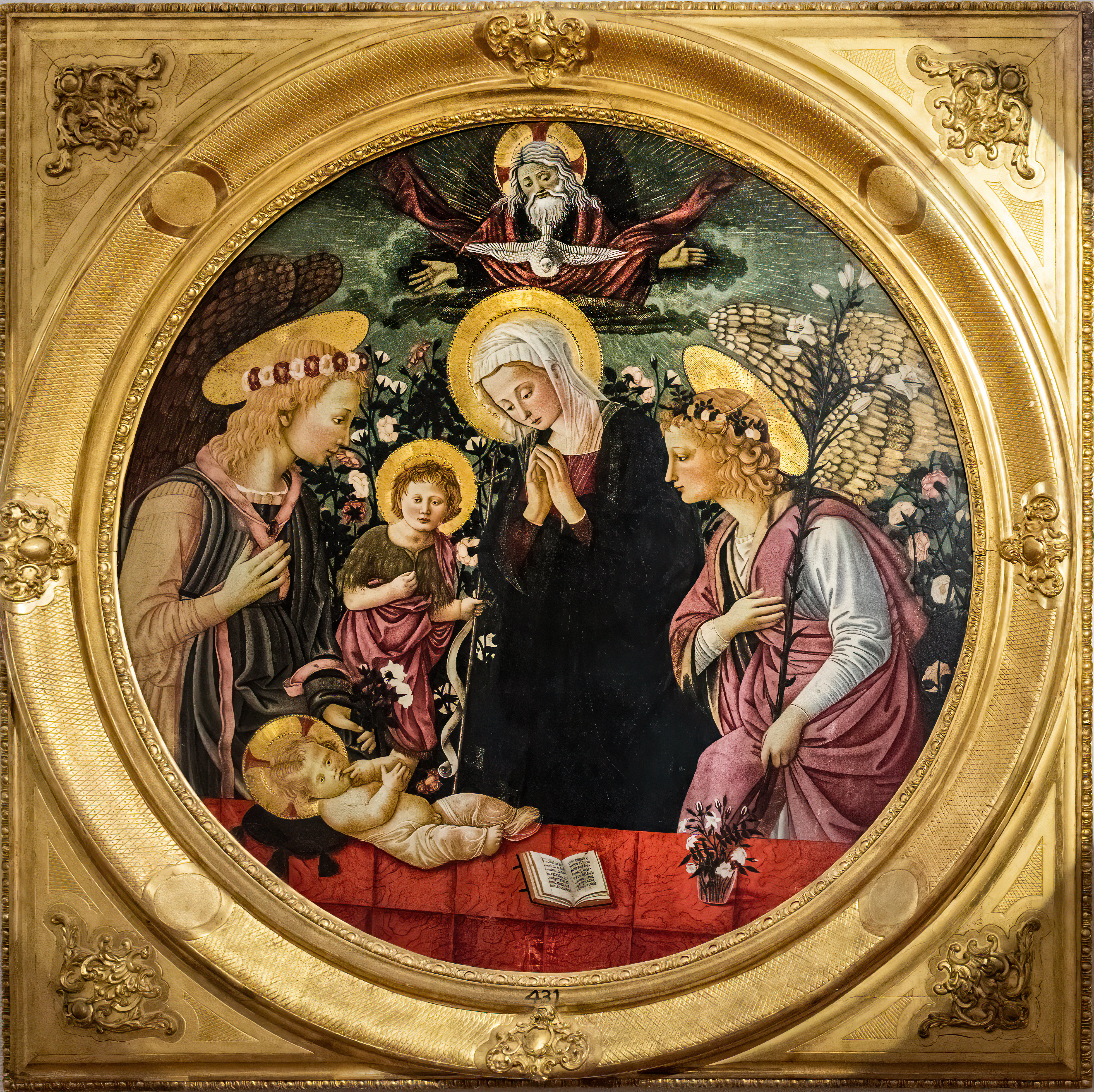
Vierge à l'Enfant avec saint Jean-Baptiste et deux anges - Pseudo Pier Francesco Fiorentino
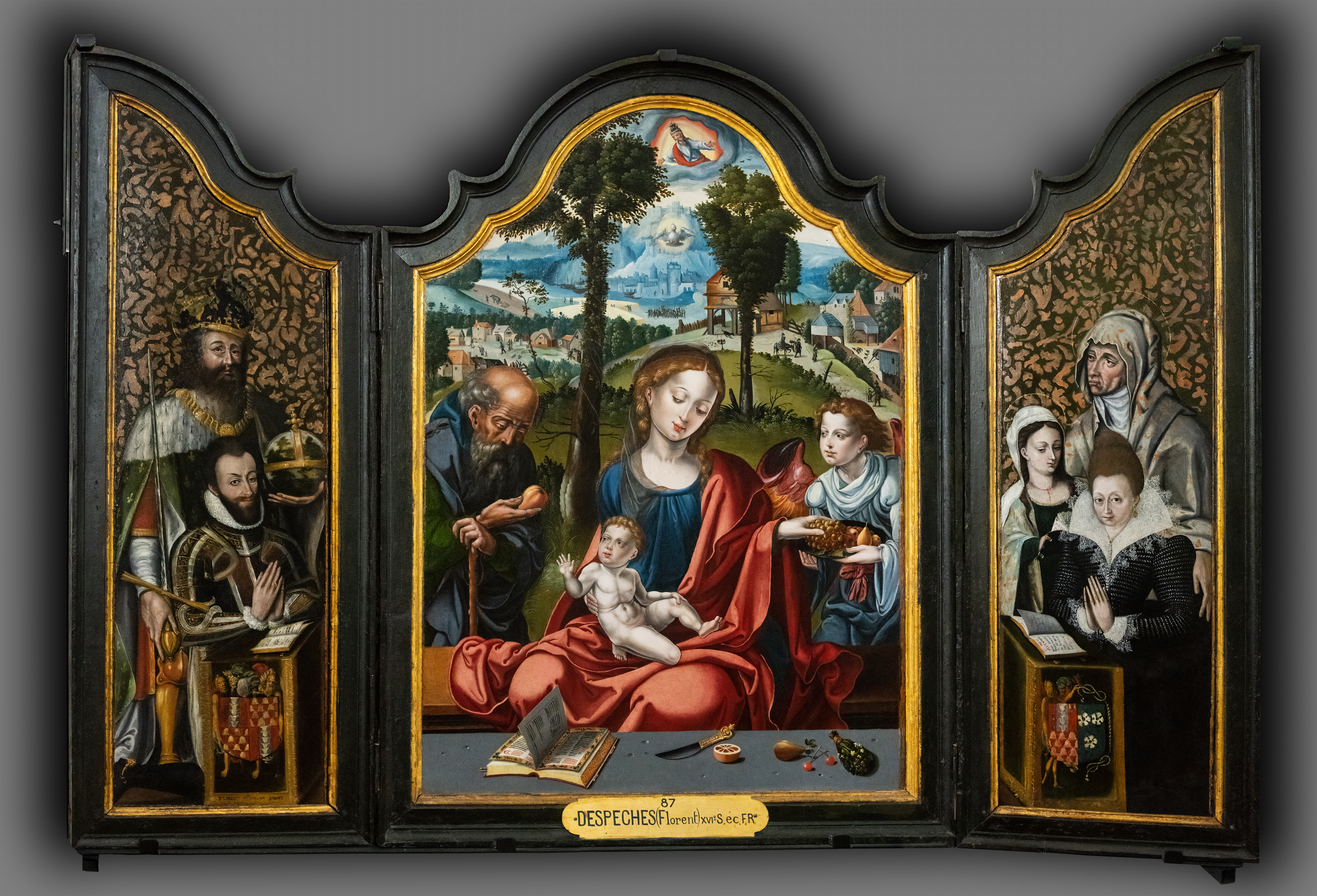
La Sainte Famille avec donateurs - Pieter Coecke van Aelst 1530

### Galerie Barathier ou salle des faïences
Mathieu Barathier (1784-1867), peintre et graveur né à Narbonne, légua toute sa collection d’œuvres et objets d'art au musée. La salle qui porte son nom présente un remarquable ensemble de faïences du XVIIIe siècle : Marseille (soupières en forme de chou-fleur ou de chou-pommé), Montpellier (coffret de mariage de 1730, plat à barbe), Moustiers (bouquetier), Nevers (porte-perruque) et Rouen (plat de grand feu) y sont bien représentées ; mais on trouve également des pièces venant d’Ardus, Cognac, La Tour d’Aigues, Montauban, Sainte-Foy, Toulouse et Varages.
- plafonds peints néo-gothiques à motifs géométriques et écussons, réalisés dans les années 1850 par Alexandre Denuelle, d’après des dessins de Viollet-le-Duc.

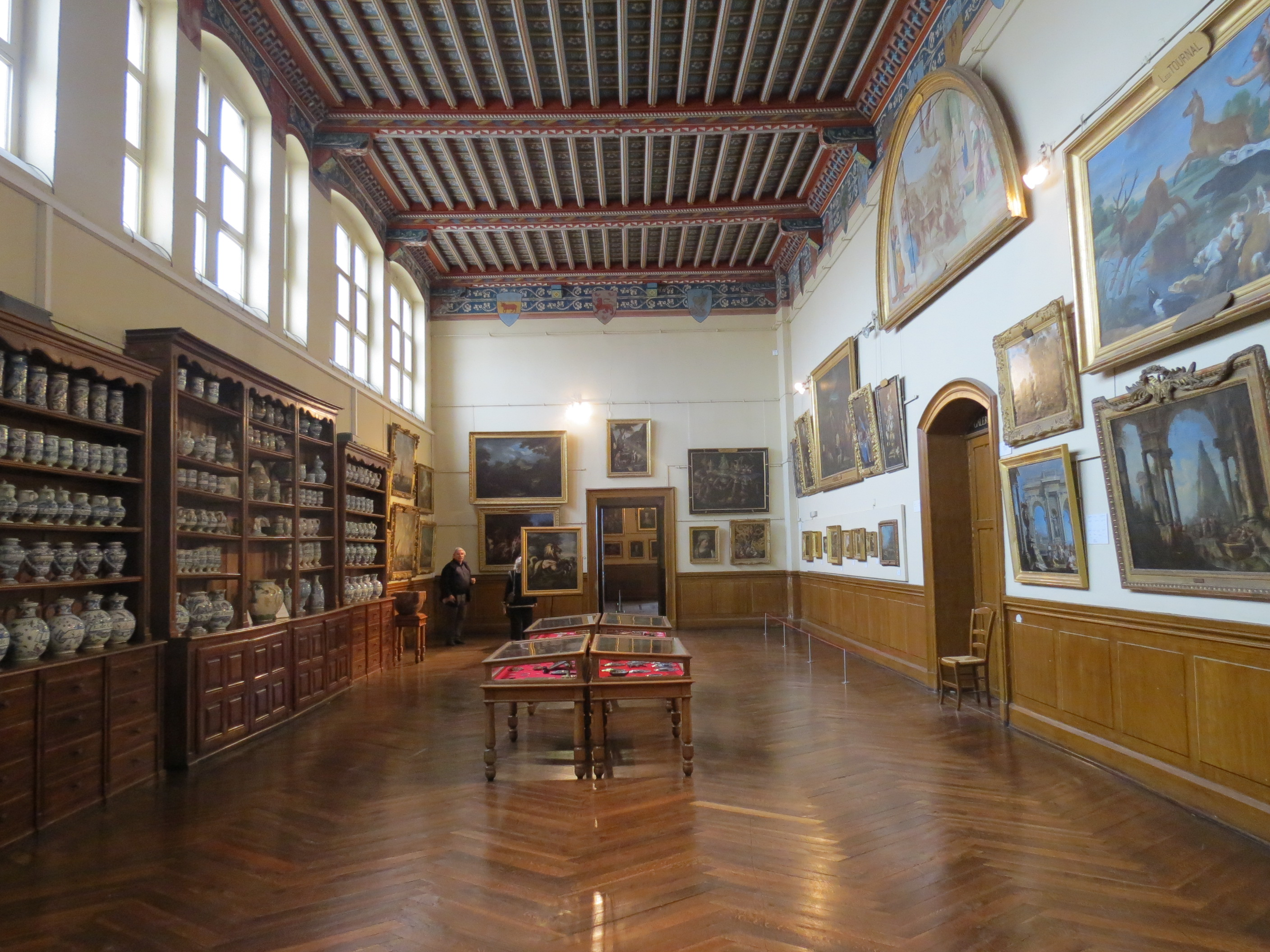
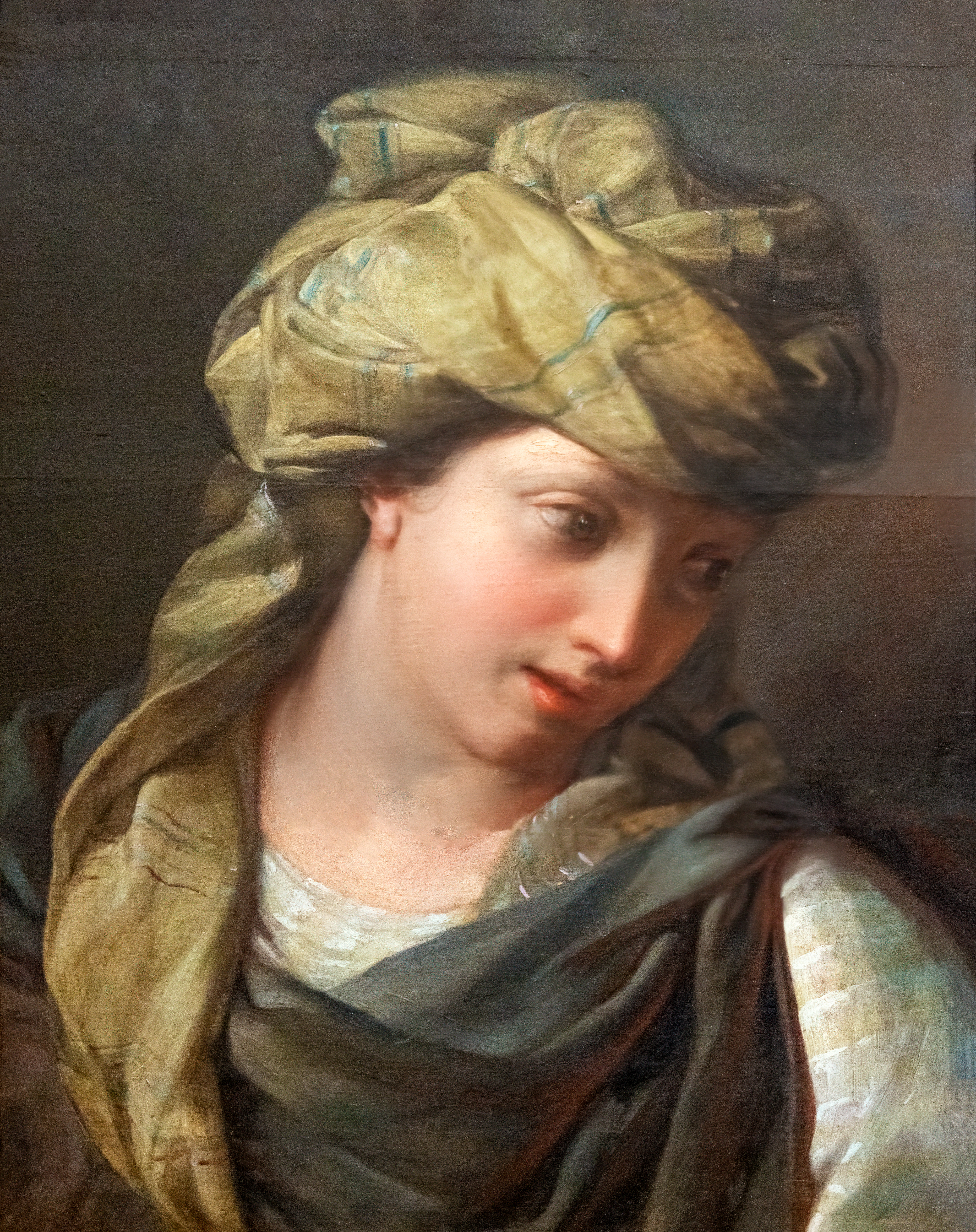
Jeune femme coiffée d'un turban - XVIIe siècle
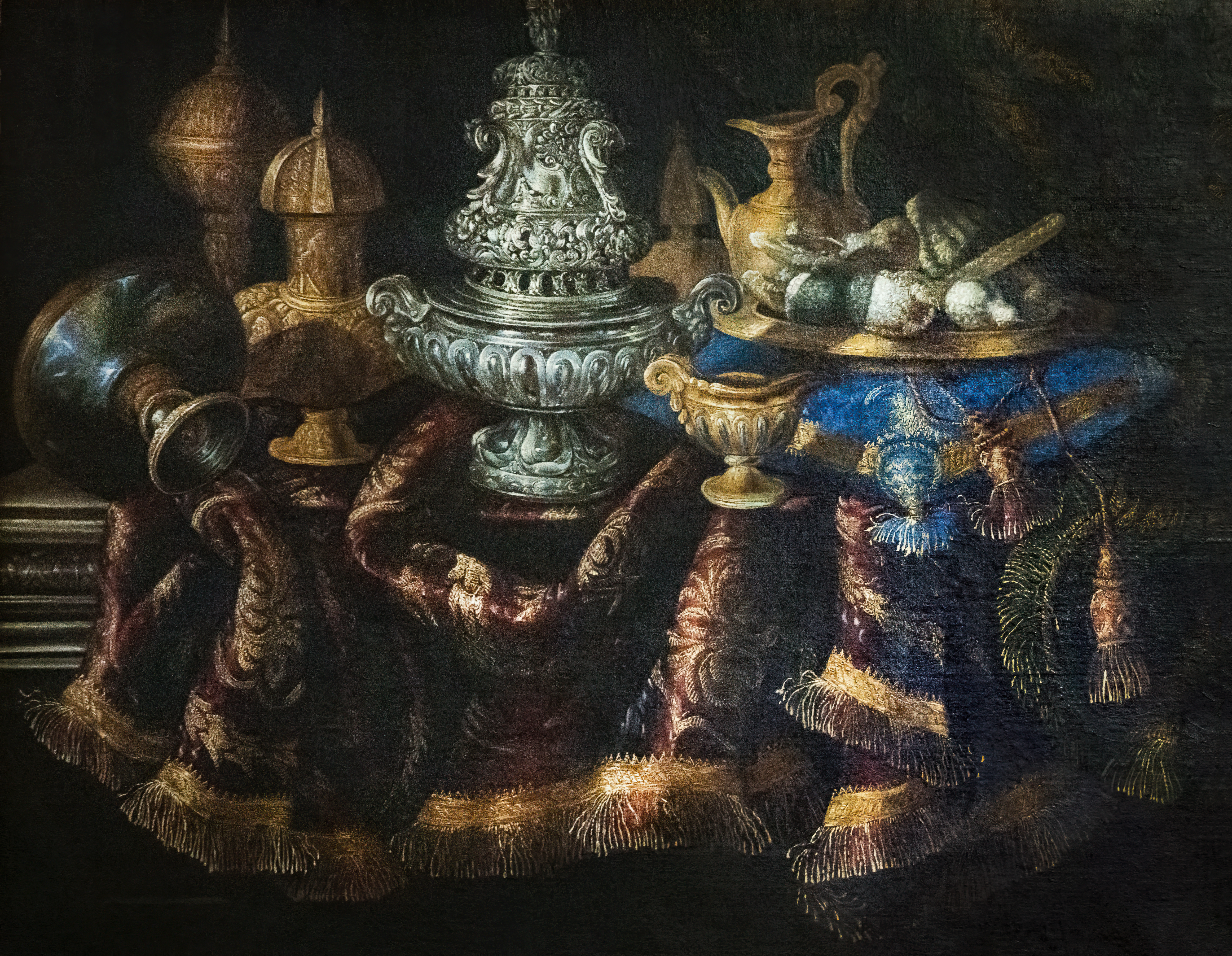
Nature morte aux pièces d'orfèvrerie Antonio Tibaldi
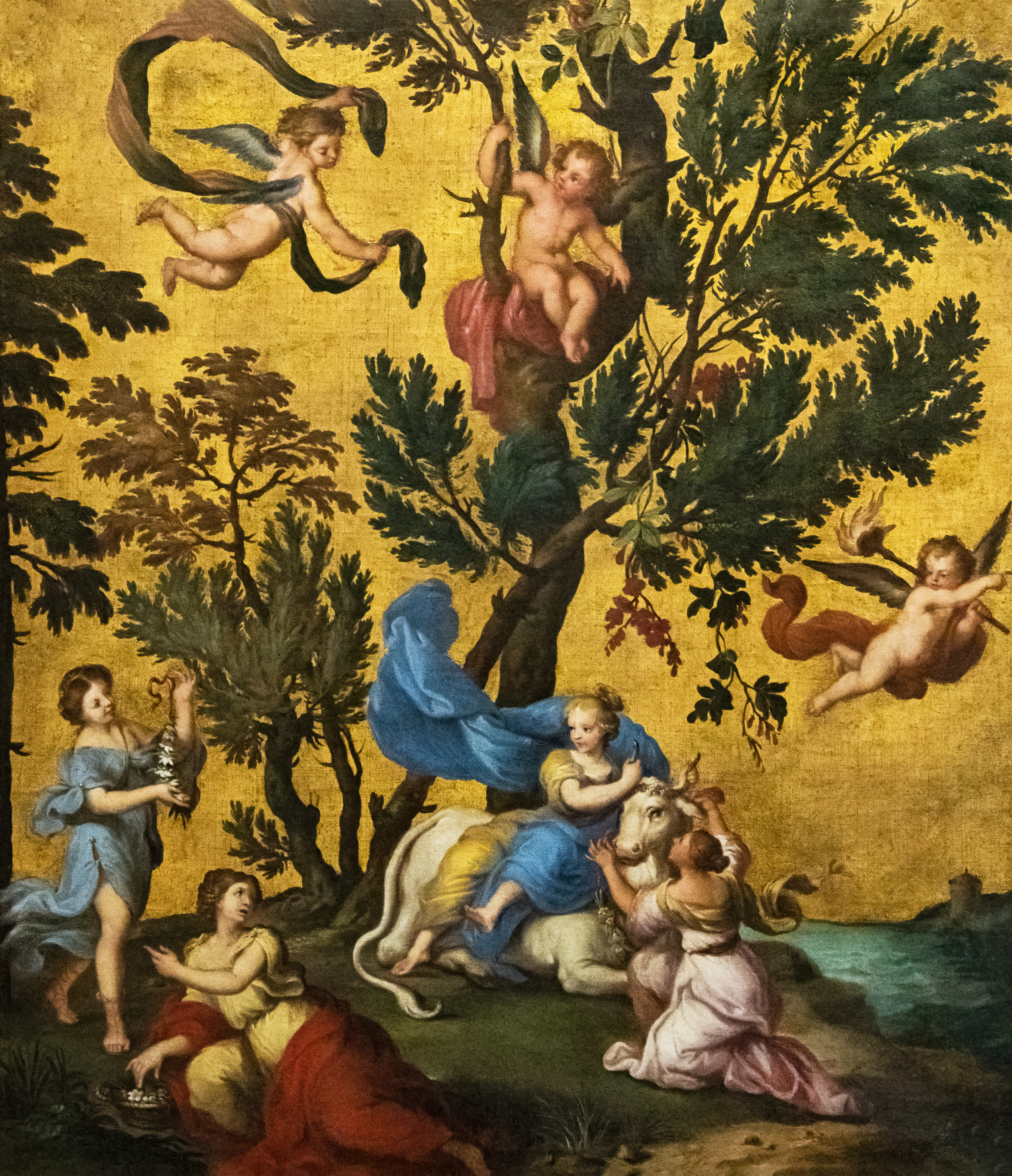
L'enlèvement d'Europe- XVIIe siècle
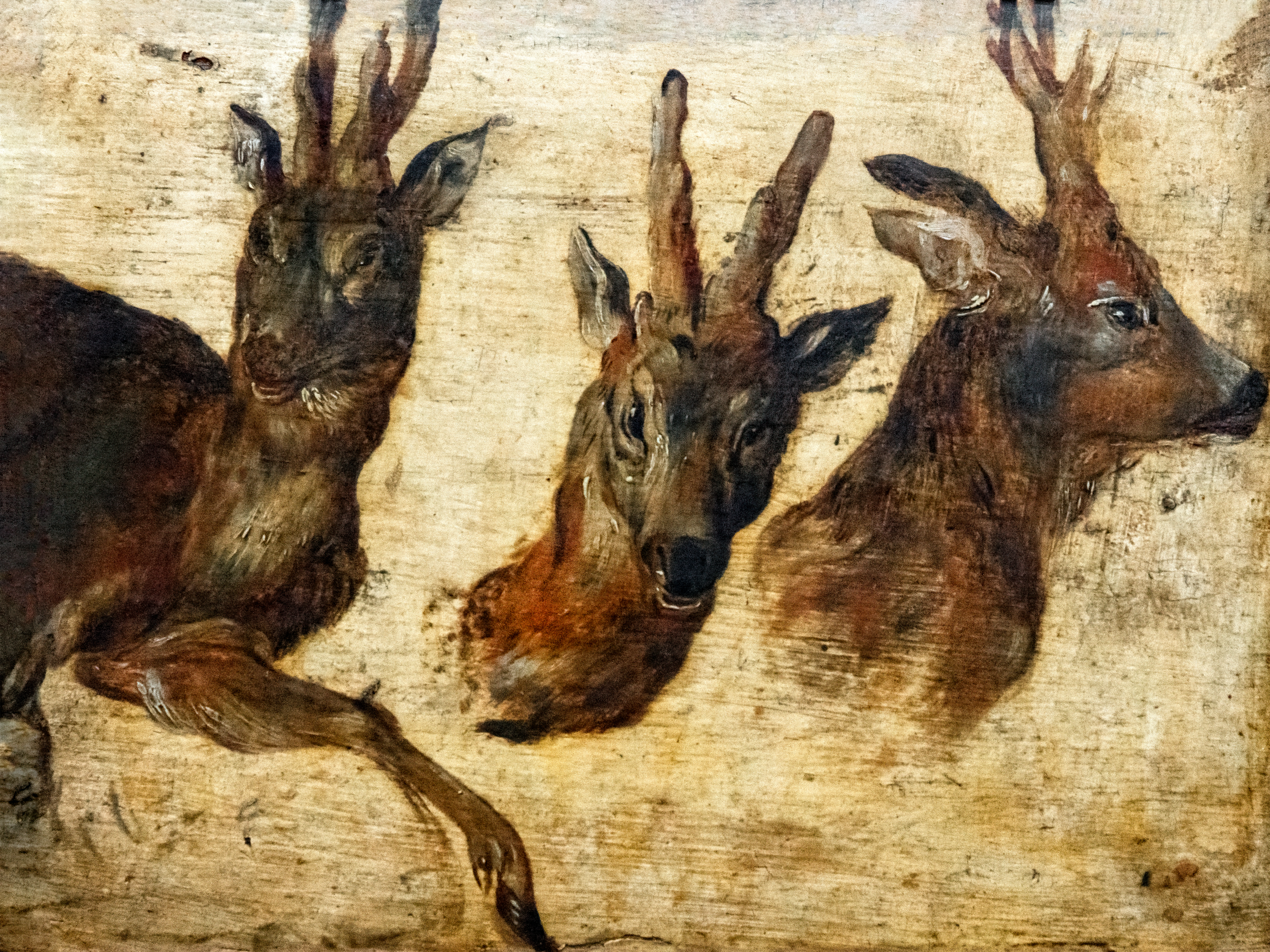
Tête de brocards - Pieter Brueghel l'Ancien
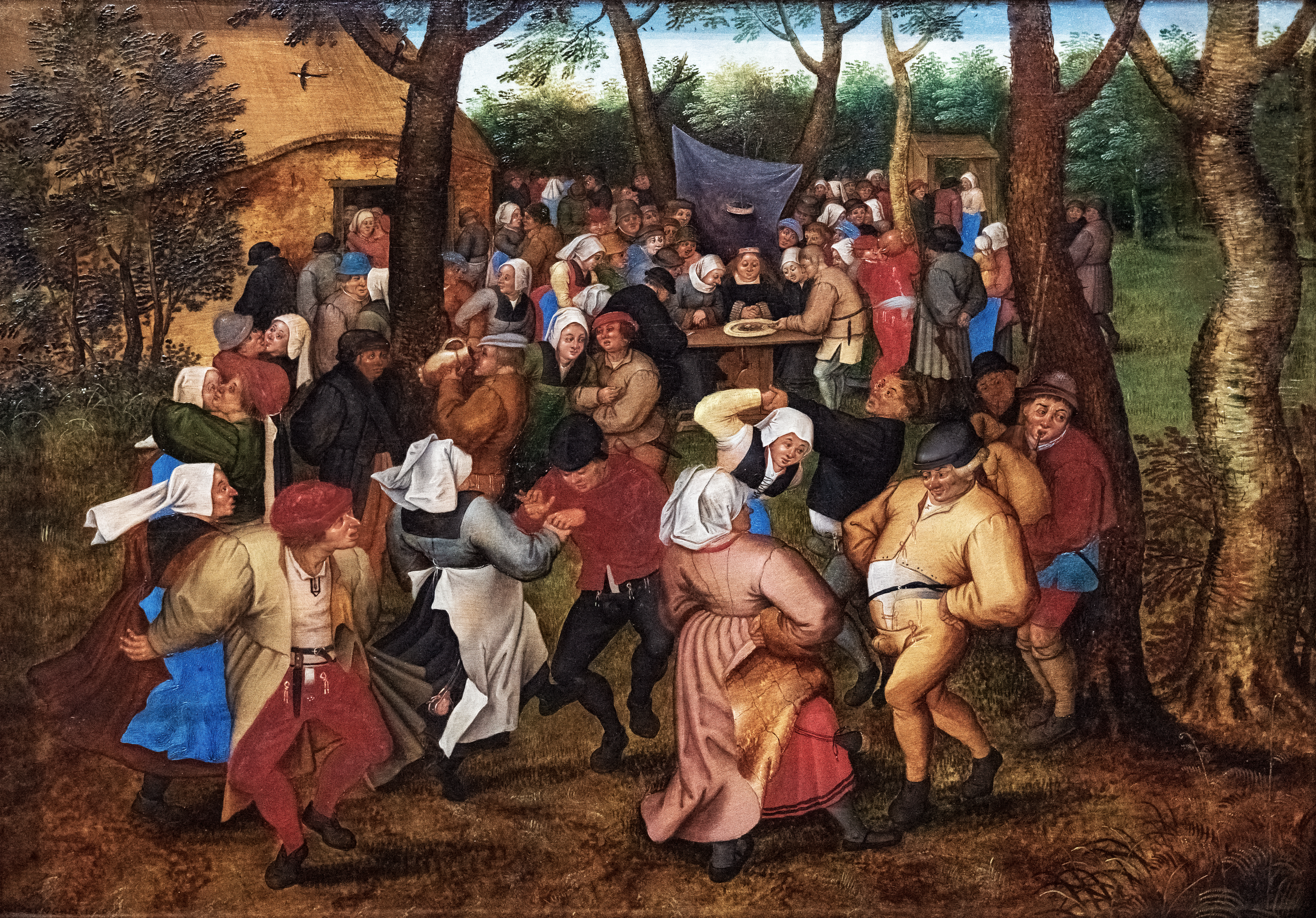
Danse de noce (1620) - Pieter Breughel dit d'Enfer
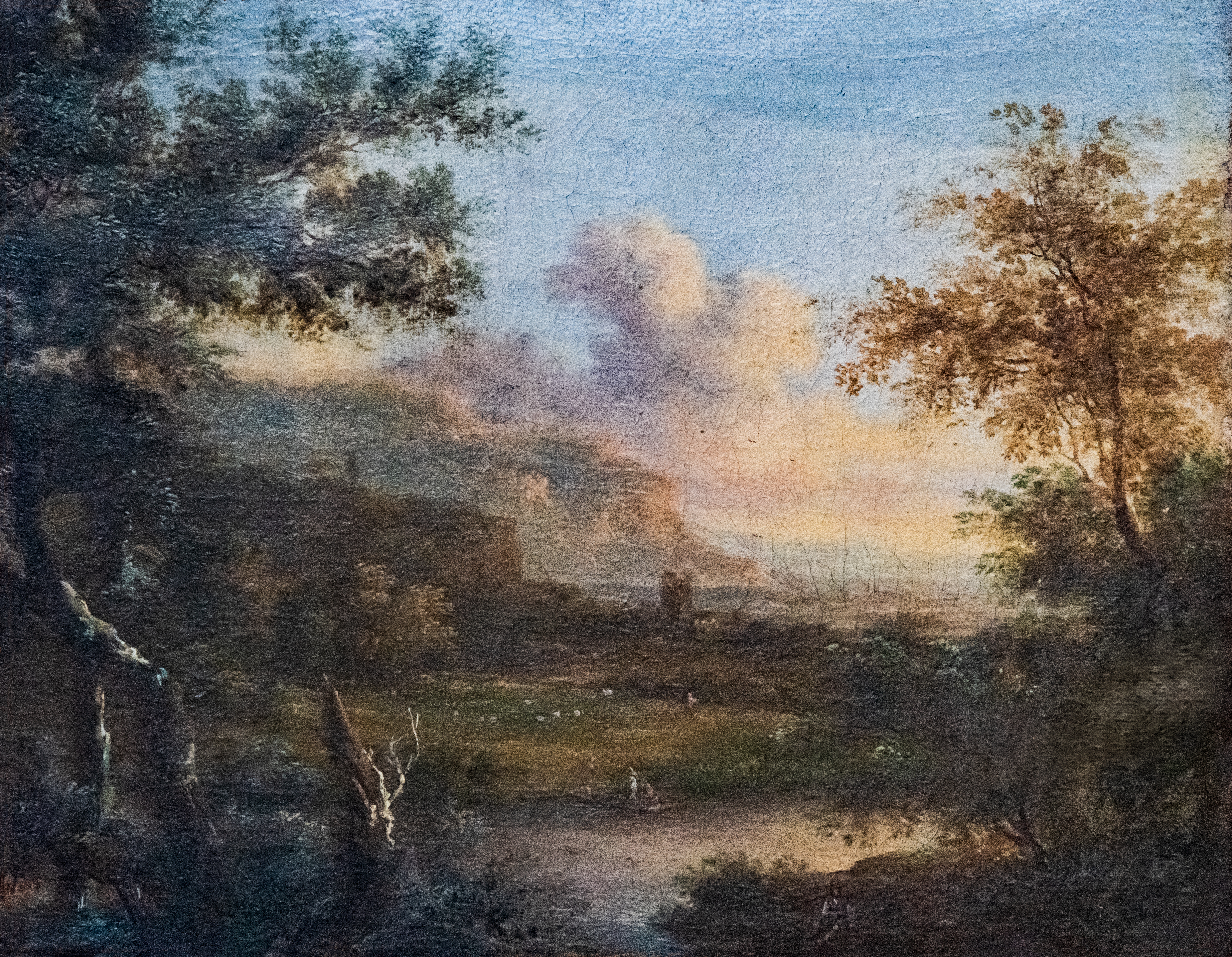
Paysage - Frederik de Moucheron
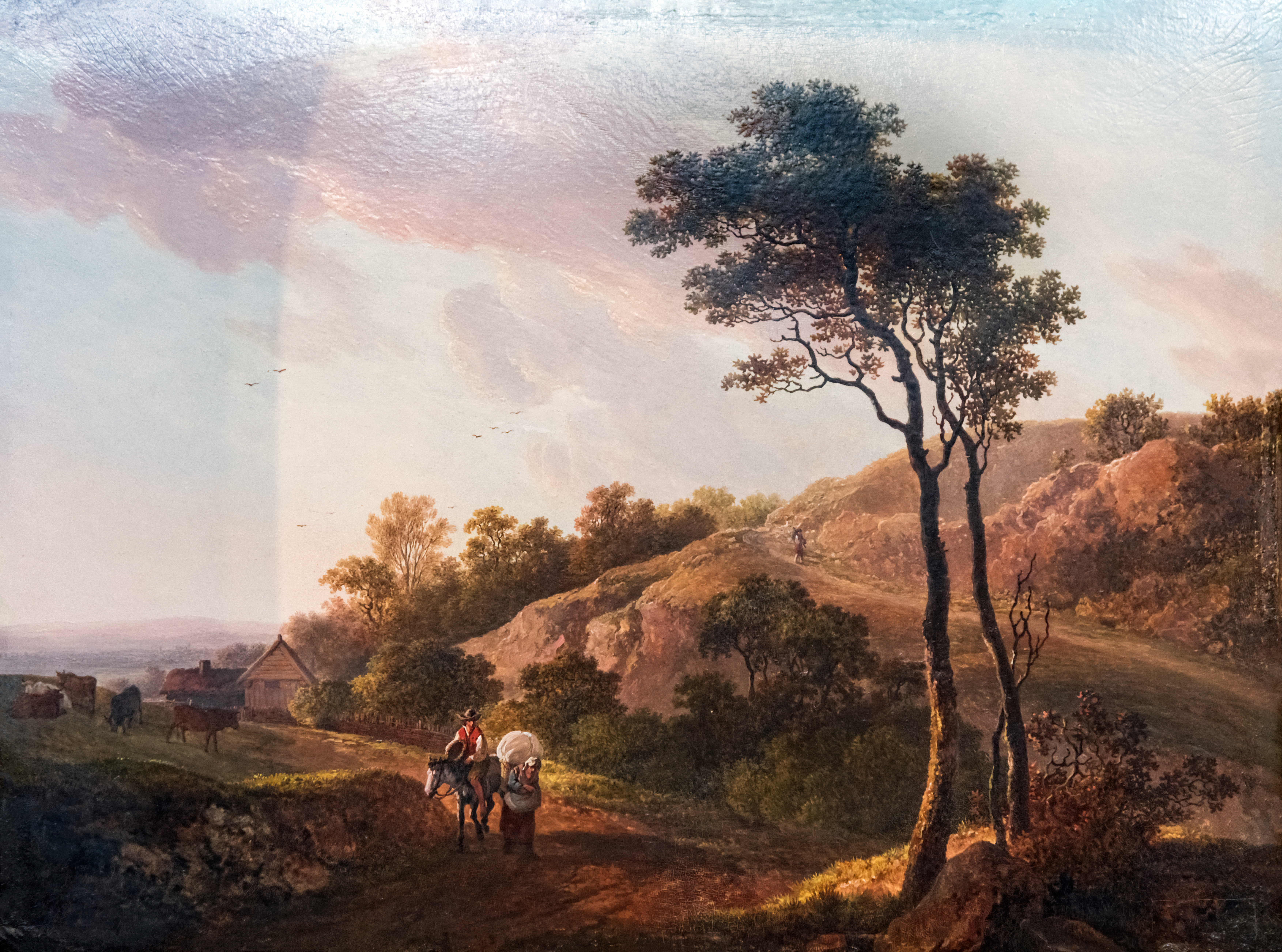
Paysage - Christian-Wilhem Dietrich
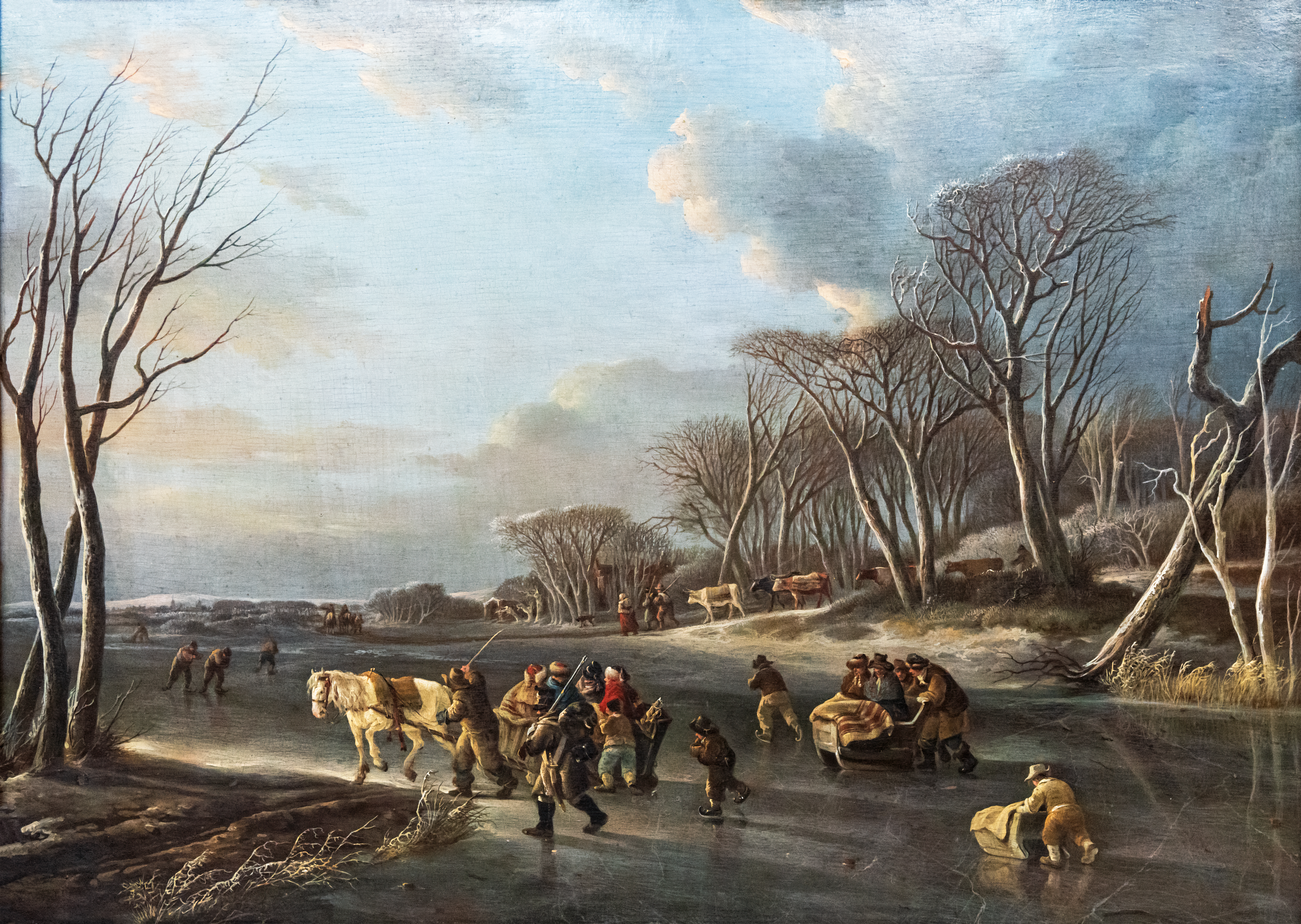
Voyageurs en Traîneau sur une rivière en Hollande - Andries Vermeulen
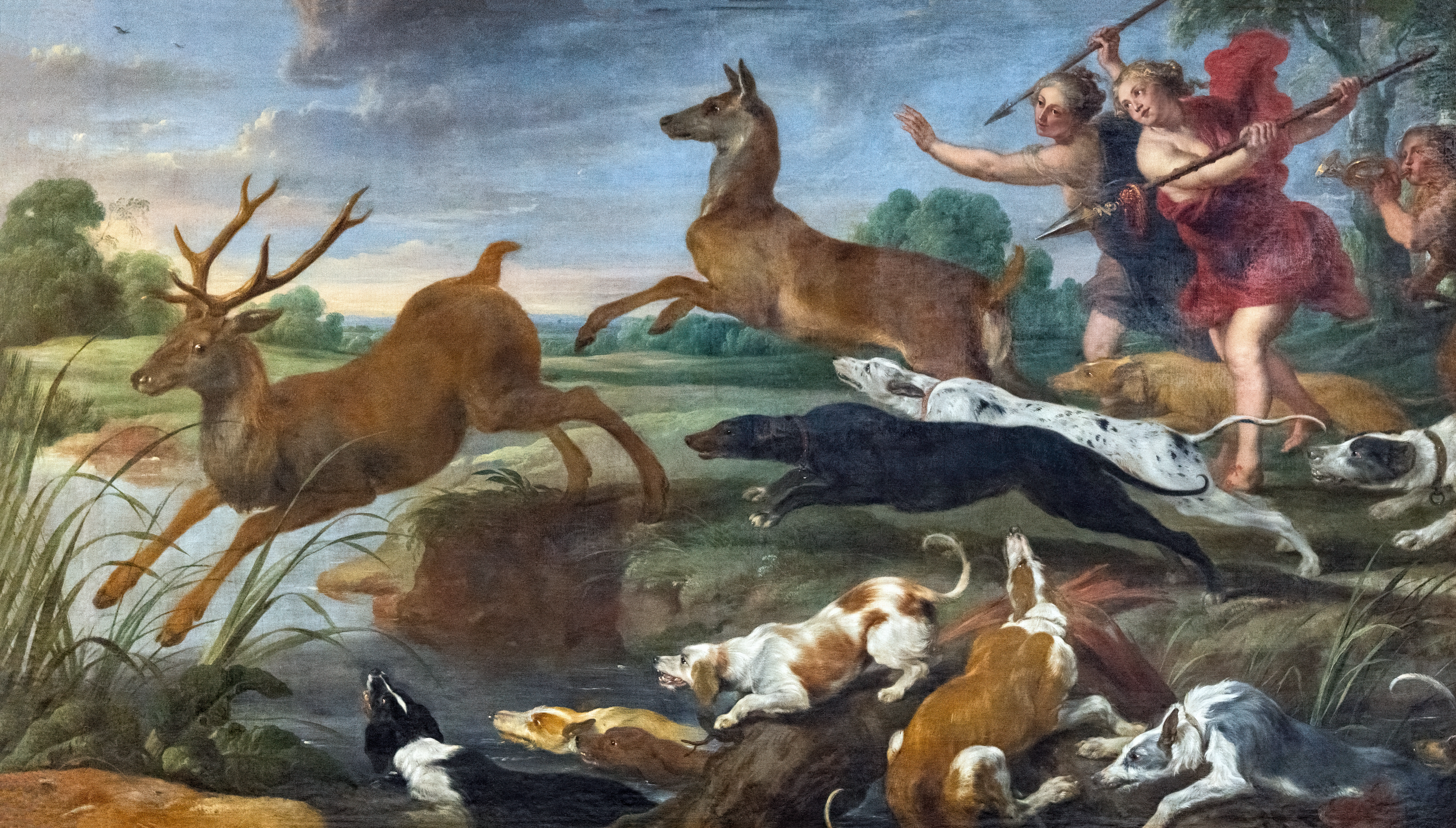
Chasse aux cerfs par des amazones - Paul de Vos
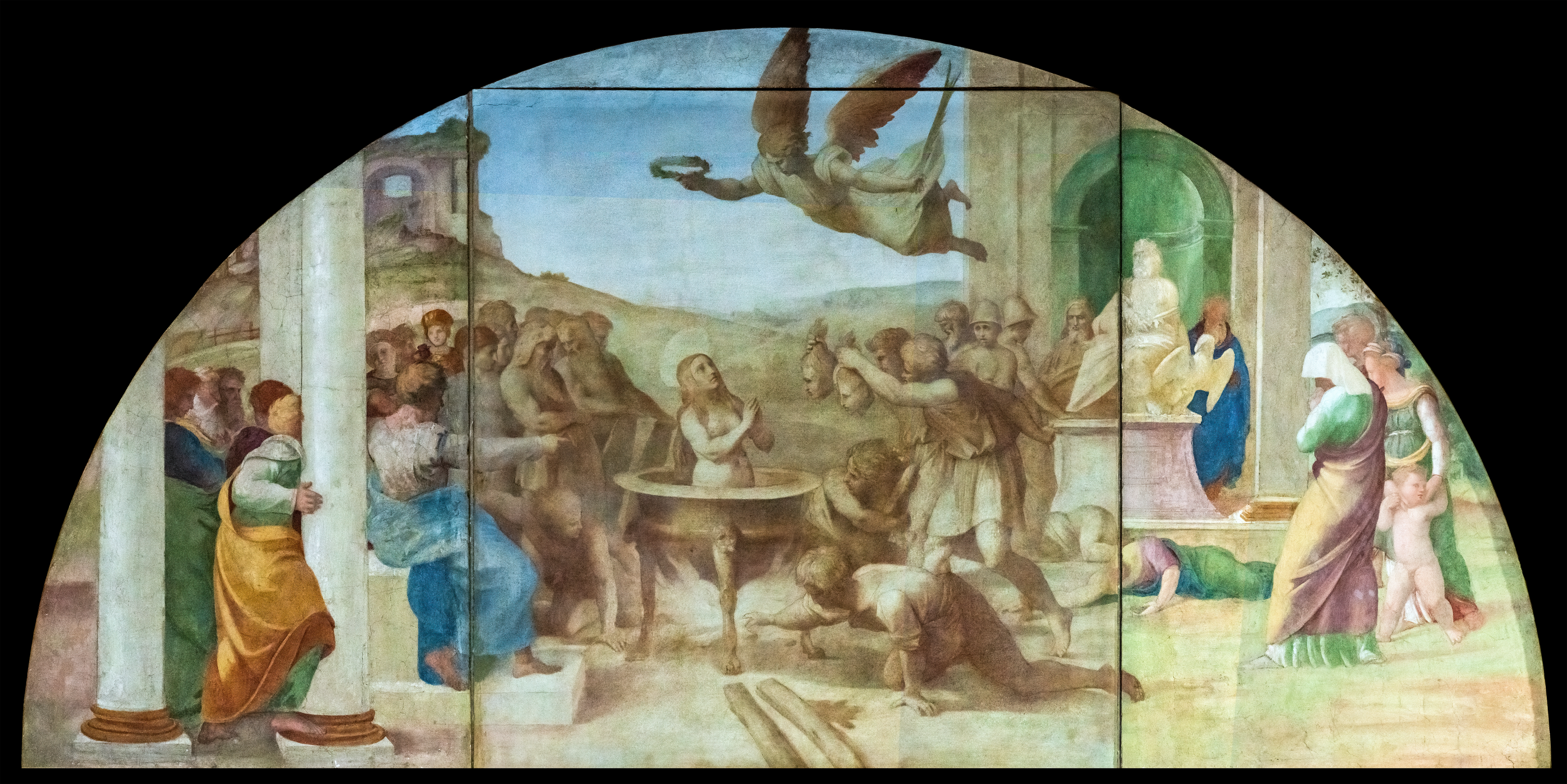
Le martyre de Sainte-Cécile - Raffaello Sanzio
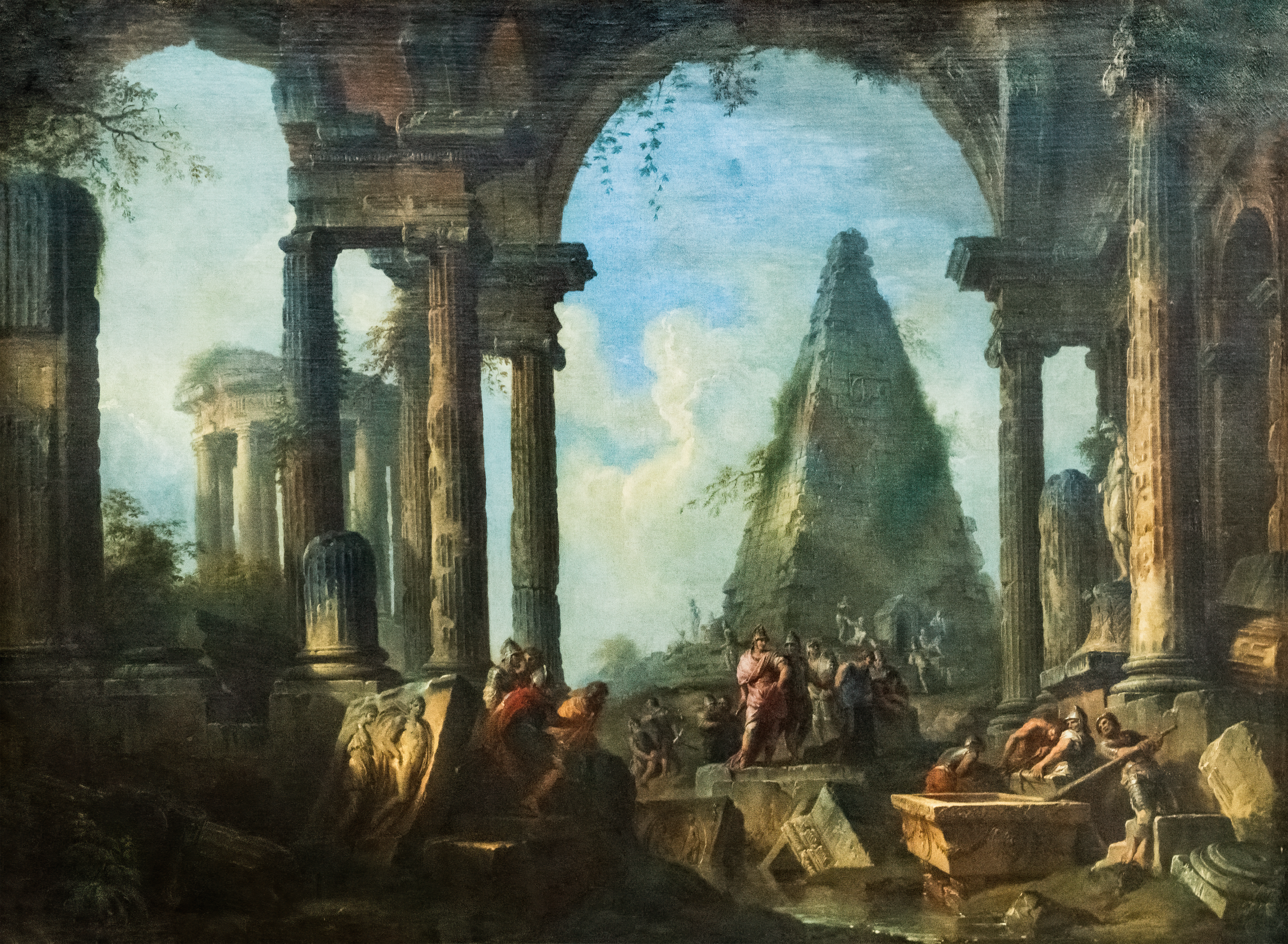
Alexandre le Grand devant le tombeau d'Achille - Giovanni Paolo Panini
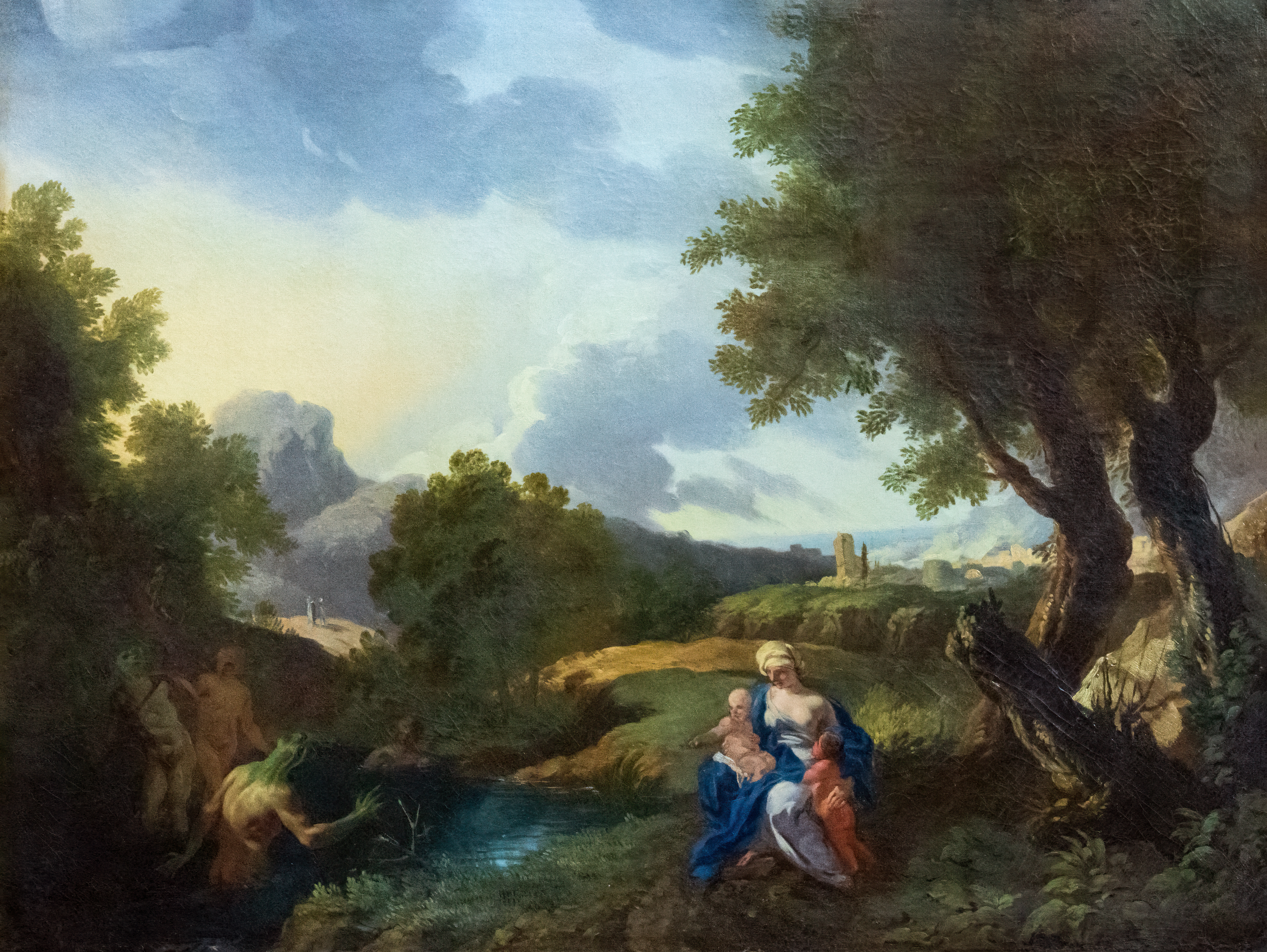
Latone et les paysans de Lycie - Andrea Locatelli
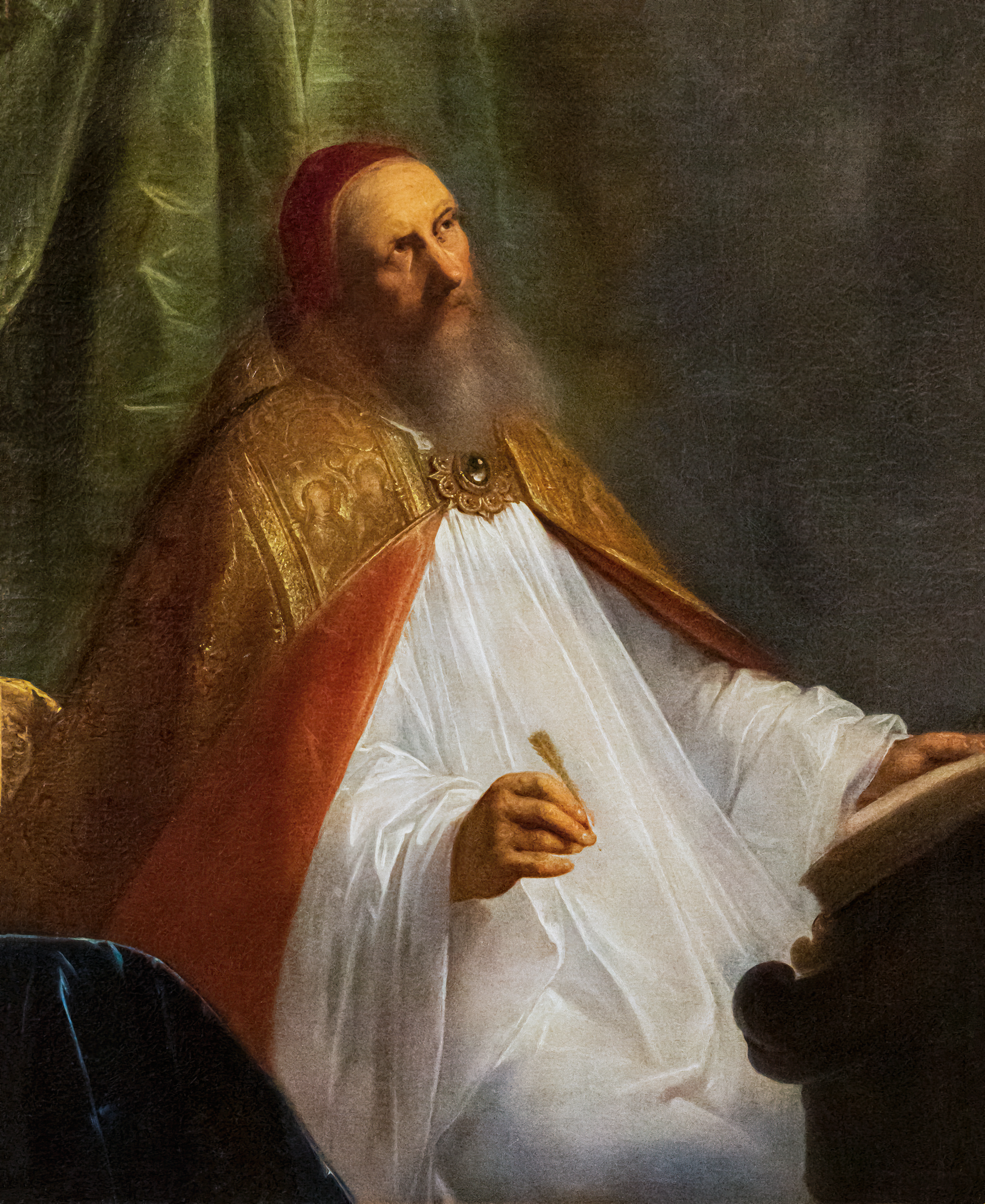
Saint Augustin - Pieter de Grebber
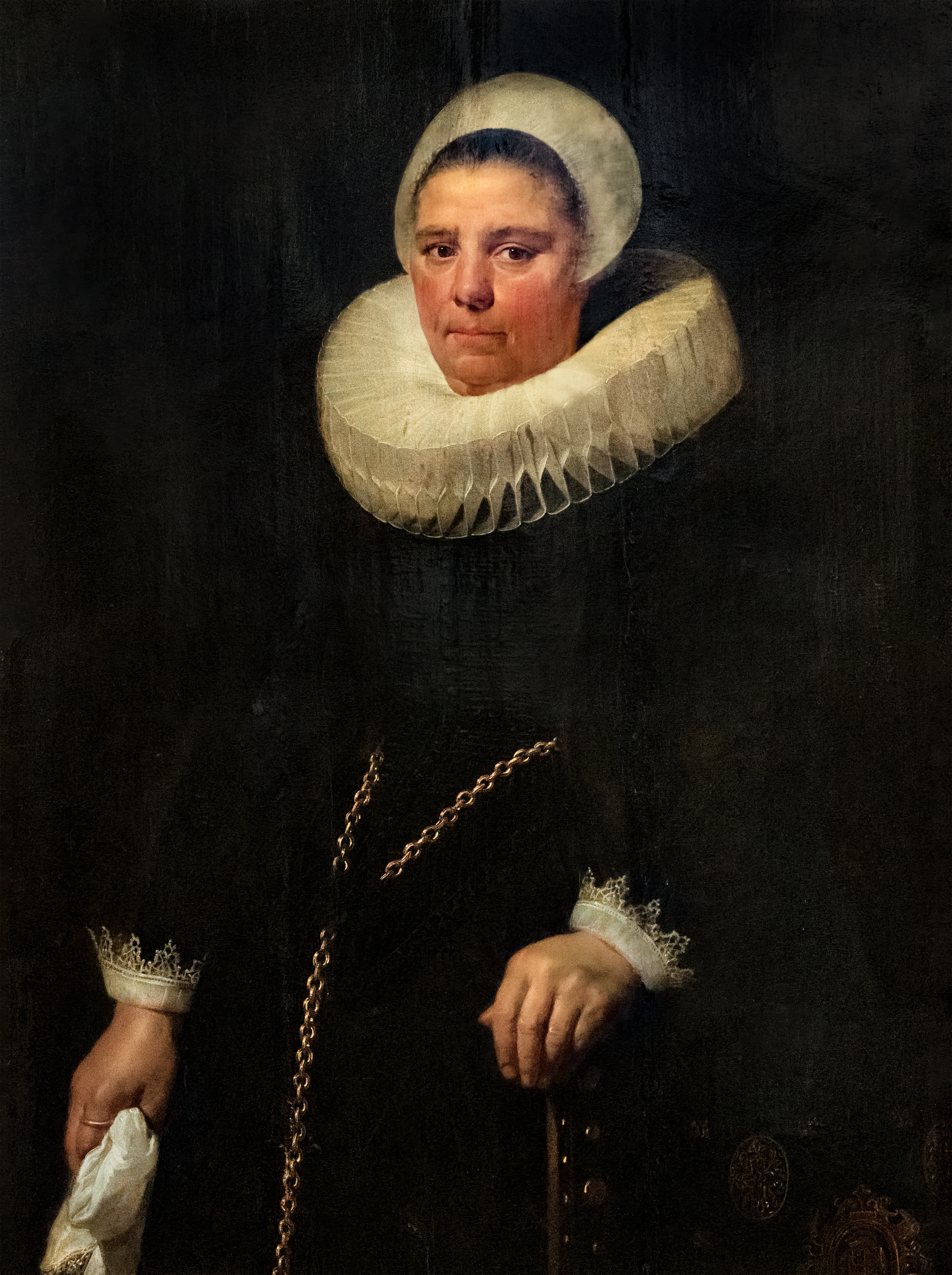
Le Portrait de la femme de l’artiste de George-Daniel de Monfreid (1856-1929) et la Baigneuse surprise en marbre blanc sculptée pour le musée par Alexandre Falguière (1831-1900) complètent l’exposition de cette salle.
Portrait d'un lettré - Sebastiano del Piombo
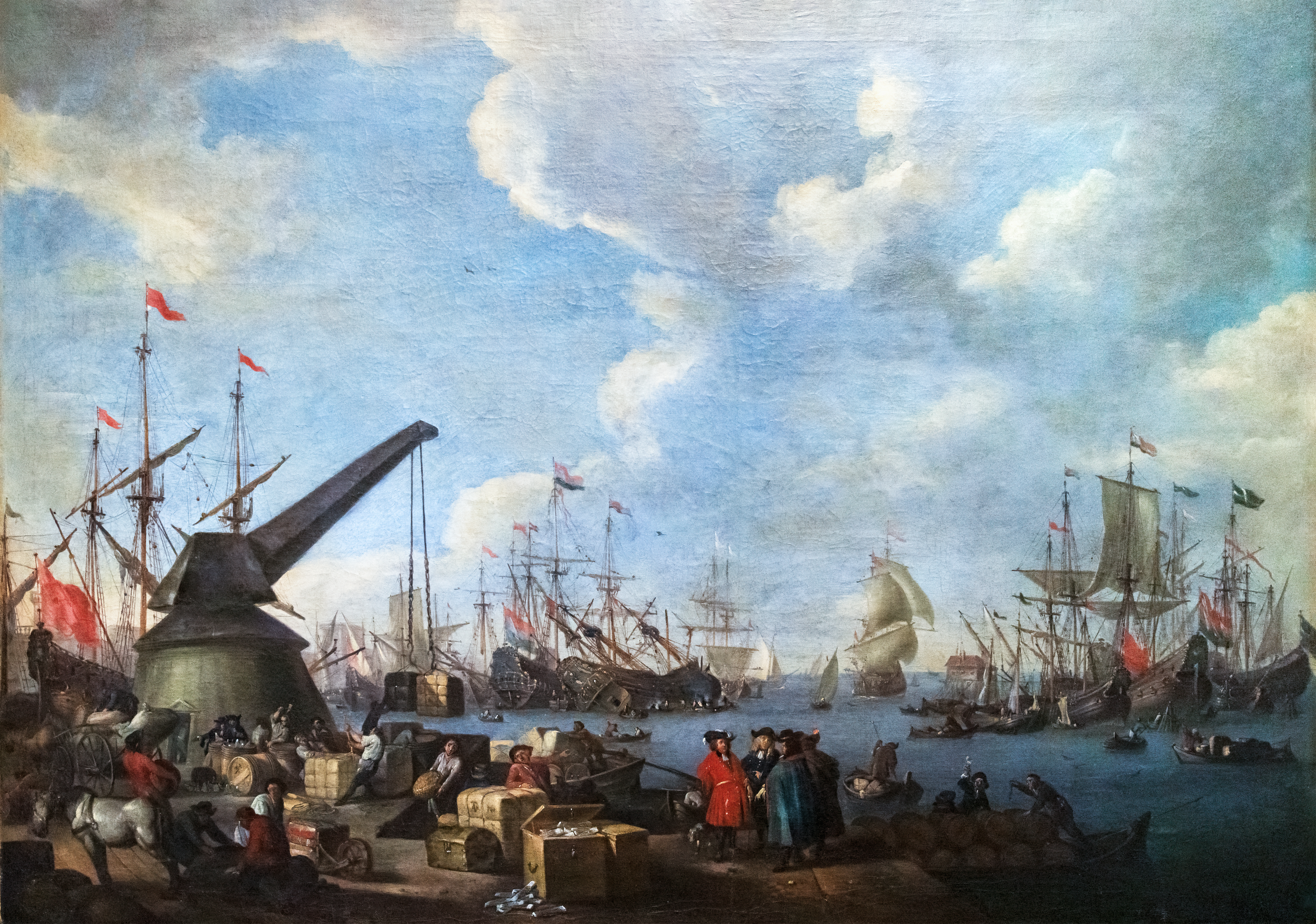
Vue d'un port - Adriaen van der Kabel
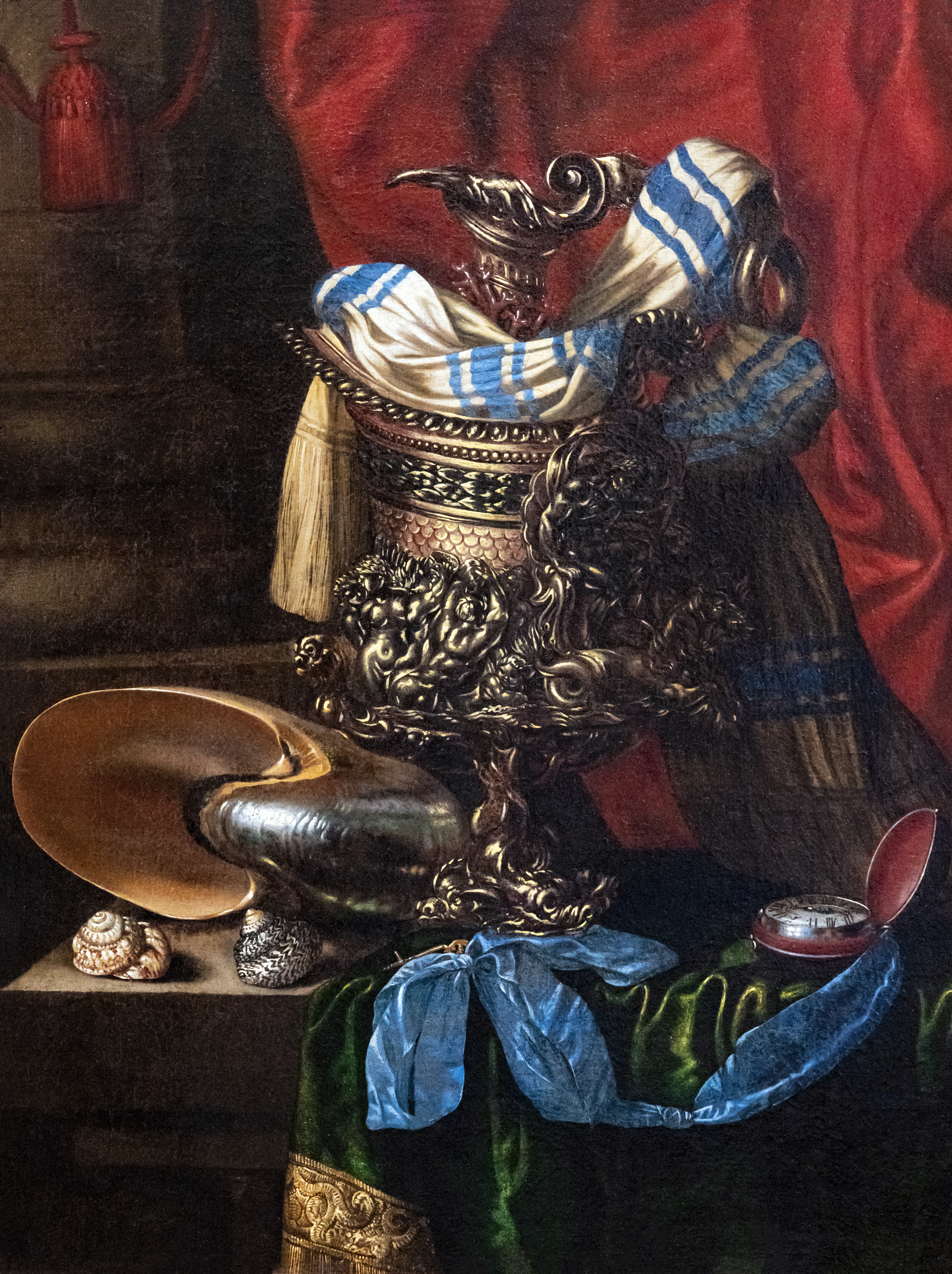
Nature morte - Simon Renard de Saint-André
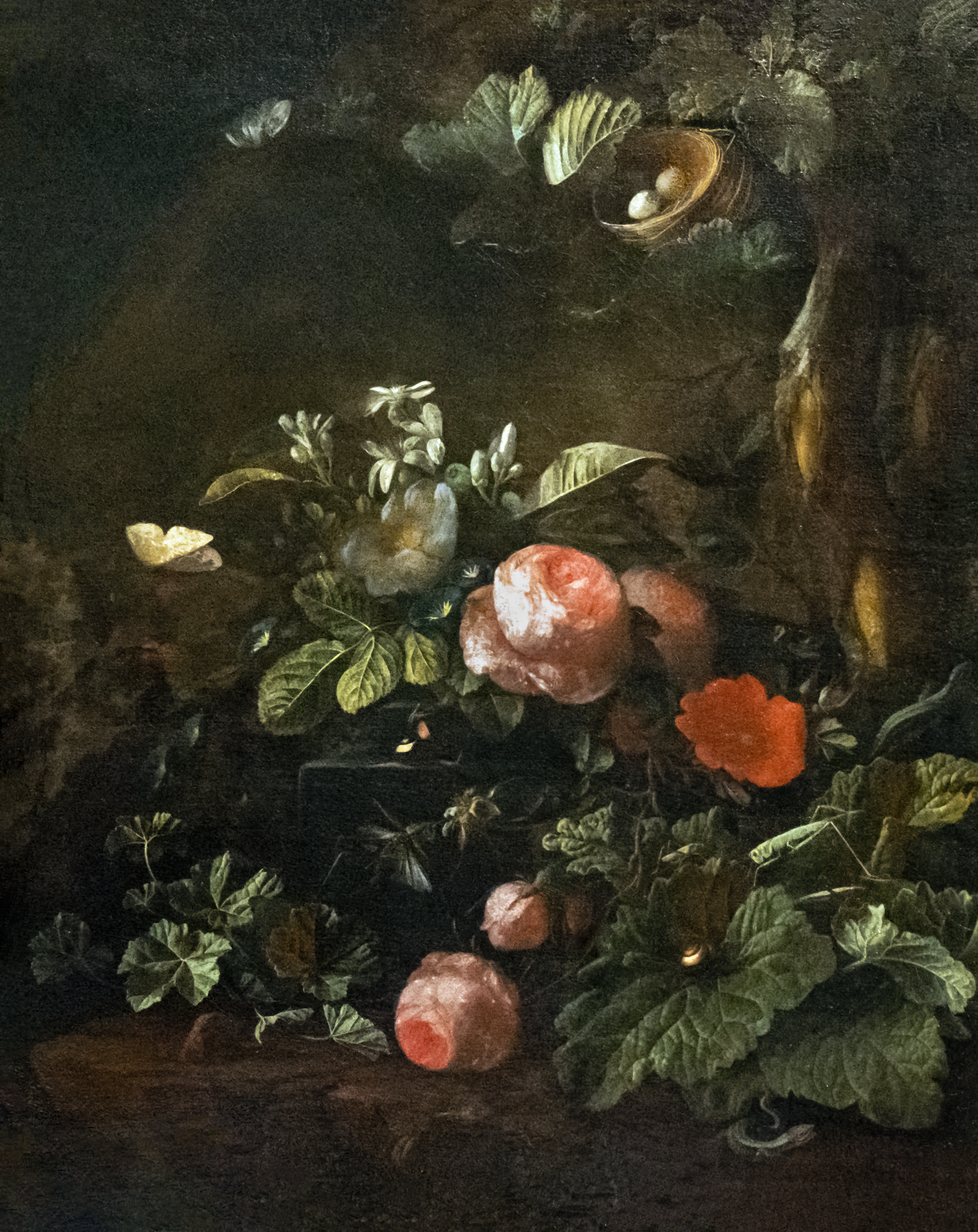
Rosiers, fleurs, insectes et serpents - Elias van den Broeck
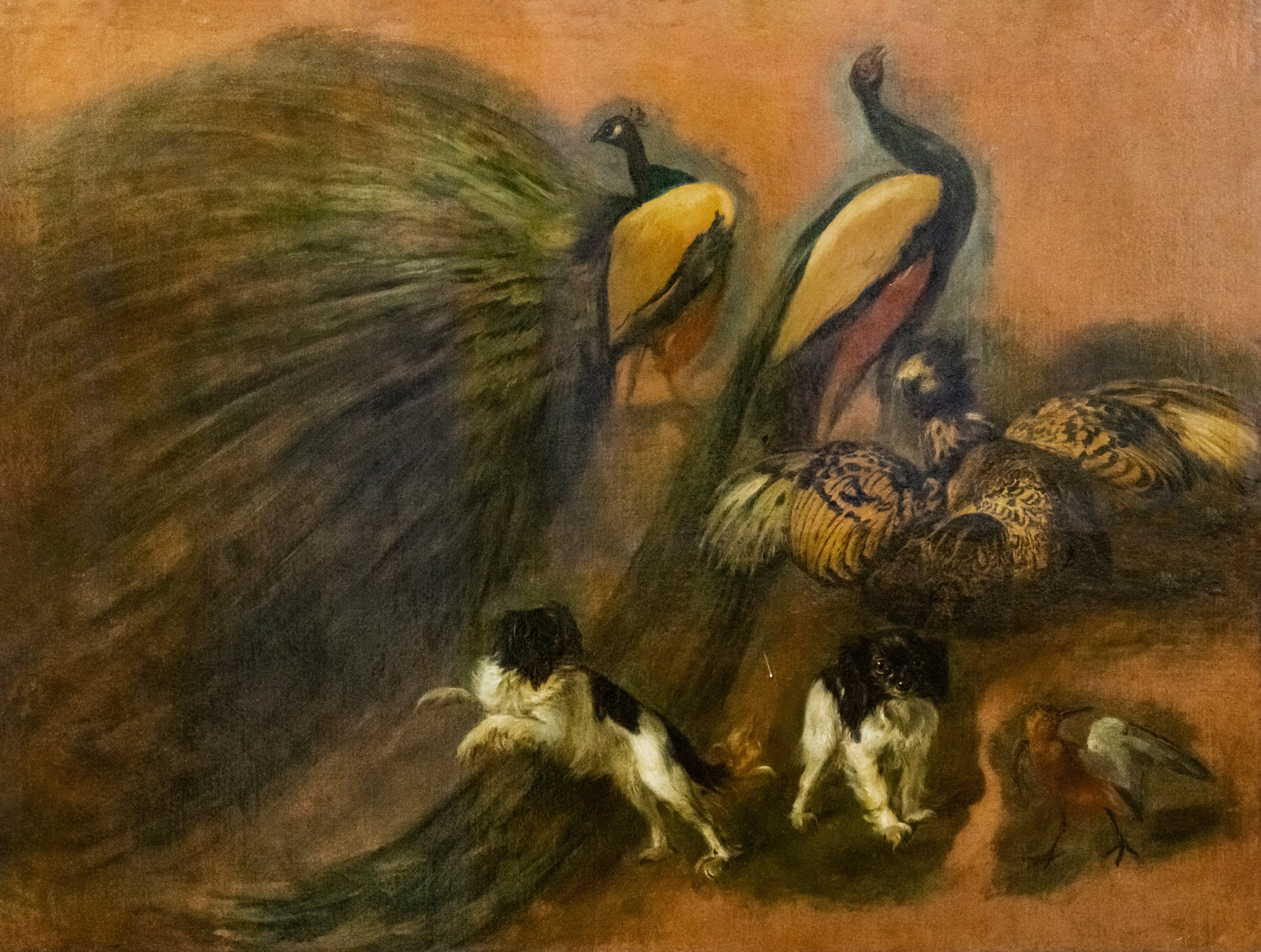
Paons, chiens et oiseaux - Pieter Boel
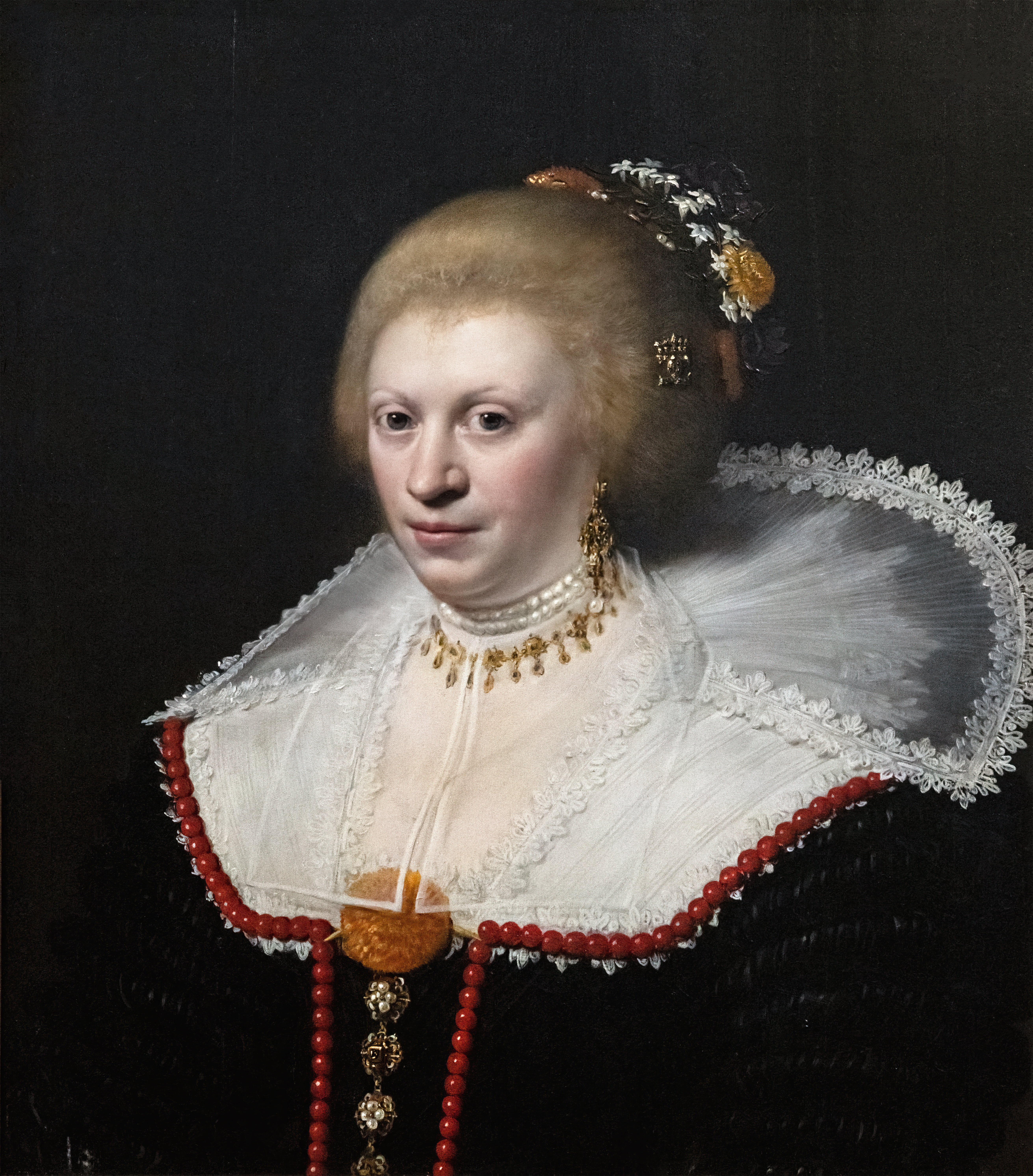
Portrait de femme - Jan Antonisz van Ravesteyn
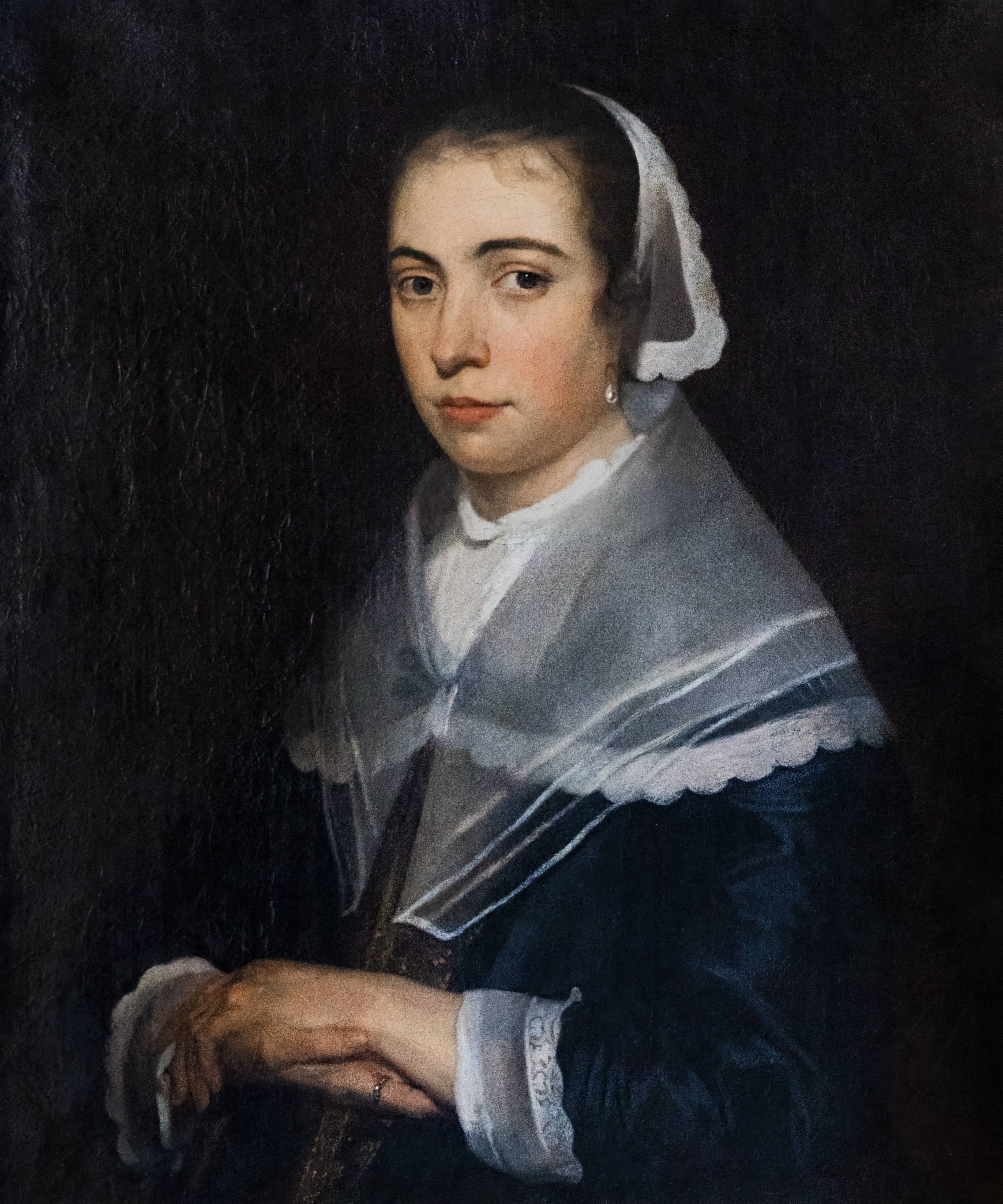
Portrait de femme XVIII
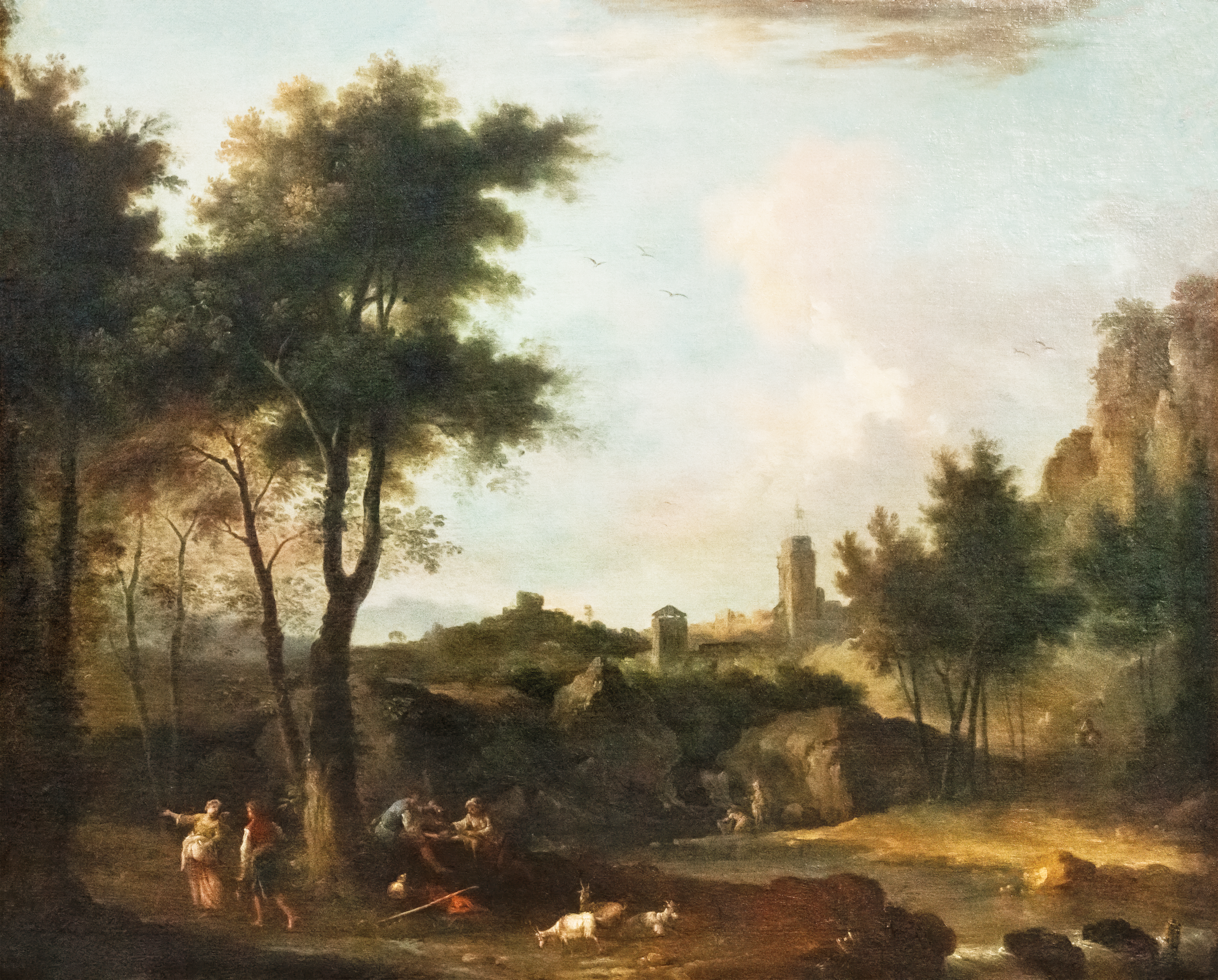
Paysage - Giovanni Francesco Grimaldi
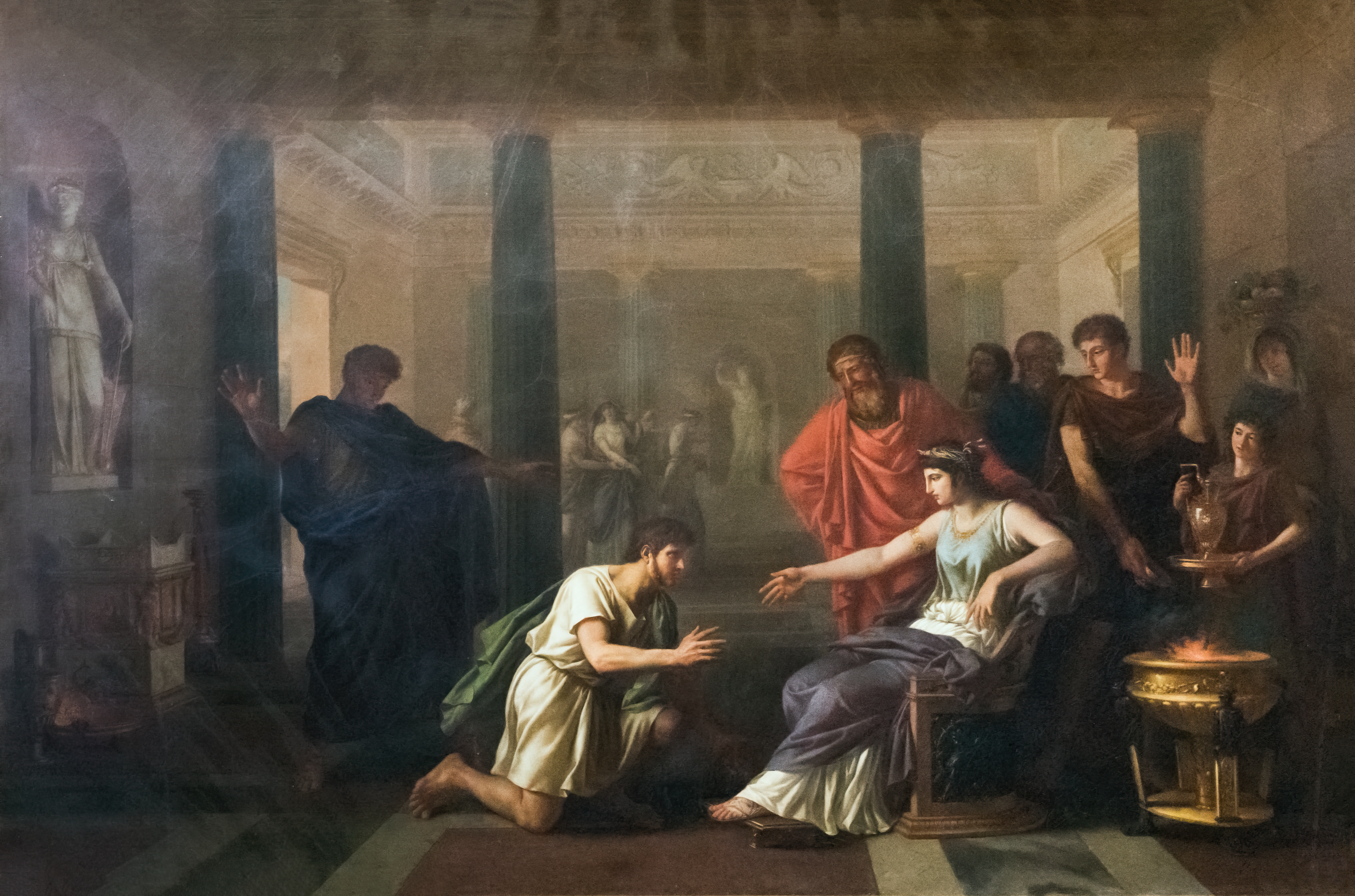
Ulysse dans le palais d'Alcinoüs Jean-Jacques Lagrenée
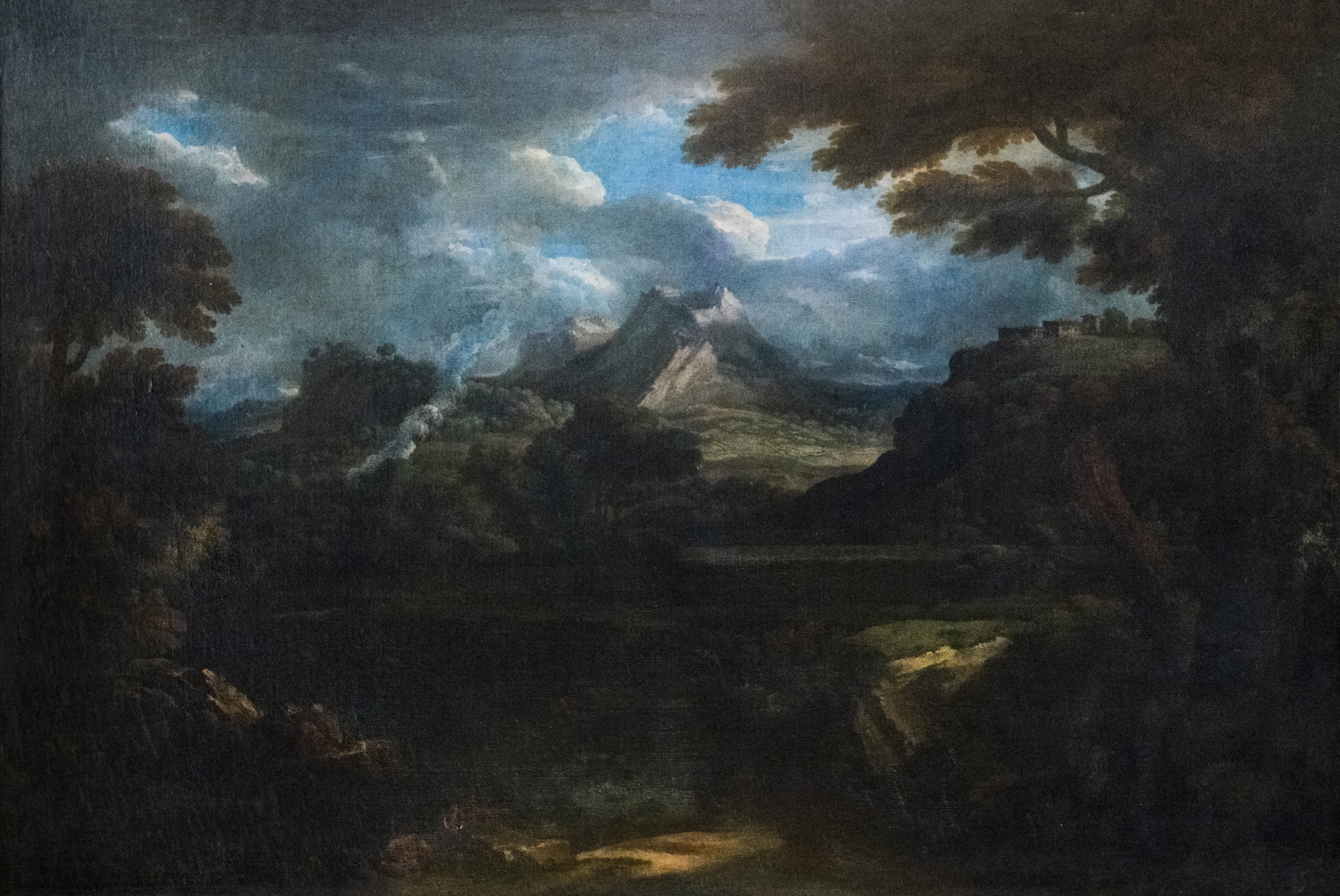
Paysage - Crescenzio Onofri
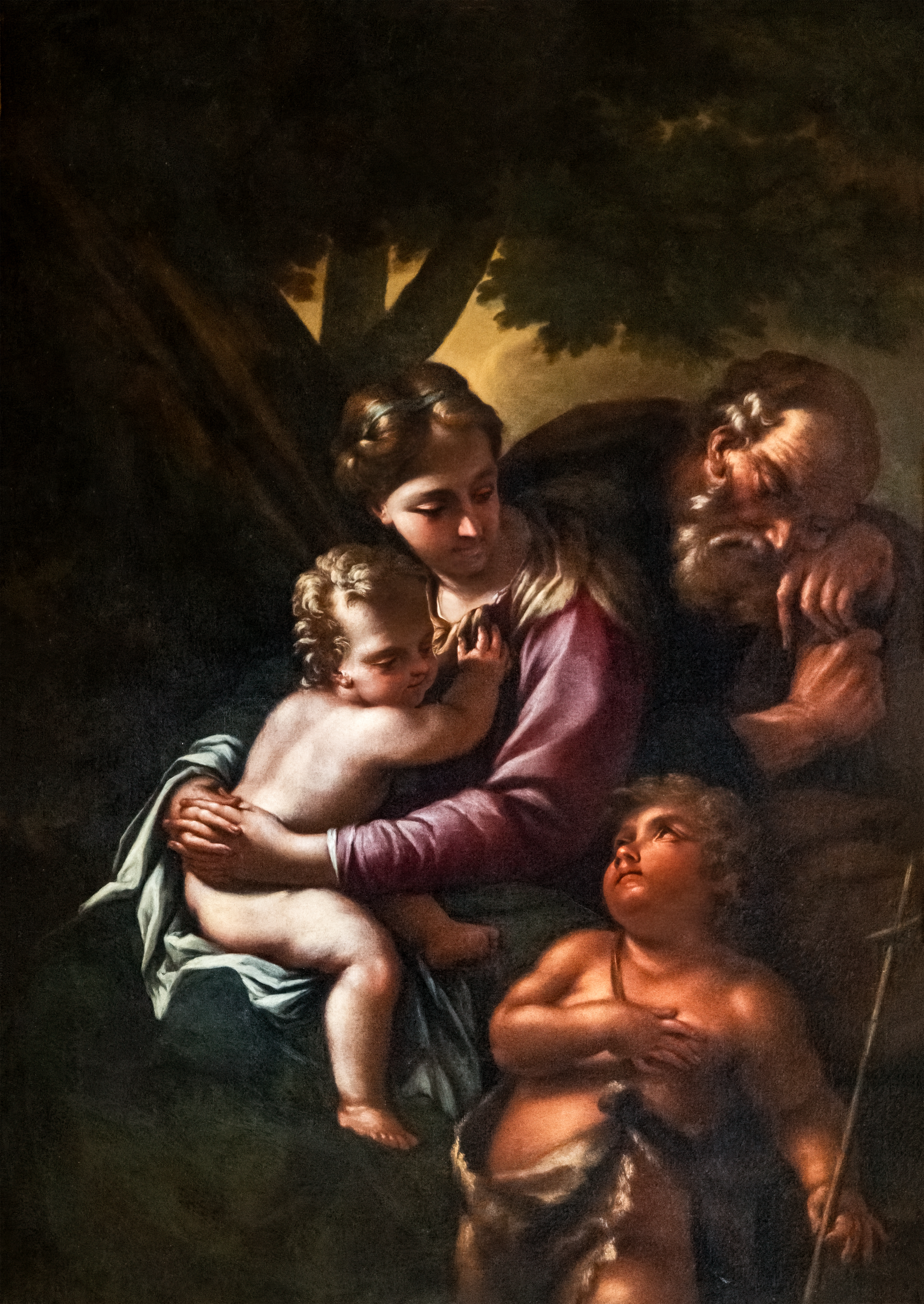
Sainte famille et saint Jean - Nicola Vaccaro
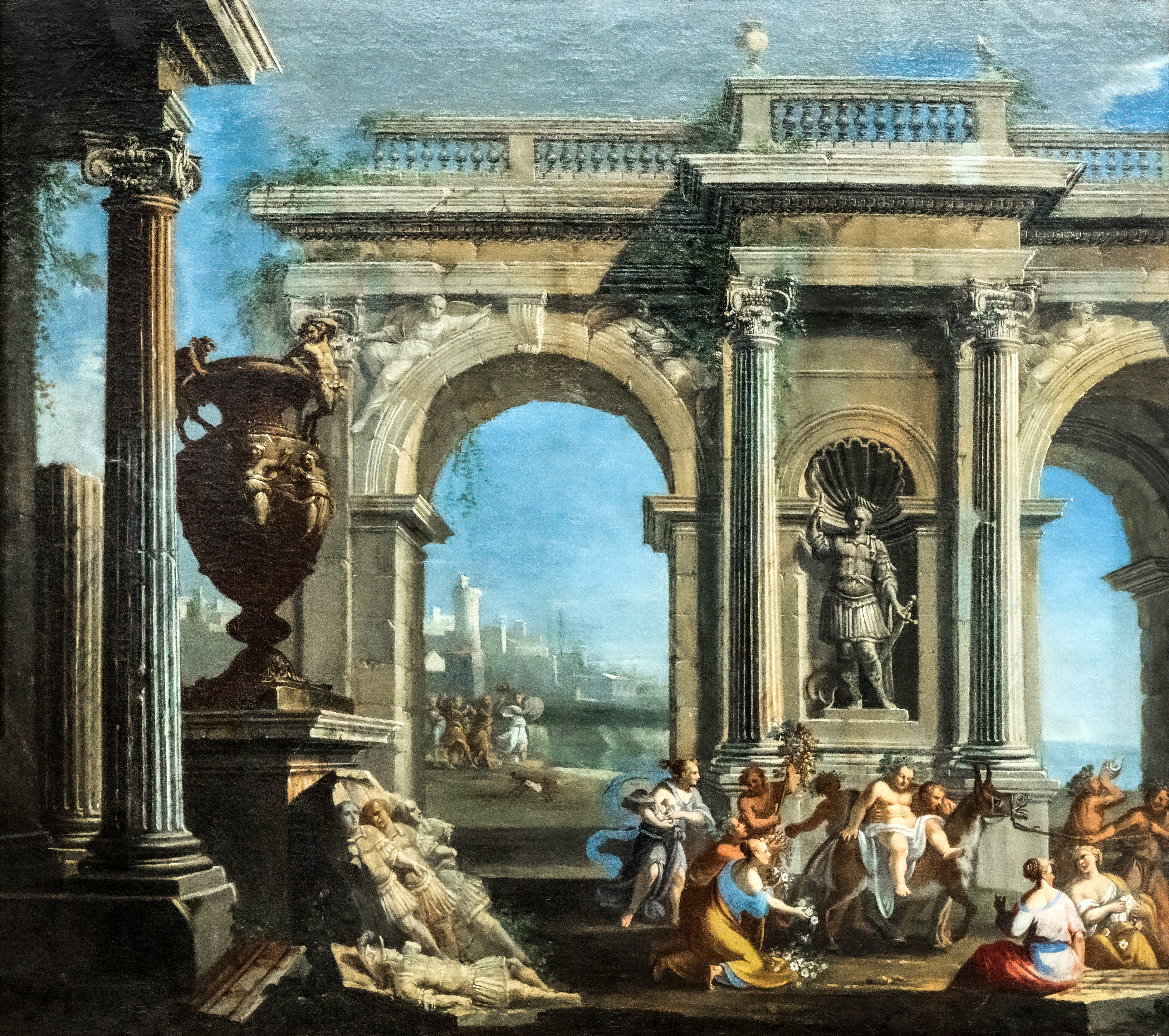
Le Triomphe de Silène - Giovanni Ghisolfi
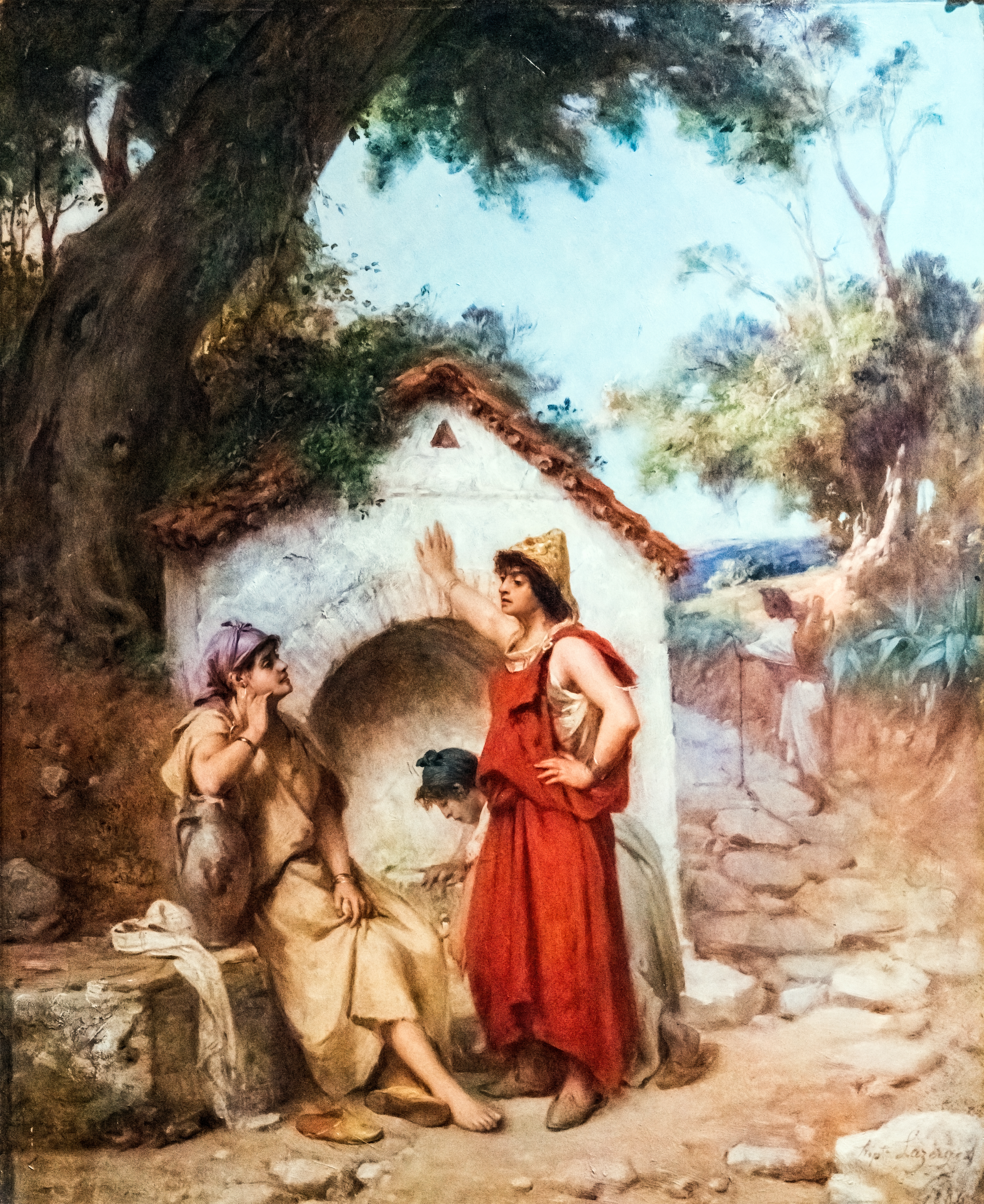
Algériennes autour de la fontaine - 1886 - Hippolyte Lazerges

### Salle à manger

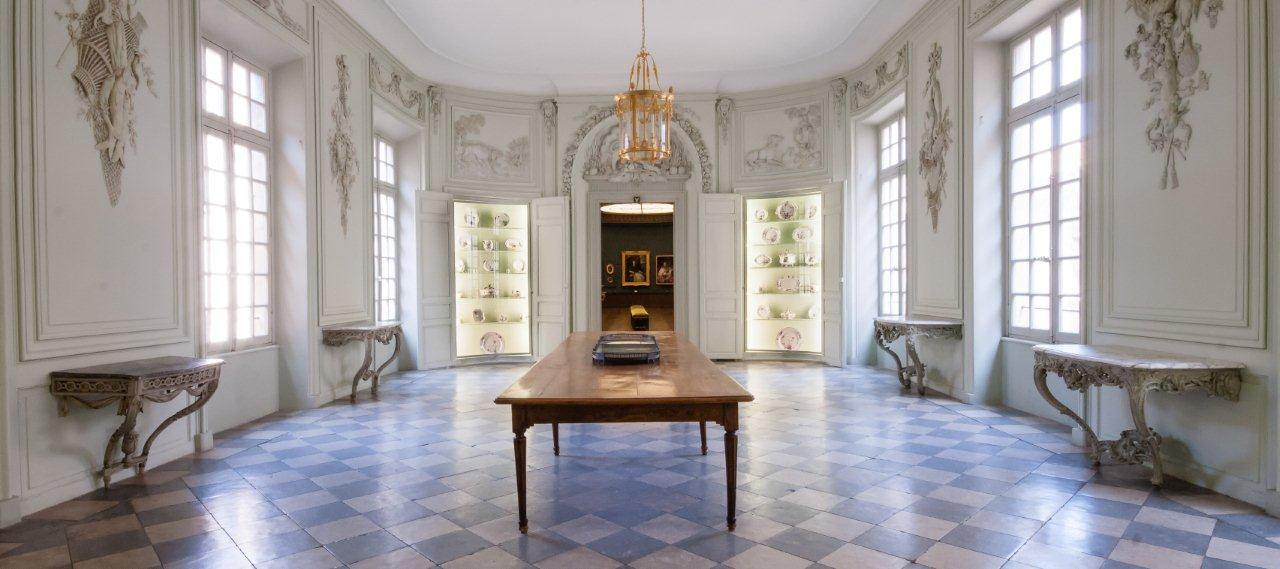
Salle à manger avec décors en stucs.

- décor de stucs du XVIIIe siècle, représentant des trophées de chasse et de pêche, en lien avec la fonction de cette pièce ; on remarque également une figure de lion, allusion possible aux armoiries du dernier archevêque de Narbonne, Arthur Richard Dillon, qui fit décorer cette pièce.
- dans les vitrines de l’ancienne salle à manger des archevêques sont exposées des faïences de Marseille, notamment une amusante terrine de la seconde moitié du XVIIIe siècle, dont le couvercle est en forme de canard.

### Grand salon
- salle de plus de 20 mètres de long, restaurée en 2005 afin de lui redonner son style Second Empire.

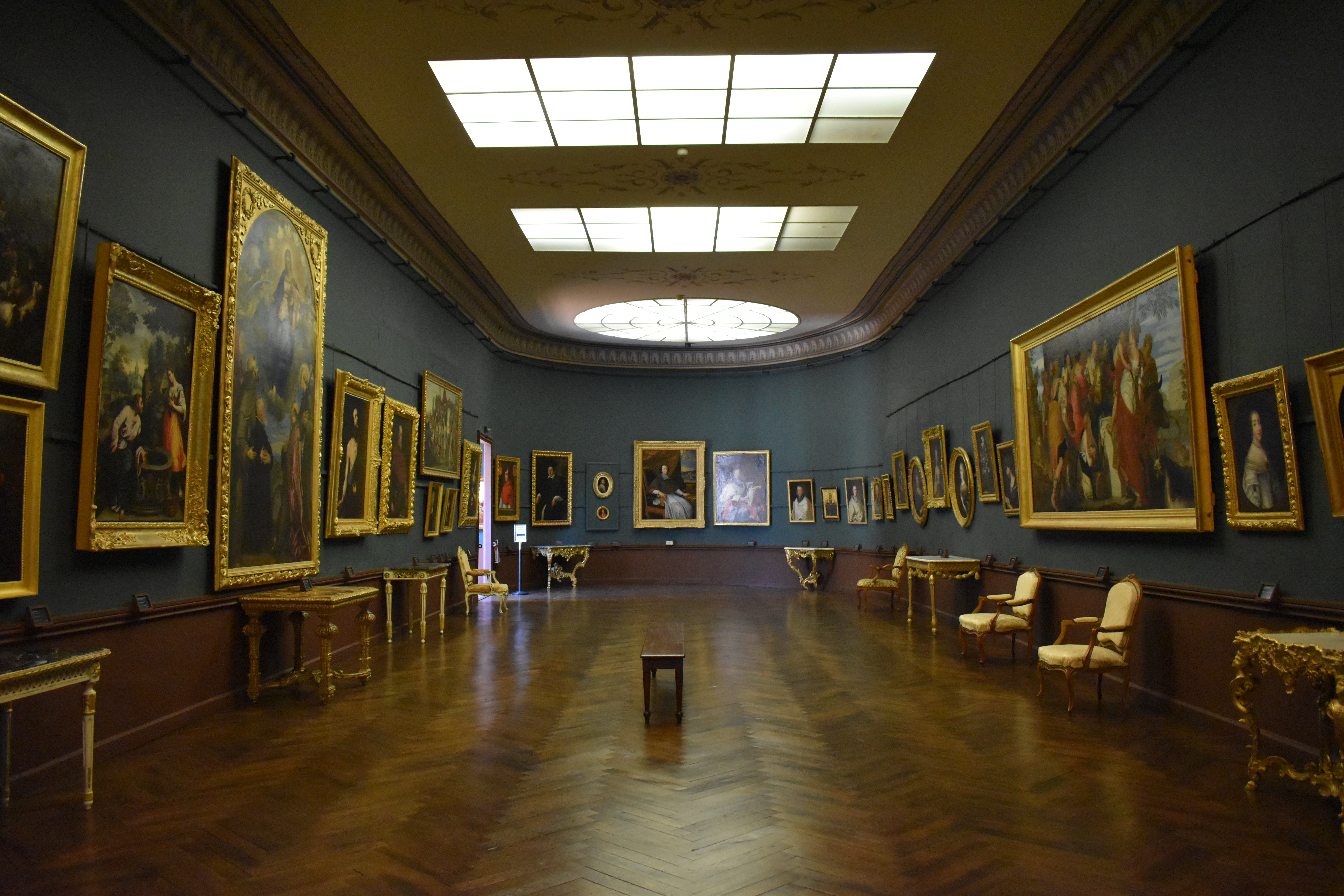
Grand salon
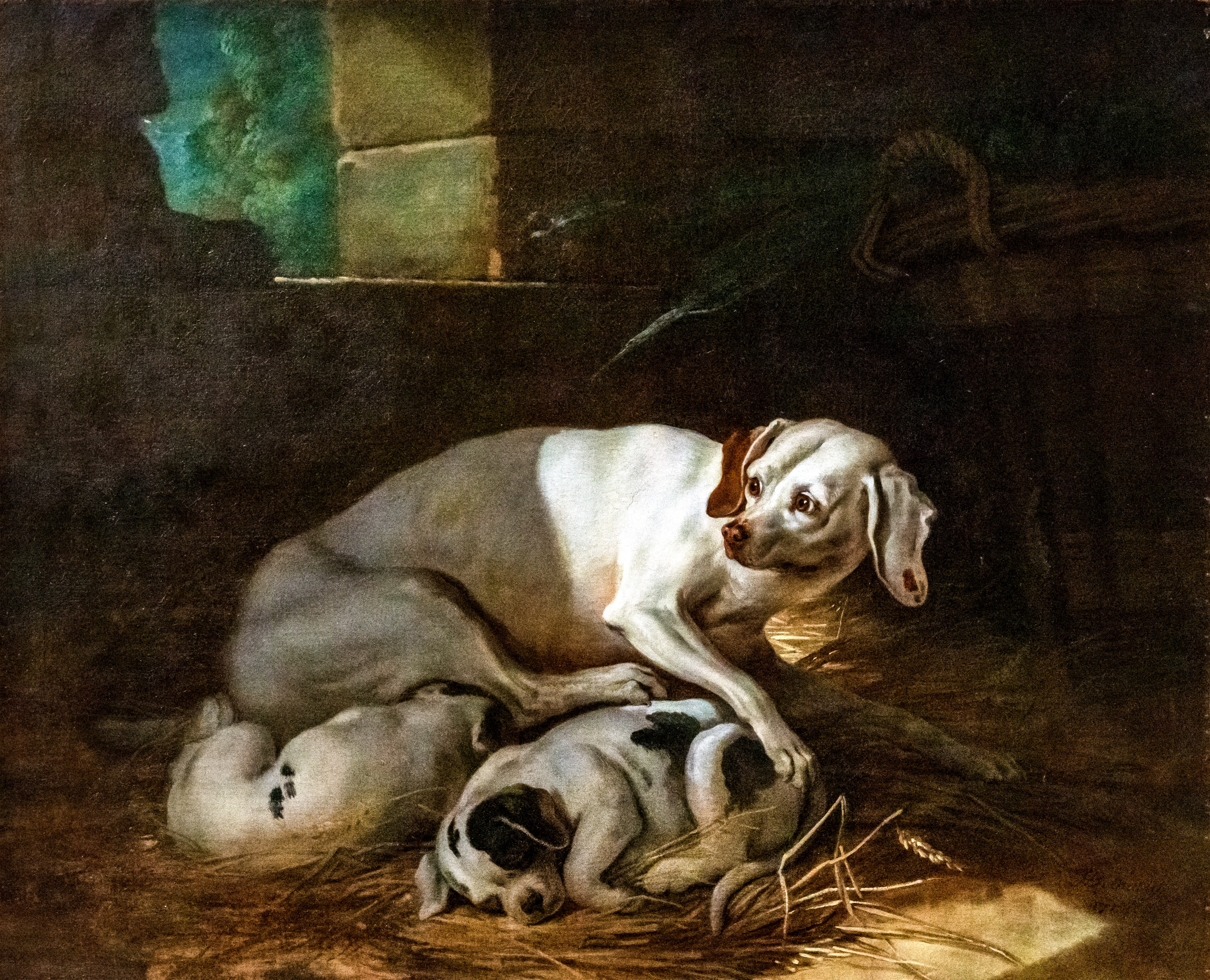
Chienne allaitant ses petits - Jean-Baptiste Oudry
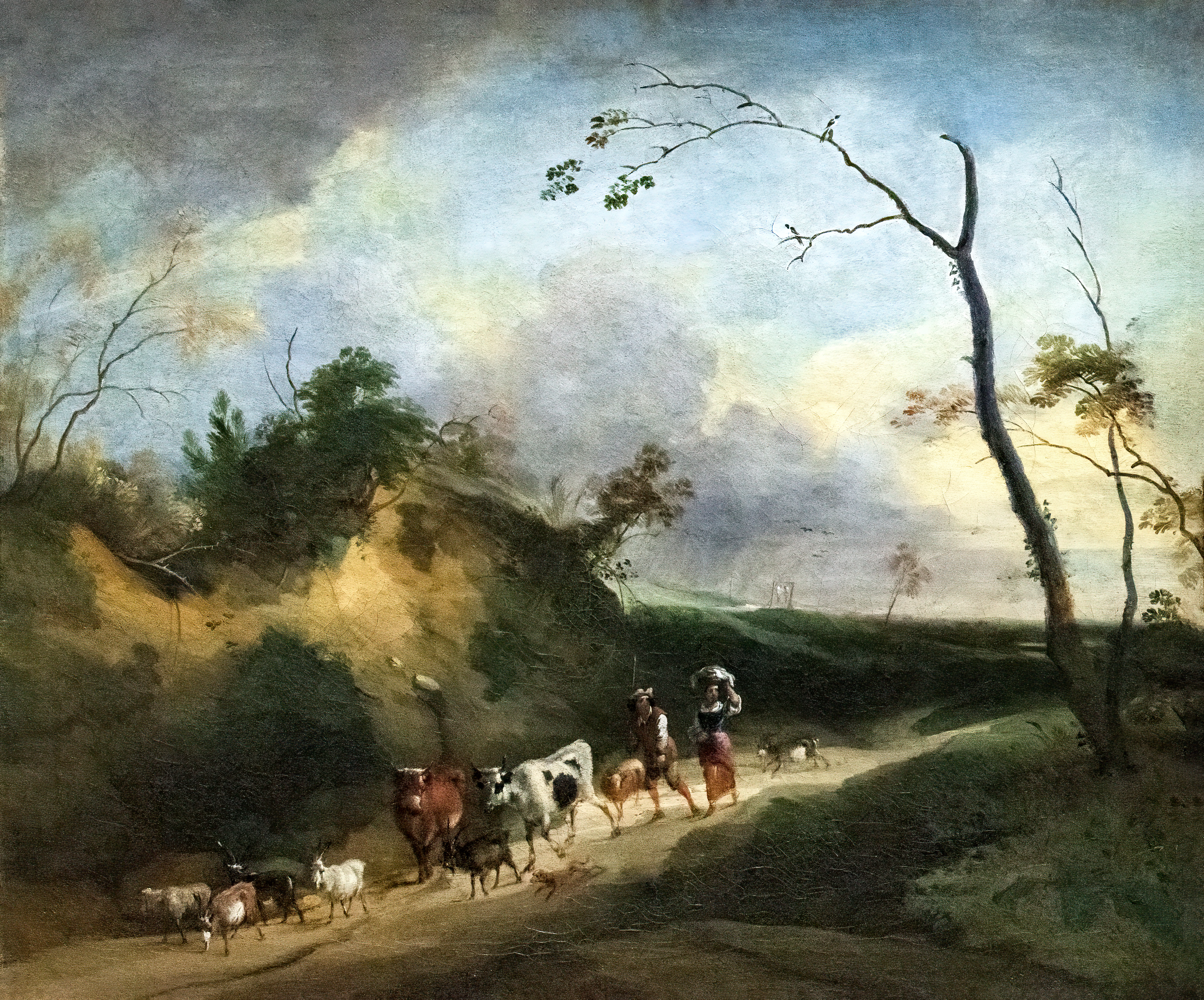
parmi les pièces exposées, La Vierge à l’enfant avec saint Bonaventure, saint François, saint Louis et saint Antoine de Padoue, attribuée à Tintoret (1518-1594), tableau dans lequel le donateur Francesco Gherardini est représenté au premier plan[8] ; le Saint André de Jusepe di Ribera (1591-1652) ; le Portrait de Bartolomio Manganoni par Fra Vittore Ghislandi (1655-1743) ; un Paysage de François Boucher (1703-1770) ; l’impressionnant Mendiant « recroquevillé » de Gaspare Traversi (1722-1770) ; un Autoportrait de Hyacinthe Rigaud, natif de Perpignan (1659-1743) ; un Portrait de femme par Donatien Nonotte (1708-1785) ; le Portrait de Mgr Charles Le Goux de la Berchère, archevêque de Narbonne de 1703 à 1719 issu de l’entourage de Bon Boullogne (1649-1717) en arrière-plan duquel on aperçoit une vue de Narbonne au XVIIIe siècle.
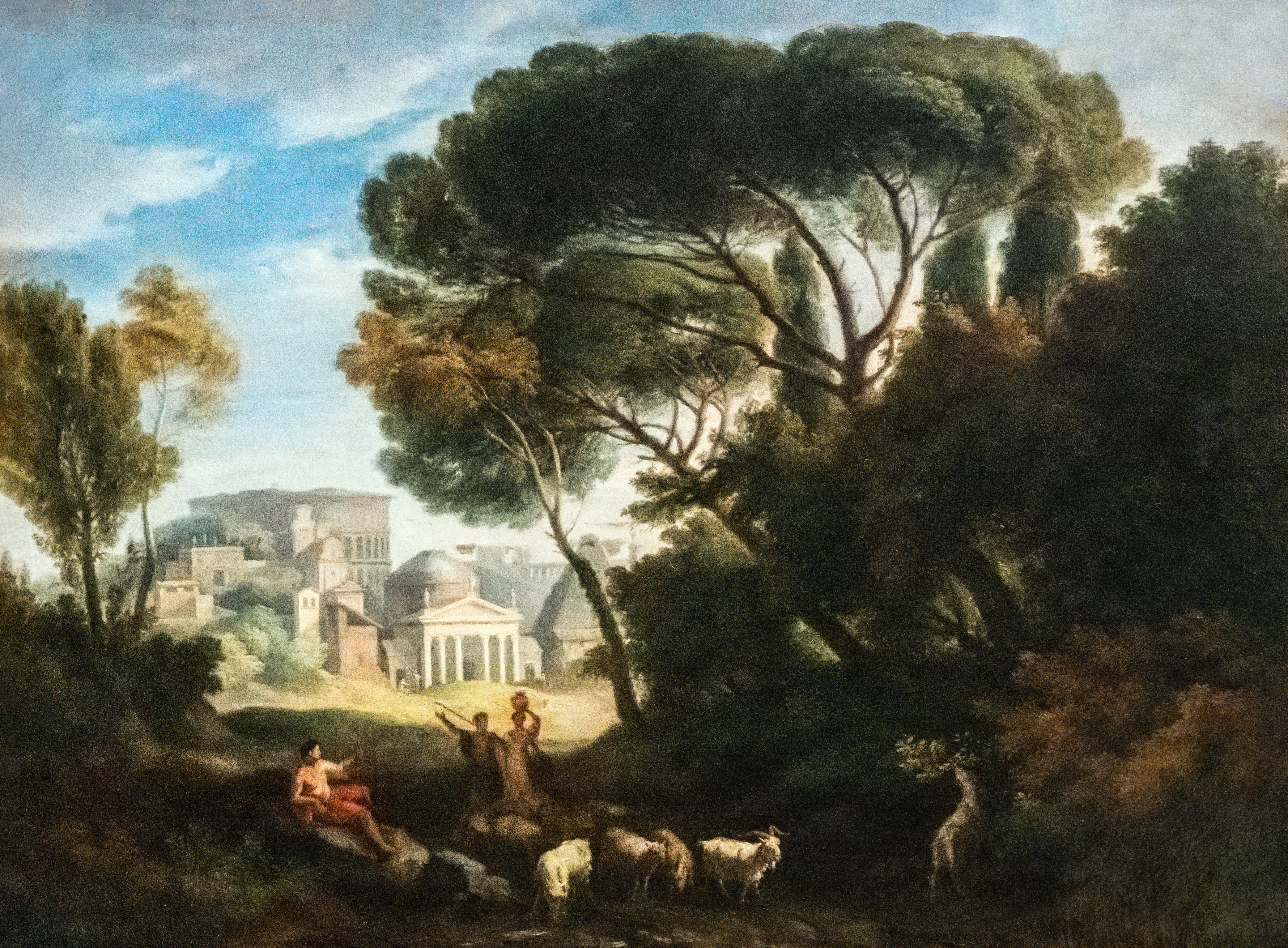
Paysage romain auteur anonyme du XVIII
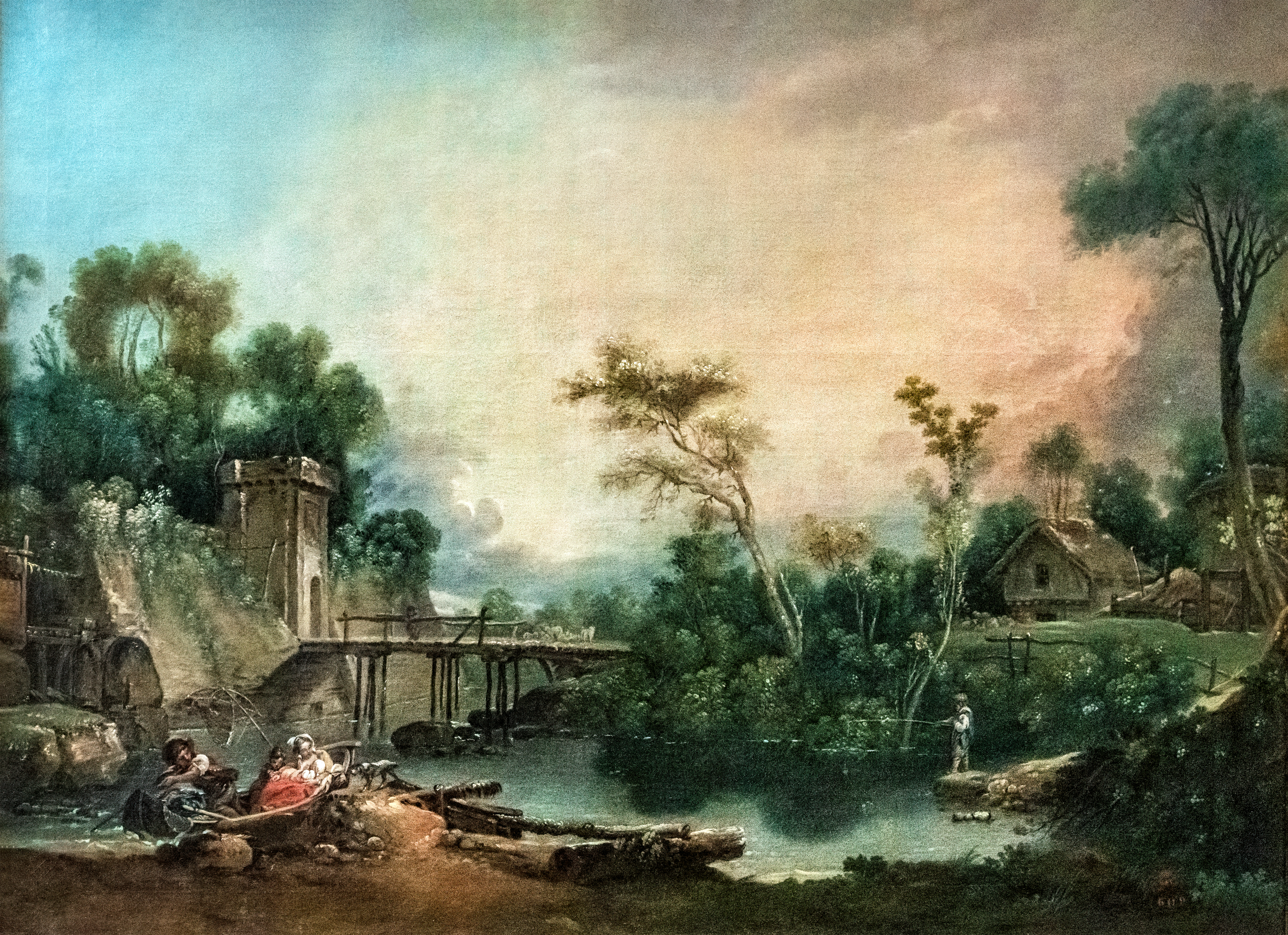
Paysage 872.1.3 - François Boucher
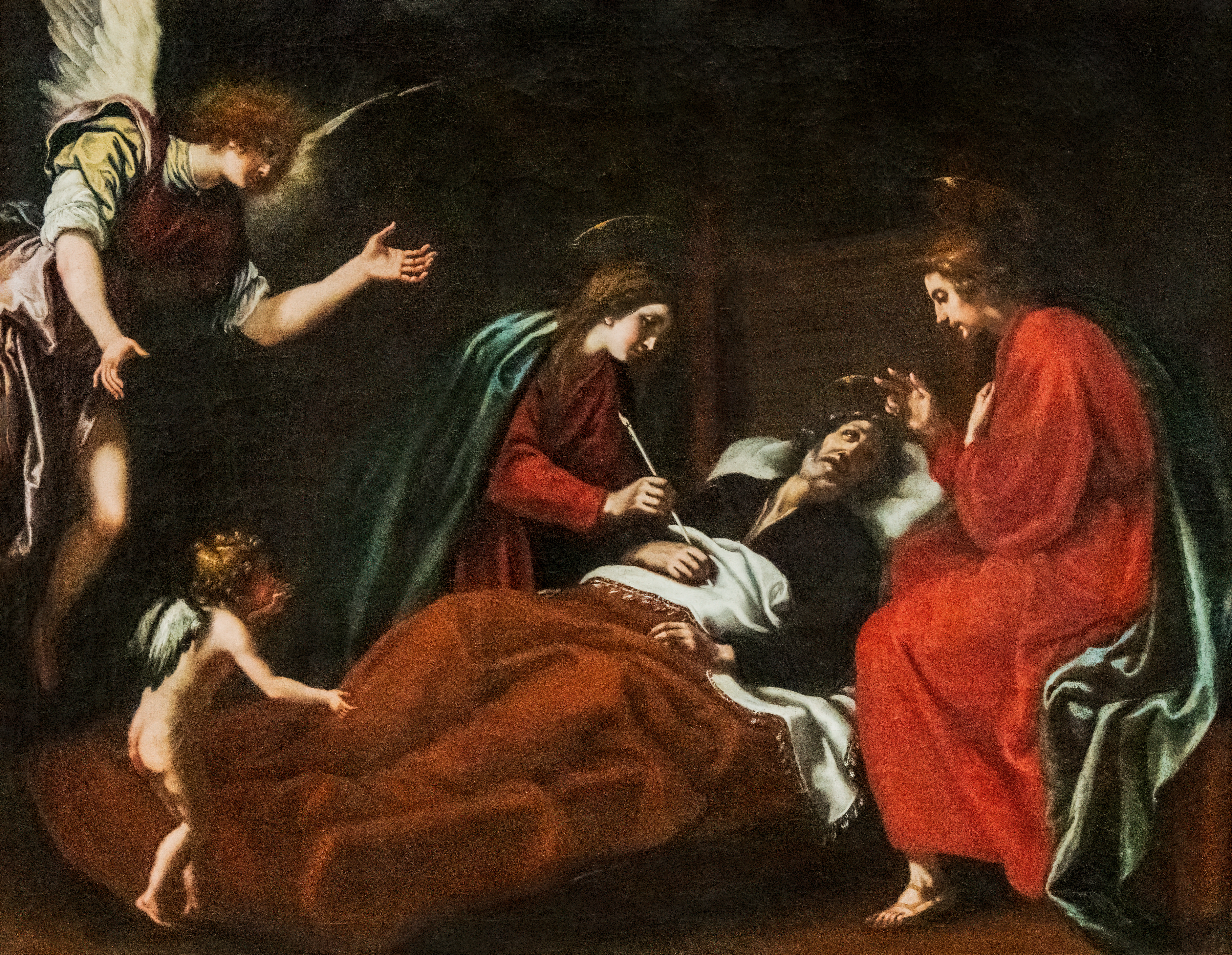
La mort de saint Joseph - Jacopo Vignali
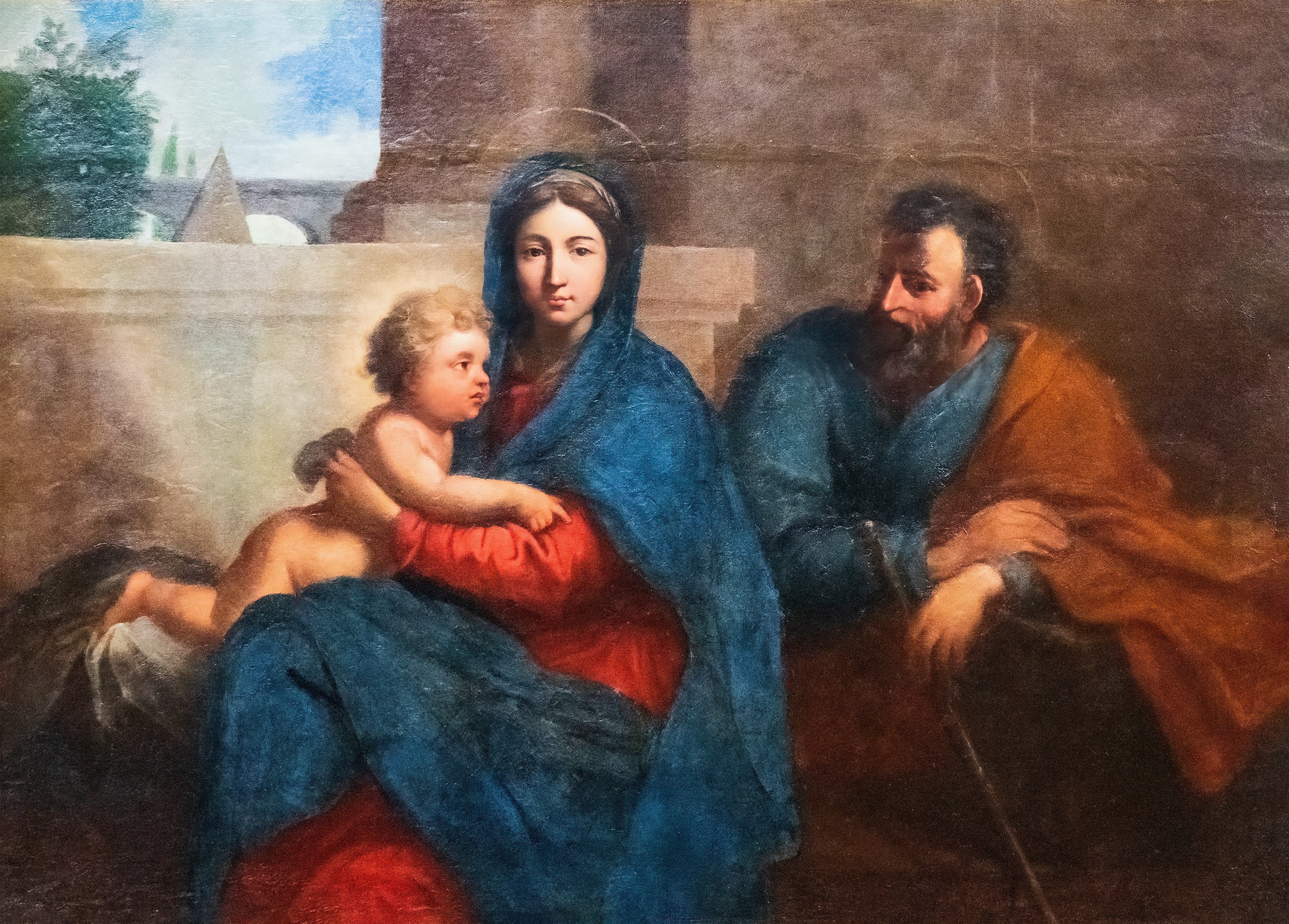
Sainte famille - Nicolas Loir
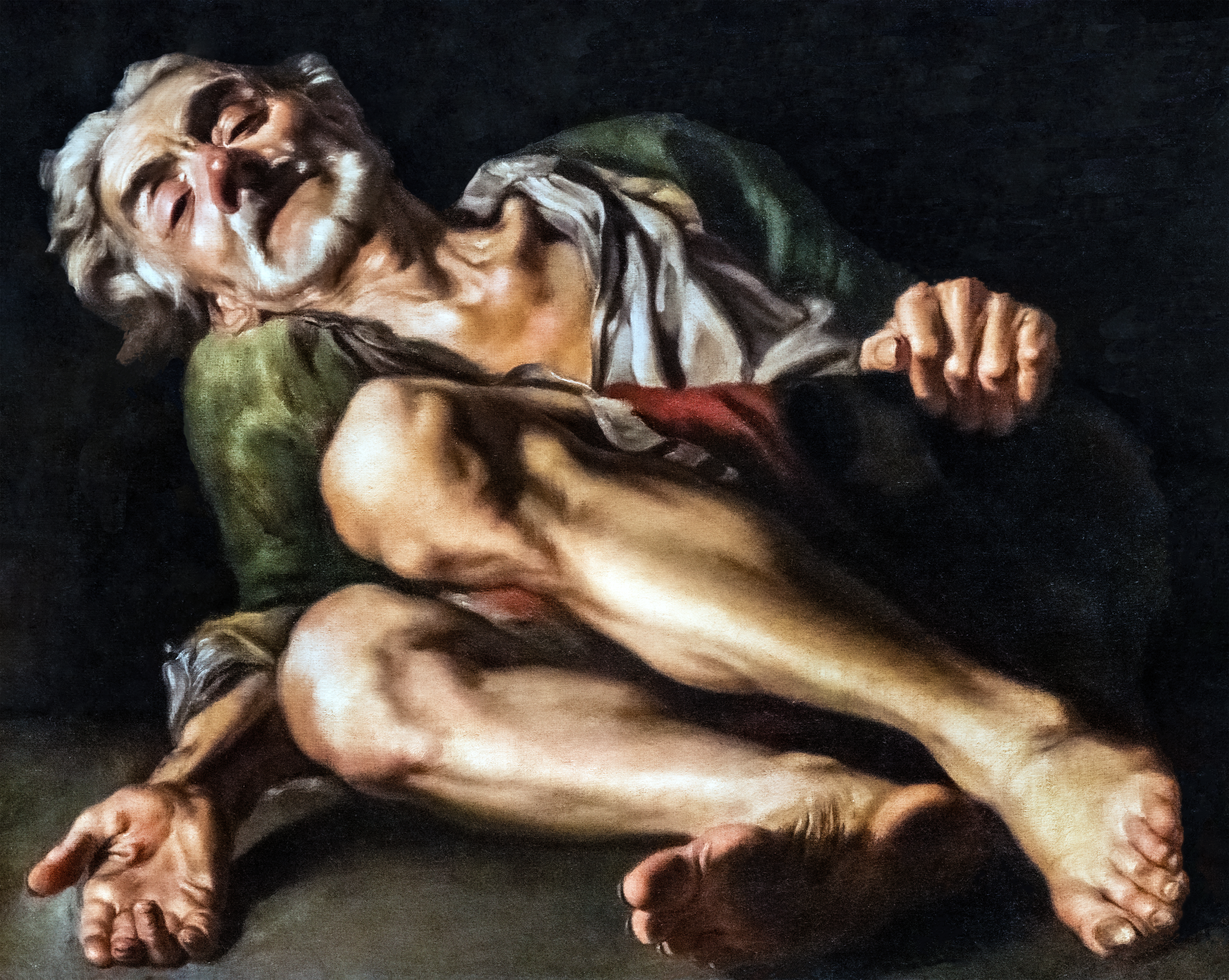
Mendiant recroquevillé - Gaspare Traversi
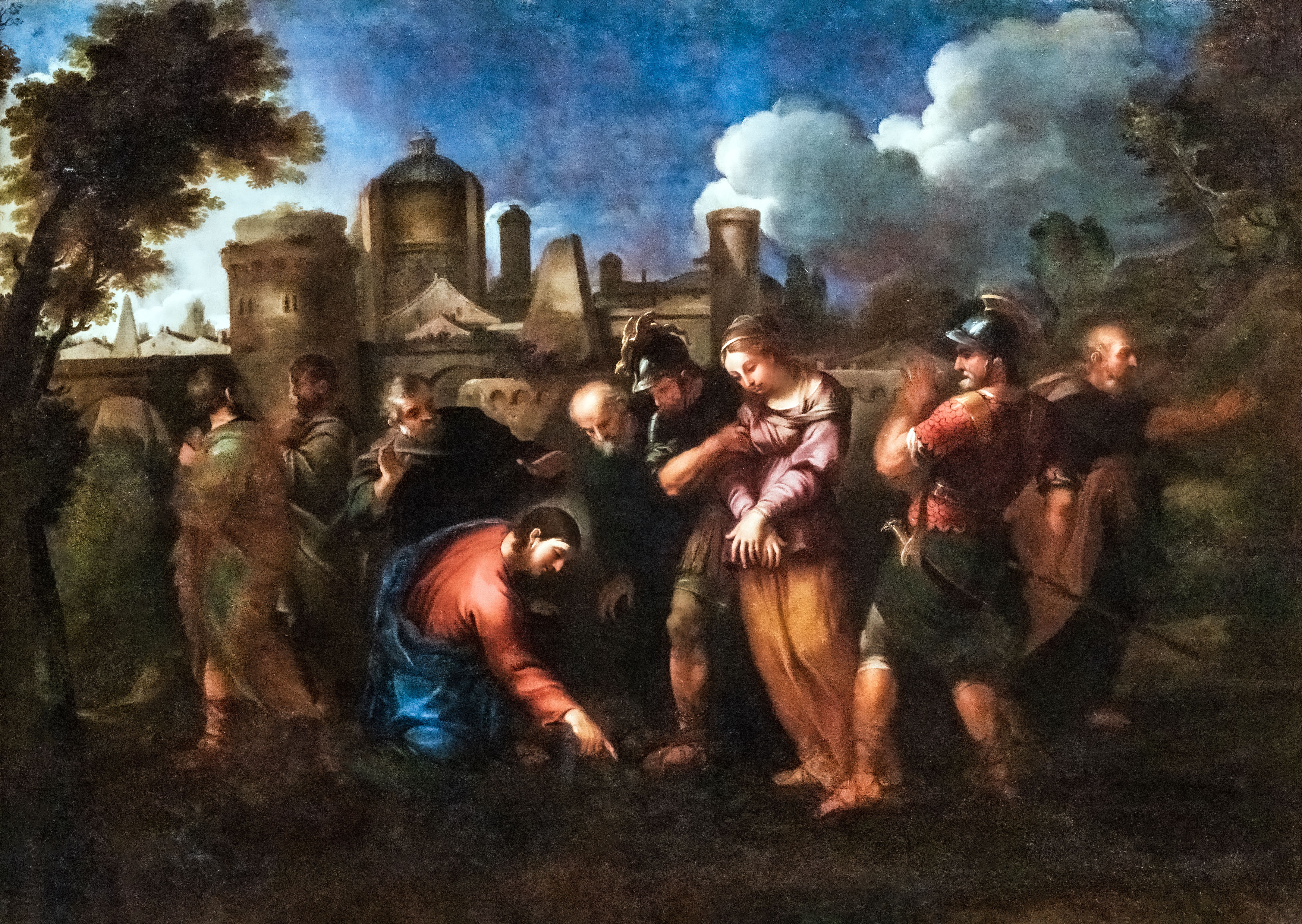
La femme adultère - Ecole de Nicolas Poussin
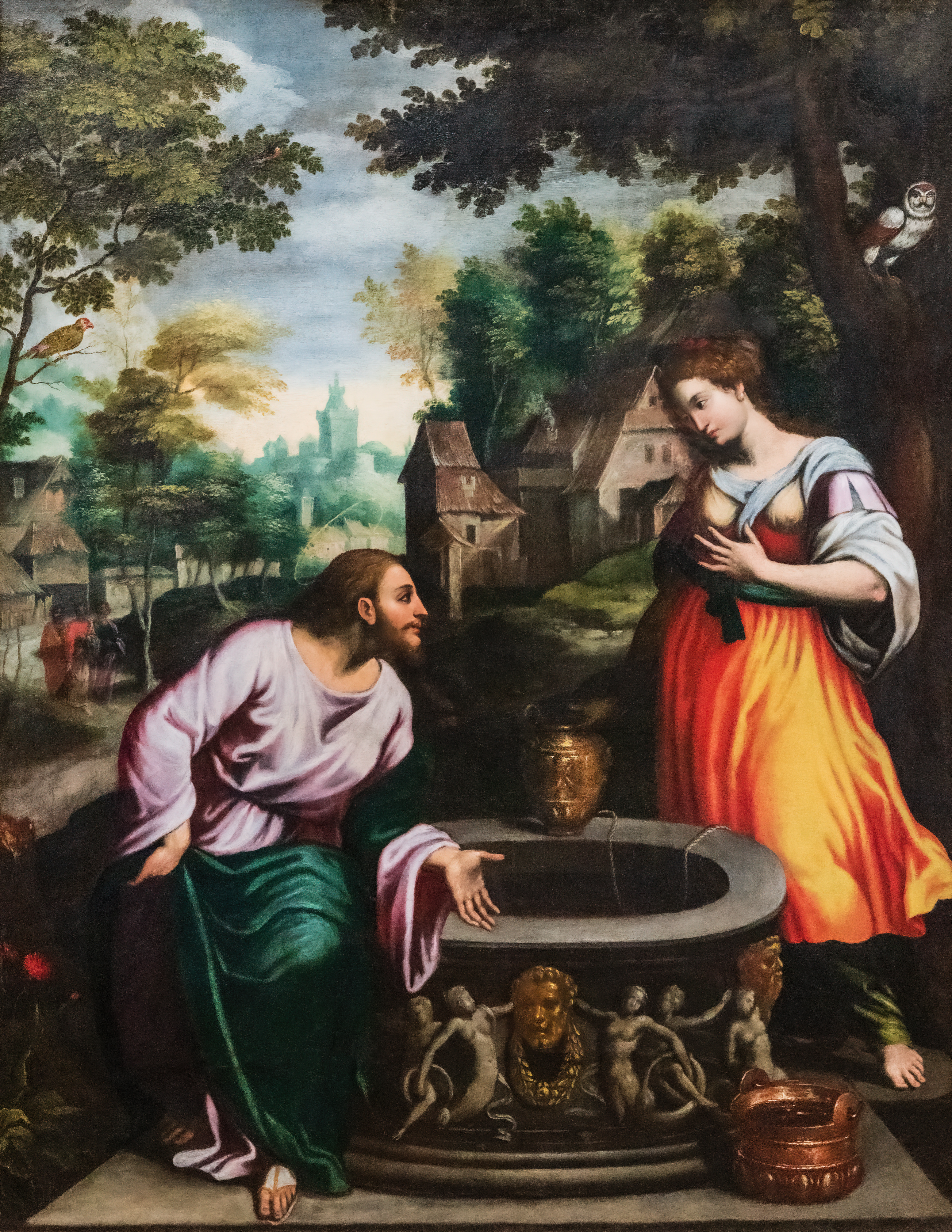
Jésus et la Samaritaine - anciennement attribué à Benvenuto Tisi
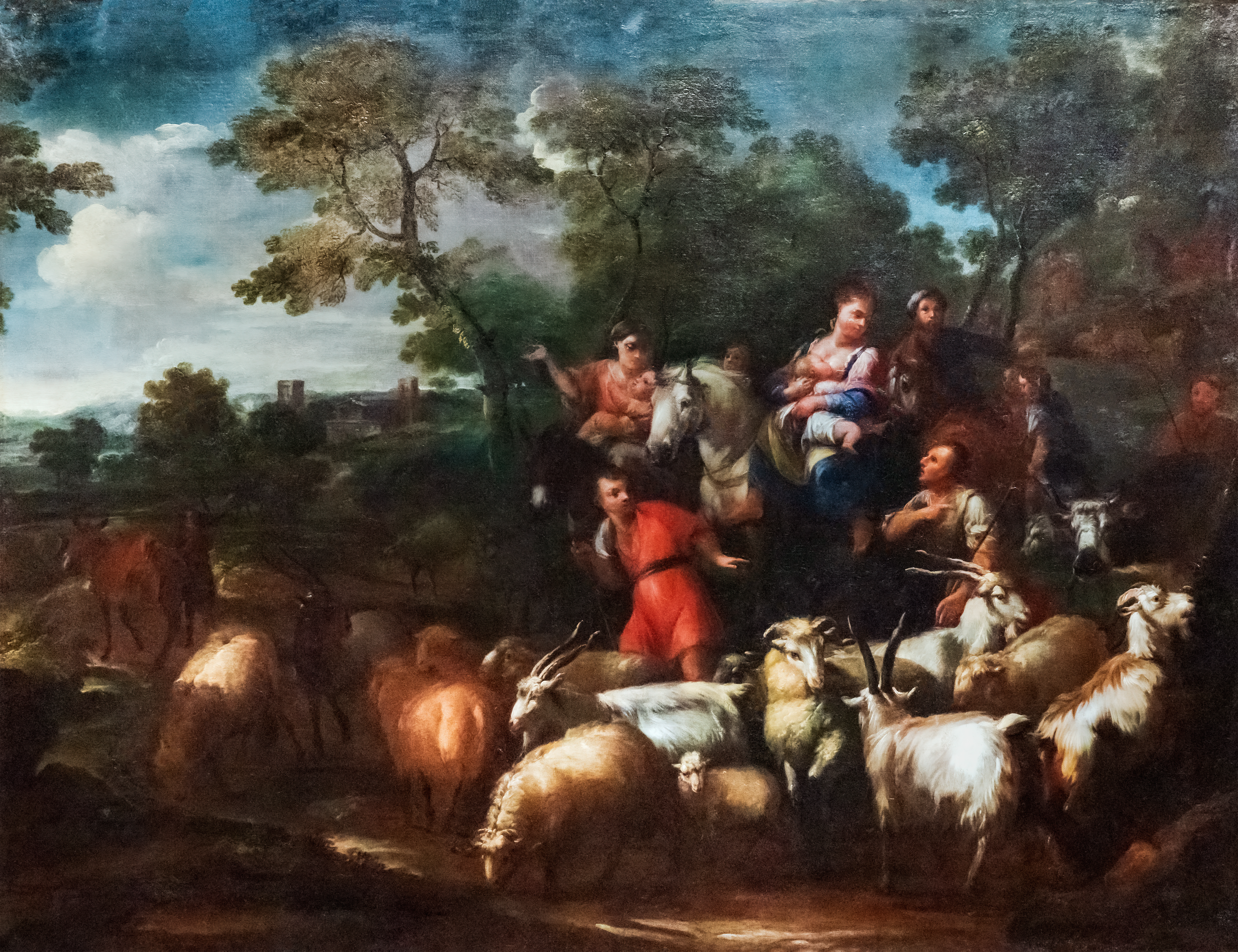
Le voyage de Jacob - Luigi Garzi Luigi Garzi
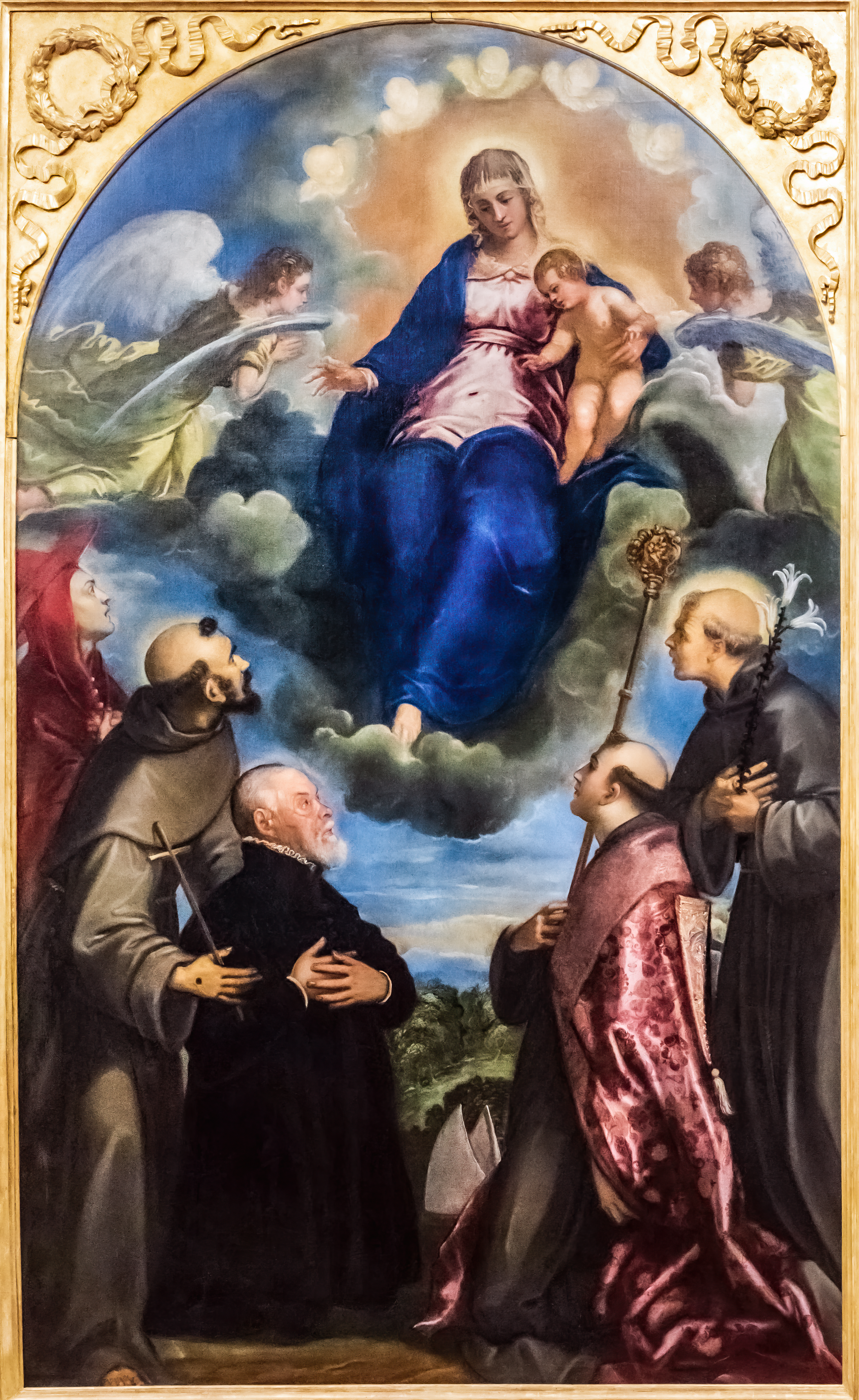
Vierge dans la Gloire - Le Tintoret
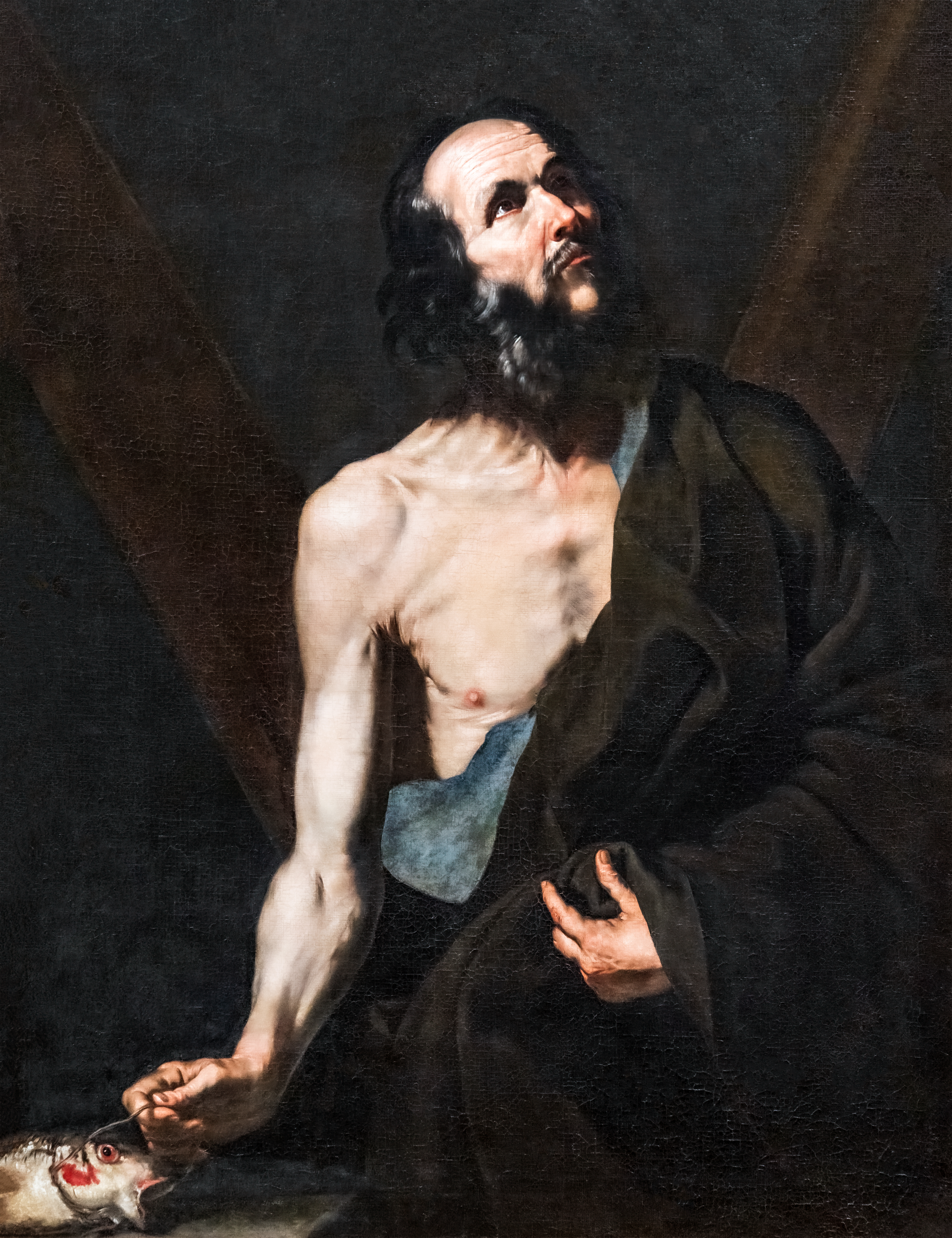
Saint André - José de Ribera
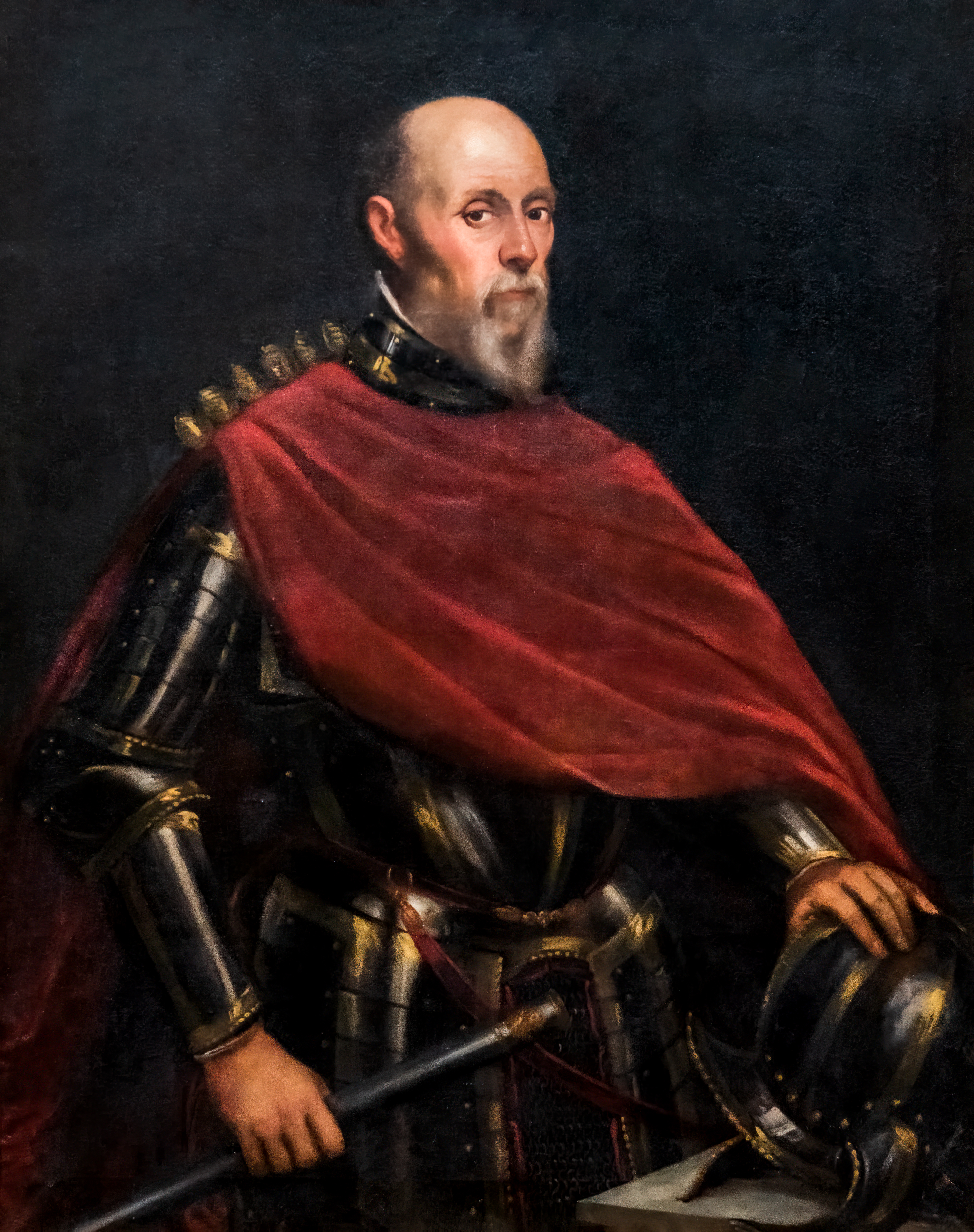
Tommaso Contarini - Le Tintoret
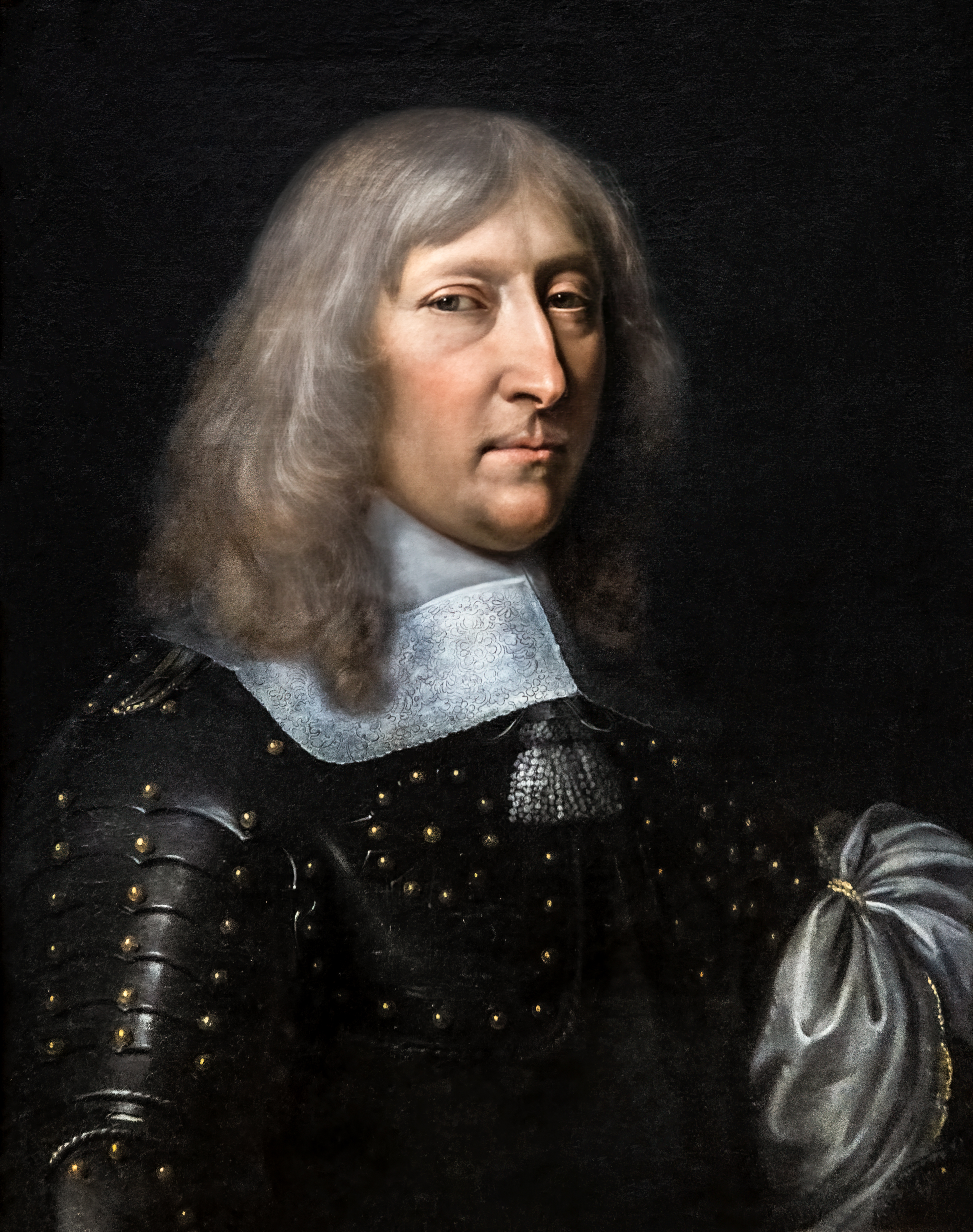
Portrait d'homme - Ferdinand Elle
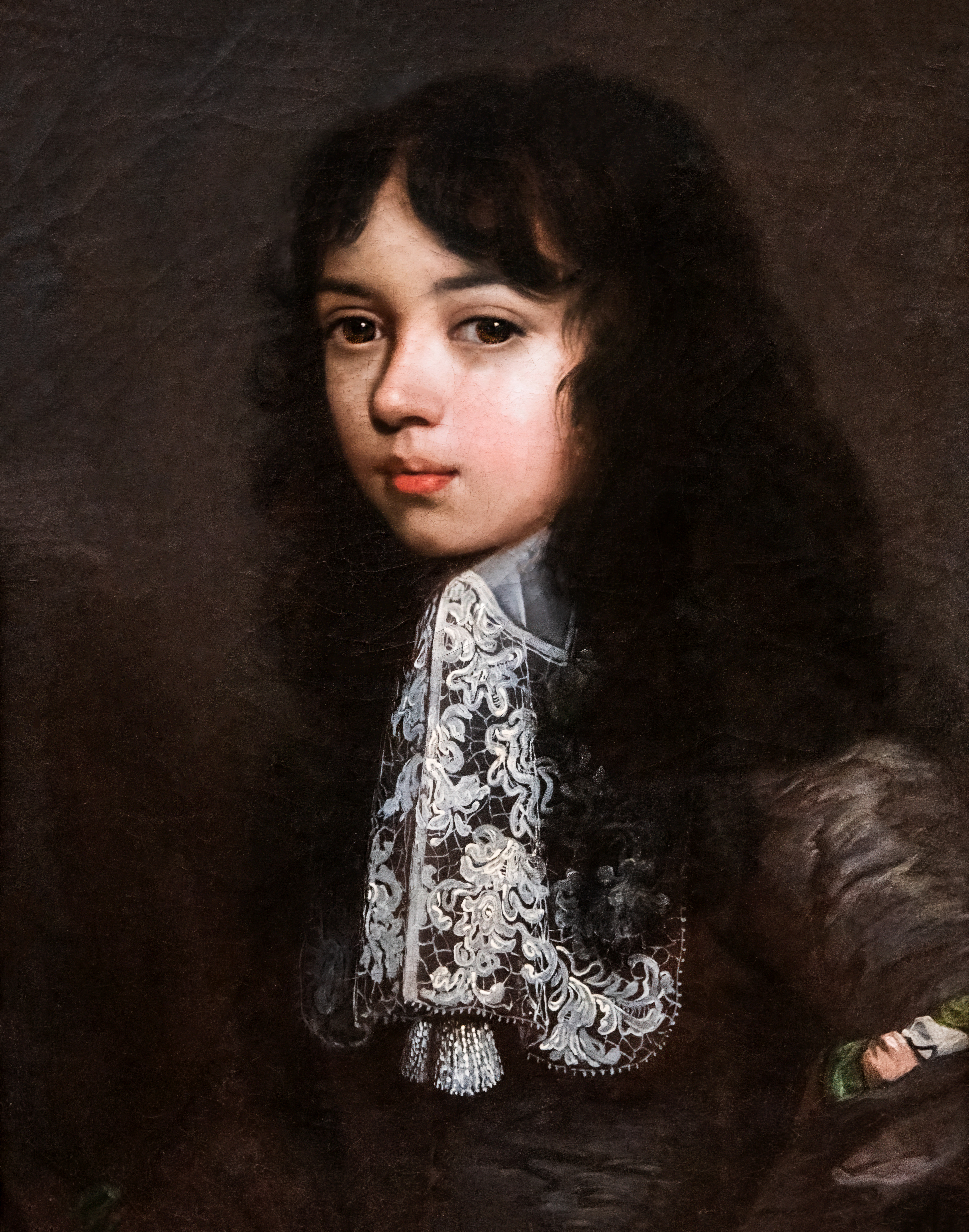
Portrait d'un jeune seigneur - Jacob Ferdinand Voet
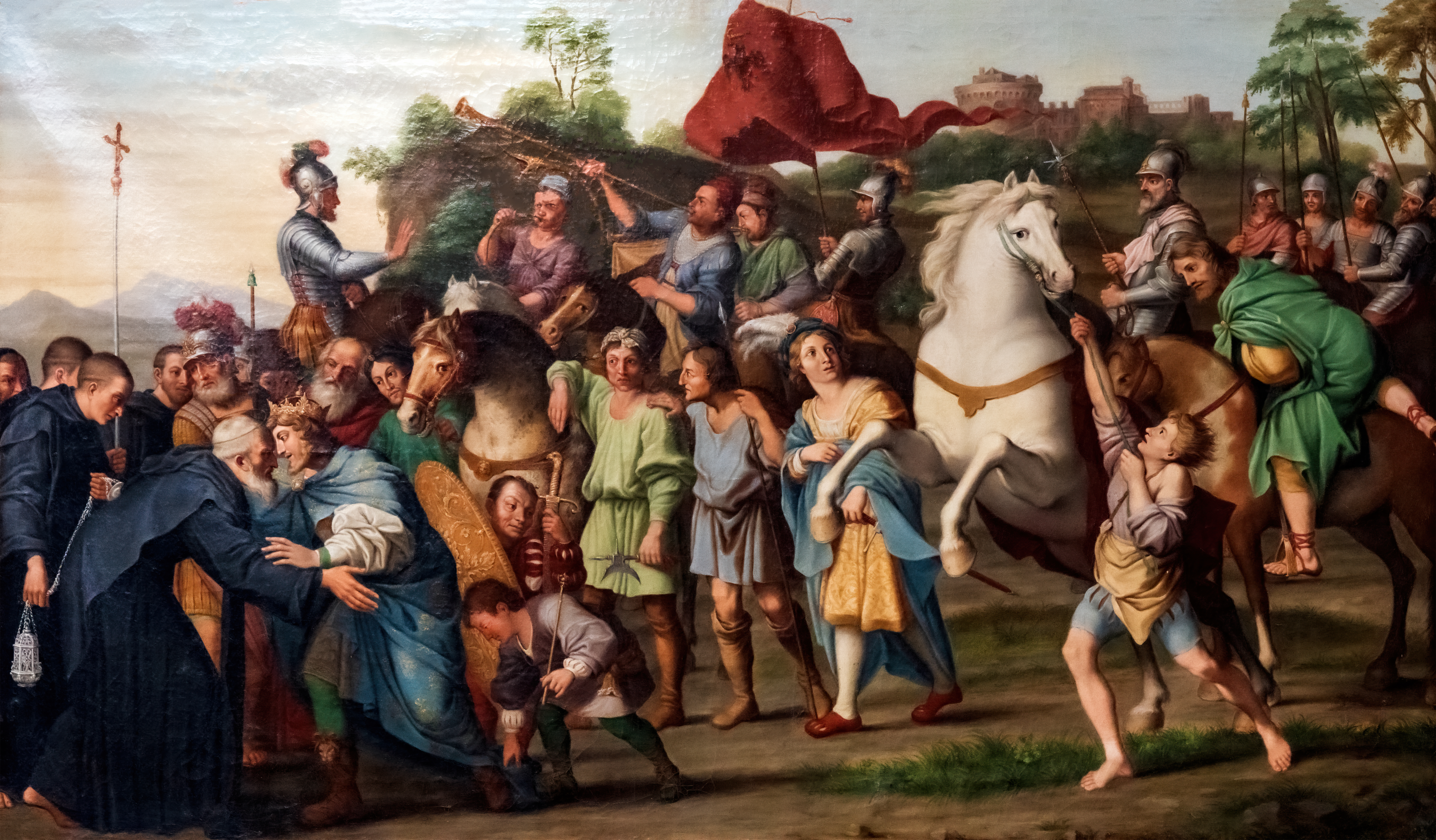
Saint Nil rencontrant l'Empereur Othon - Antoine Dieu
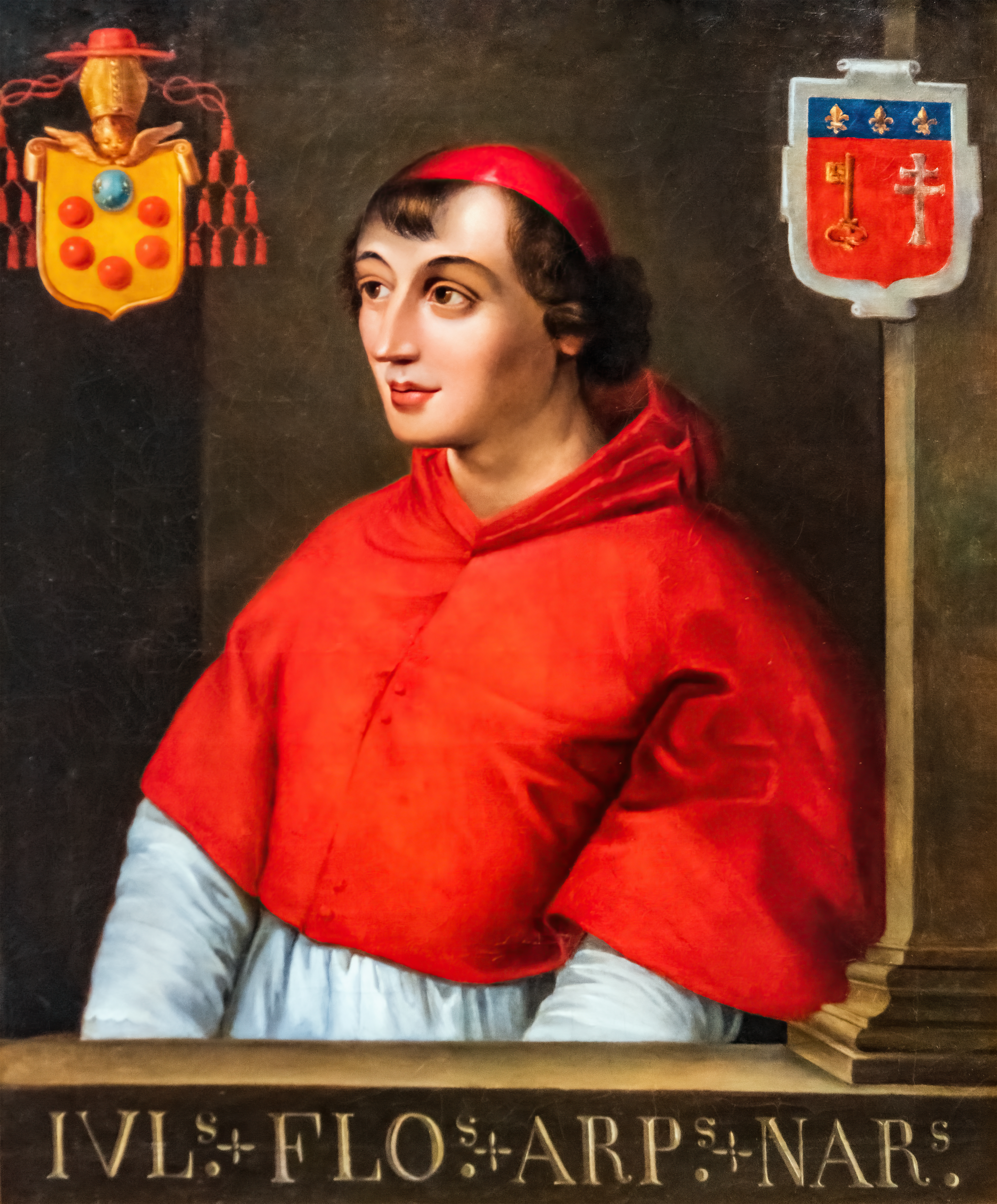
Mgr Jules de Médicis futur Clément VII
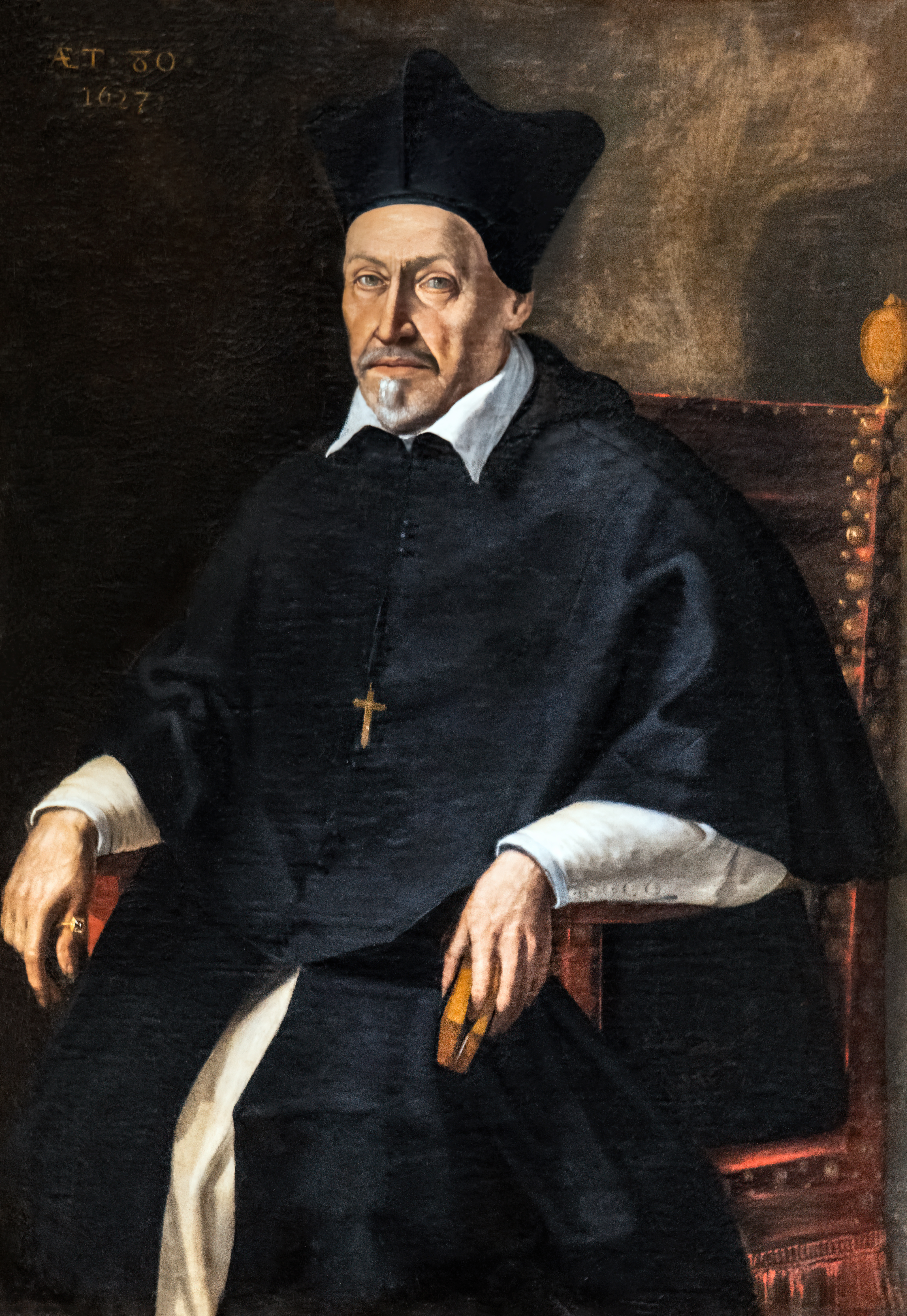
Portrait de Mgr Louis de Vervins - Nicolas Tournier
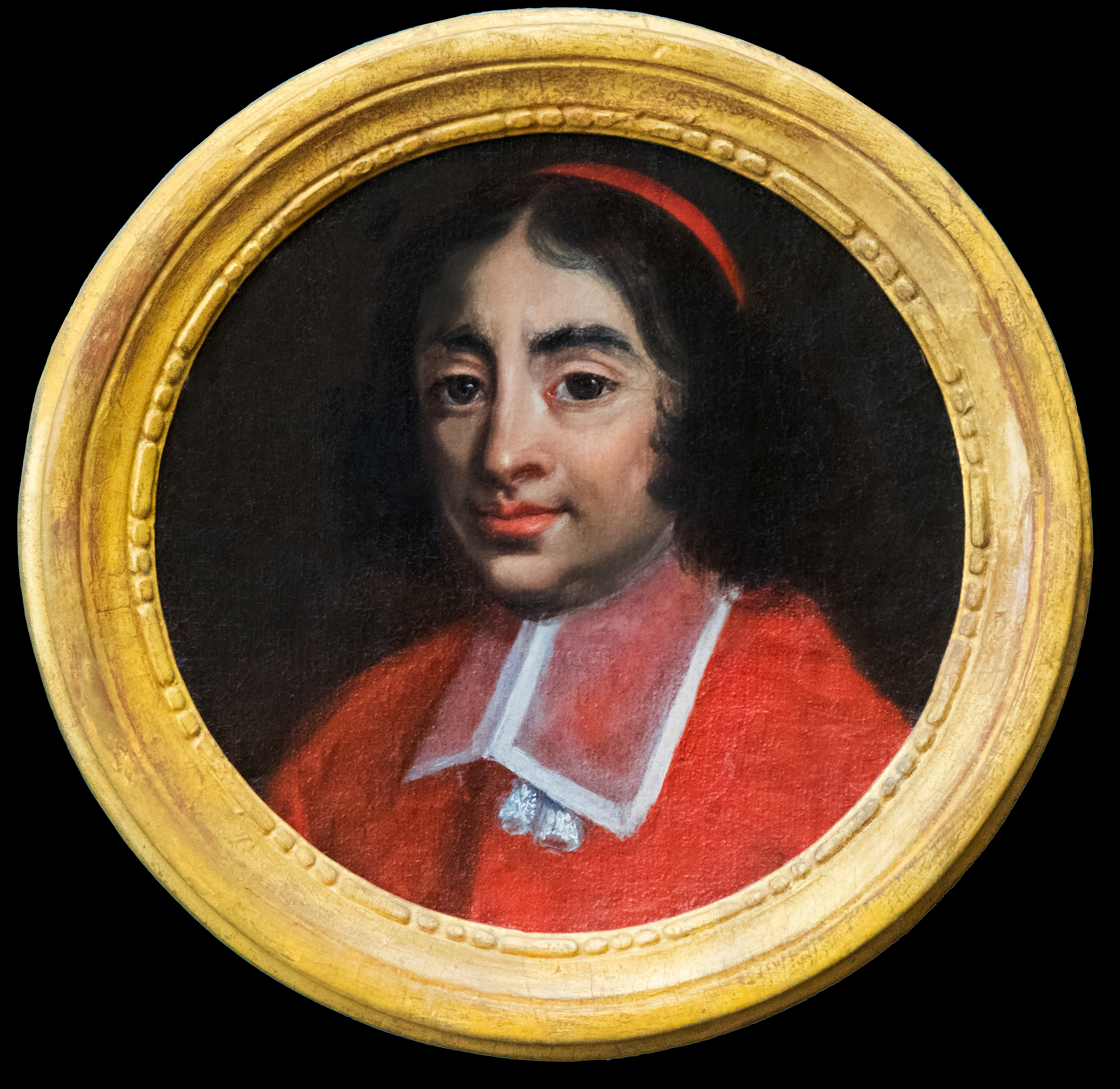
Portrait de Mgr Pierre de Bonzi
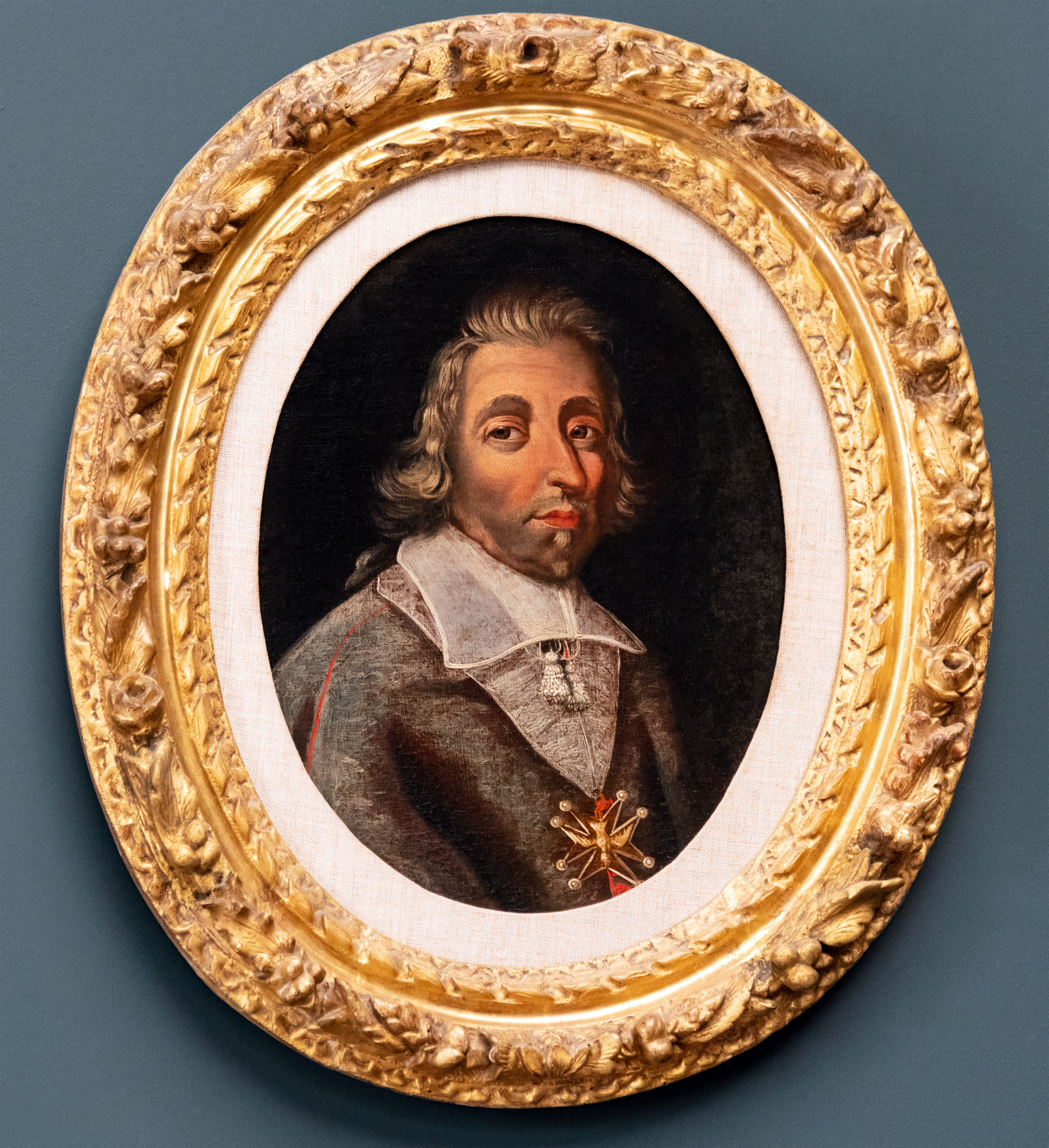
Portrait de Mgr Claude de Rebé
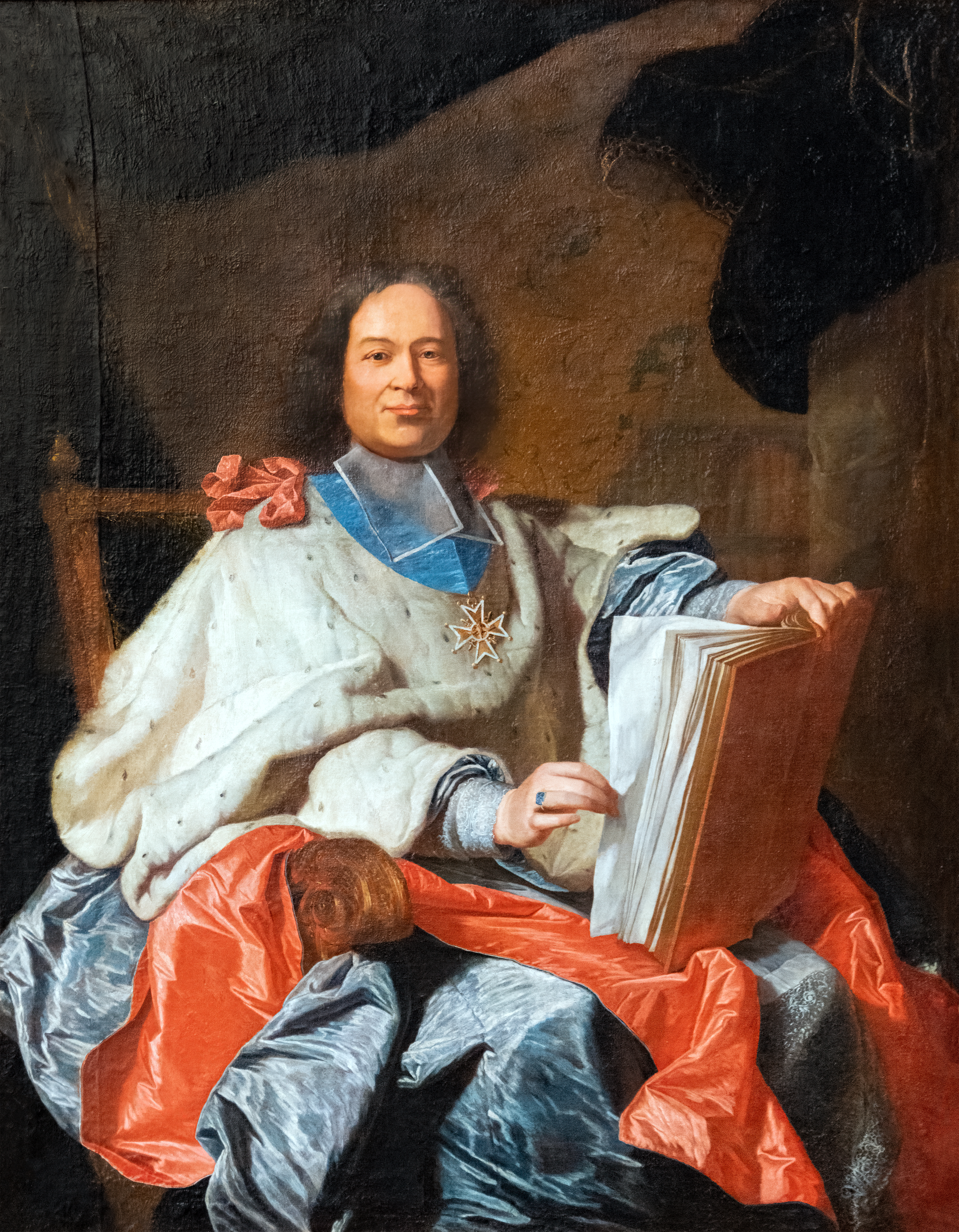
Portrait de Mgr Beauvau de Rivau
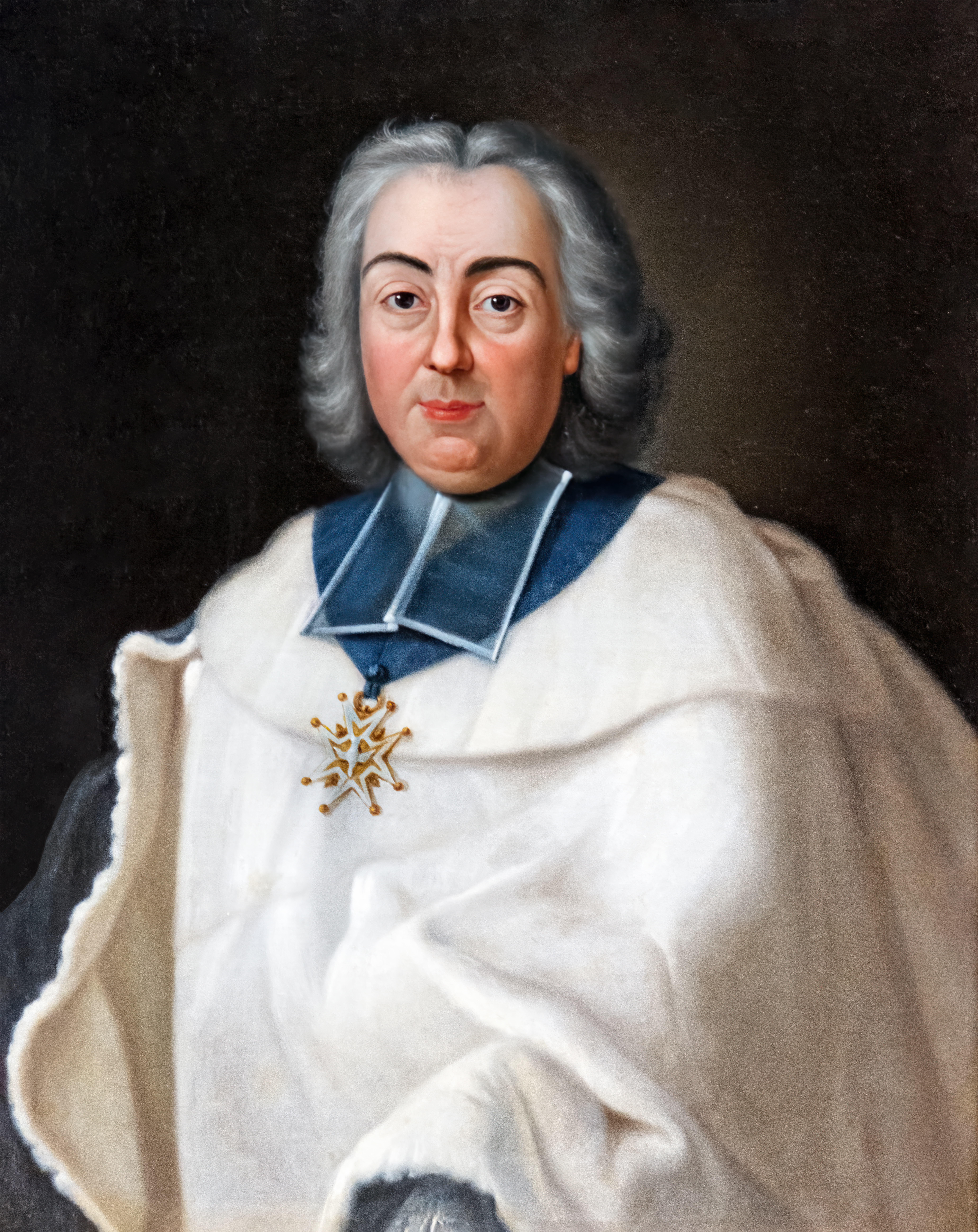
Portrait de Mgr Berton de Crillon
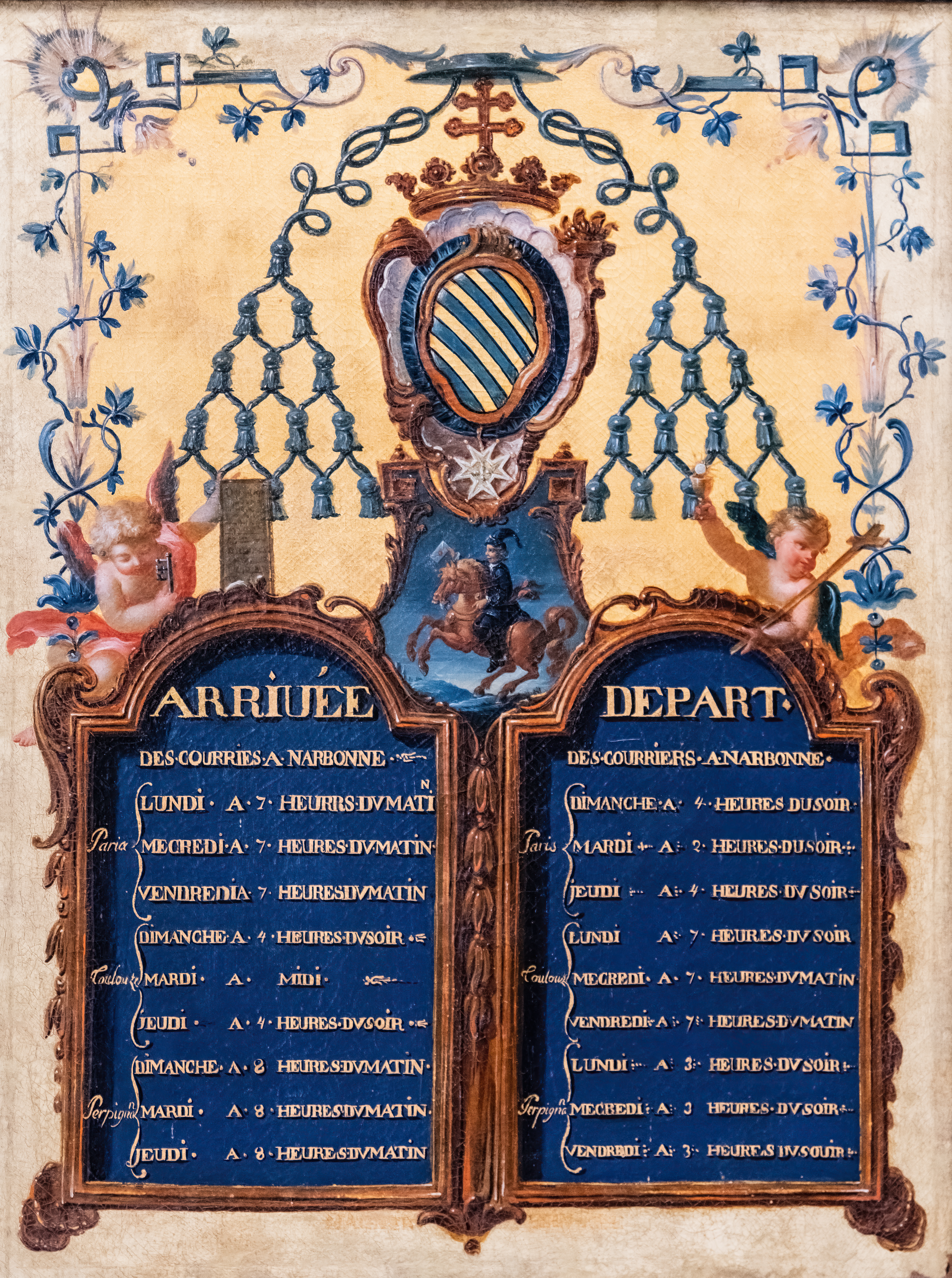
Horaires des courriers de Narbonne en 1750
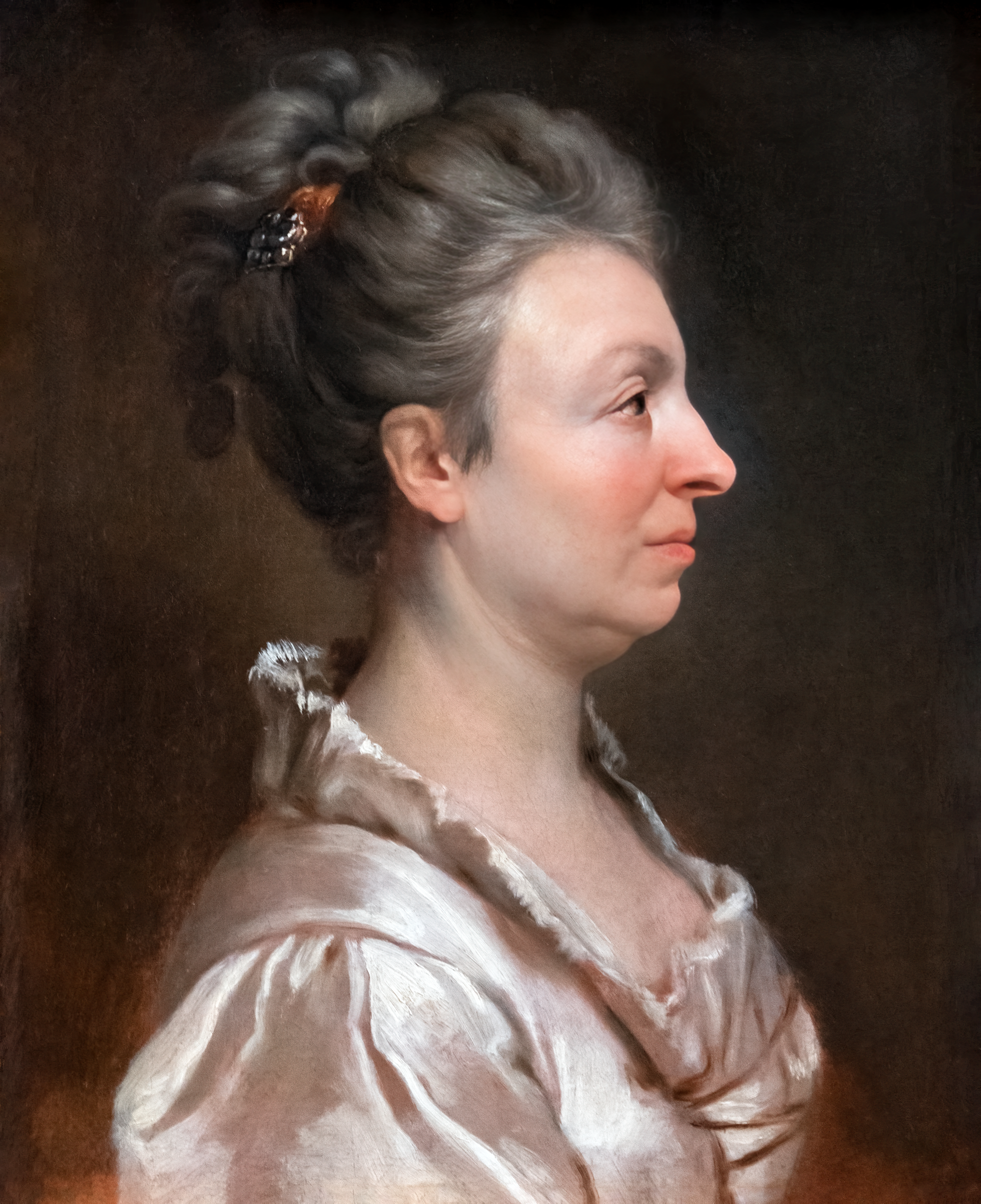
Portrait de femme - Donat Nonnotte
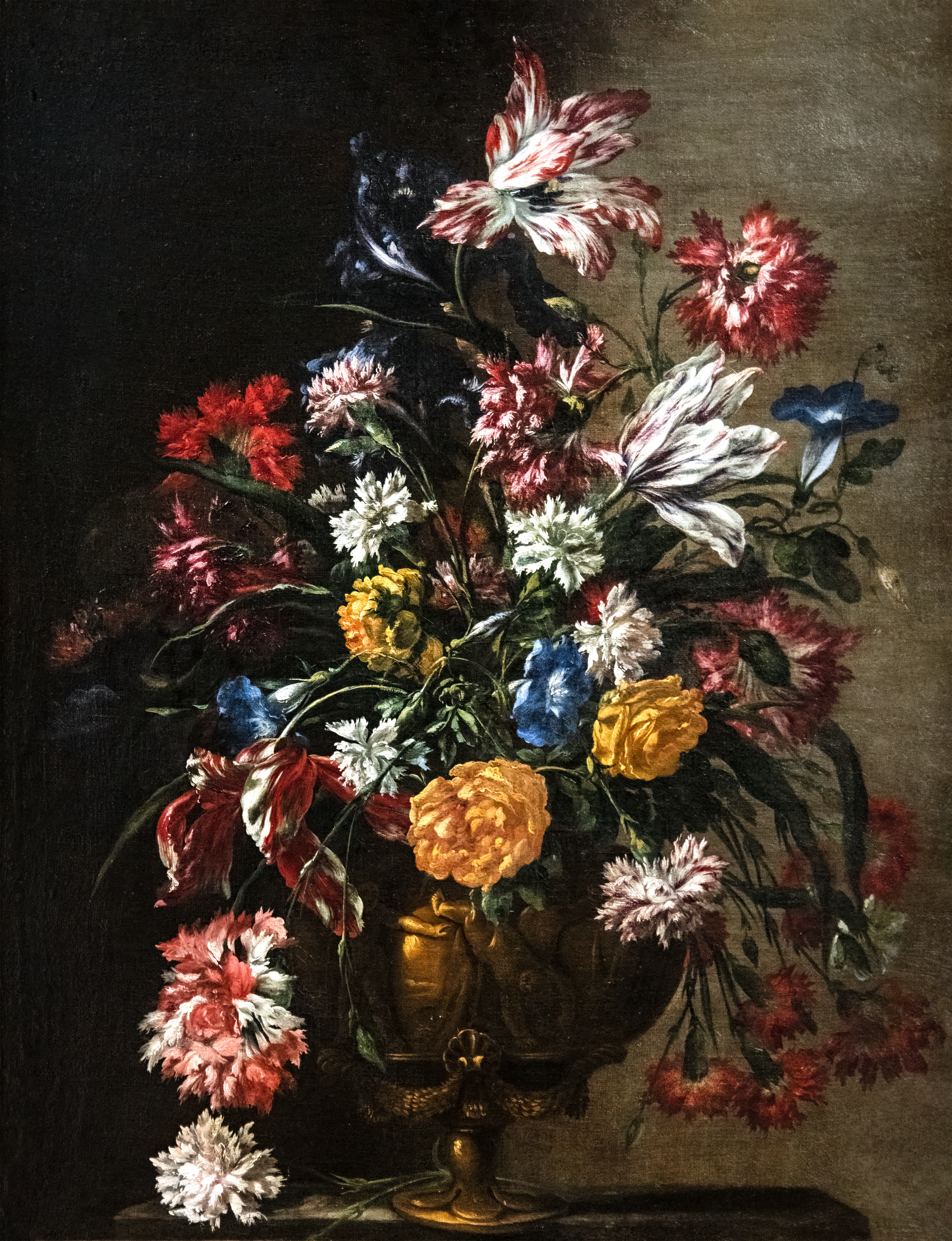
Fleurs dans un vase - Jean-Baptiste Monnoyer
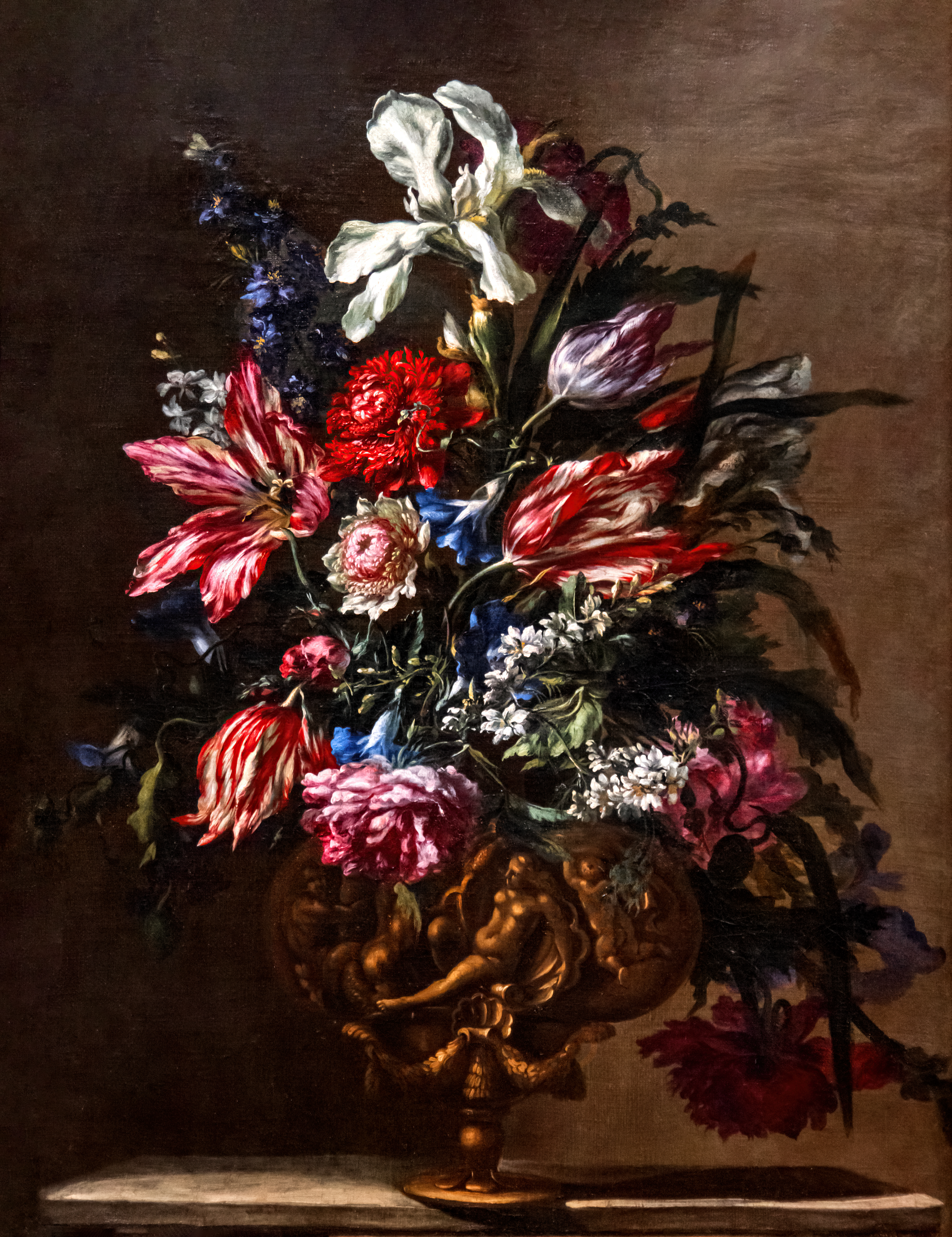
Fleurs dans un vase - Jean-Baptiste Monnoyer
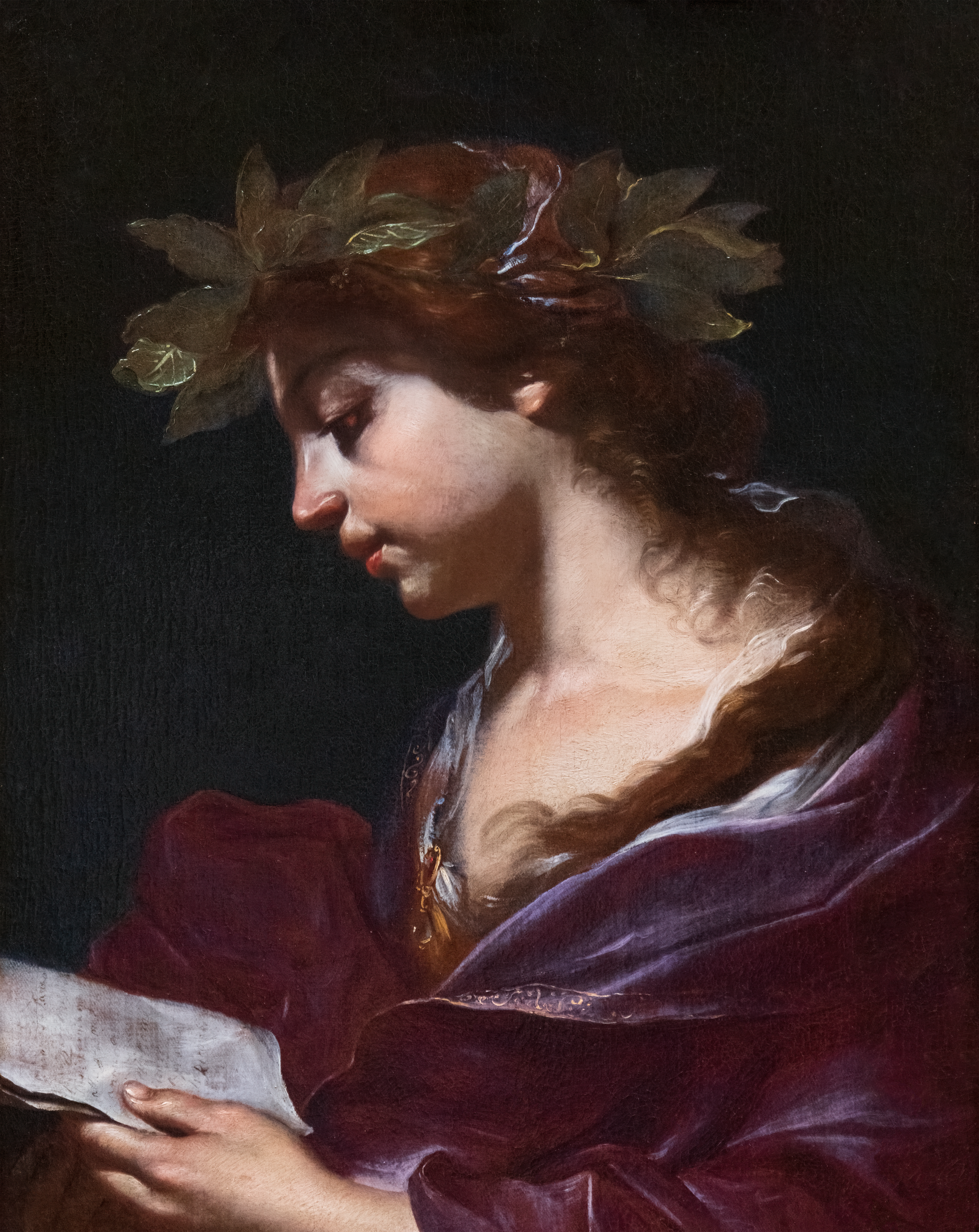
La Poésie - Giacinto Brandi
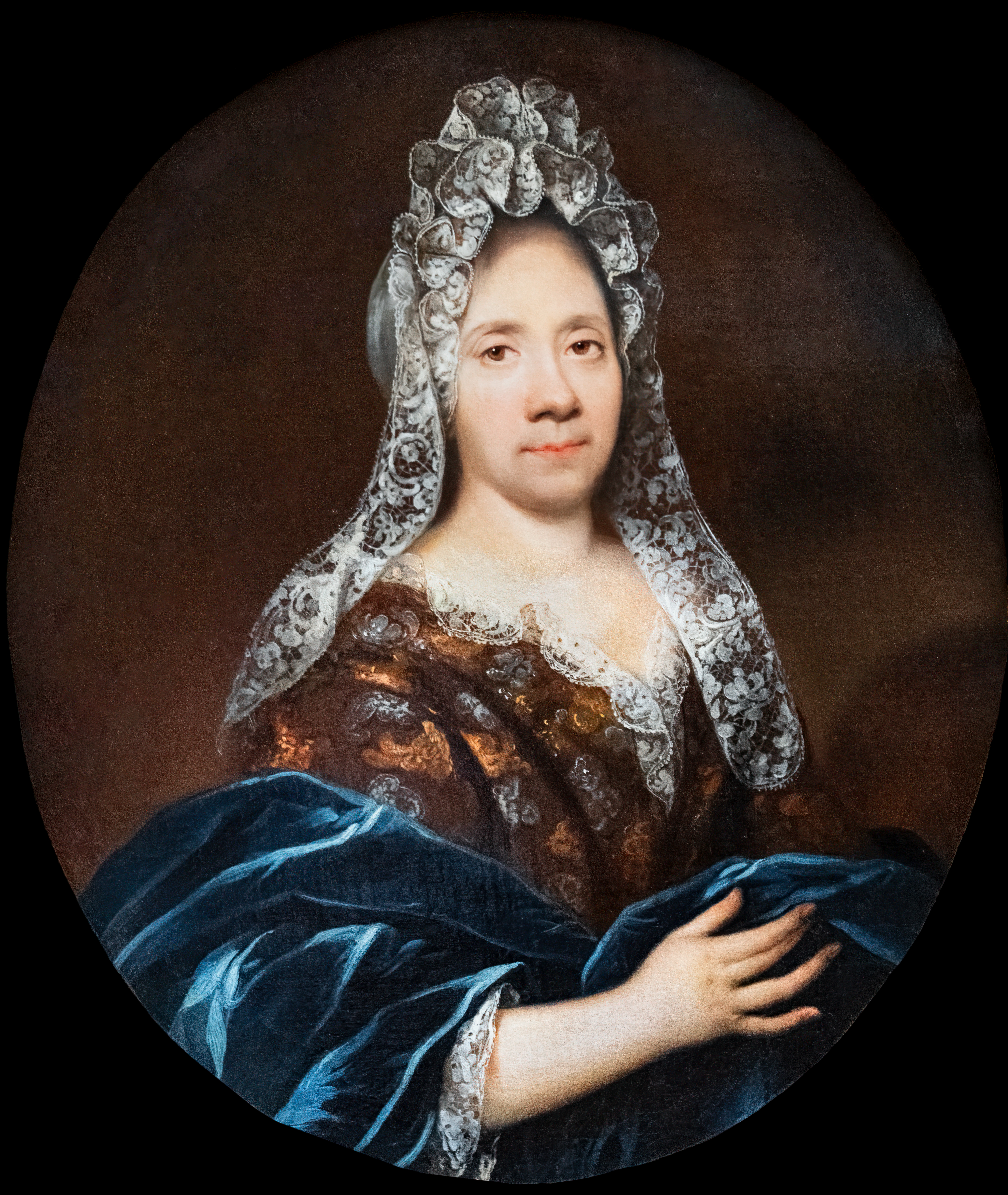
Portrait d'une grande dame - Jean Ranc
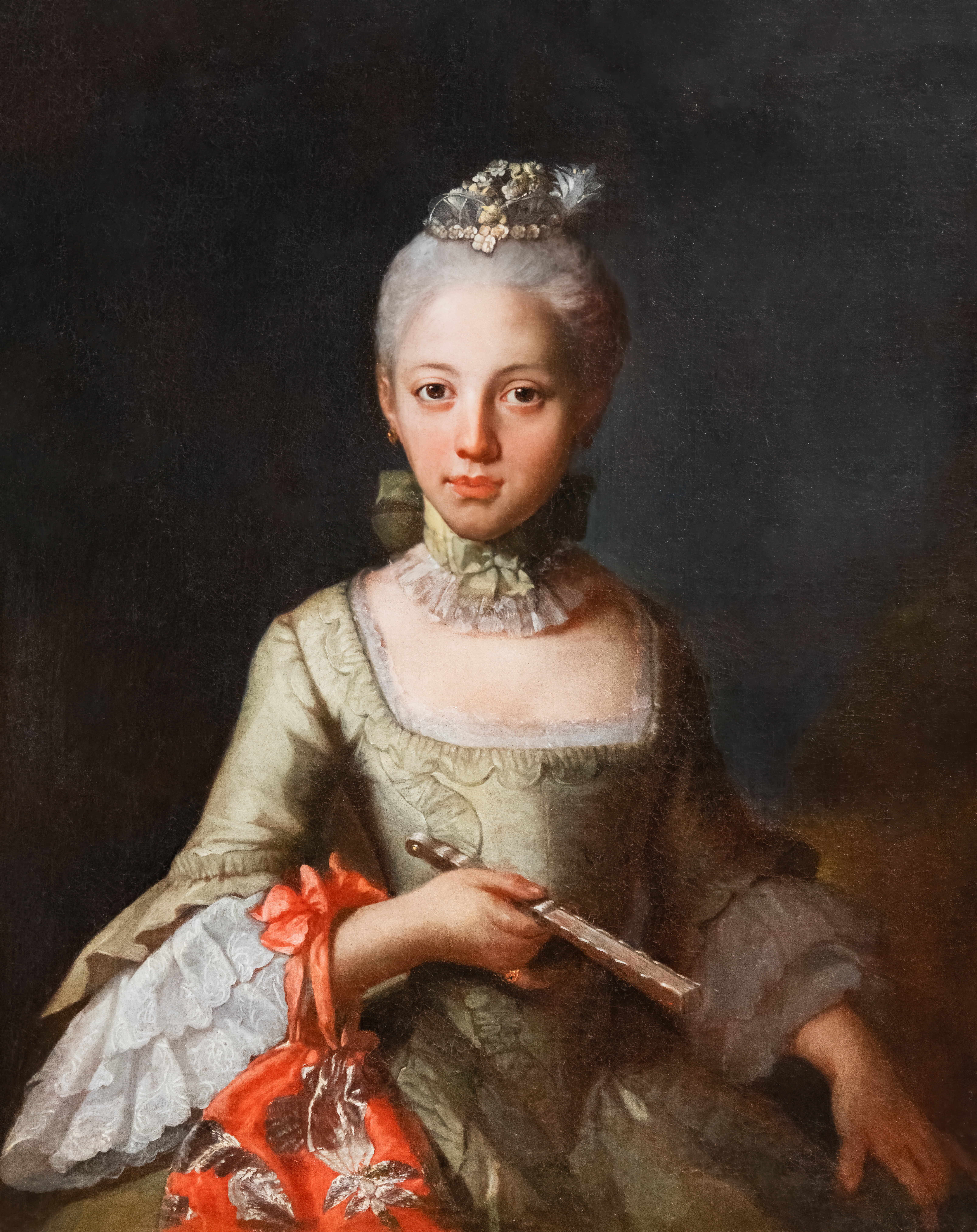
Portrait de jeune fille - Giuseppe Bonito
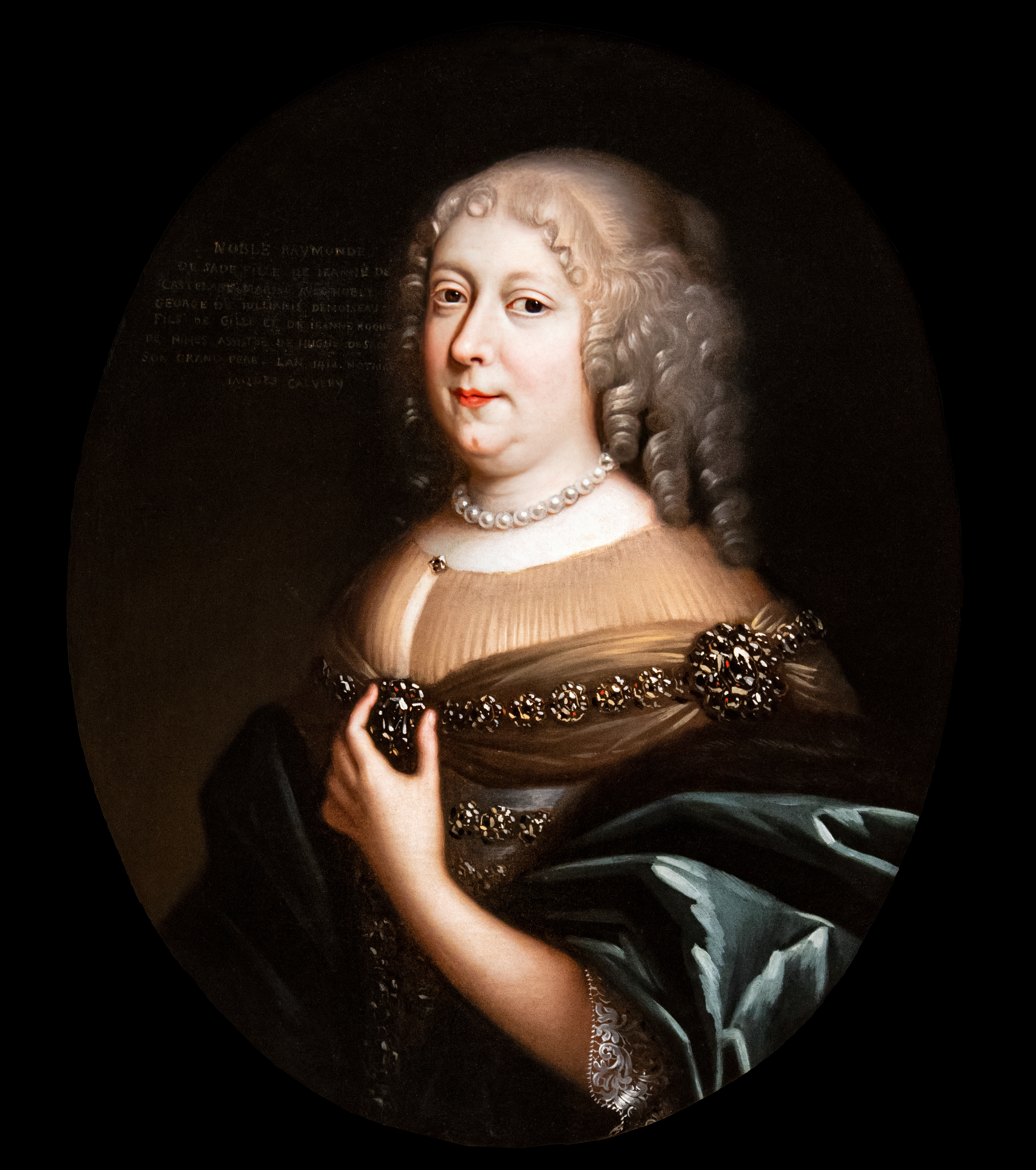
Portrait de madame de Sade - Pierre Mignard
Sacre du roi David, d'après Paolo Veronese
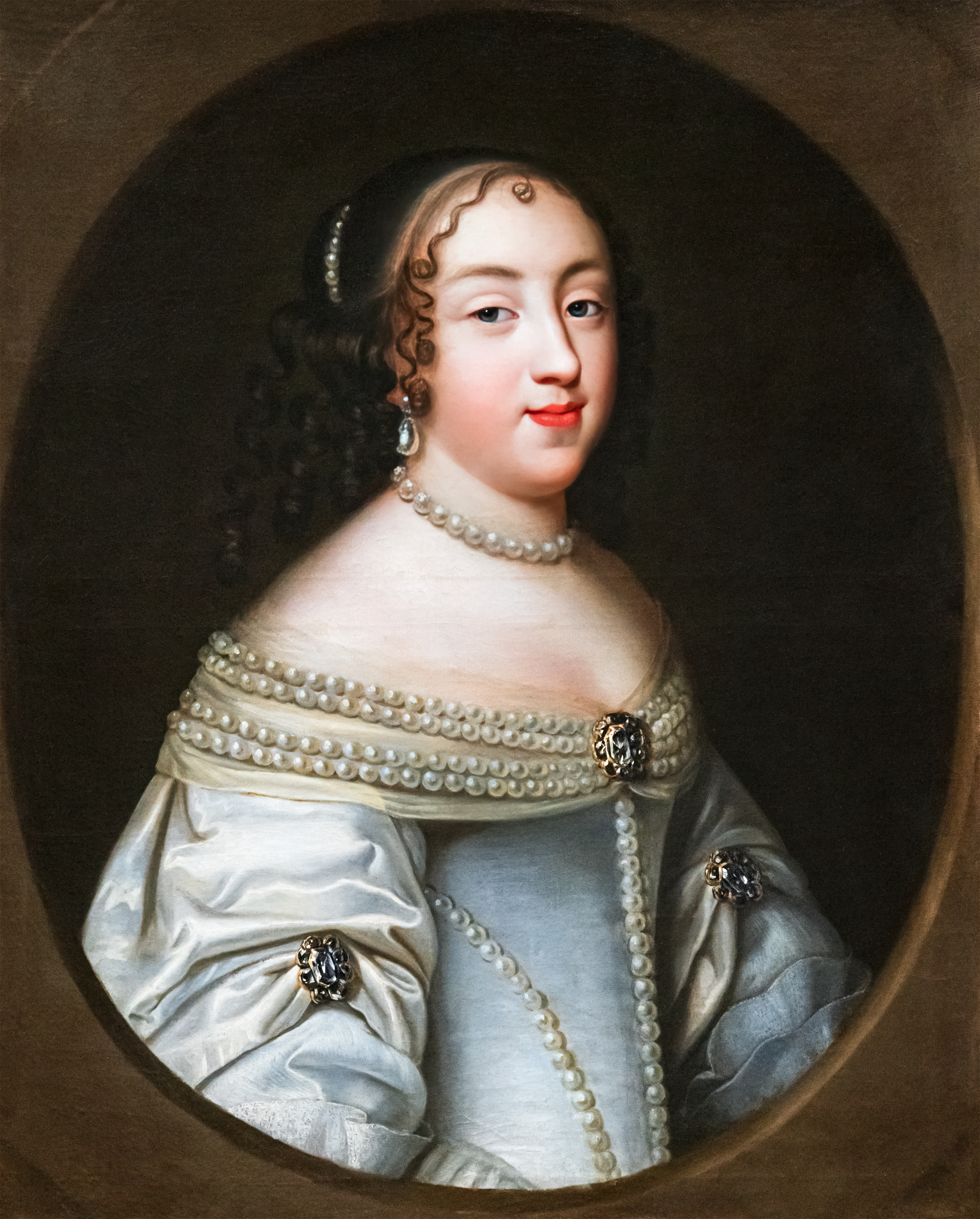
Françoise-Marguerite de Sévigné - Nicolas Mignard
Portrait de femme - Pierre Mignard
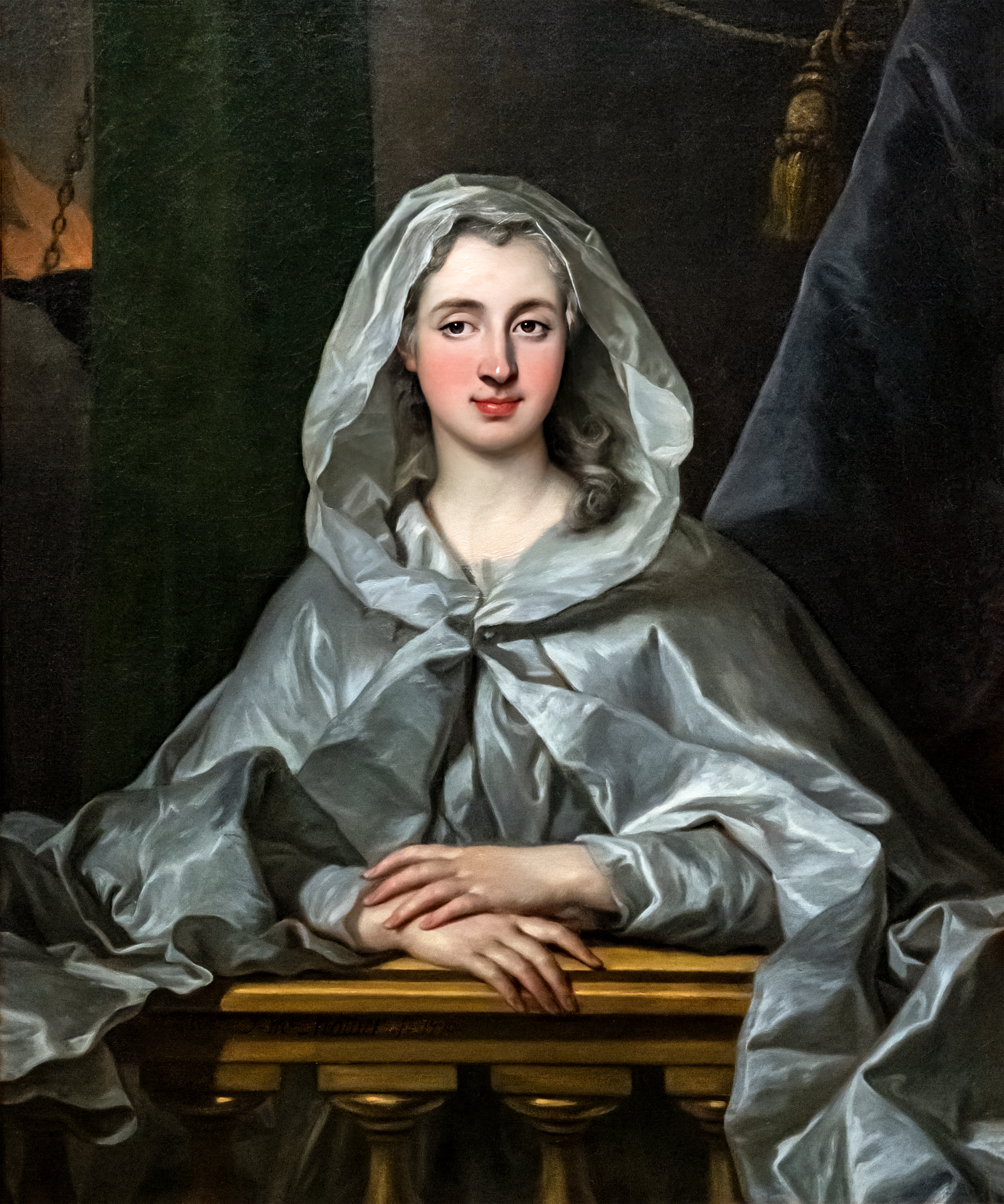
Bathilde d'Orléans - Louis-Michel van Loo
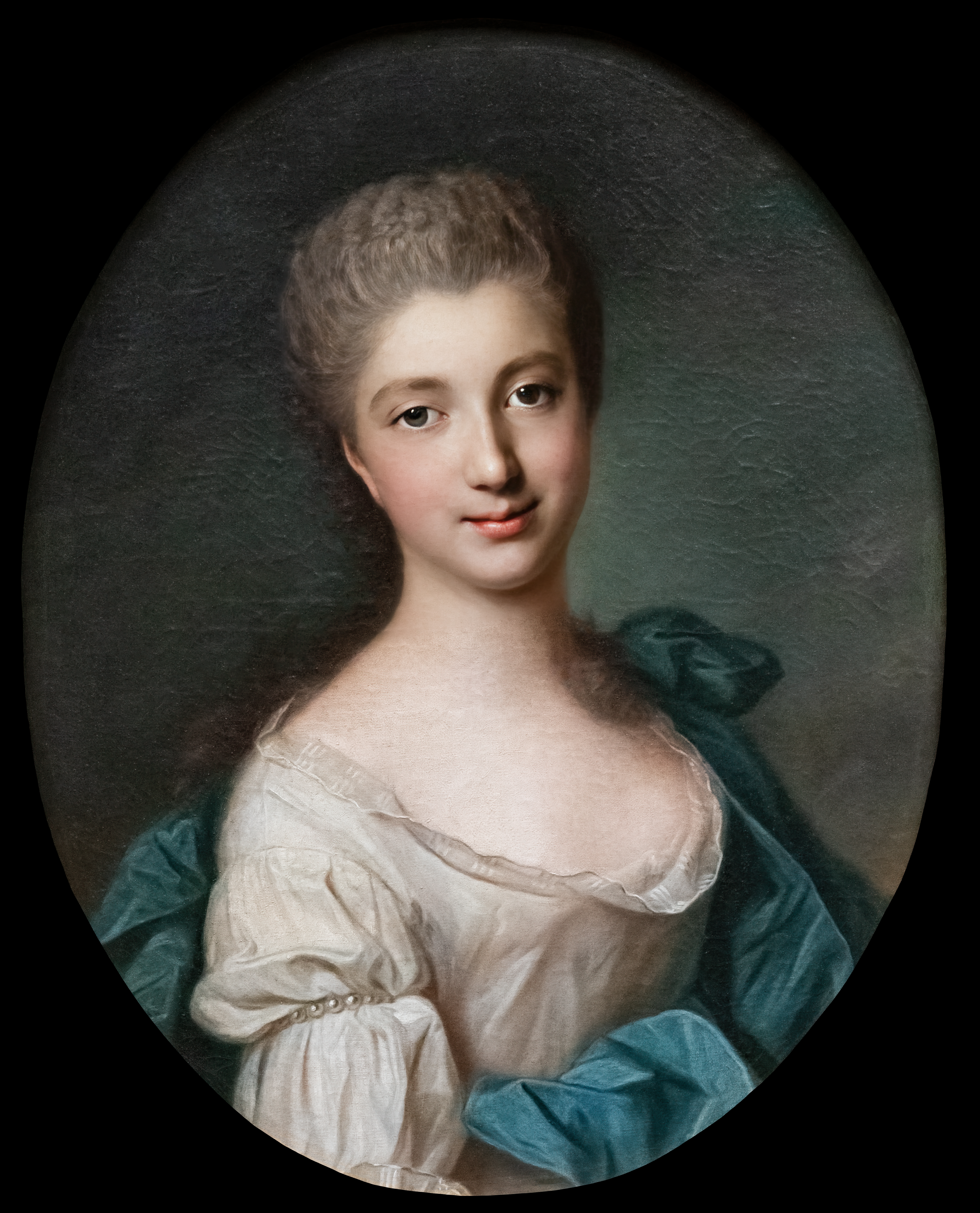
Portrait de jeune femme - Jean-Marc Nattier
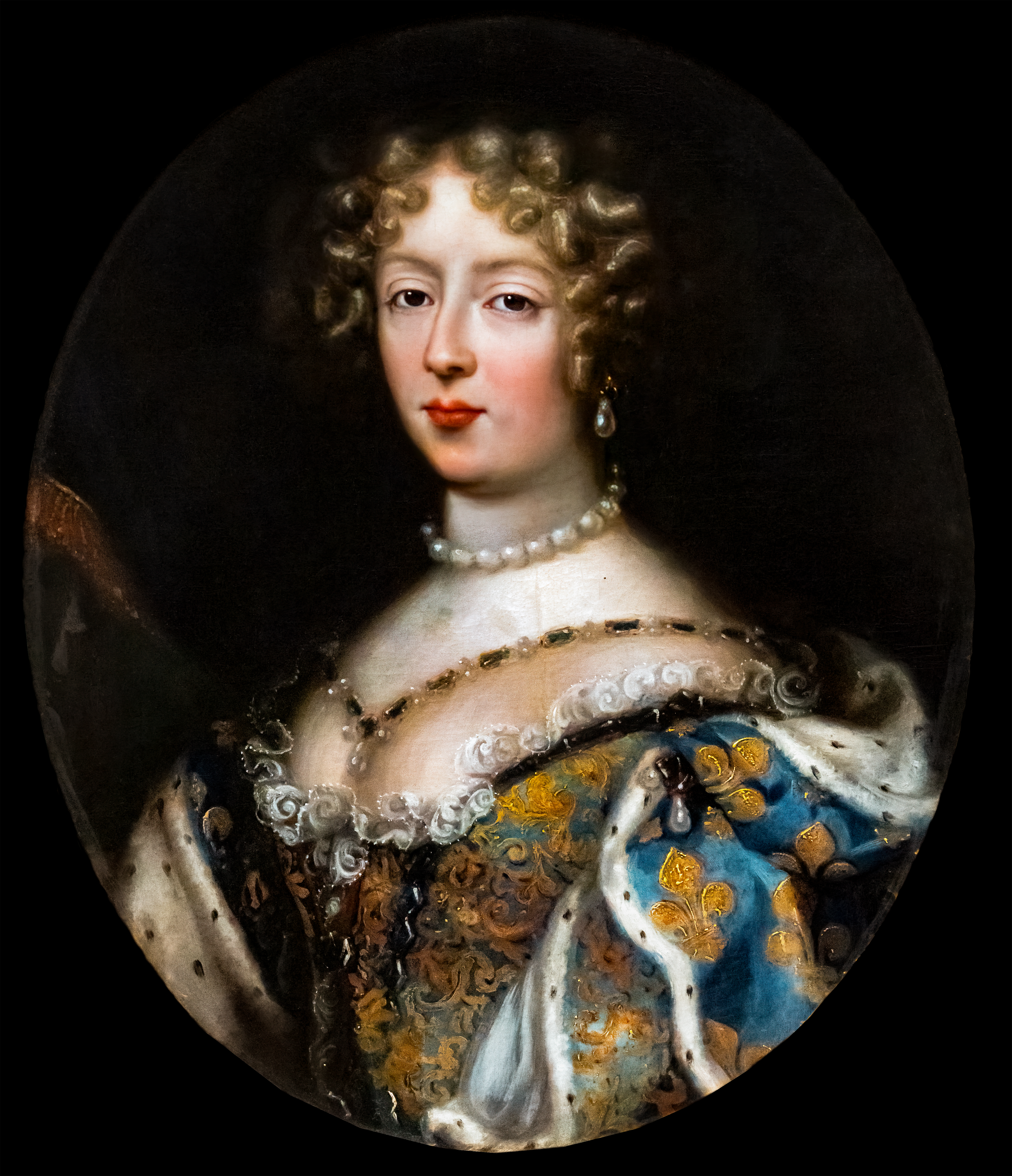
Portrait de Liselotte de Palatinat - Pierre Mignard
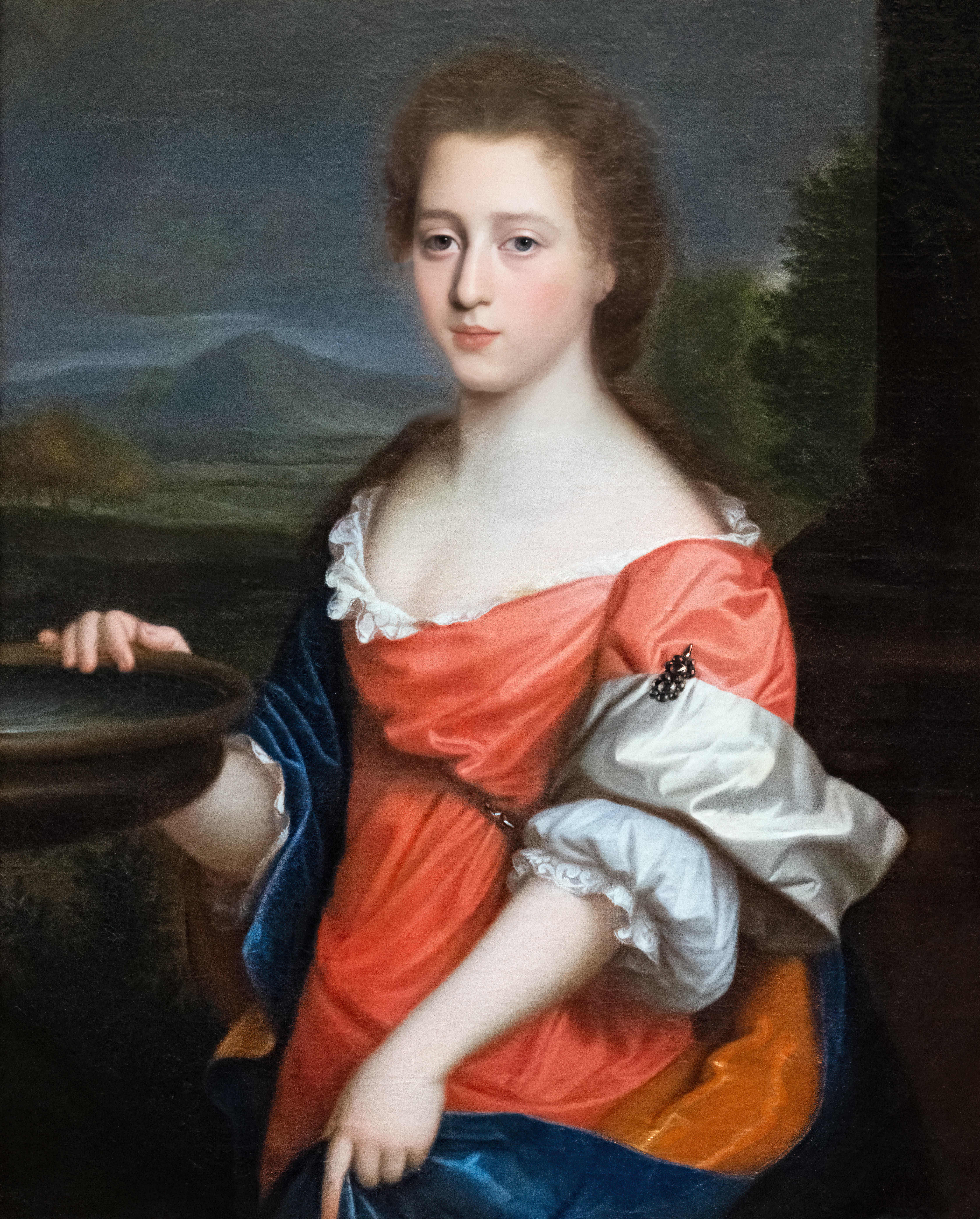
Portrait de femme - Entourage de Pierre Mignard
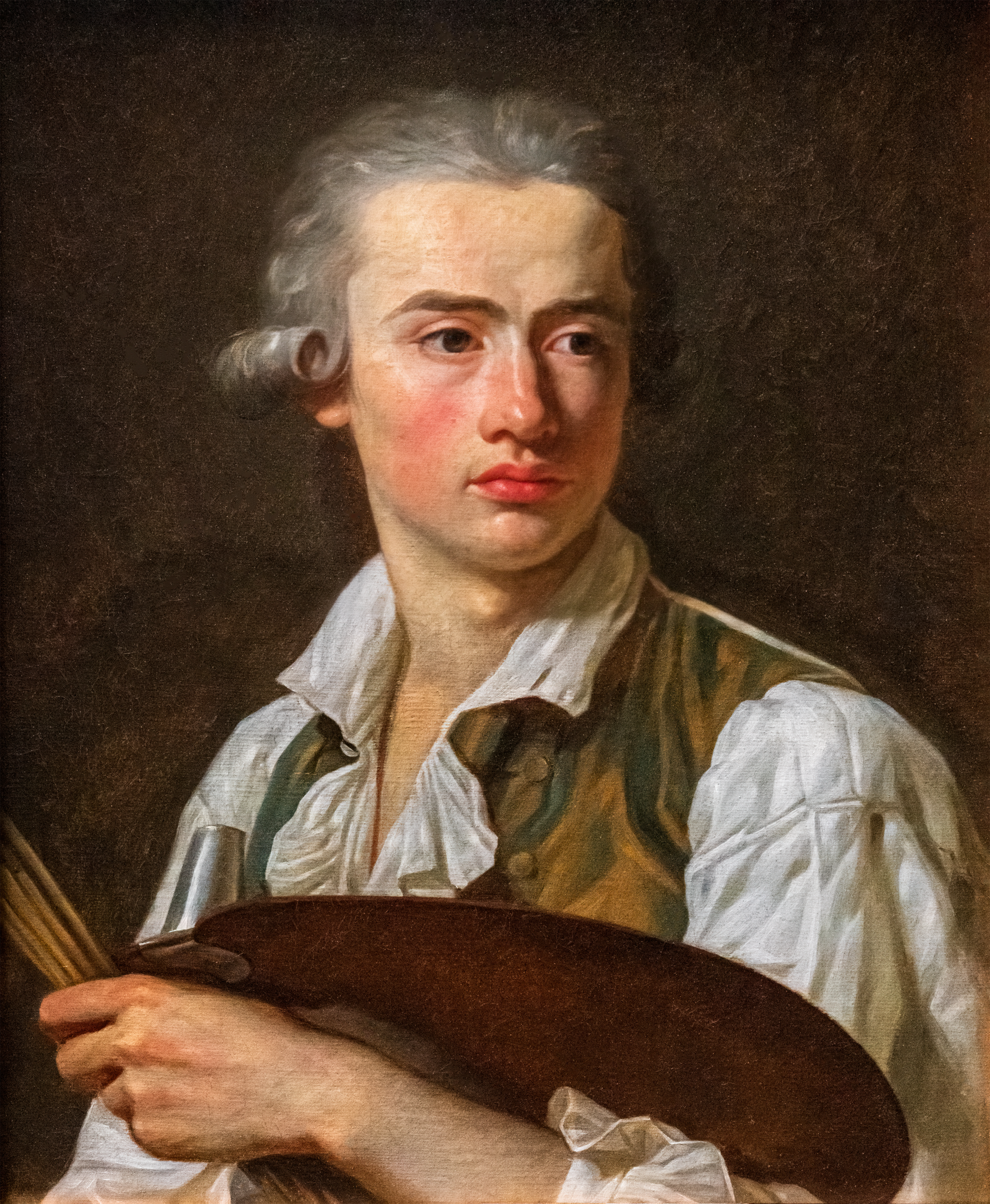
Portrait d'un élève de David - Entourage de Jacques-Louis David
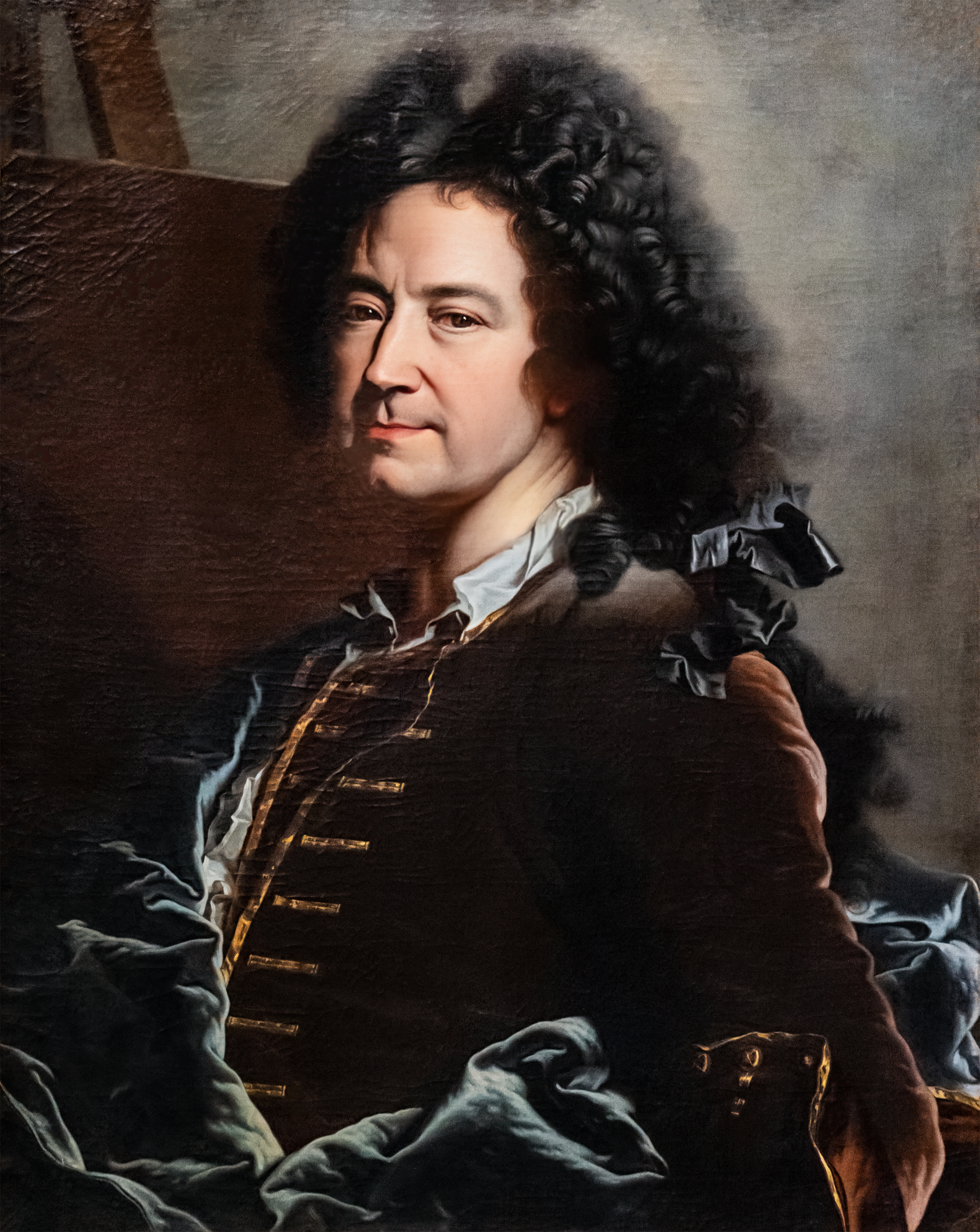
Autoportrait - Hyacinthe Rigaud
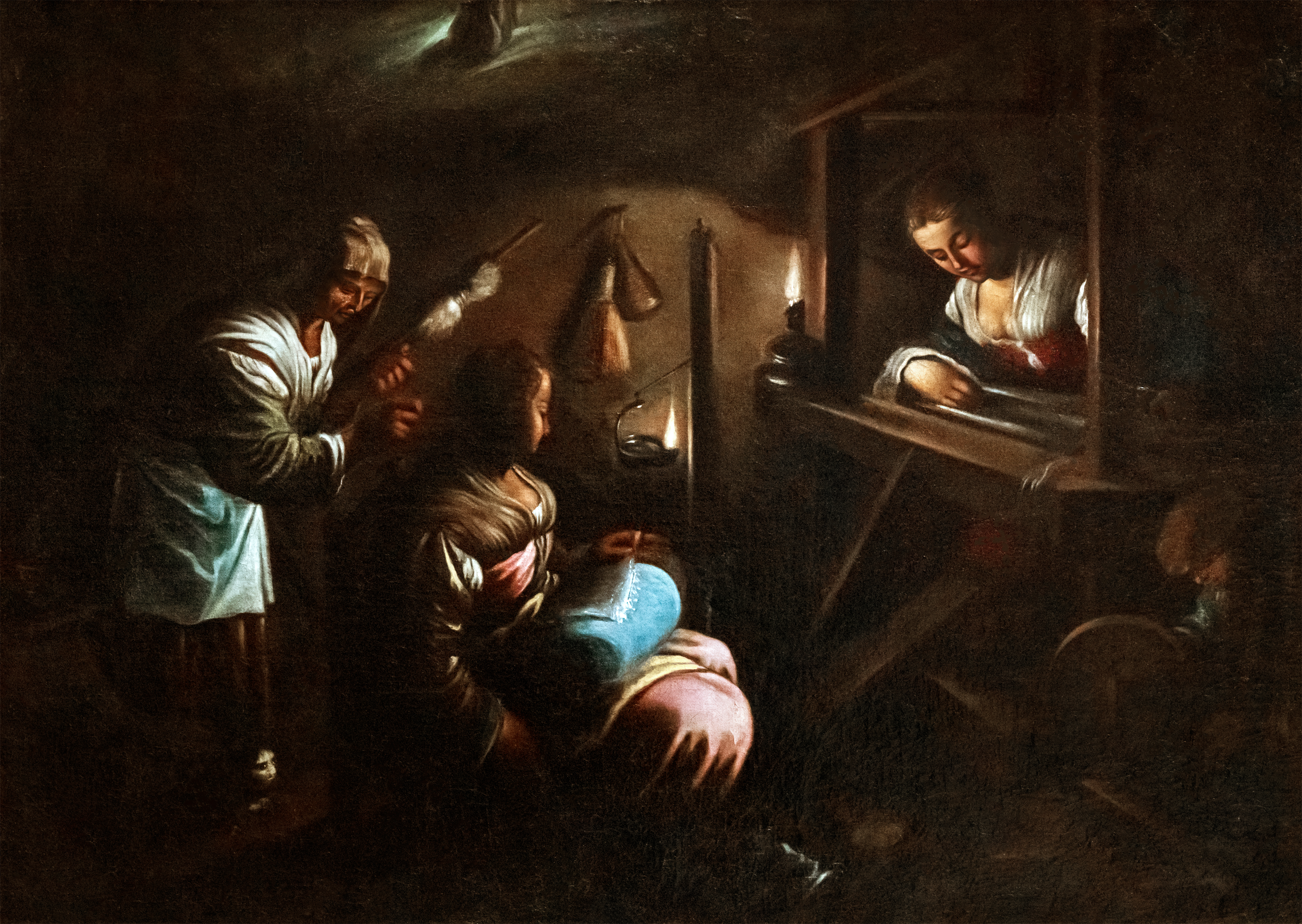
Les filleuses - Atelier da Ponte (XVIIe) Venise
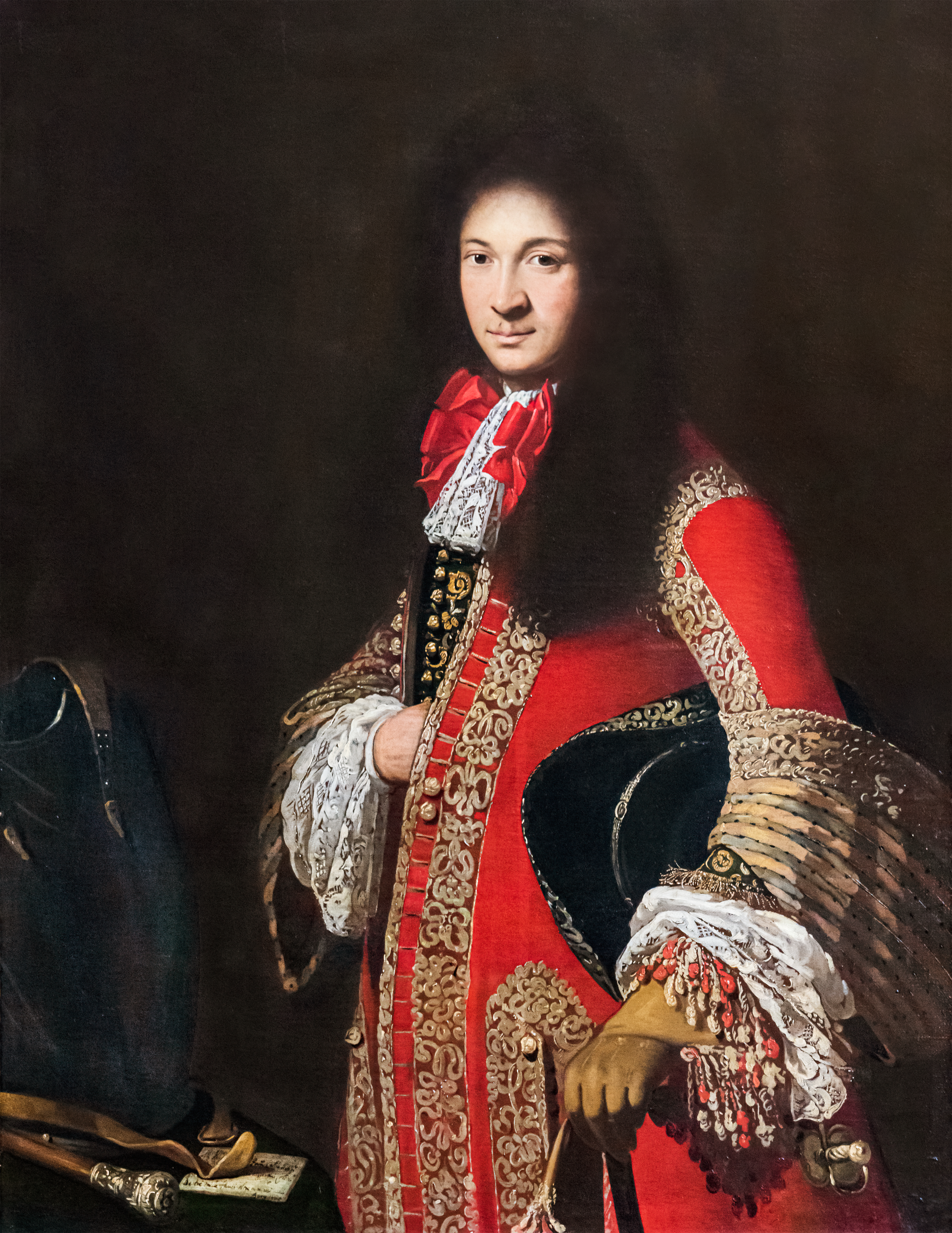
Bartolomeo Manganoni - Fra Vittore Ghislandi

### Salles orientalistes

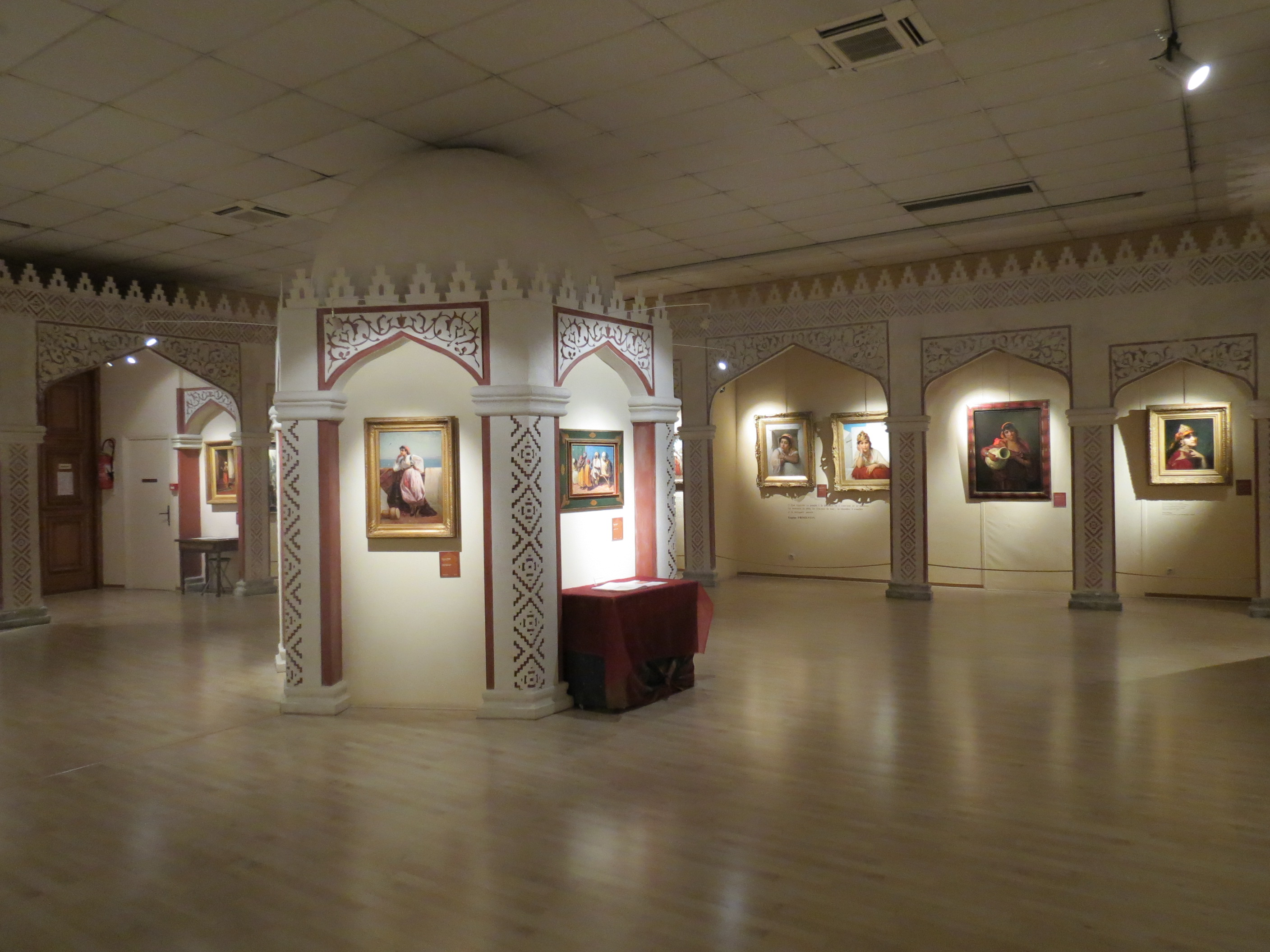
Salle du palais maghrébin.

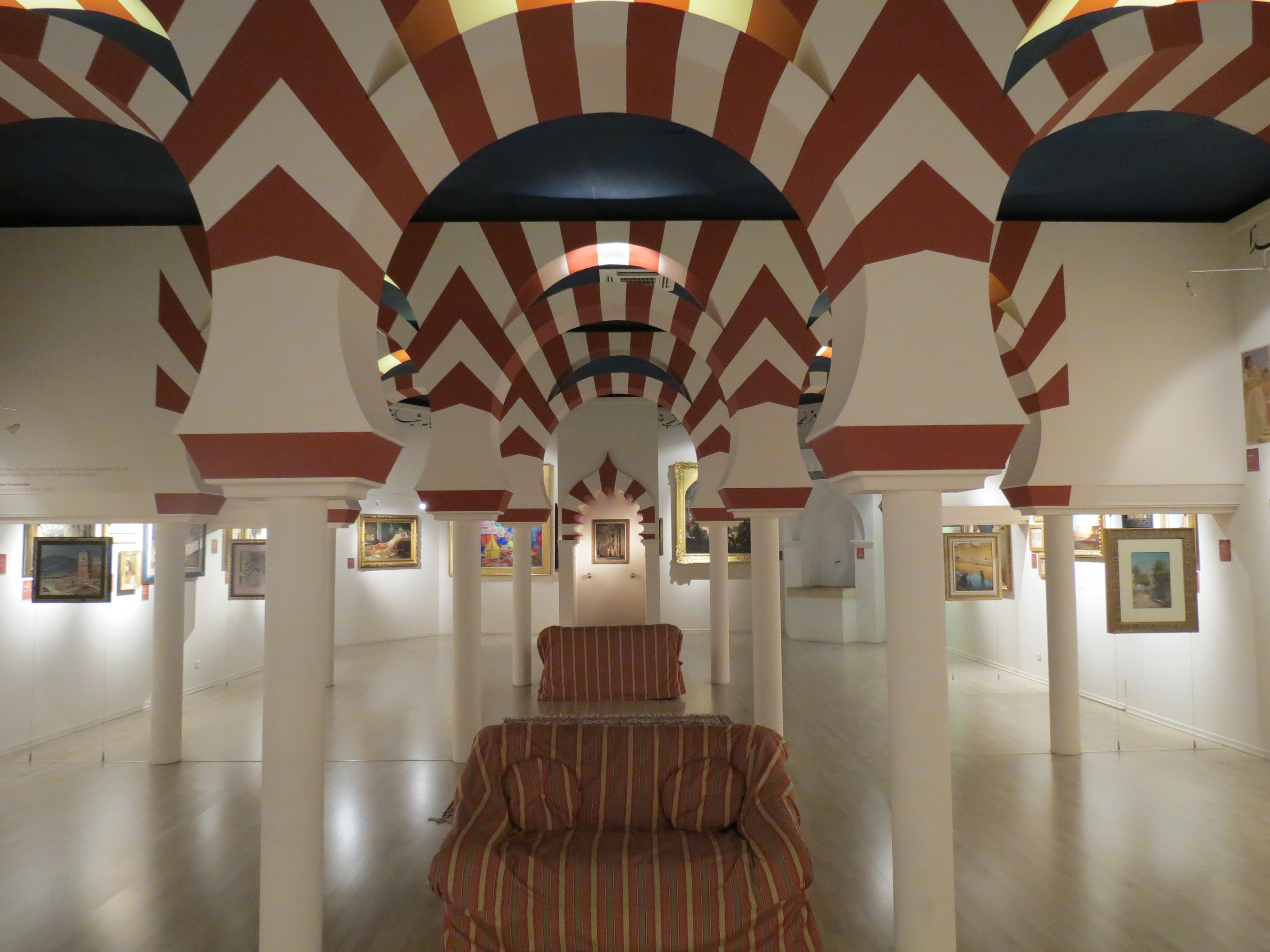
Salle de la mosquée de Cordoue.

Dès la seconde moitié du XIXe siècle, le musée a constitué un fonds orientaliste avec les œuvres de Benjamin-Constant (1845-1902), Vincent Courdouan (1810-1893), ou encore les Narbonnais Mathieu Barathier (1784-1867) et Hippolyte Lazerges (1817-1887). Le fonds a été considérablement enrichi à la fin des années 1990.

Deux salles ont été spécialement aménagées pour la présentation entre autres de Rêverie d’Hippolyte Lazerges (1883) ; Le Caïd marocain Tahami et Odalisque de Jean-Joseph Benjamin-Constant ; Le Harem, scène des Mille et Une Nuits de Fernand Cormon (1854-1927) ; Jeune fille arabe de Jean-Baptiste Carpeaux (1827-1875) ; Bords du Nil à Marg, effet du soir Émile Bernard (1868-1941) ; Les toits de Tunis ou Devant la mosquée Albert Aublet (1851-1938) ; La Casbah de Tinghir de Jacques Majorelle (1884-1962).

Une partie de l’accrochage est consacré aux artistes pensionnaires de la Villa Abd-el-Tif d’Alger (1907-1962). On y voit la grande peinture Les désenchantées de Roger Bezombes.

## Collections

### Beaux-Arts
Les collections de beaux-arts comprennent des fonds de peintures, sculptures, dessins, estampes et affiches.
La collection de peinture se compose d'œuvres datant du XVIe au XIXe siècle issues des écoles françaises, italiennes, espagnoles et flamandes. Pour la peinture ancienne, on remarque d'abord un bel ensemble de tableaux italiens, surtout des XVIIe et XVIIIe siècles mais aussi de la Renaissance. Cet ensemble comporte notamment des œuvres de la main de Neri di Bicci, Pier Francesco Fiorentino, Benvenuto Tisi dit « Il Garofalo », du Tintoret (Vierge à l’Enfant avec des saints), de Bartolomeo Schedoni, Lorenzo Lippi, Jacopo Vignali, Michelangelo Cerquozzi, Carlo Cignani, Luigi Garzi (Le Voyage de Jacob), Francesco Solimena (L'adoration des bergers), Nicola Grassi, Andrea Locatelli, Giuseppe Bonito (Portrait d’une jeune Fille, 1745), Gaspare Traversi, Francesco Fontebasso et Giovanni Paolo Pannini (Alexandre le Grand devant le tombeau d'Achille).

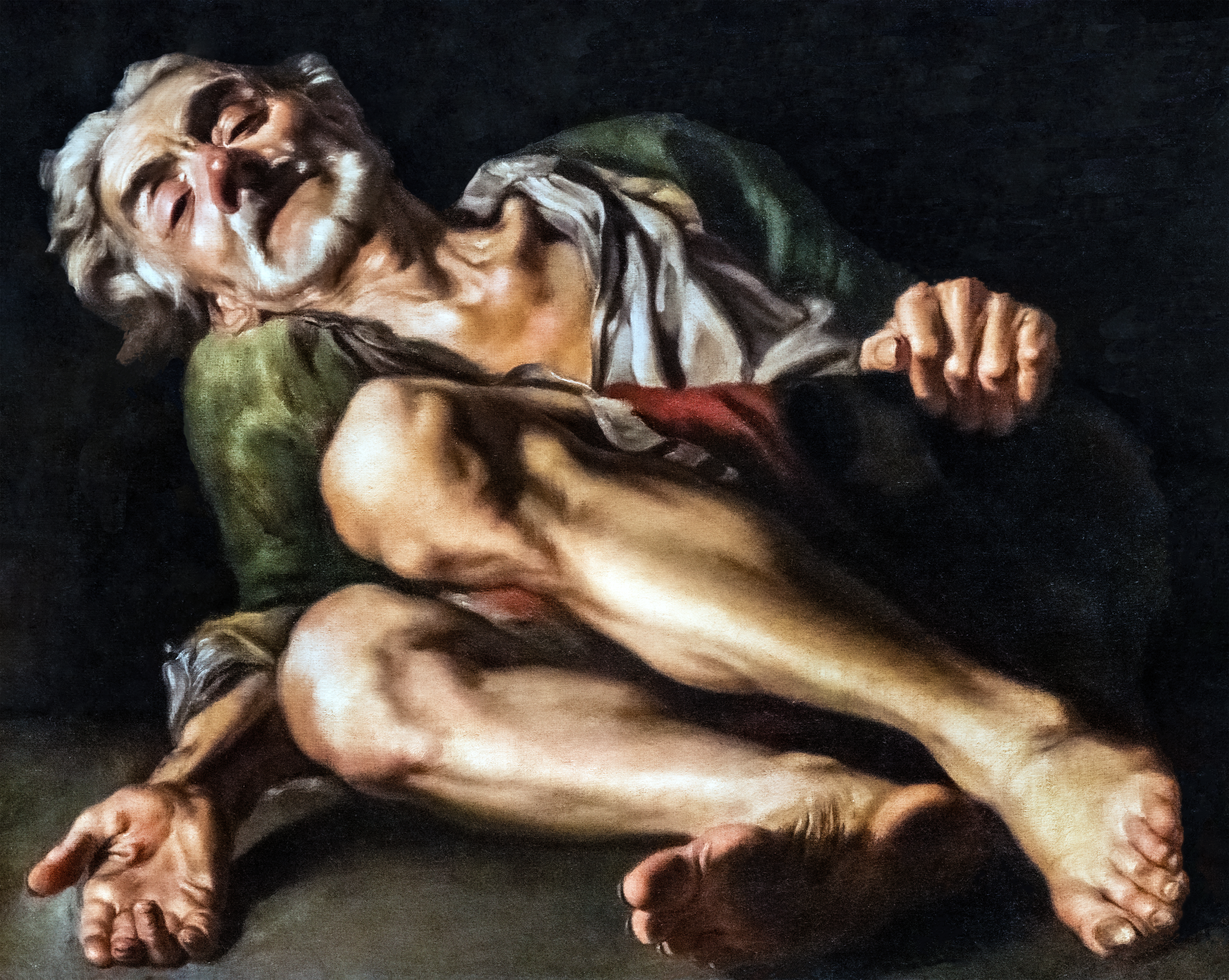
Gaspare Traversi - Vieillard recroquevillé (XVIIIe siècle)
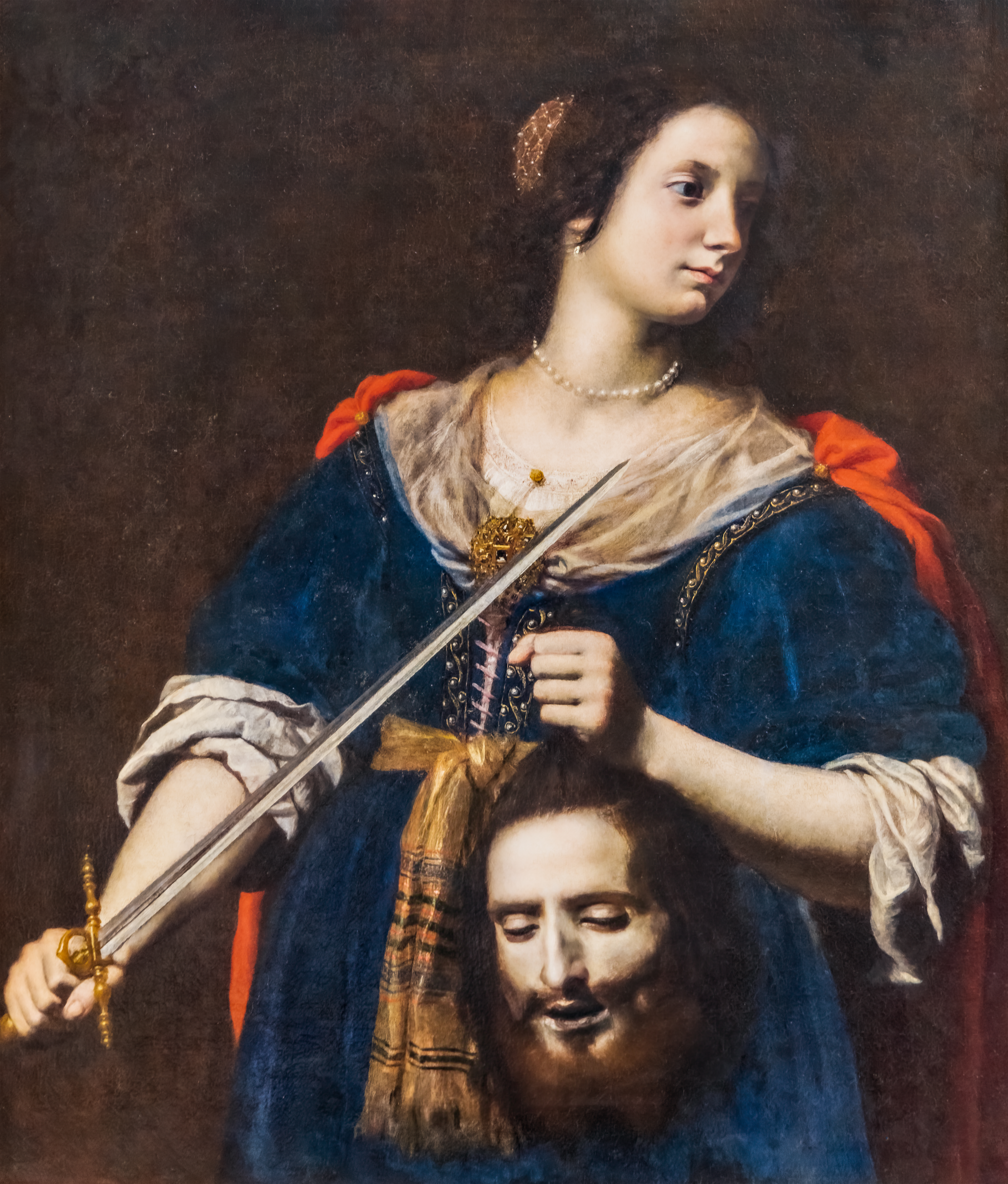
Lorenzo Lippi - Judith tenant la tête d'Holopherne (XVIIe siècle)

Les écoles du Nord (Flandres et Hollande) ne sont pas en reste, avec des peintures de Jan de Beer, Pieter Bruegel le Jeune (Danse de Noce), Jan Brueghel l'Ancien (Études de tête d’un brocard), Abraham Bruegel (Fleurs, fruits et oiseaux), Nicolaes Eliaszoon Pickenoy, Pieter de Grebber (Saint Augustin), Jan Davidsz de Heem, Nicolas Maes, Adriaen van Utrecht, Adriaen van der Kabel, Pieter Boel, Gérard de Lairesse ou encore Daniel Seghers et Frederik de Moucheron.

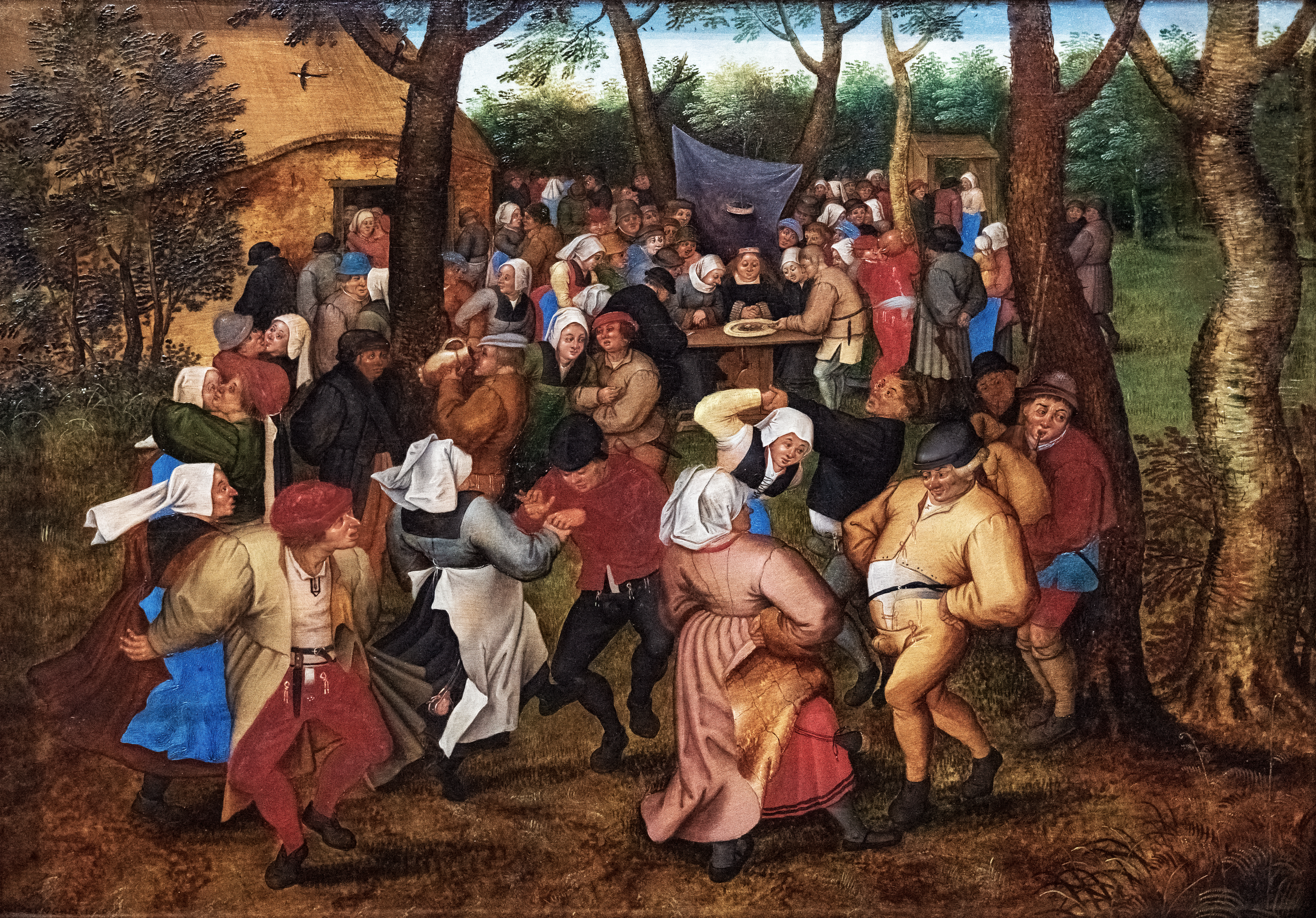
Pieter Bruegel le Jeune - Danse de noce (1620)
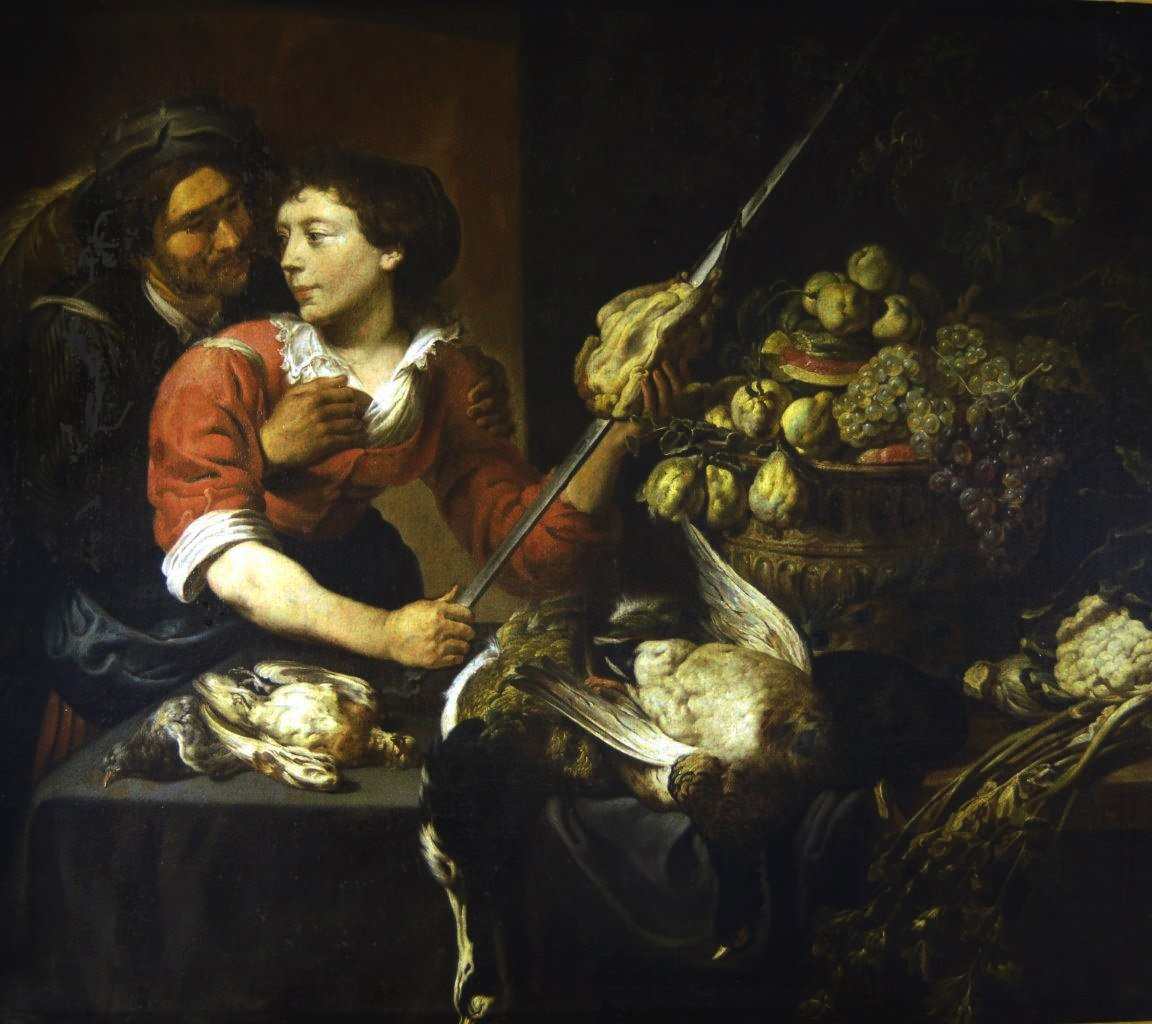
Adriaen van Utrecht & Theodor Rombouts - Intérieur de cuisine (XVIIe siècle)
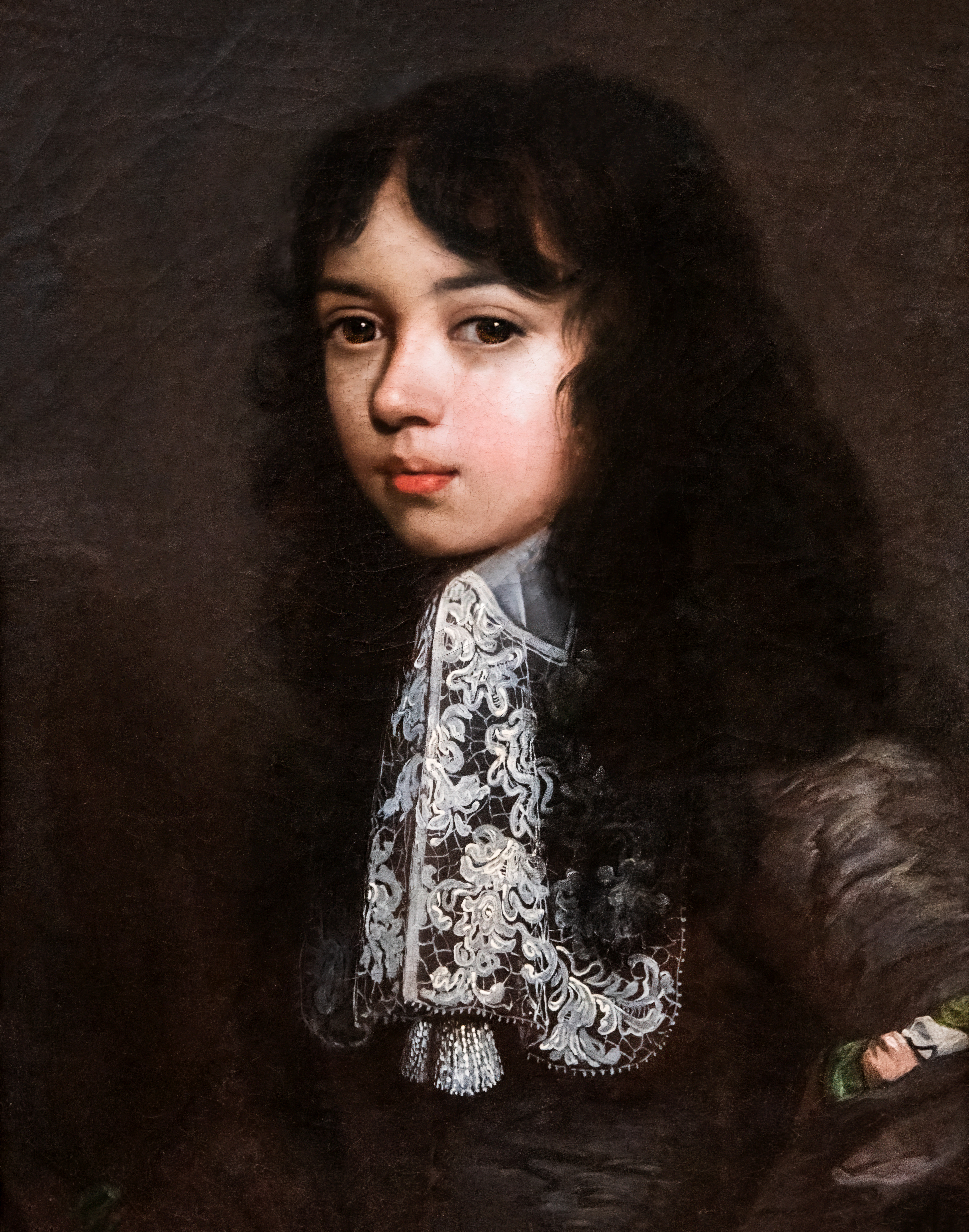
Jacob Ferdinand Voet - Portrait d'un jeune seigneur (XVIIe siècle)

La collection de peinture espagnole est bien plus réduite. On remarque néanmoins un beau José de Ribera (un Saint André qui a fait partie de la collection de Louis-Philippe Ier) ainsi qu'un Vicente Carducho et un Valdes Leal.
L'école française des XVIIe et XVIIIe siècles est également bien représentée, à commencer par les six grands portraits collectifs des Consuls de Narbonne, dont la réalisation s'échelonne entre 1596 et 1643 et dont deux ont été peints par Charles Galleri, un par David Varin tandis que les deux derniers demeurent anonymes. Outre cet ensemble historique, la collection présente des tableaux de Sébastien Bourdon, Charles Mellin, Pierre Mignard, Claude Lefèbvre (Portrait de Henri de La Tour d’Auvergne, vicomte de Turenne), Nicolas Loir, Meiffren Conte, Jean-Baptiste Monnoyer, Bon Boullogne, Pierre Patel, René-Antoine Houasse (Diane et Endymion), Hyacinthe Rigaud (notamment un Autoportrait), Charles Parrocel (Cavaliers), Antoine Rivalz, Jean Ranc, Jean-Baptiste Oudry (Chienne allaitant ses petits, 1754), Pierre Subleyras (La Charité romaine), Jean-Marc Nattier, Alexis III Loir, Louis-Michel Van Loo (Portrait de Louise-Thérèse d’Orléans, duchesse de Bourbon), François Boucher, Donat Nonnotte, Louis Jean François Lagrenée, Nicolas-Bernard Lépicié, Alexandre Roslin, François-Hubert Drouais, Jean-Baptiste Greuze, Pierre-Jacques Volaire, Jean Barbault (Le Garde du seigneur), Jacques Gamelin, Joseph-Marie Vien et Pierre-Paul Prud’hon.
Le XIXe français débute avec Théodore Géricault et François-Xavier Fabre et se poursuit avec, entre autres, Jean-Baptiste Mauzaisse, Adrien Dauzats, Alfred de Dreux.
Mais, surtout, le musée possède la première collection permanente de peintures orientalistes en France, présentée dans deux salles récemment ouvertes et dont le décor évoque respectivement un palais maghrébin et la célèbre mosquée de Cordoue. 125 œuvres composent la collection, qui comprend des tableaux de peintres tels que Étienne Dinet, Eugène Fromentin, Jean Lecomte du Nouÿ, Jacques Majorelle, Benjamin-Constant, Charles-Théodore Frère et Narcisse Berchère.

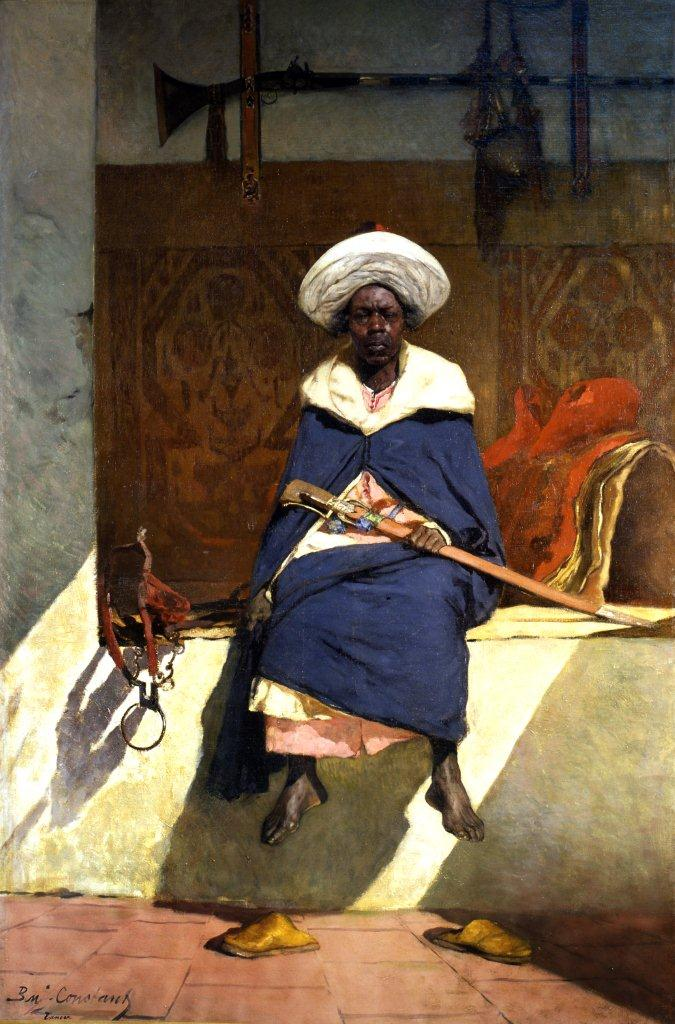
Jean-Joseph Benjamin-Constant -  Le Caïd marocain Tahamy (seconde moitié du XIXe -début XXe siècle)
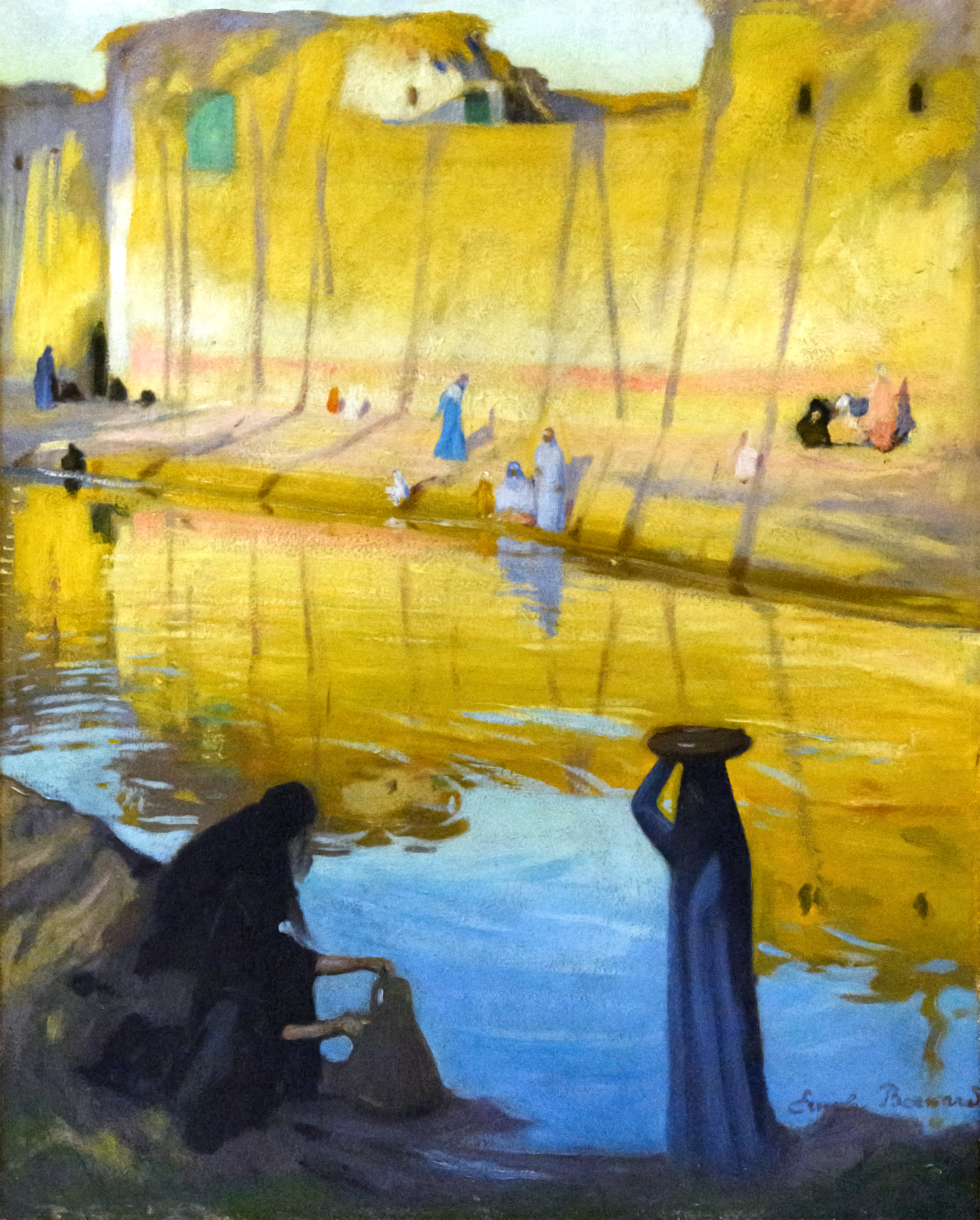
Émile Bernard - Bords du Nil à Marg, effet de soir (fin XIXe -début XXe siècle)
Jacques Majorelle - La Casbah de Tinghir (fin XIXe -début XXe siècle)

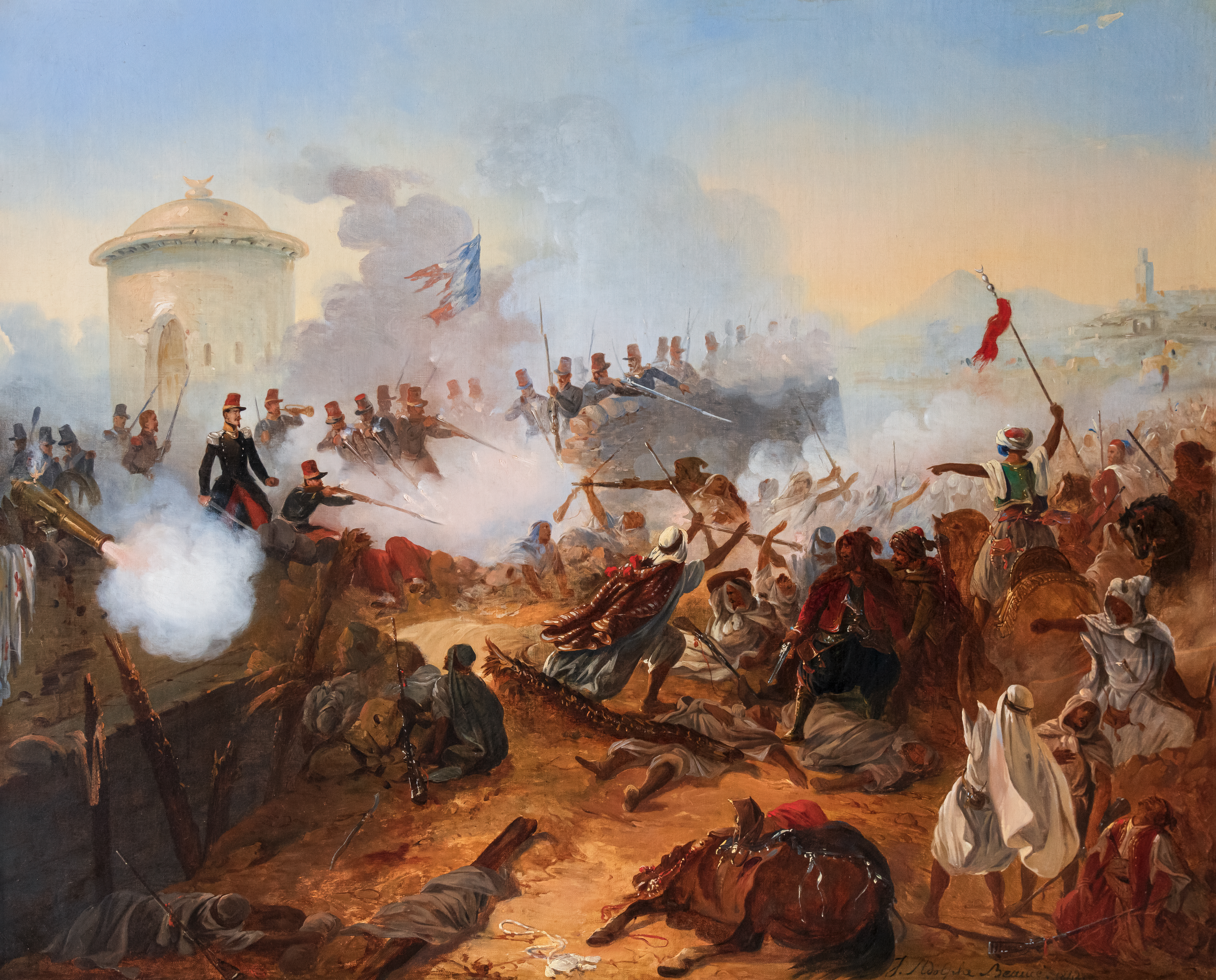
Défense héroïque du capitaine Lelièvre à Mazagran - Jean-Adolphe Beaucé
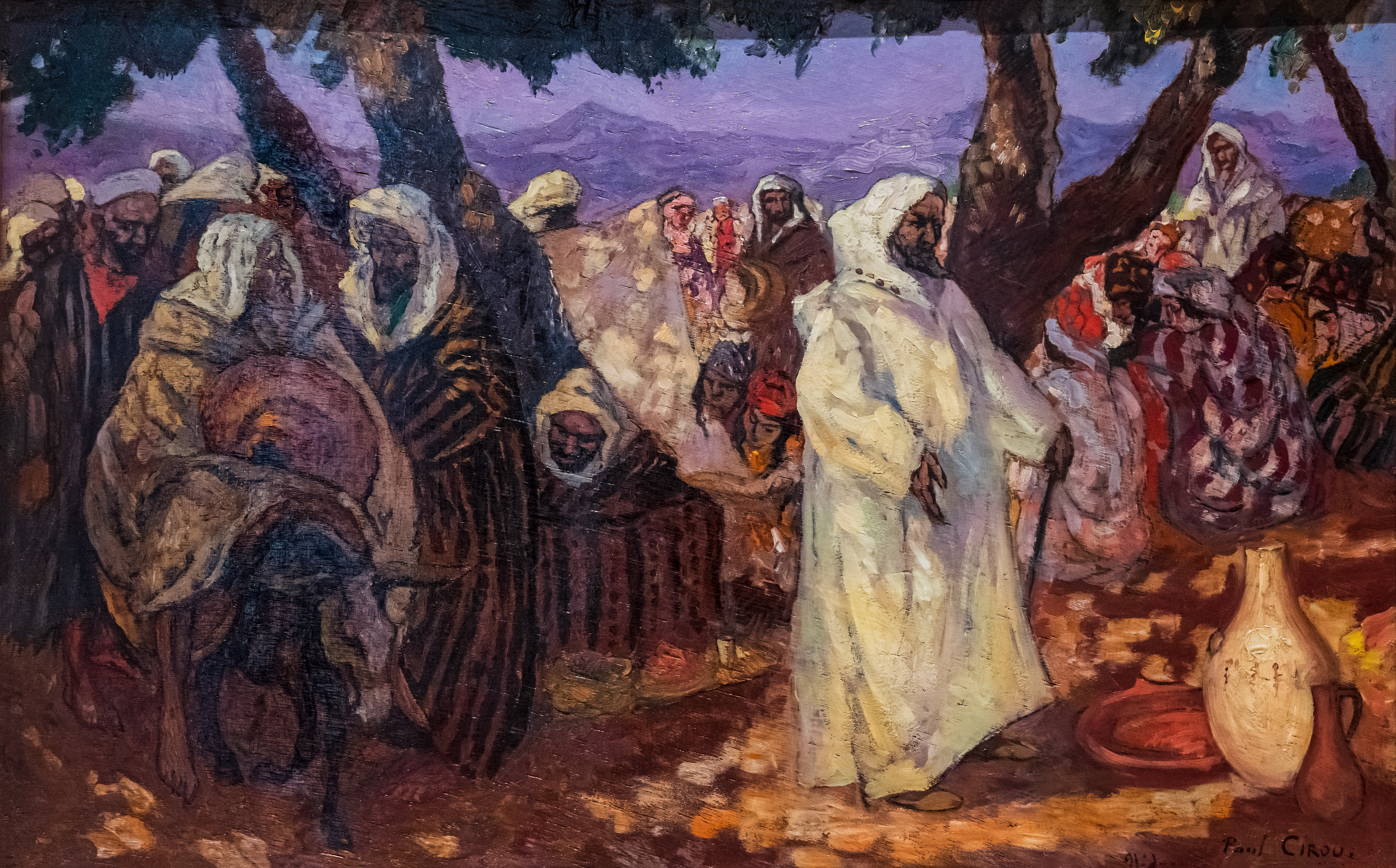
Jour de marché à Nedroma - Paul Cirou
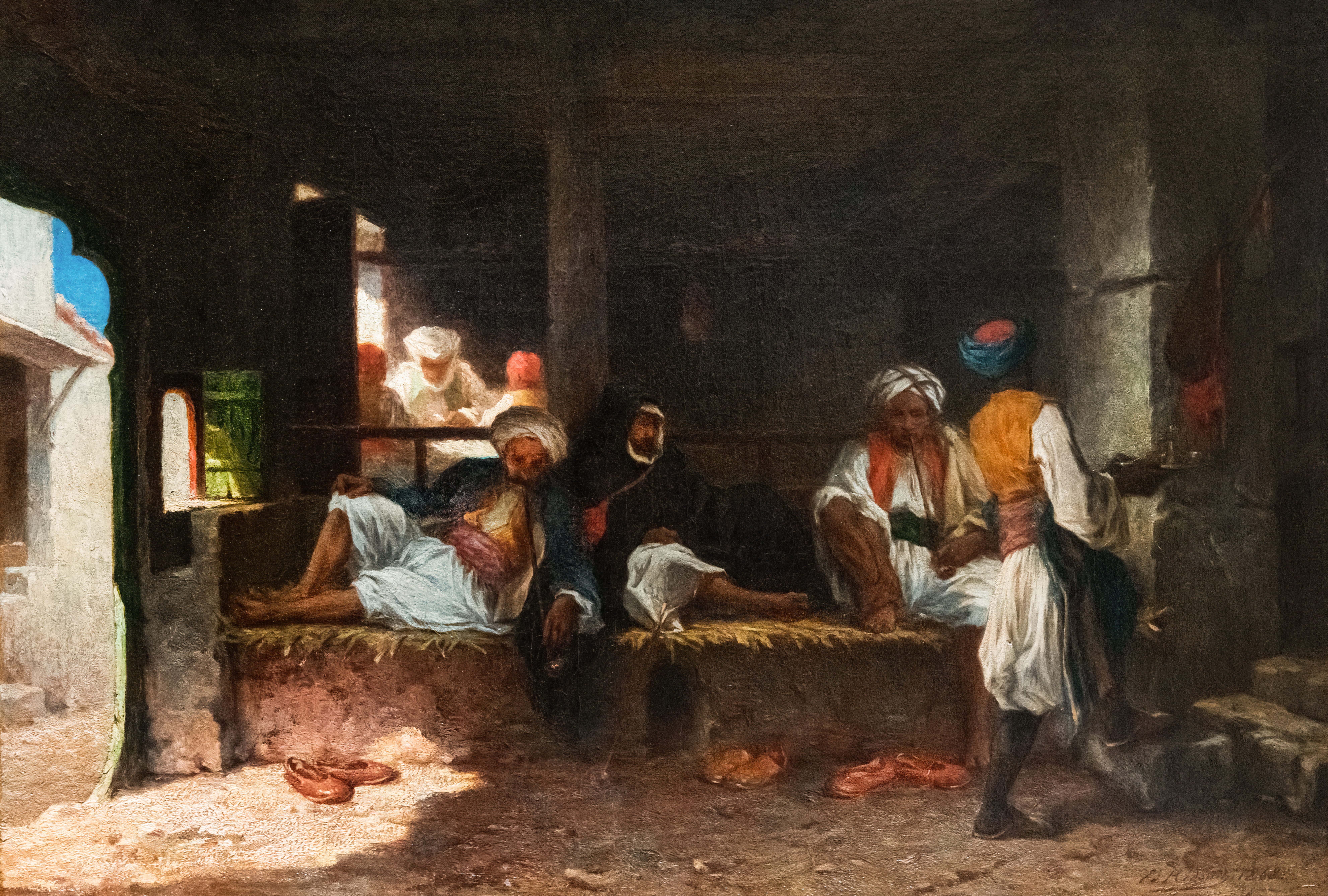
Café à Constantine - 1868 - Pierre Hédouin
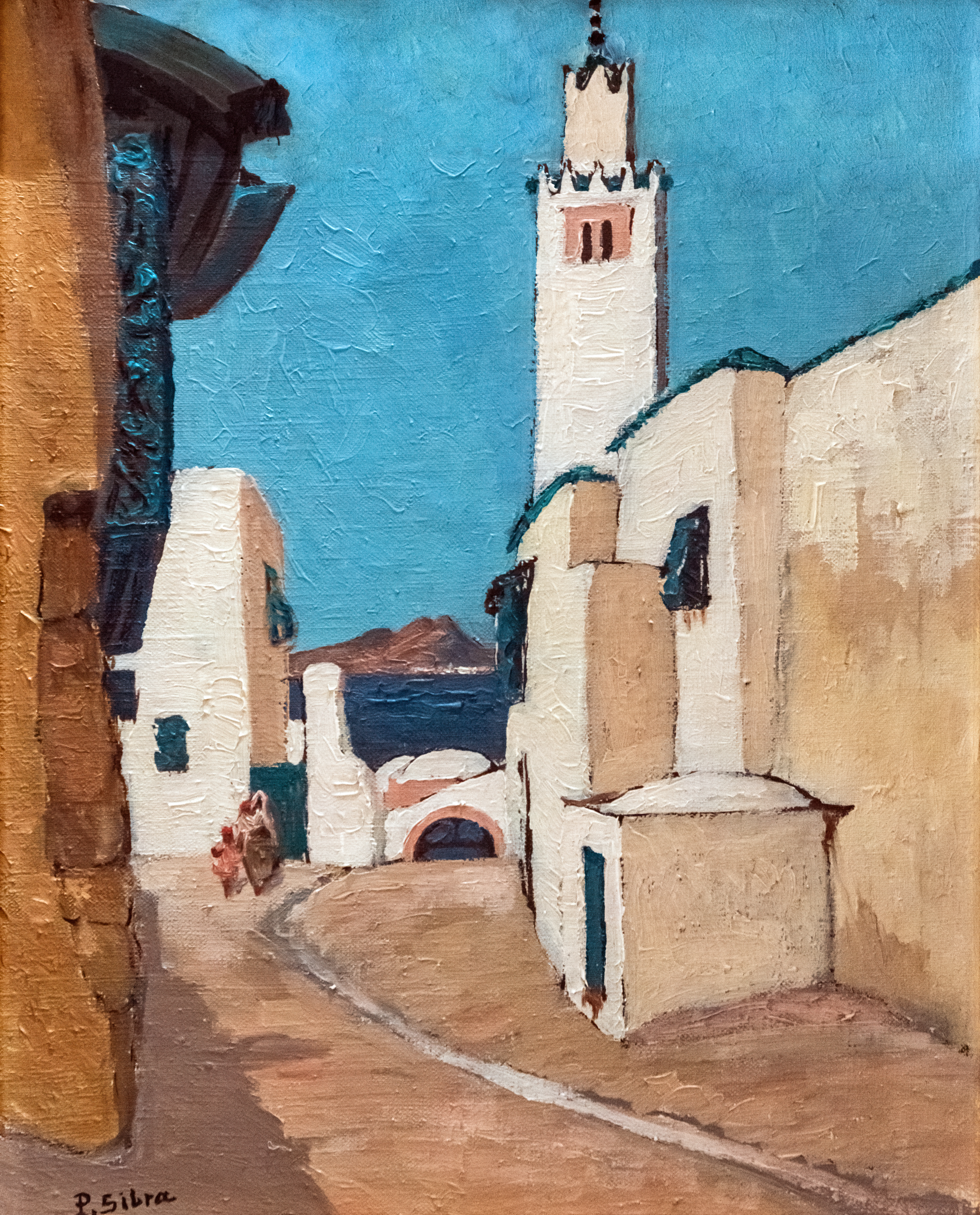
Vue de Sidi Bou Saïd - 1920 - Paul Sibra
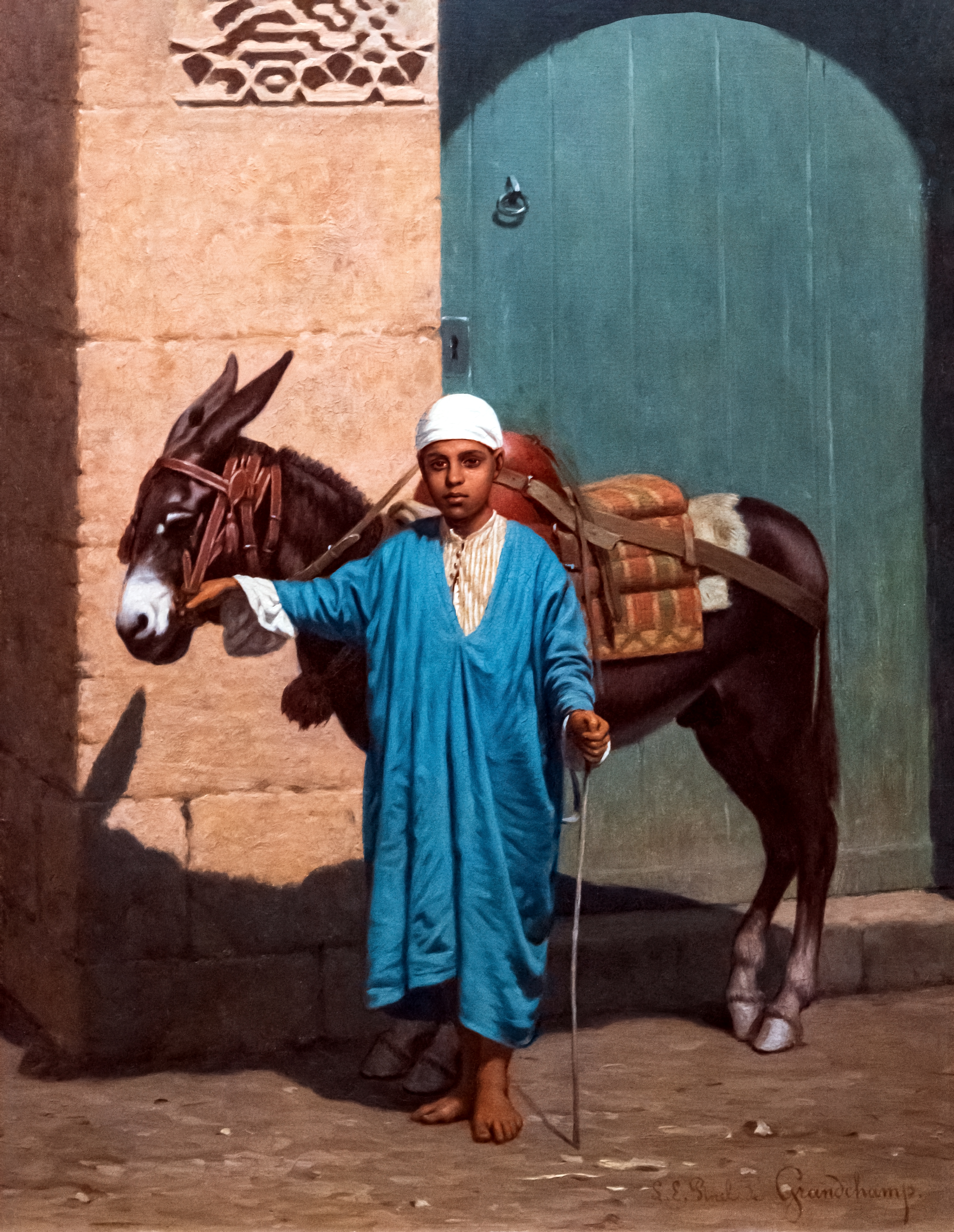
Enfant et son âne - Louis Émile Pinel de Grandchamp
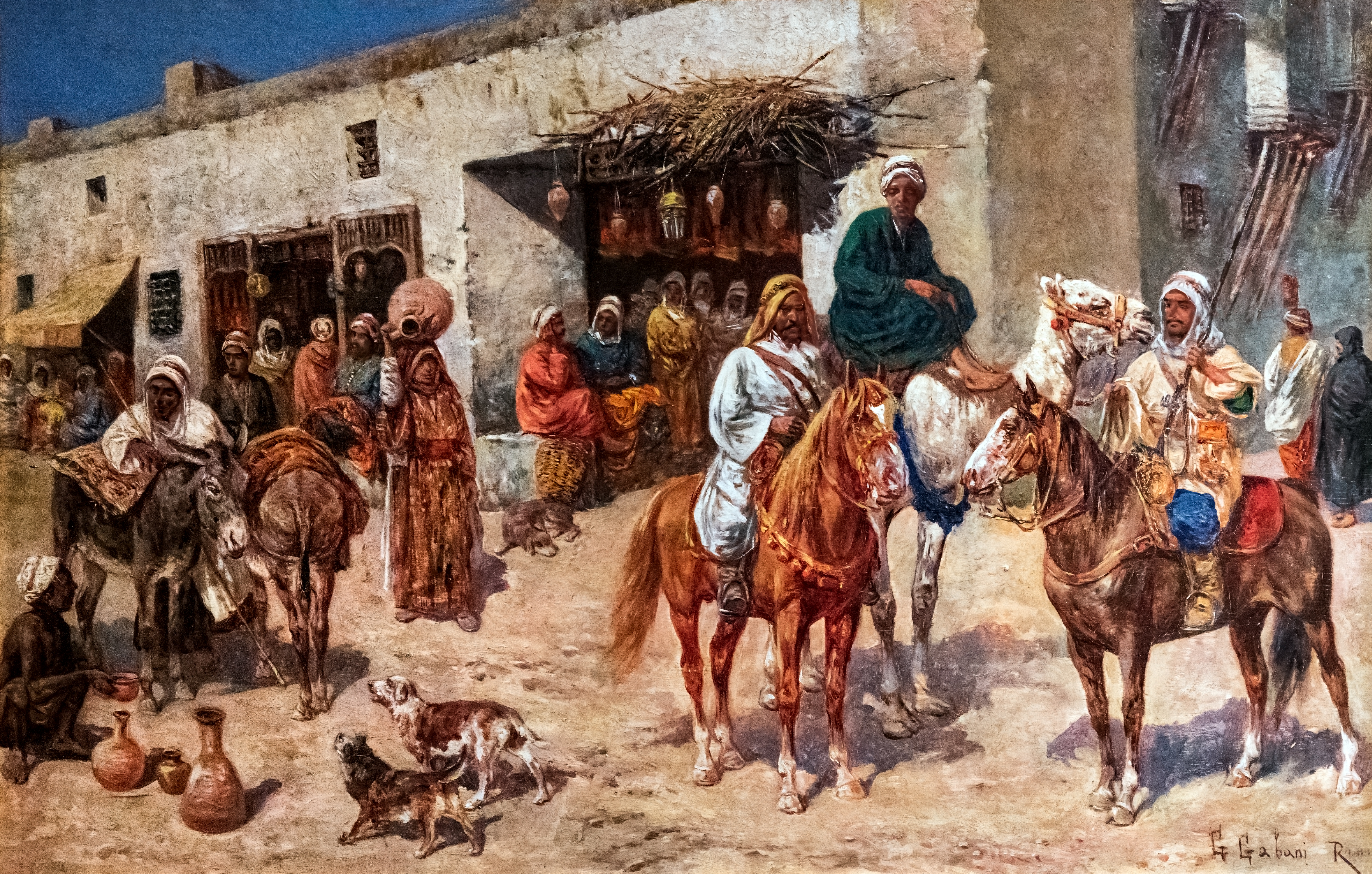
Cavaliers devant la boutique d'un brocanteur - Giuseppe Gabani
Attente à l'embarquement - Narcisse Berchère
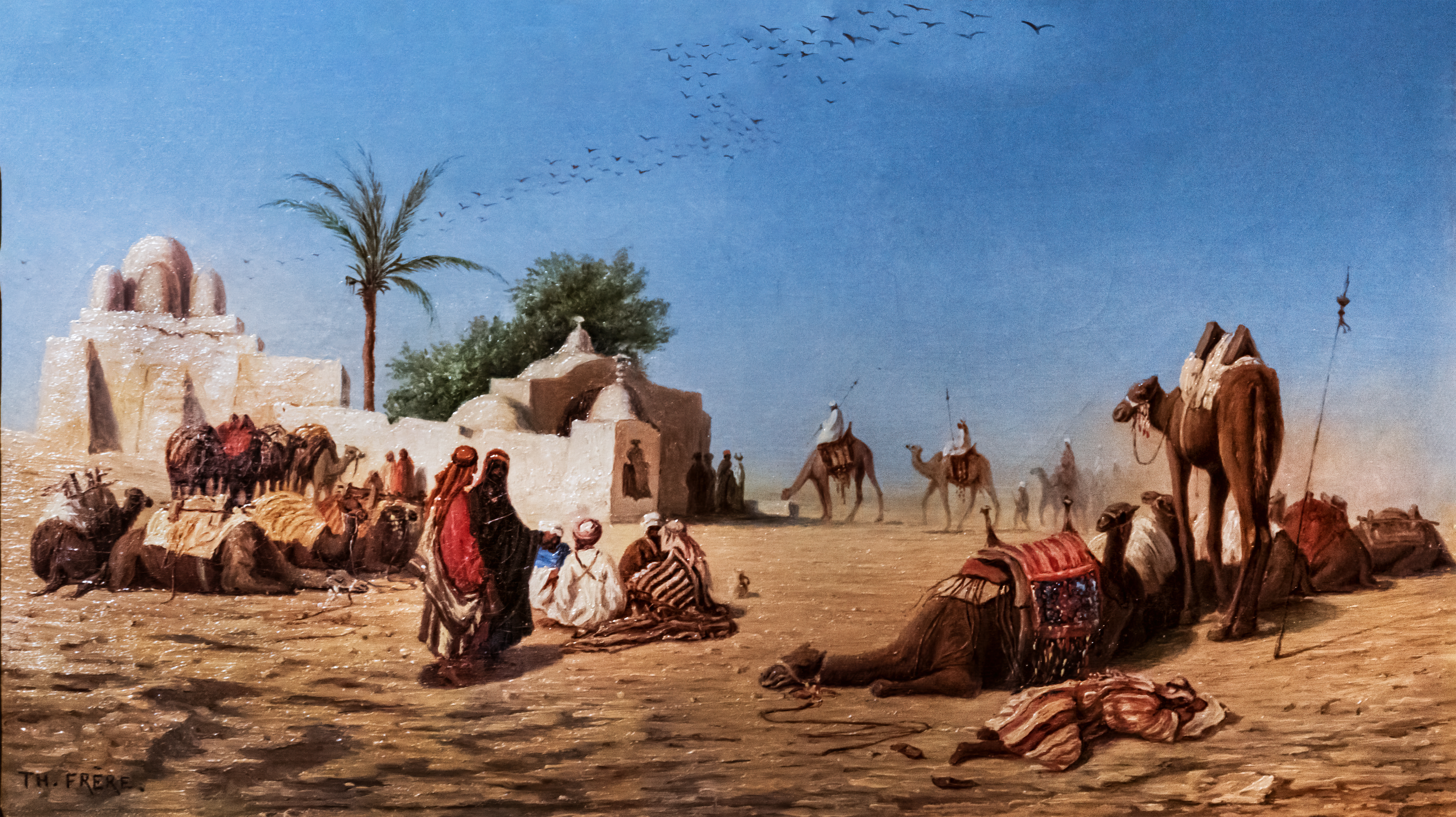
La halte des chameliers au caravansérail - Charles-Théodore Frère
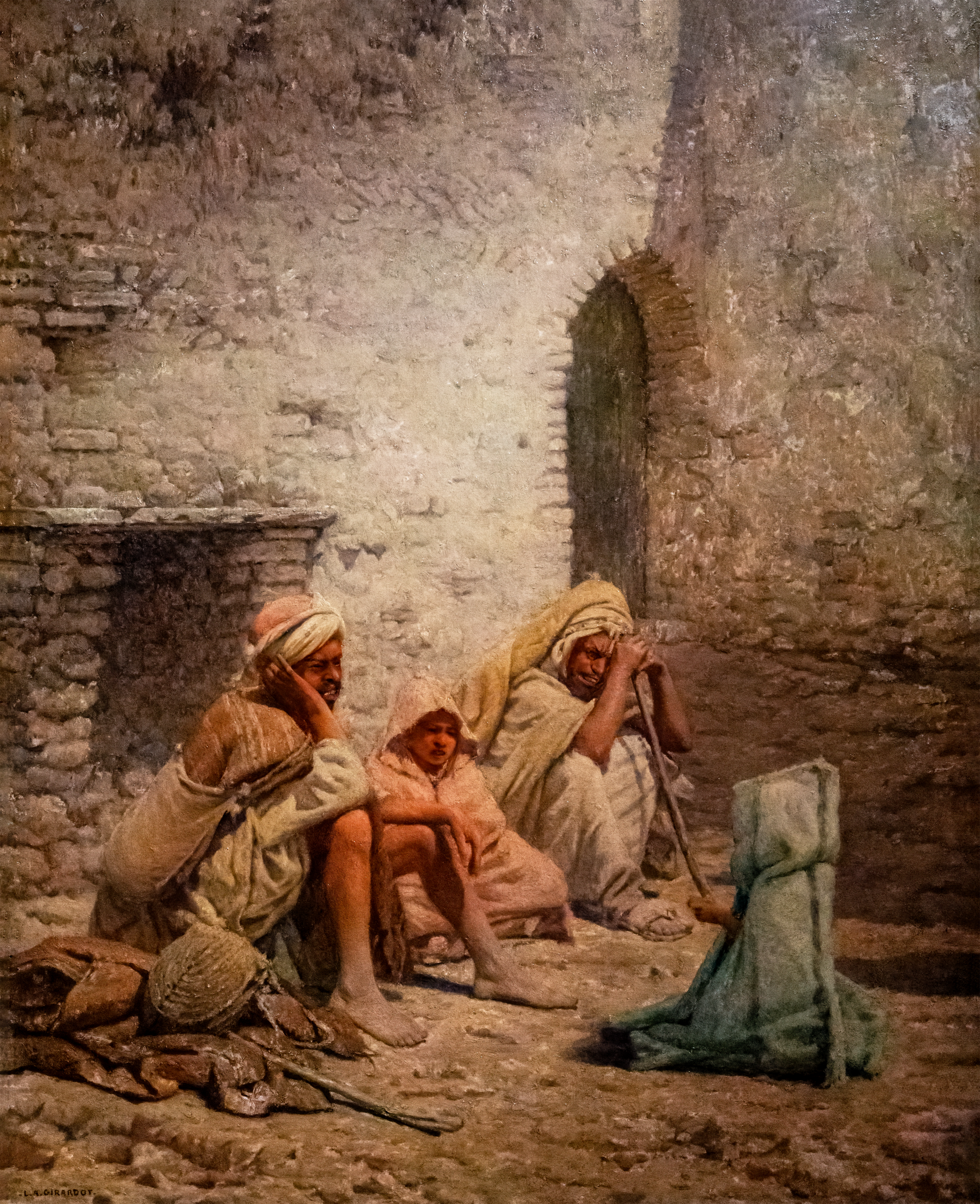
Le repos - Louis-Auguste Girardot
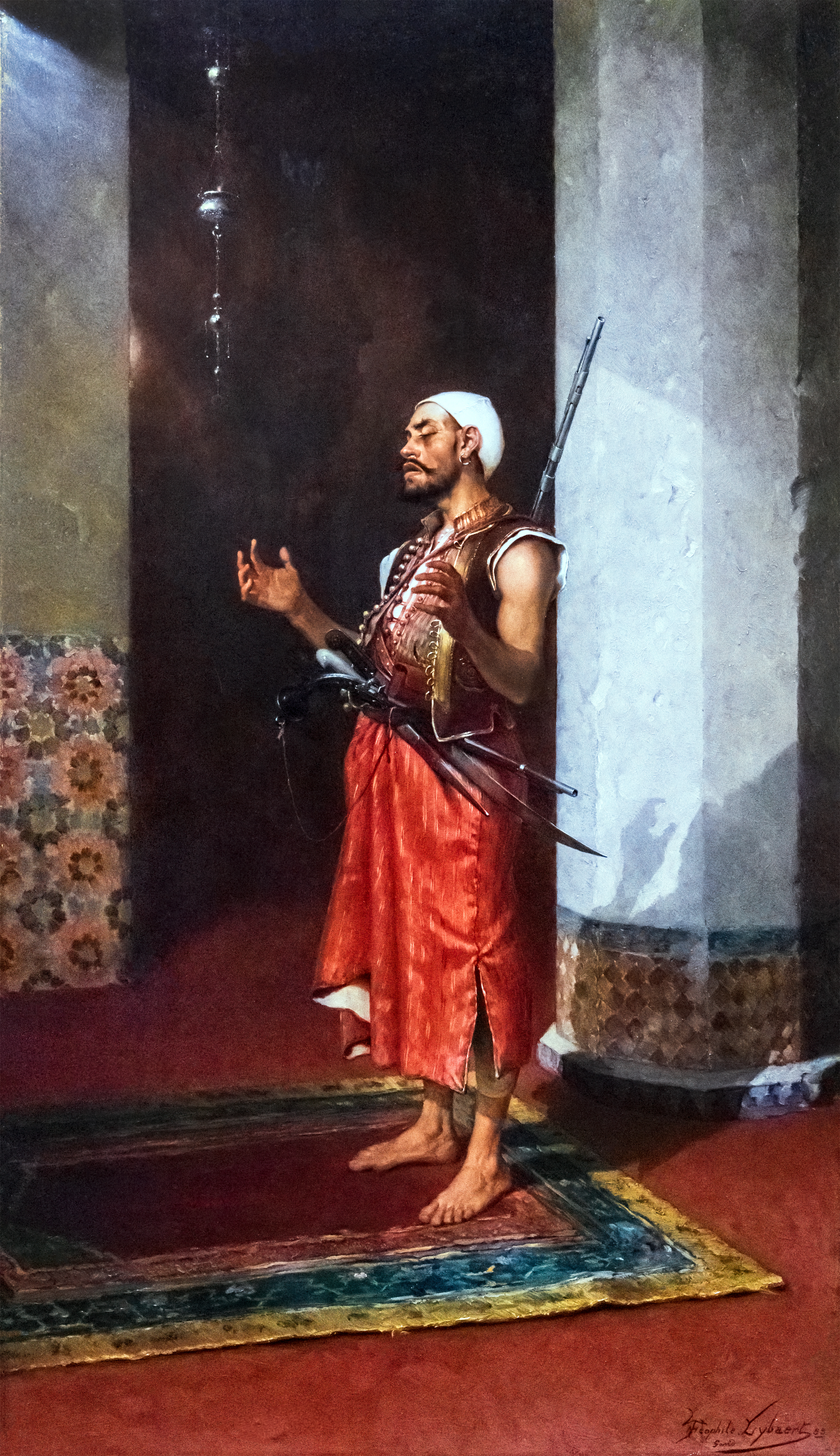
Garde turc en prières - Théophile Lybaert
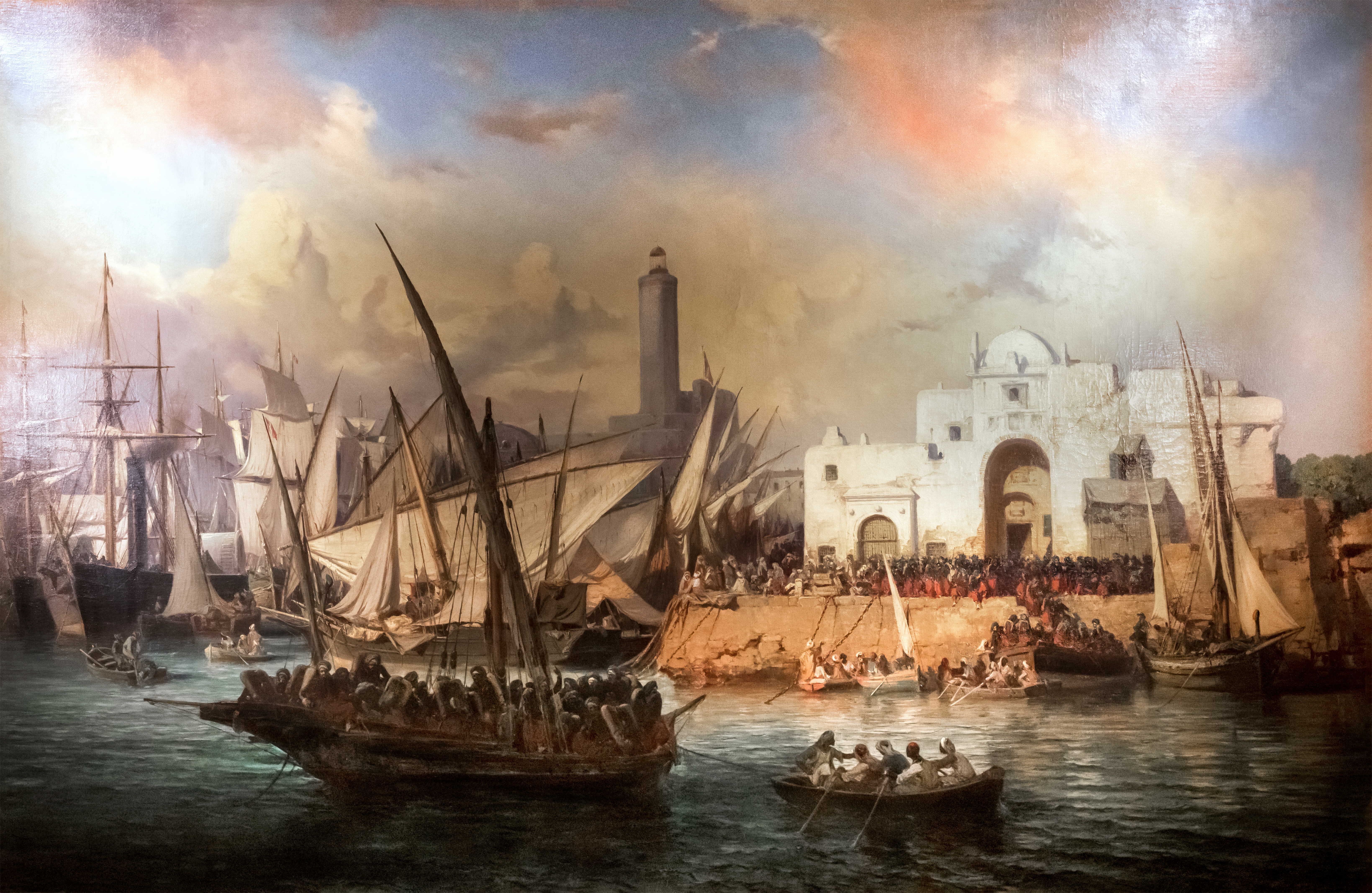
Embarquement des zouaves partant d'Alger pour la Crimée - Vincent Courdouan
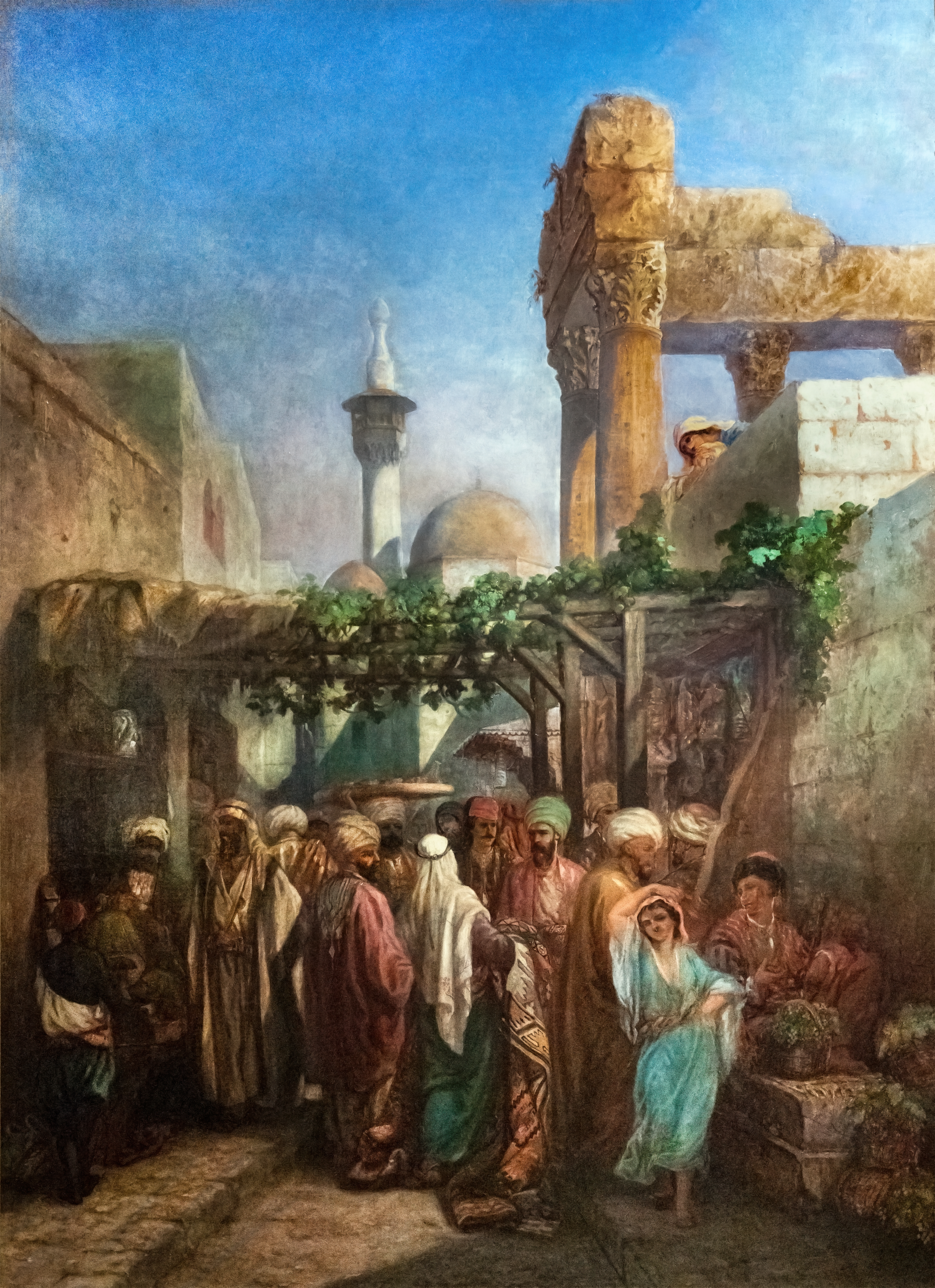
Promeneurs à Latakieh (Syrie) - Camille Rogier
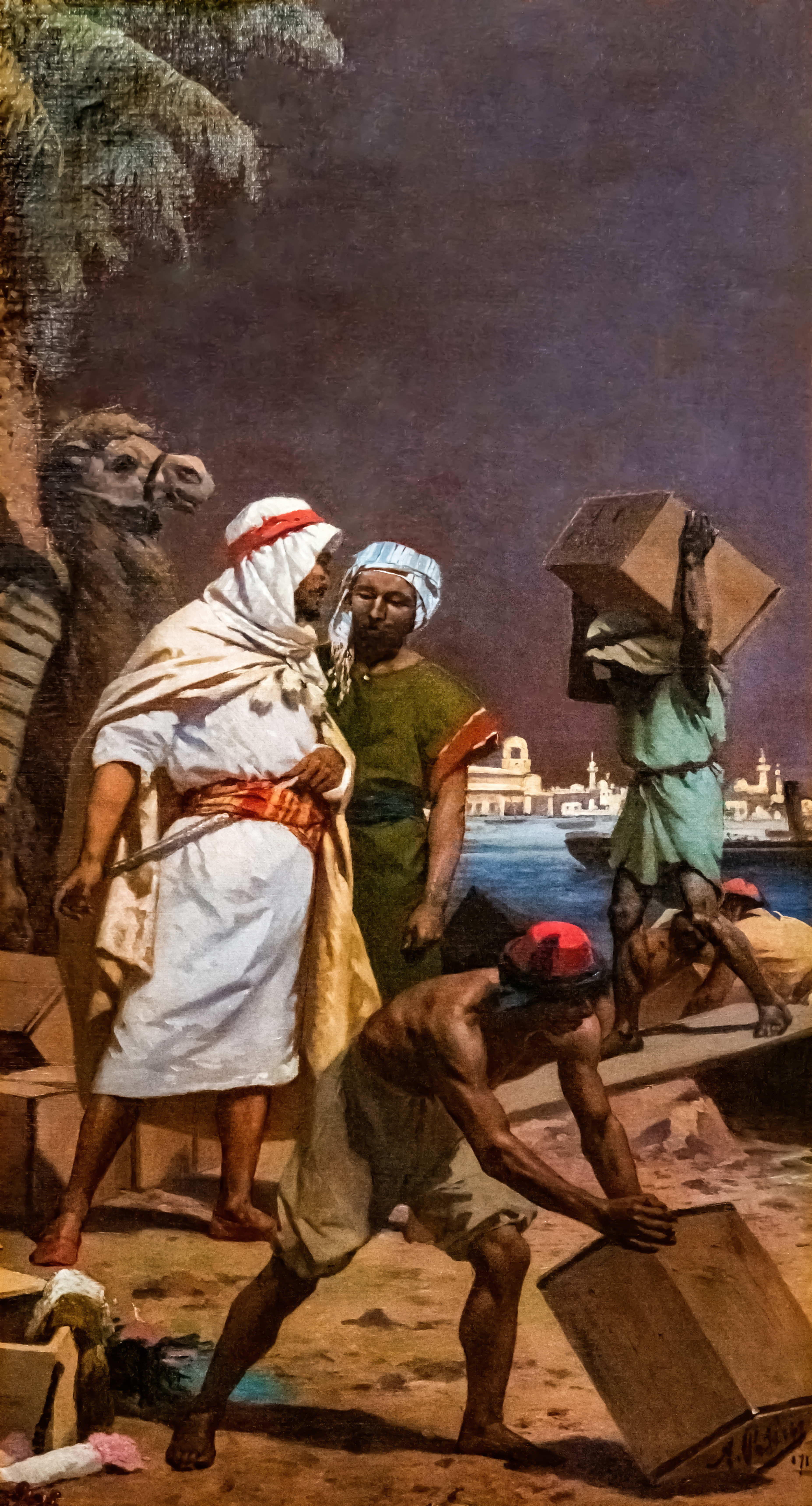
Marchand et Hemmel sur les quais
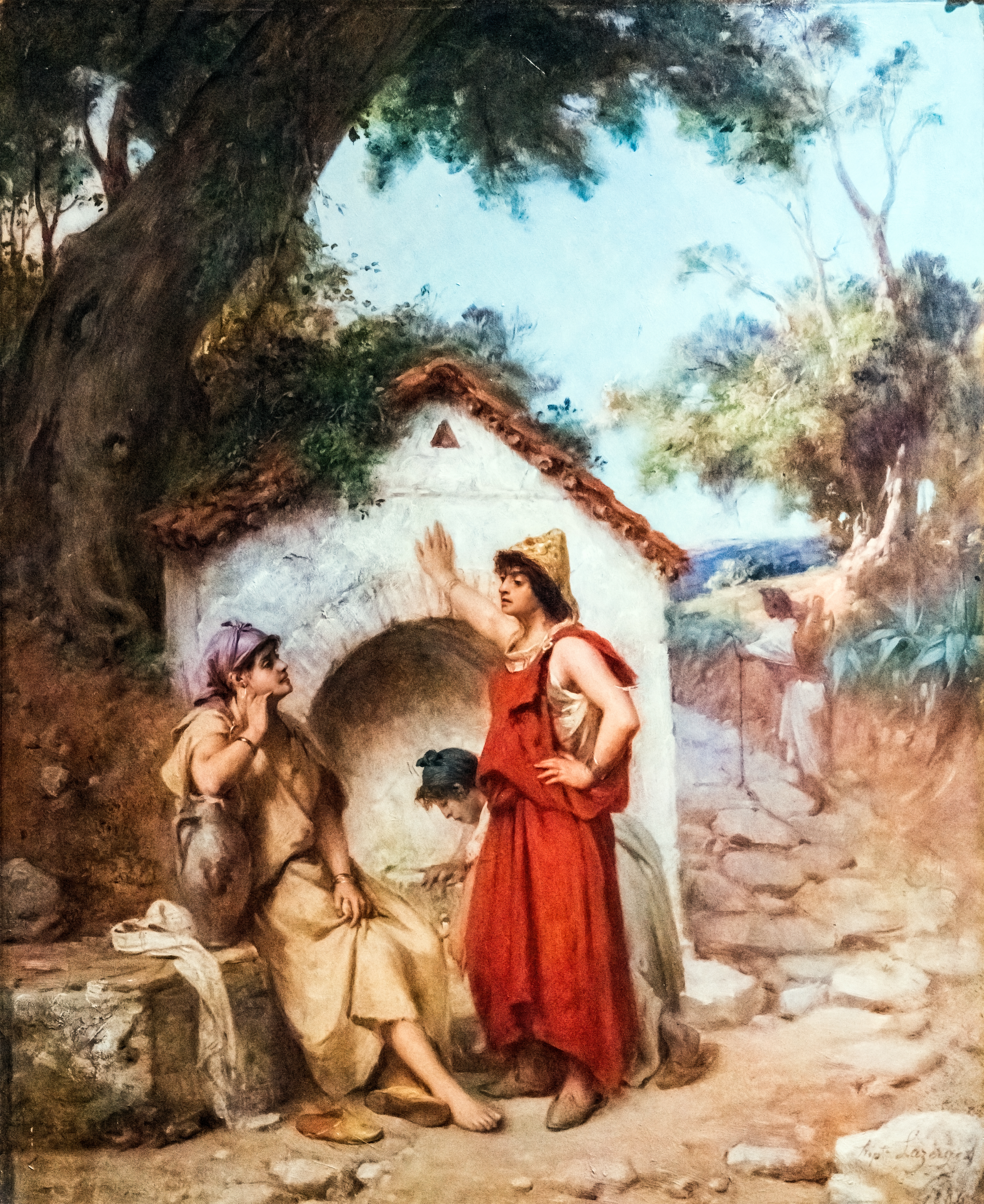
Algériennes autour de la fontaine - Hippolyte Lazerges
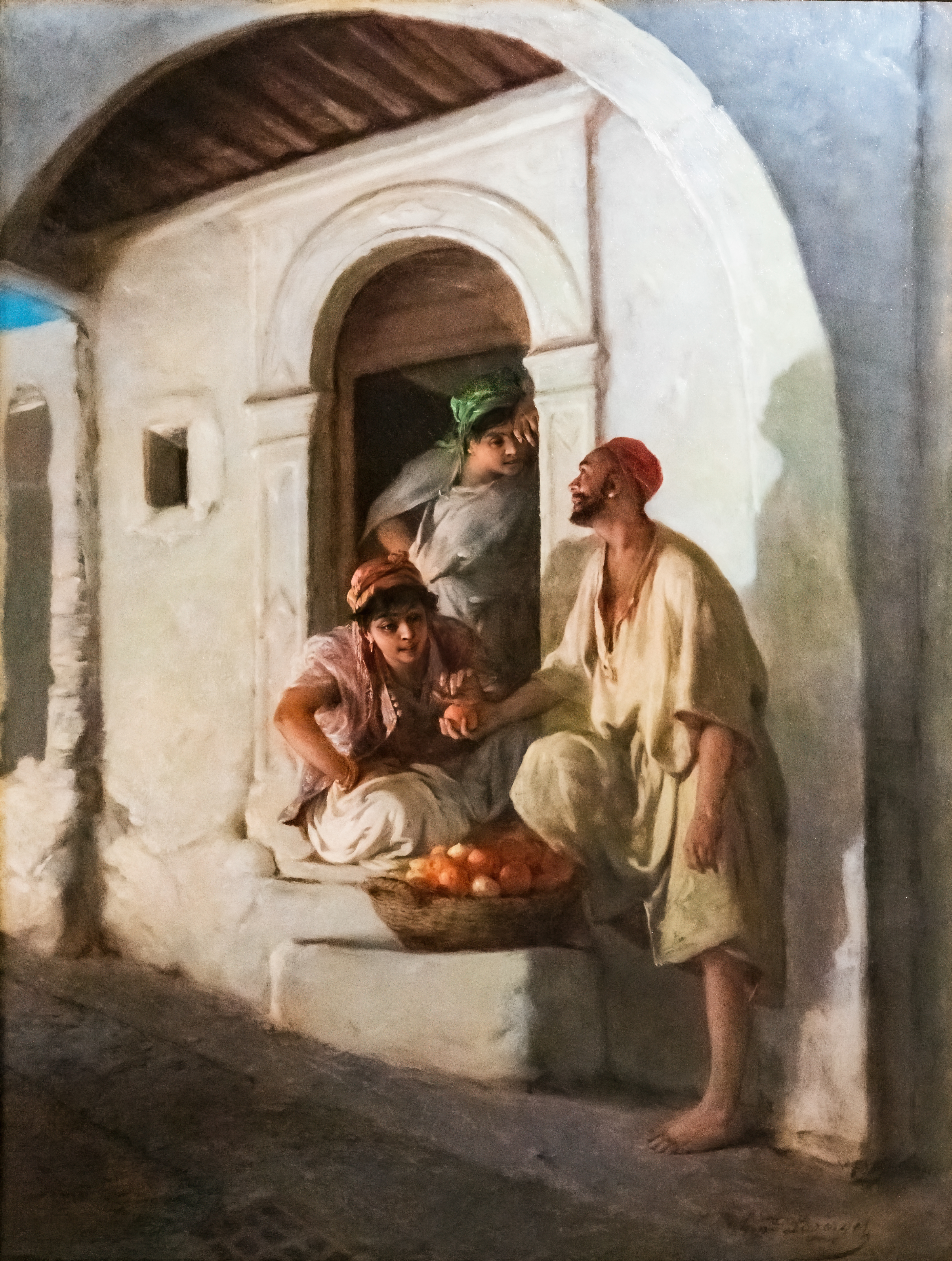
Marchand d'orange dans une ruelle d'Orient - Hippolyte Lazerges
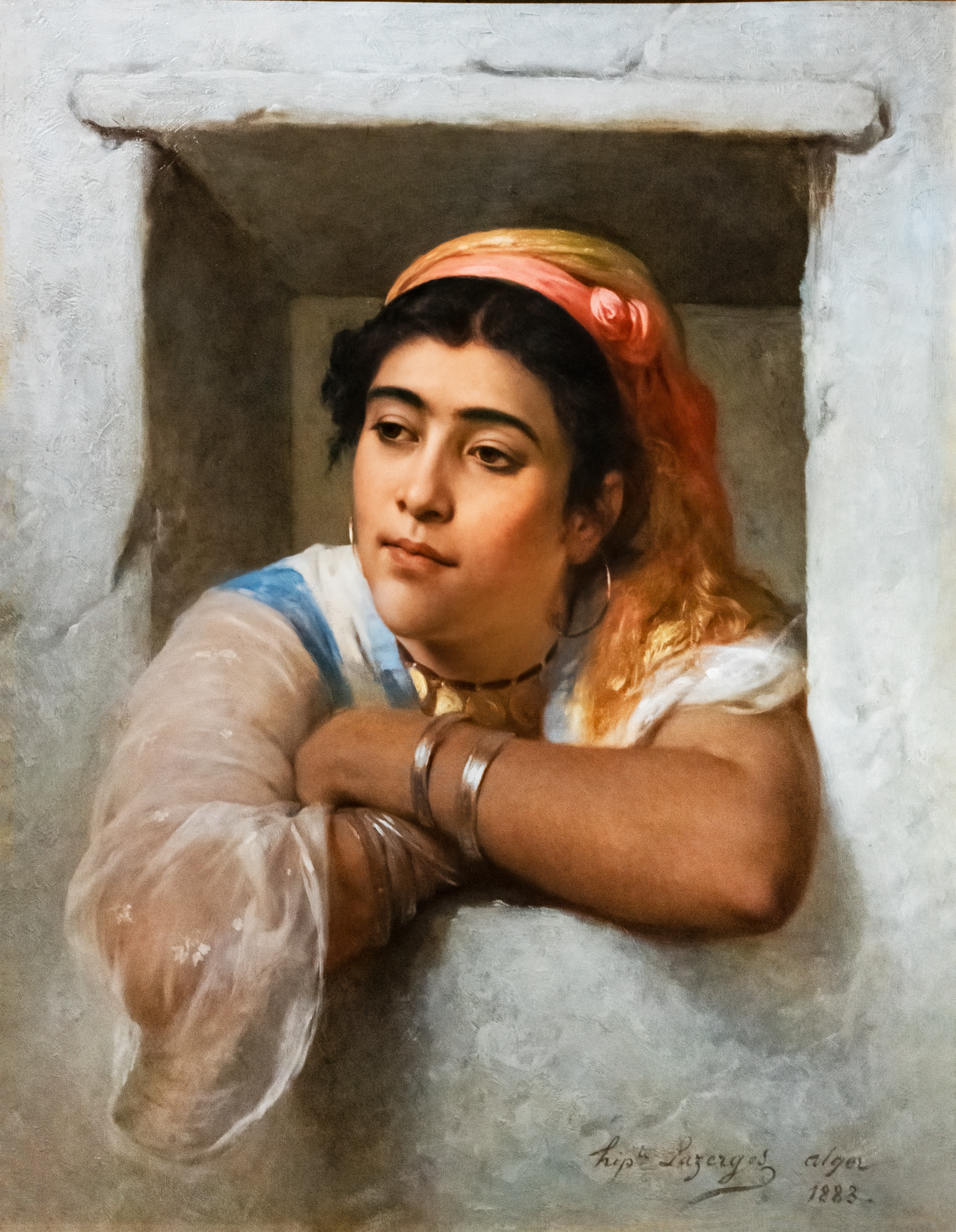
A la fenêtre 1883 - Hippolyte Lazerges
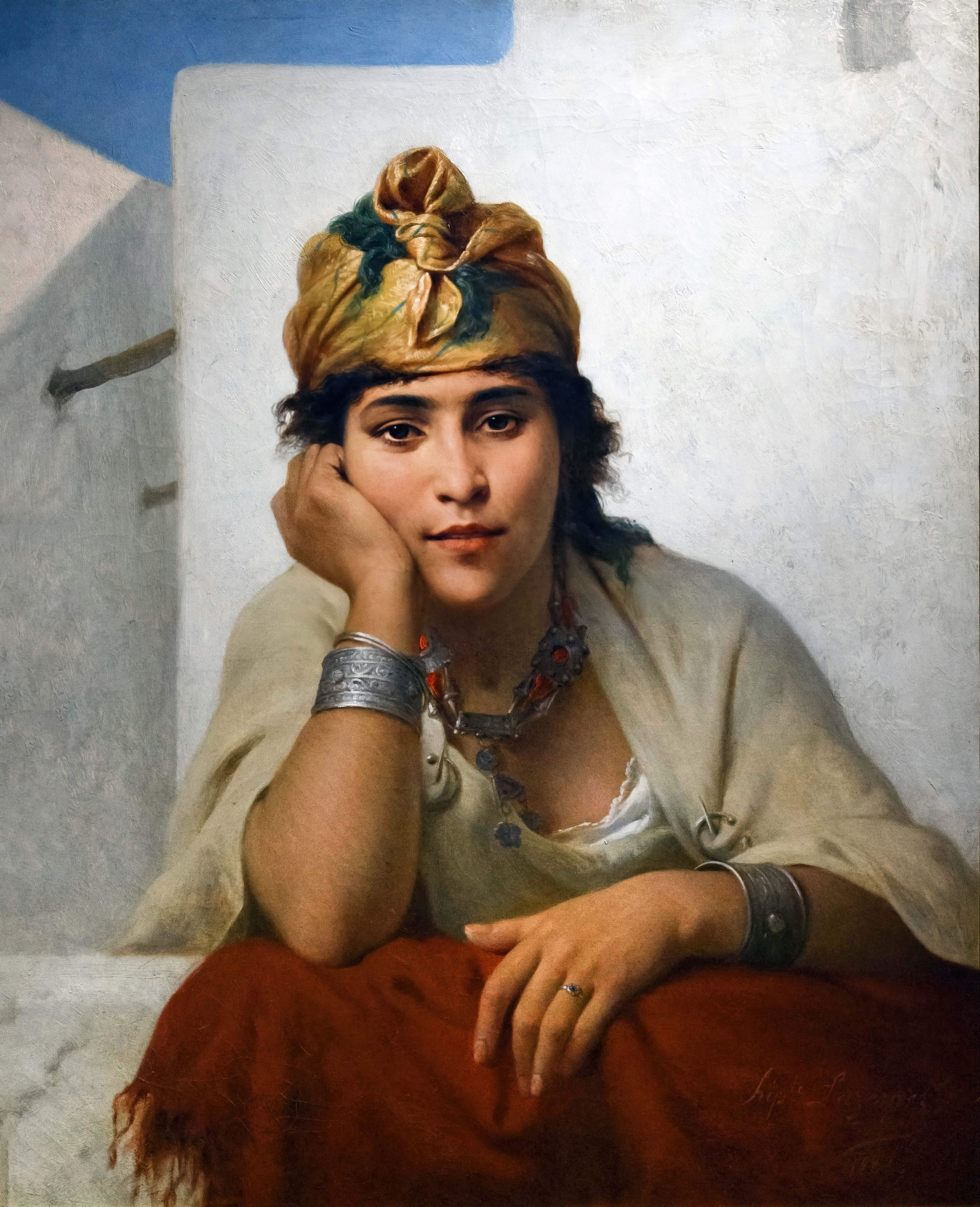
Rêverie 1883 - Hippolyte Lazerges
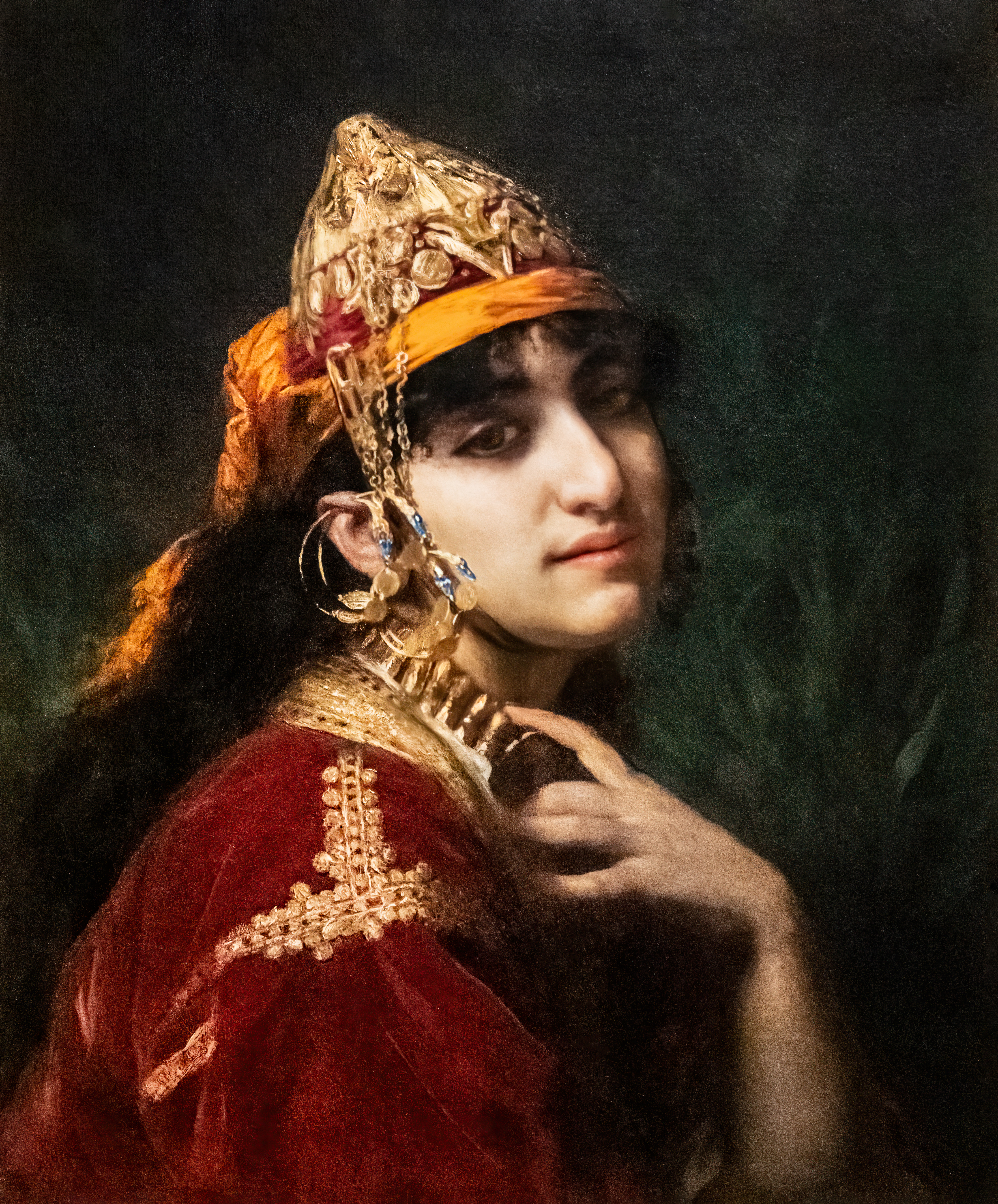
Halima - Gaston Casimir Saint-Pierre
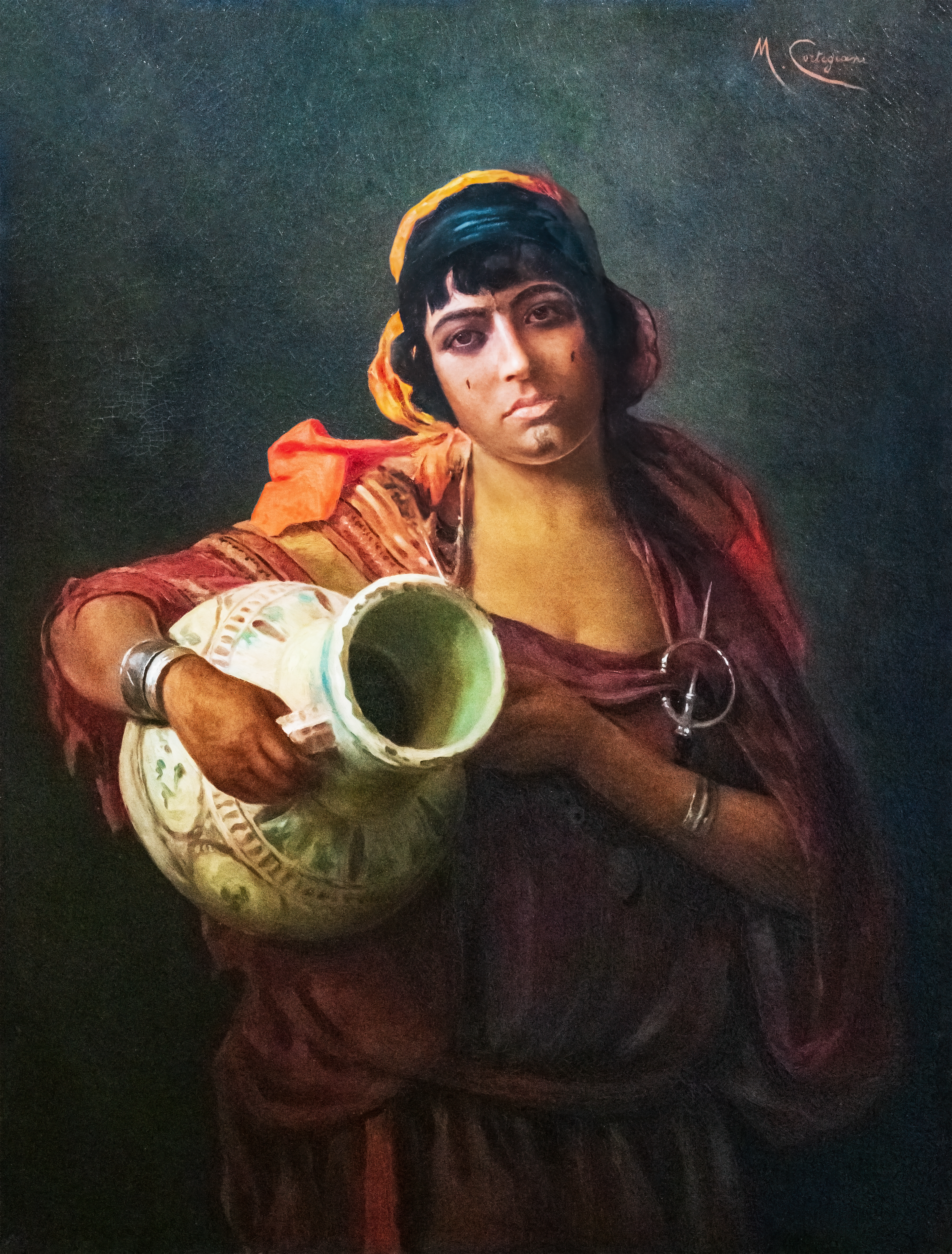
Jeune tunisienne à la jarre - Michele Cortegiani
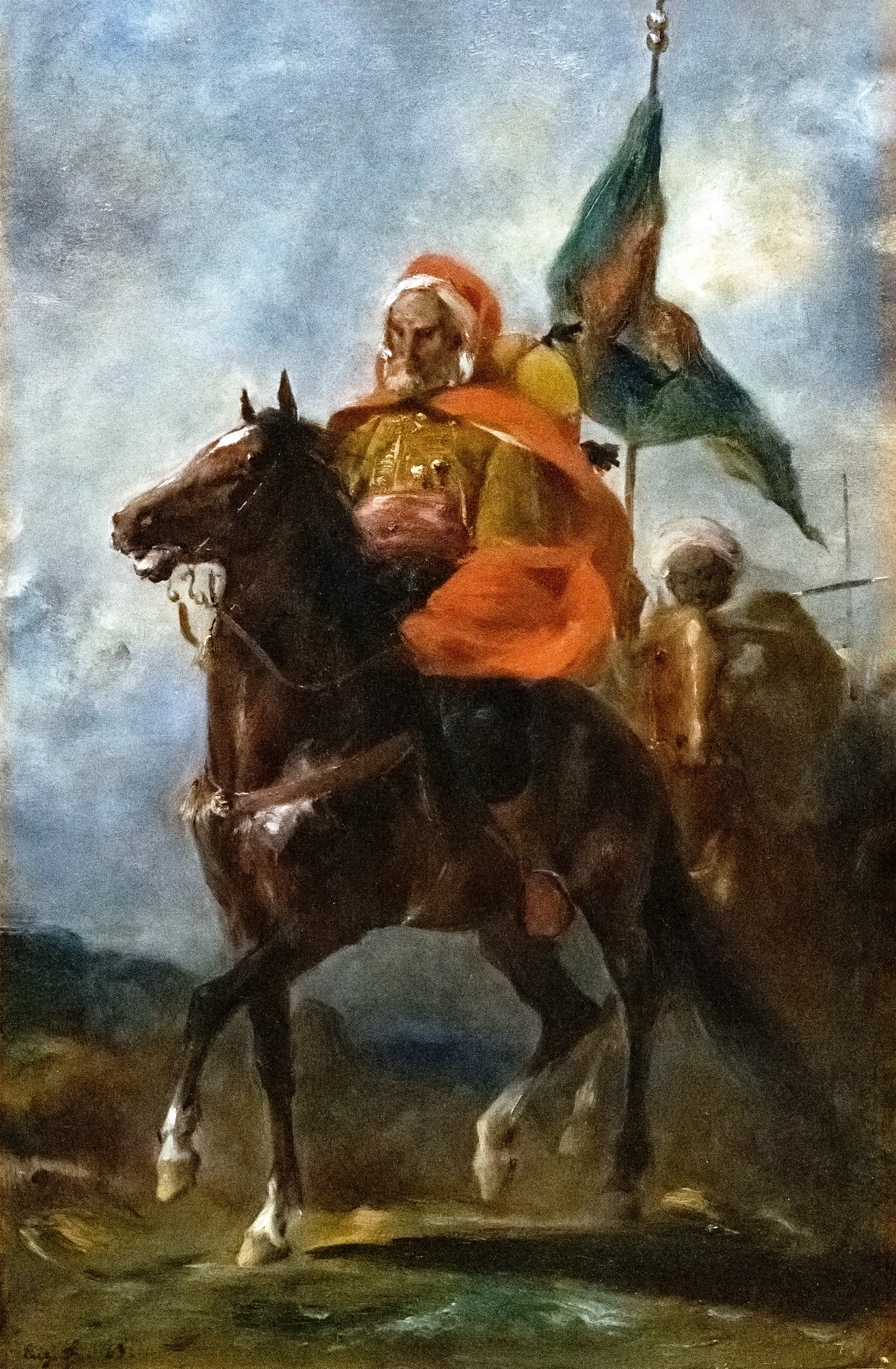
Le chef arabe (Algérie) - Eugène Fromentin
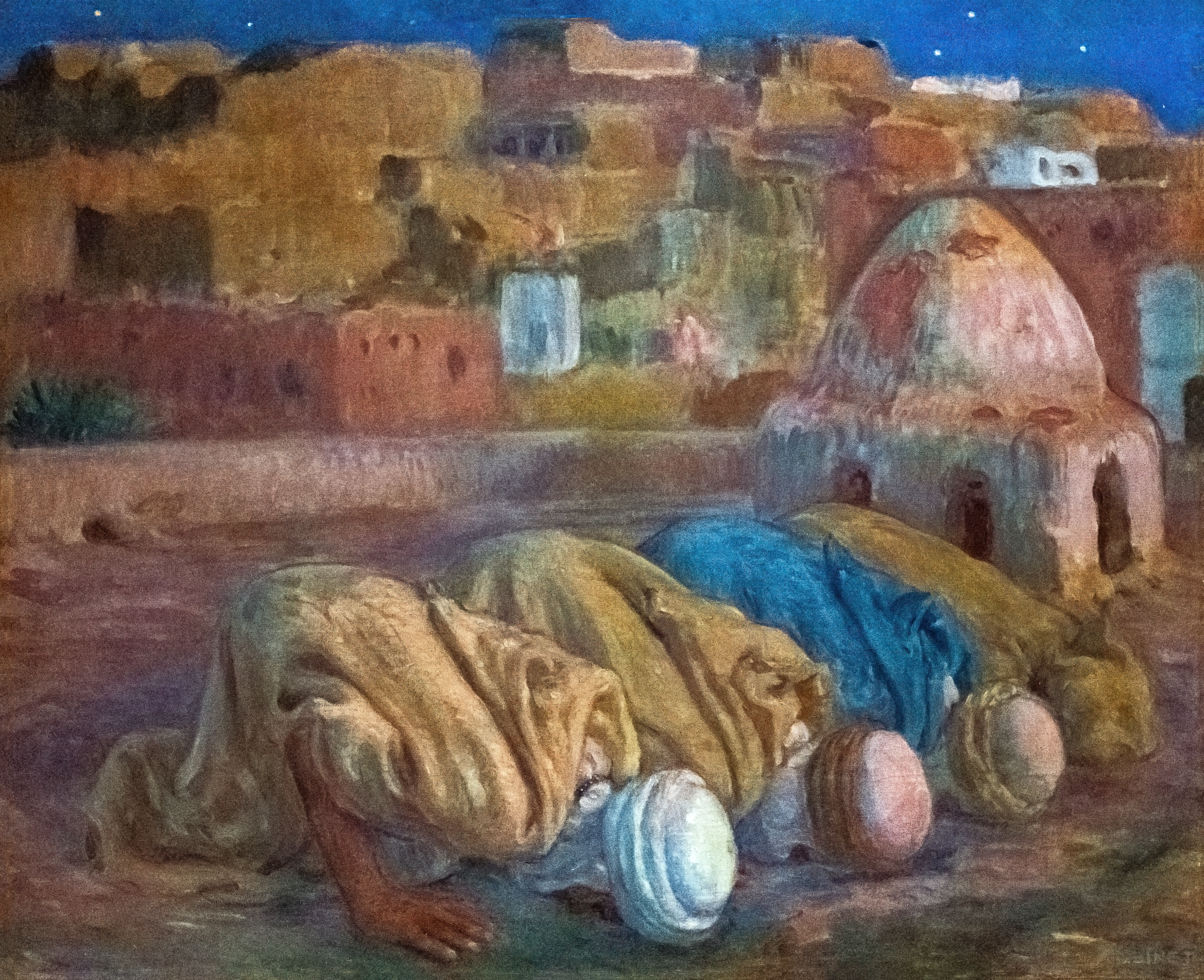
Prière sur une terrasse à Bou-Saada - Étienne Dinet
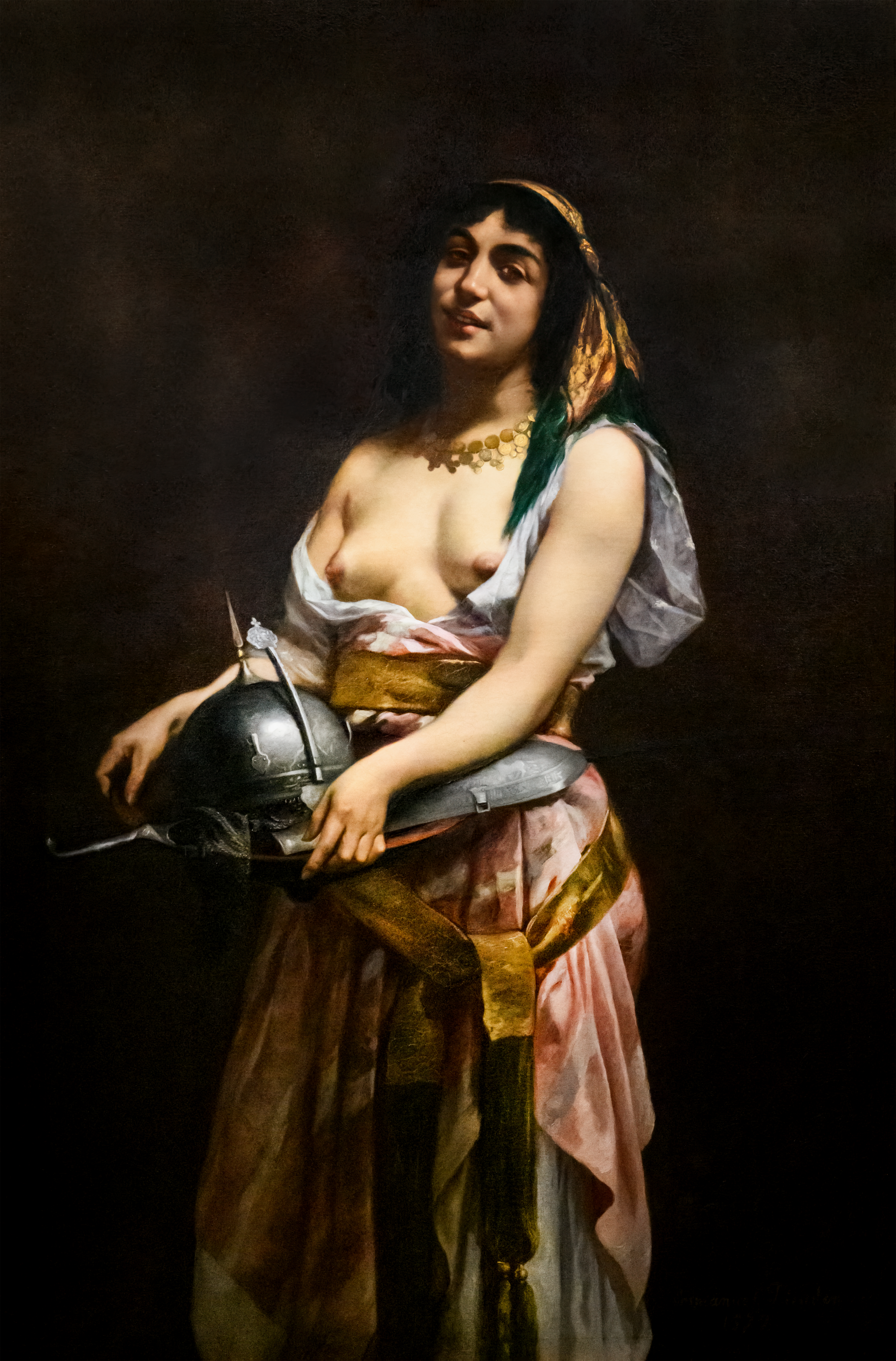
Fatma - Emmanuel de Dieudonné
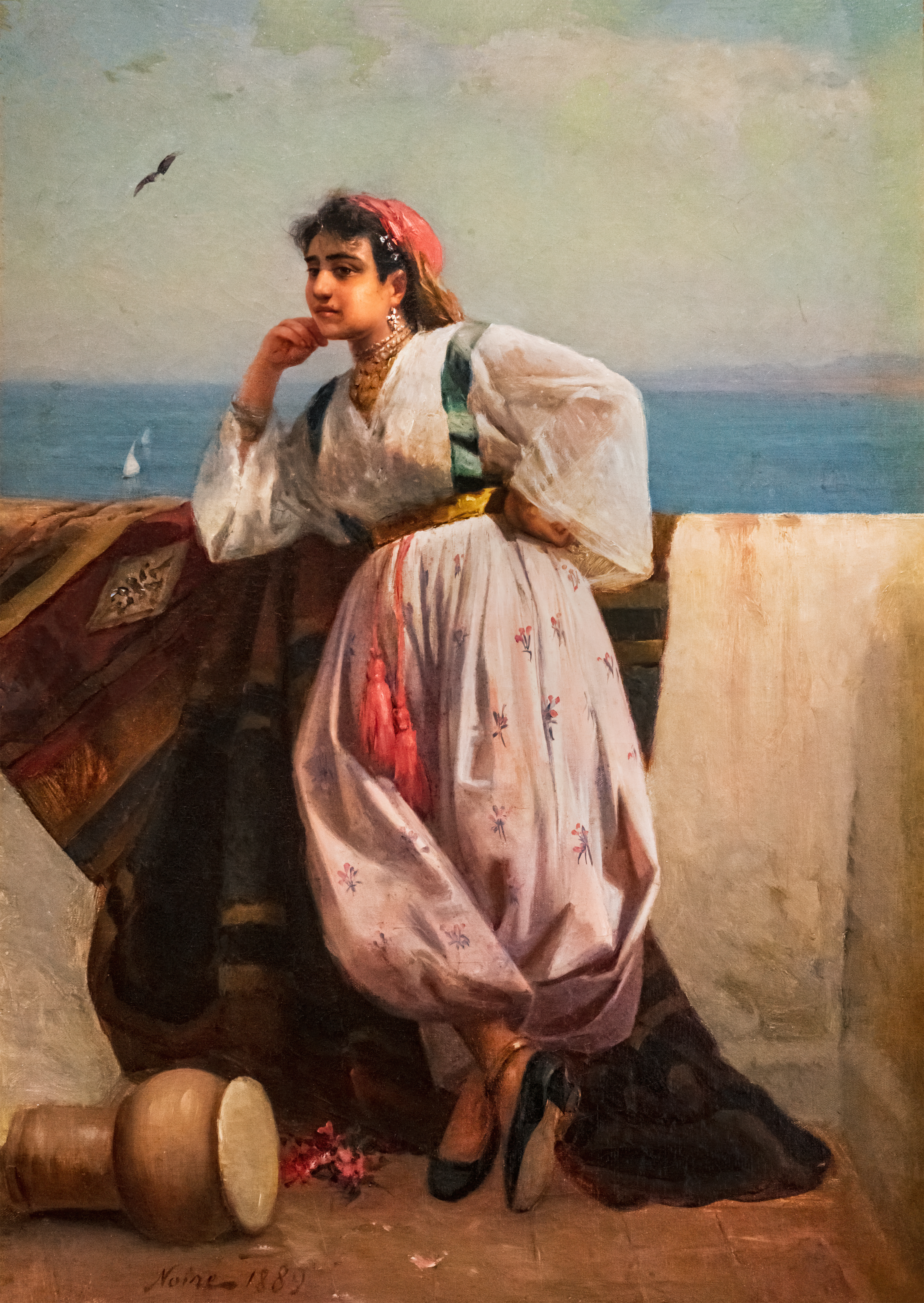
Jeune orientale sur une terrasse à Alger - Maxime Noiré
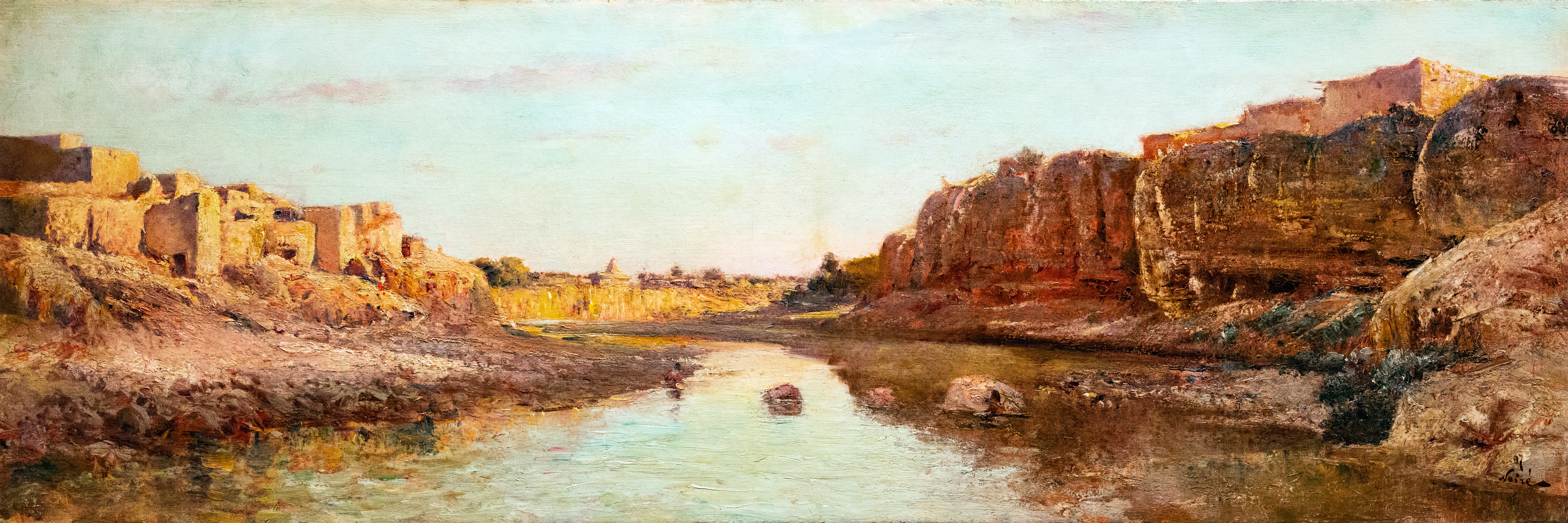
L'oued de Bou-Saâda - Maxime Noiré
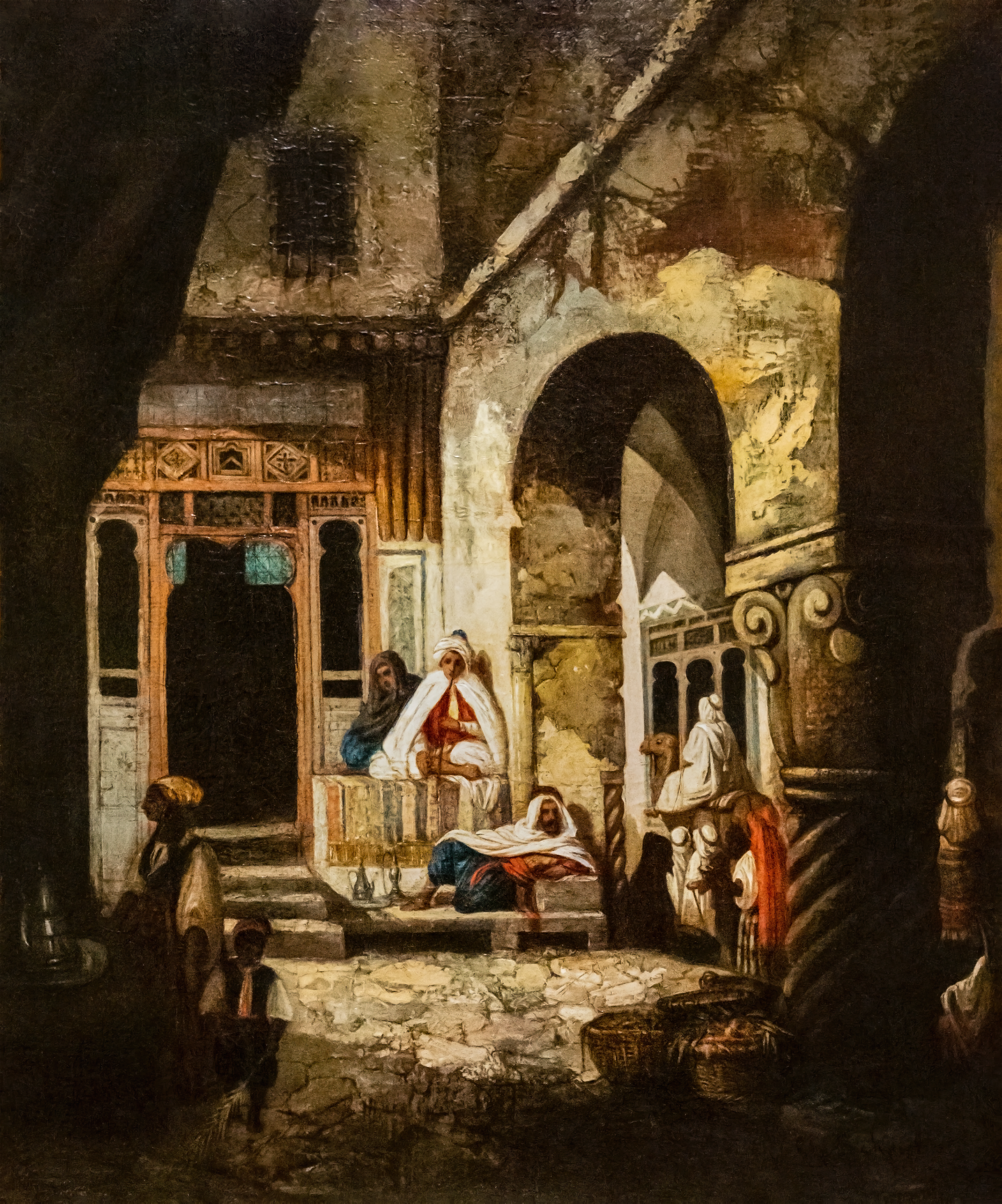
Passage Genet, Alger - Charles Schreiber
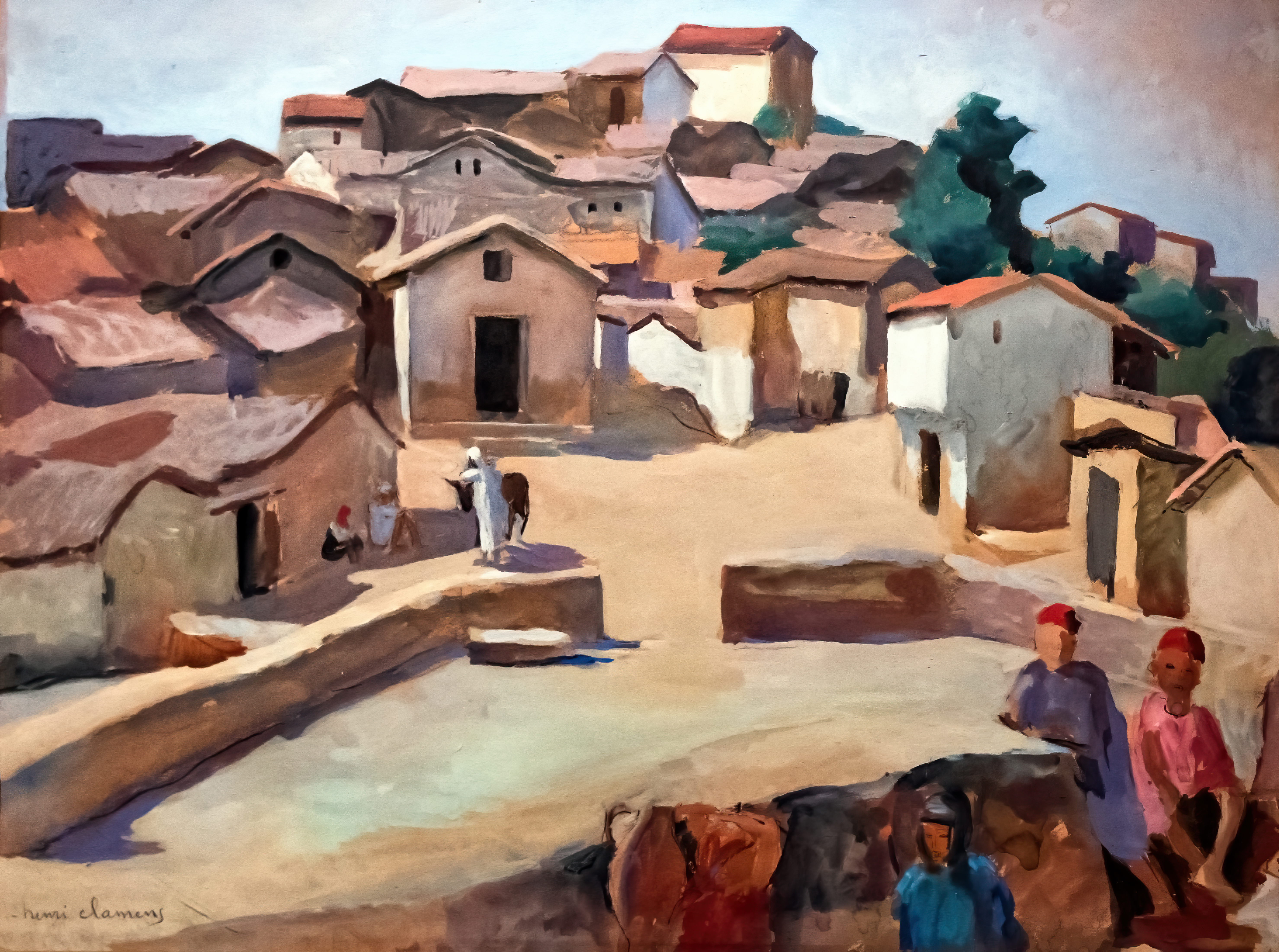
Place de village kabyle - Henri Clamens
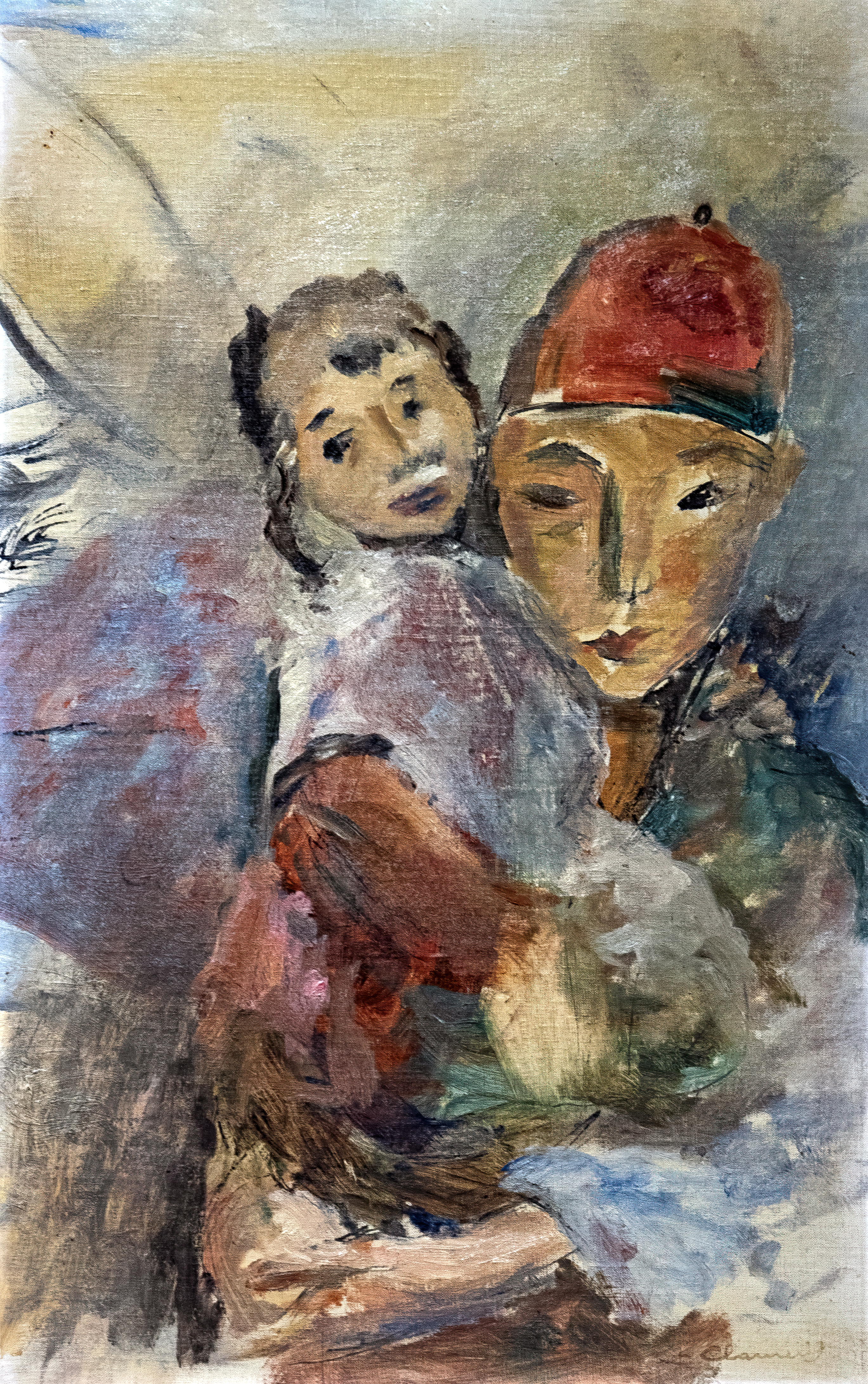
Chéchia - Henri Clamens
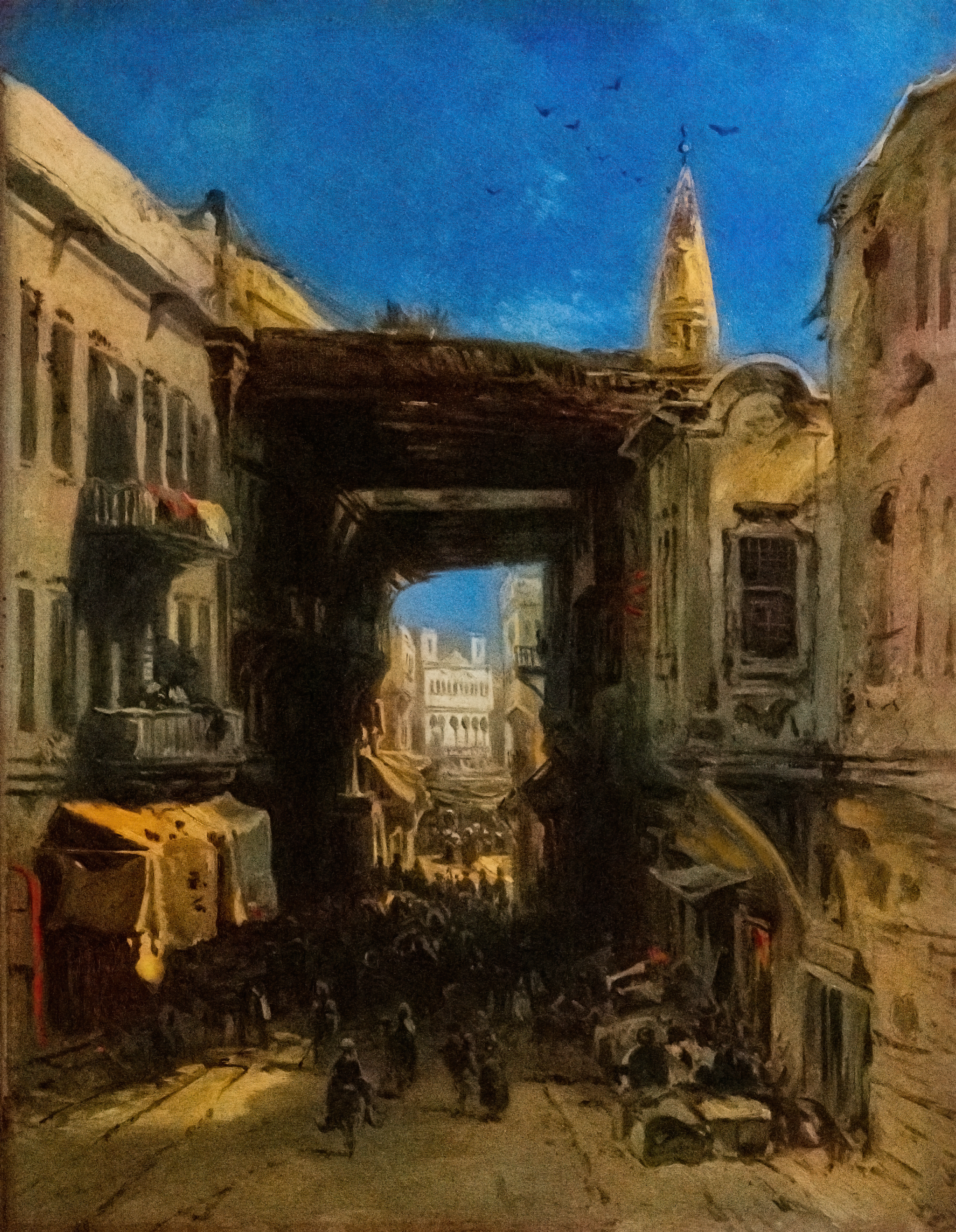
Rue dans la casbah d'Alger - Eugène Isabey
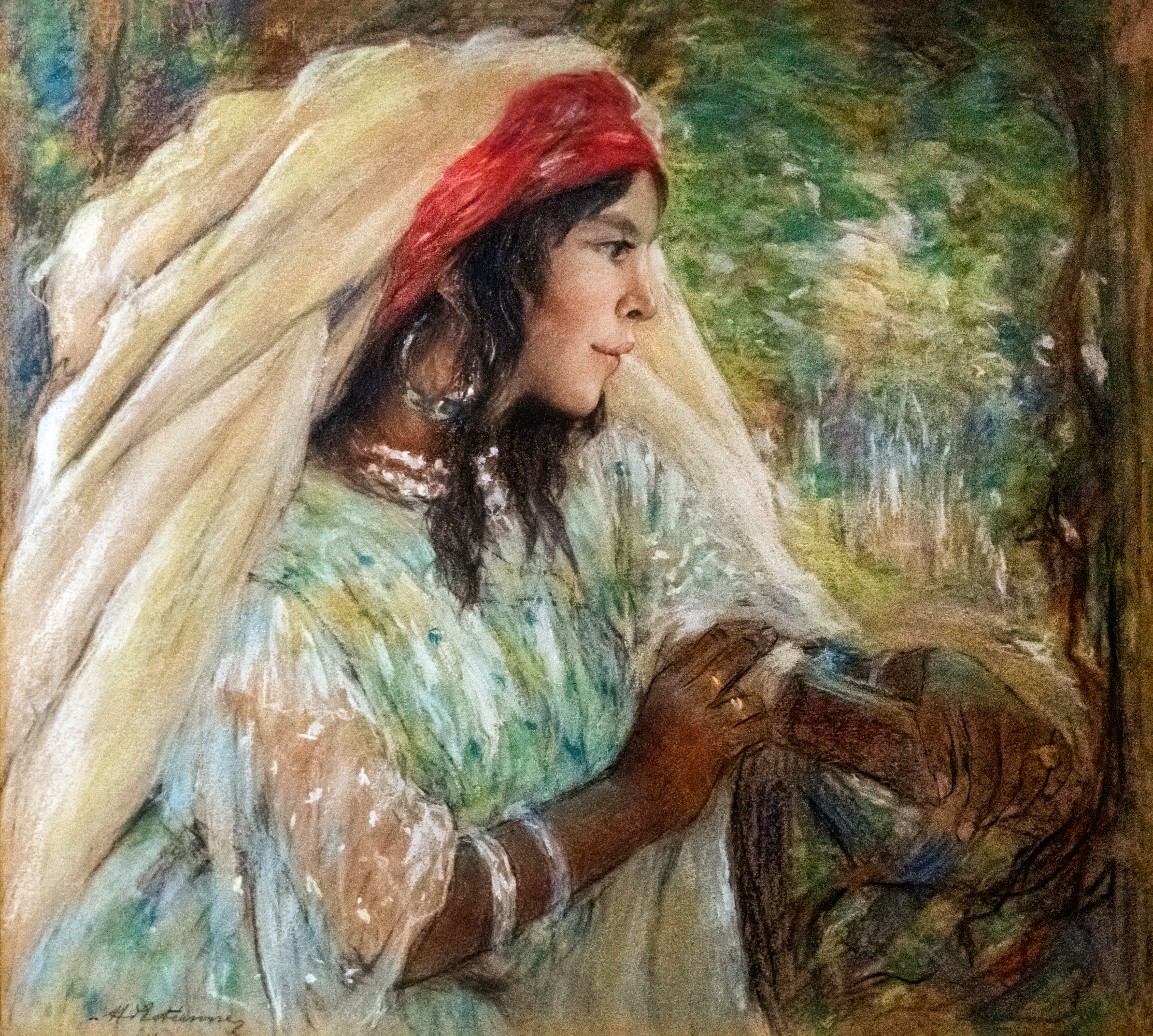
Jeune femme algérienne accoudée à la barrière - Henry d'Estienne
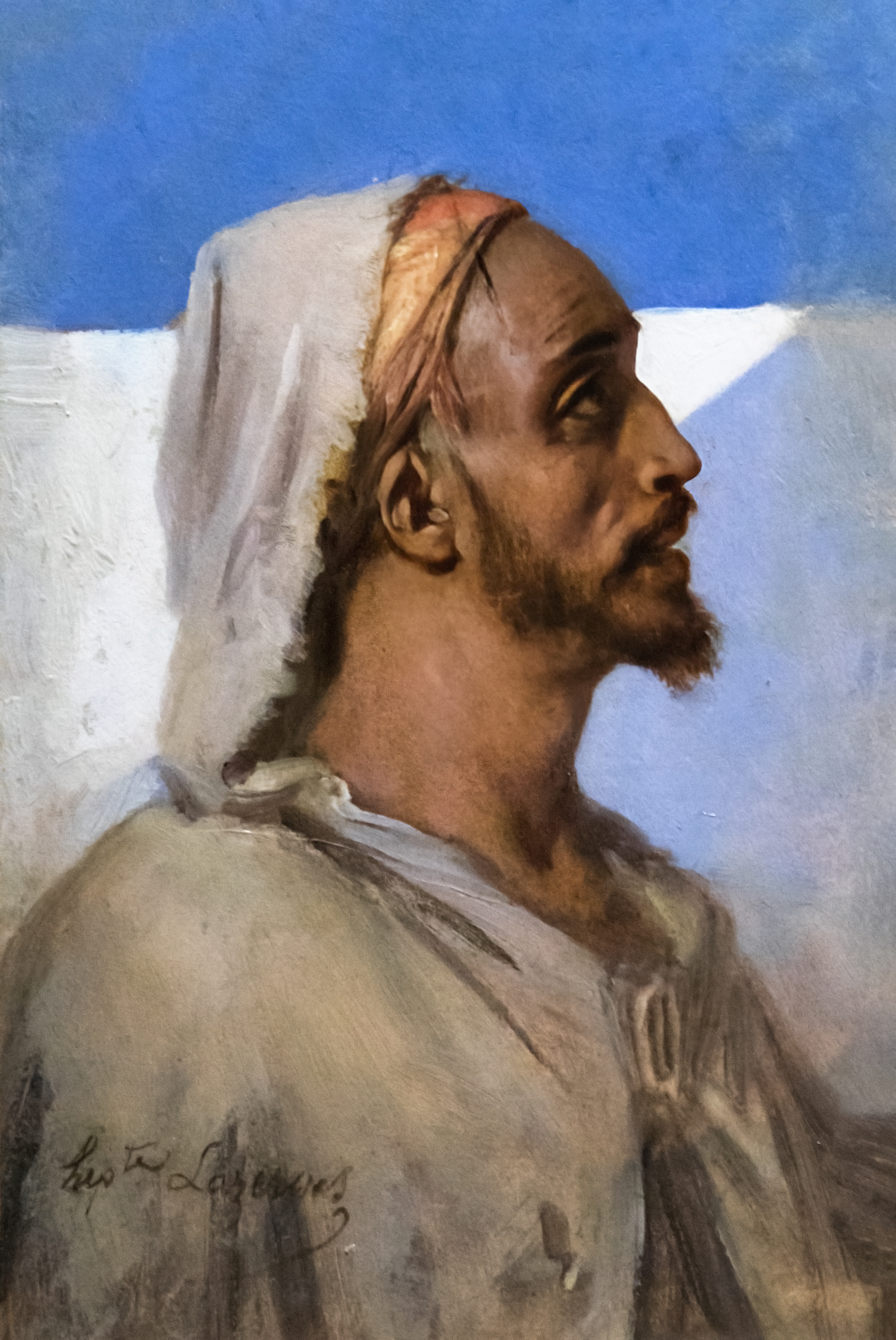
Portrait d'un arabe - Hippolyte Lazerges
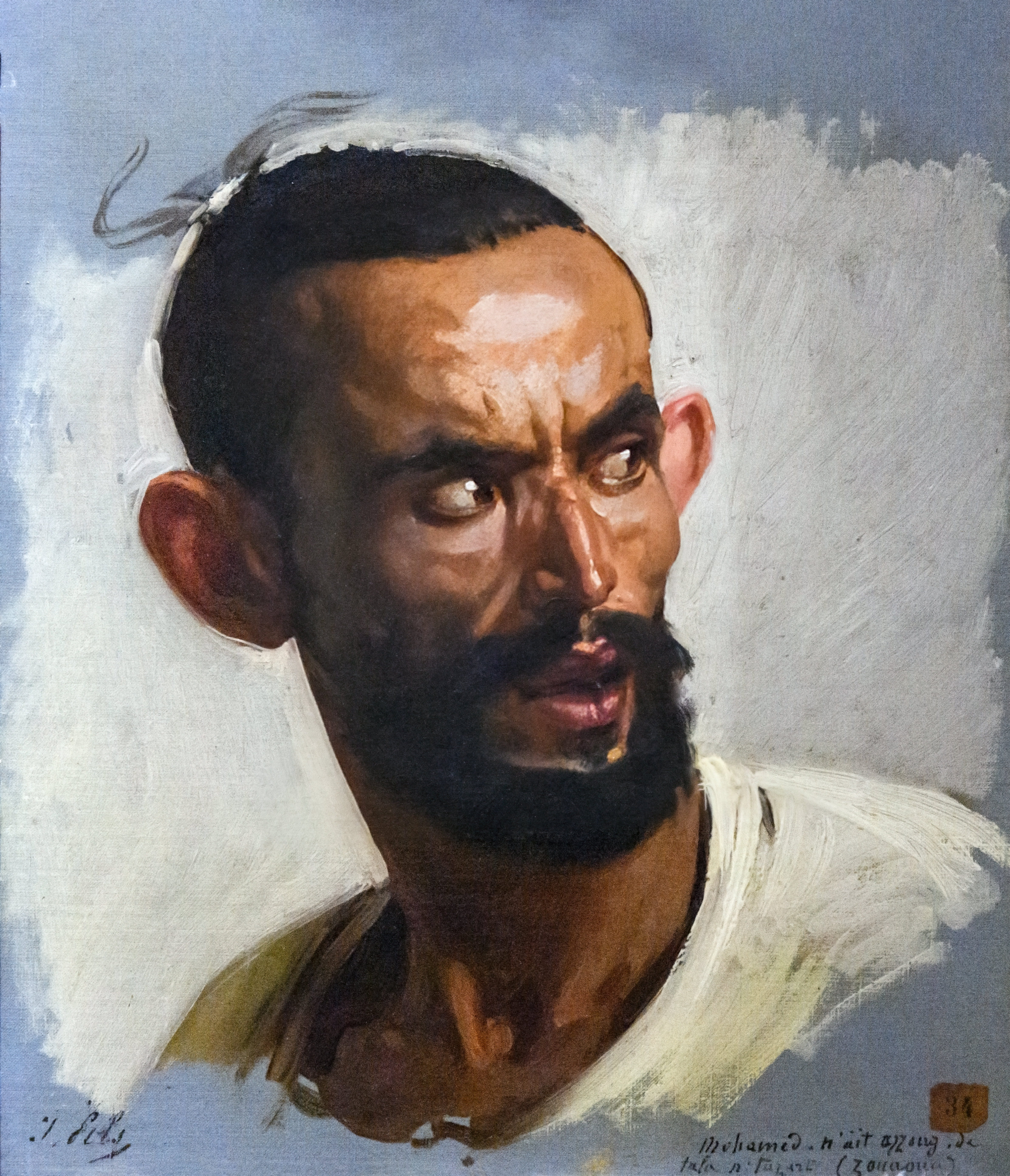
Tête de Kabyle - Isidore Pils
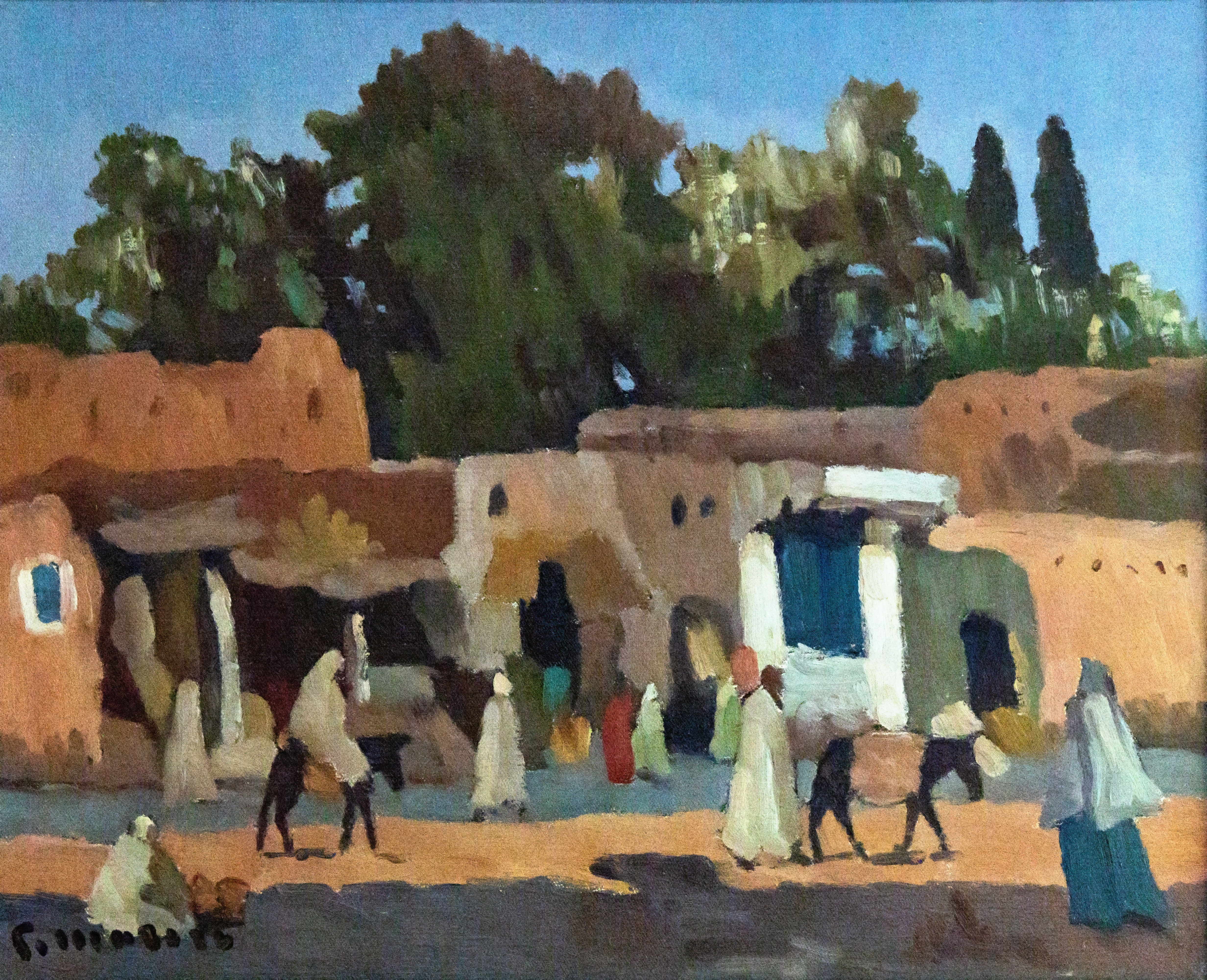
Une Place à Marrakech - Louis Morère
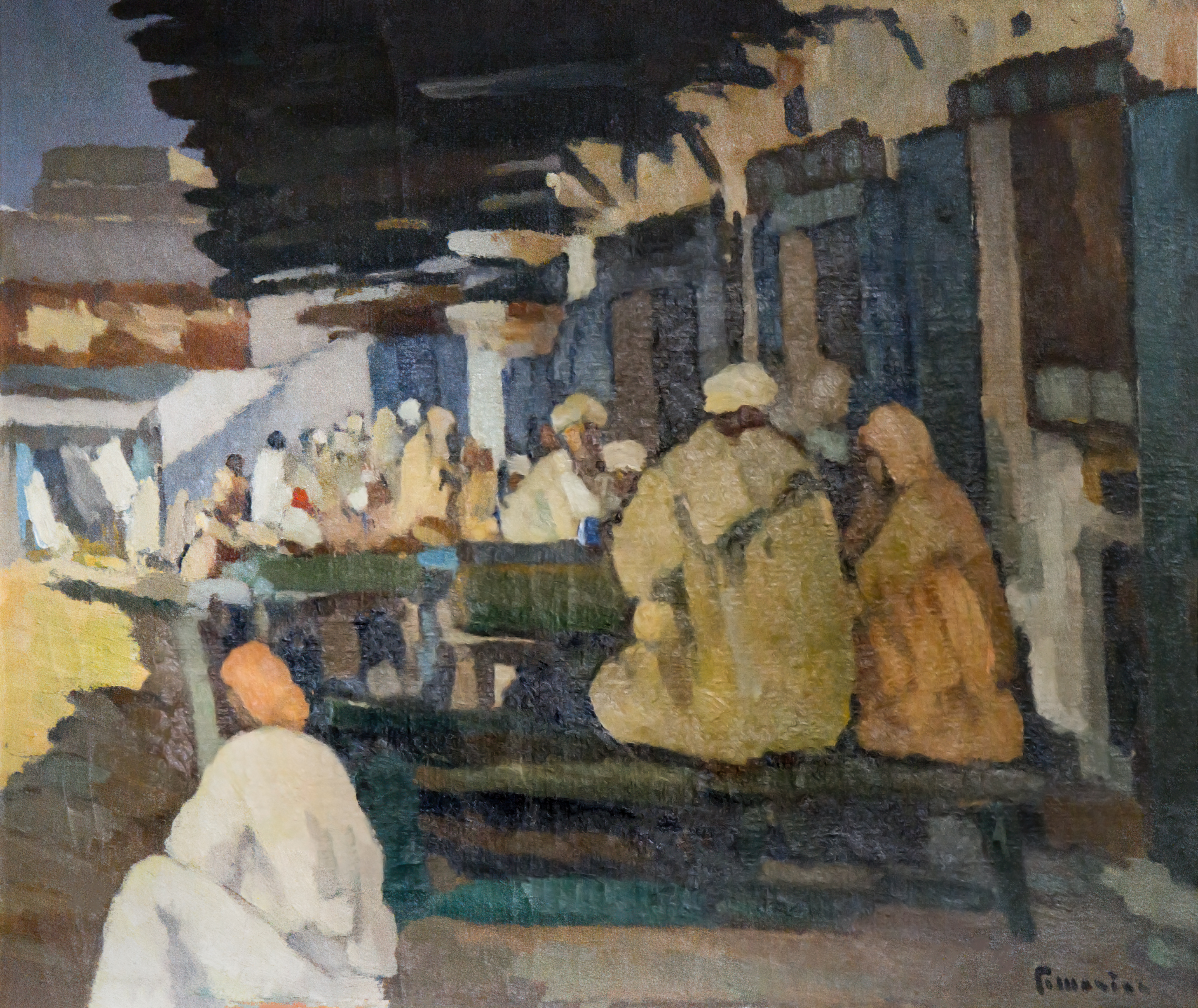
Restaurant de plein air dans le souk, Rabat - Louis Morère
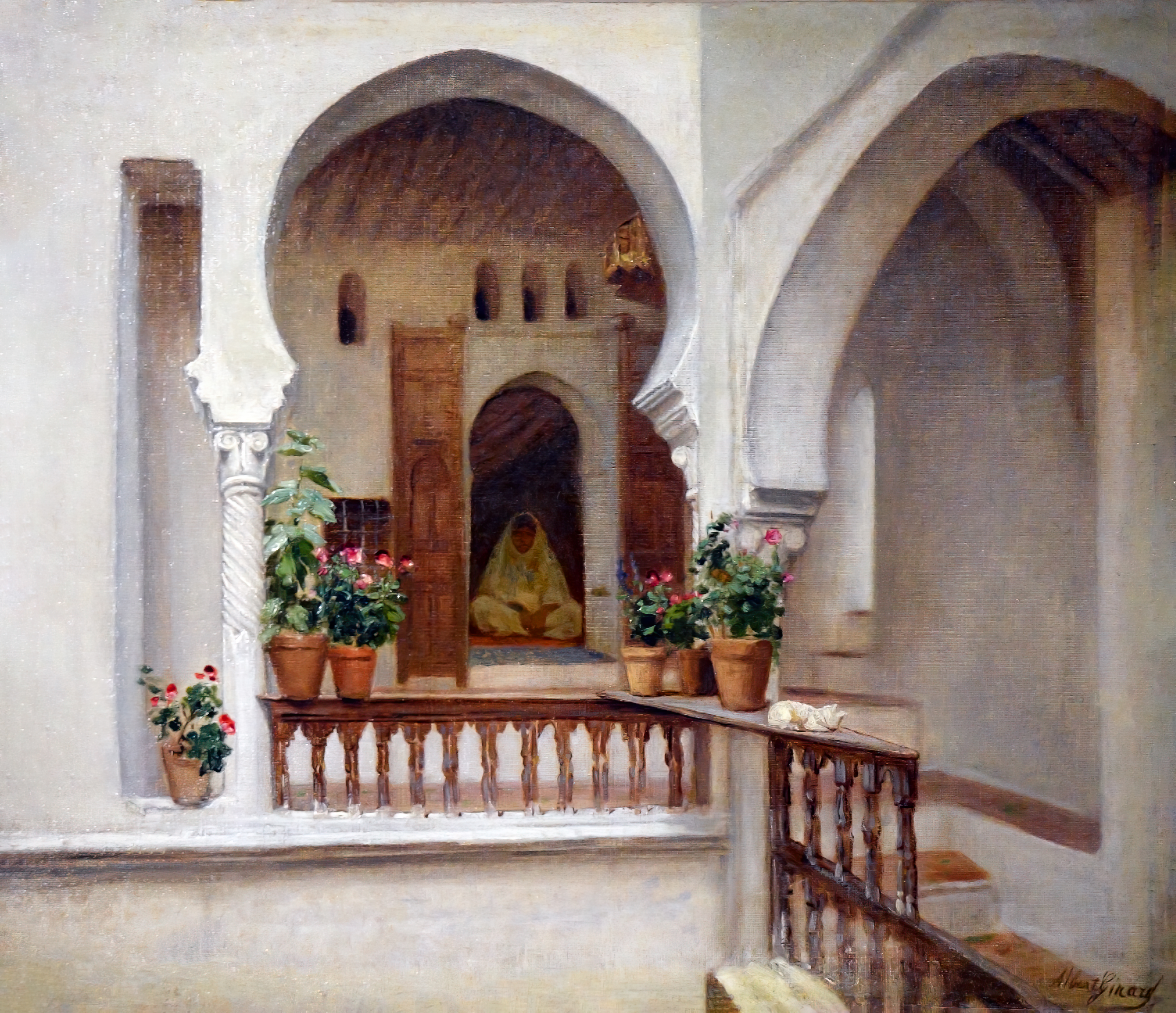
Femme dans un intérieur à Alger - Paul-Albert Girard
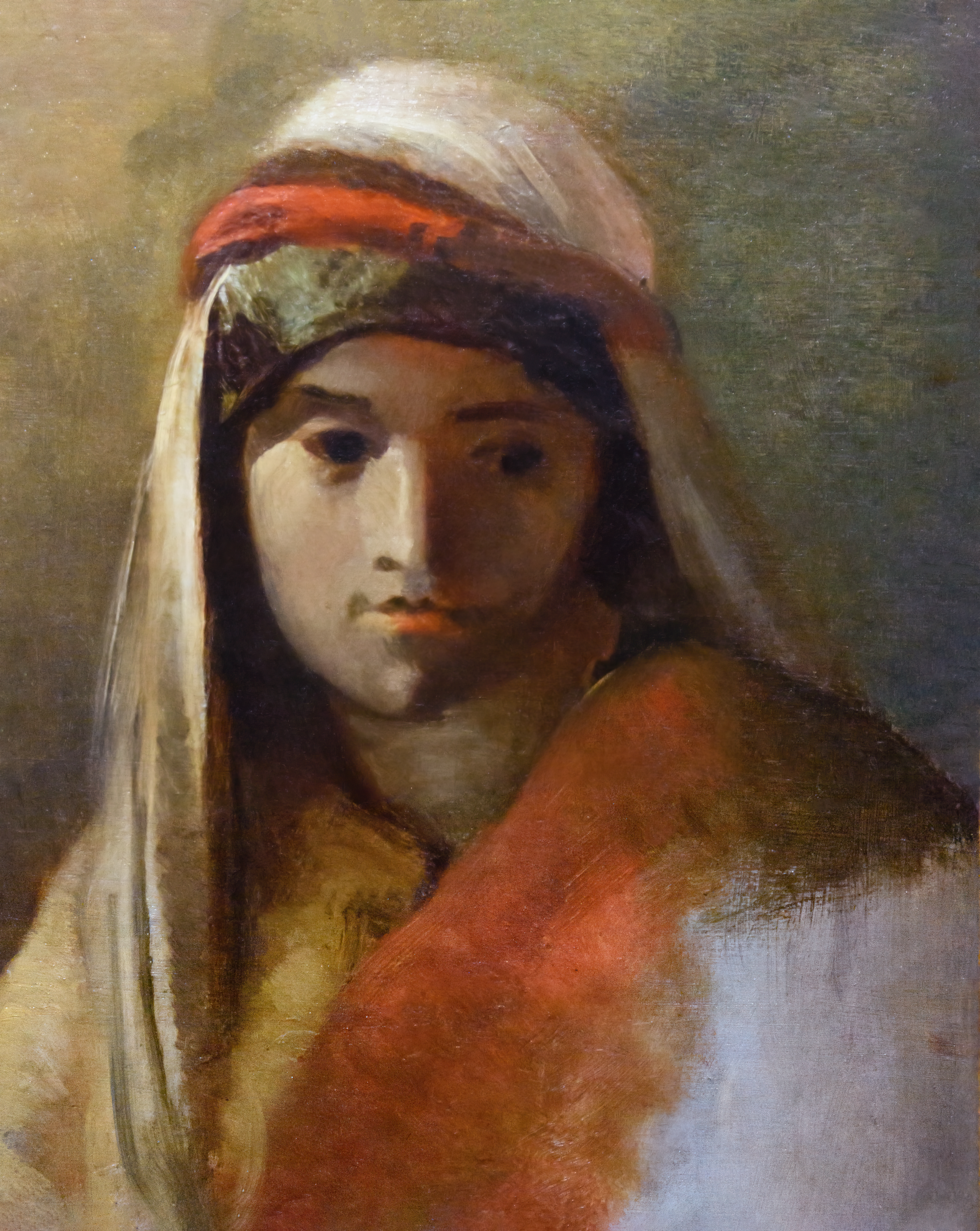
Jeune fille arabe - Jean-Baptiste Carpeaux
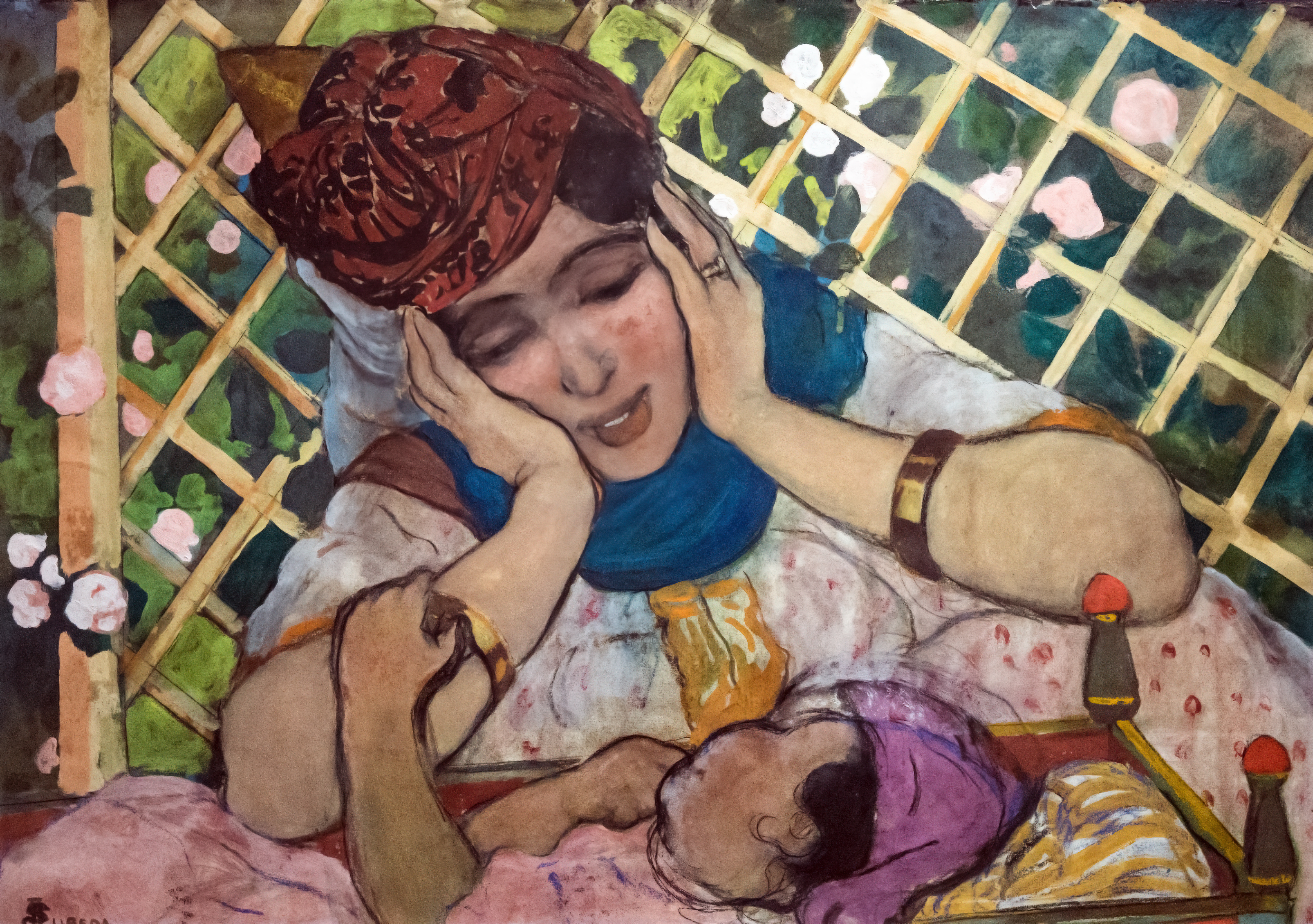
Jeune femme admirant son enfant - André Suréda
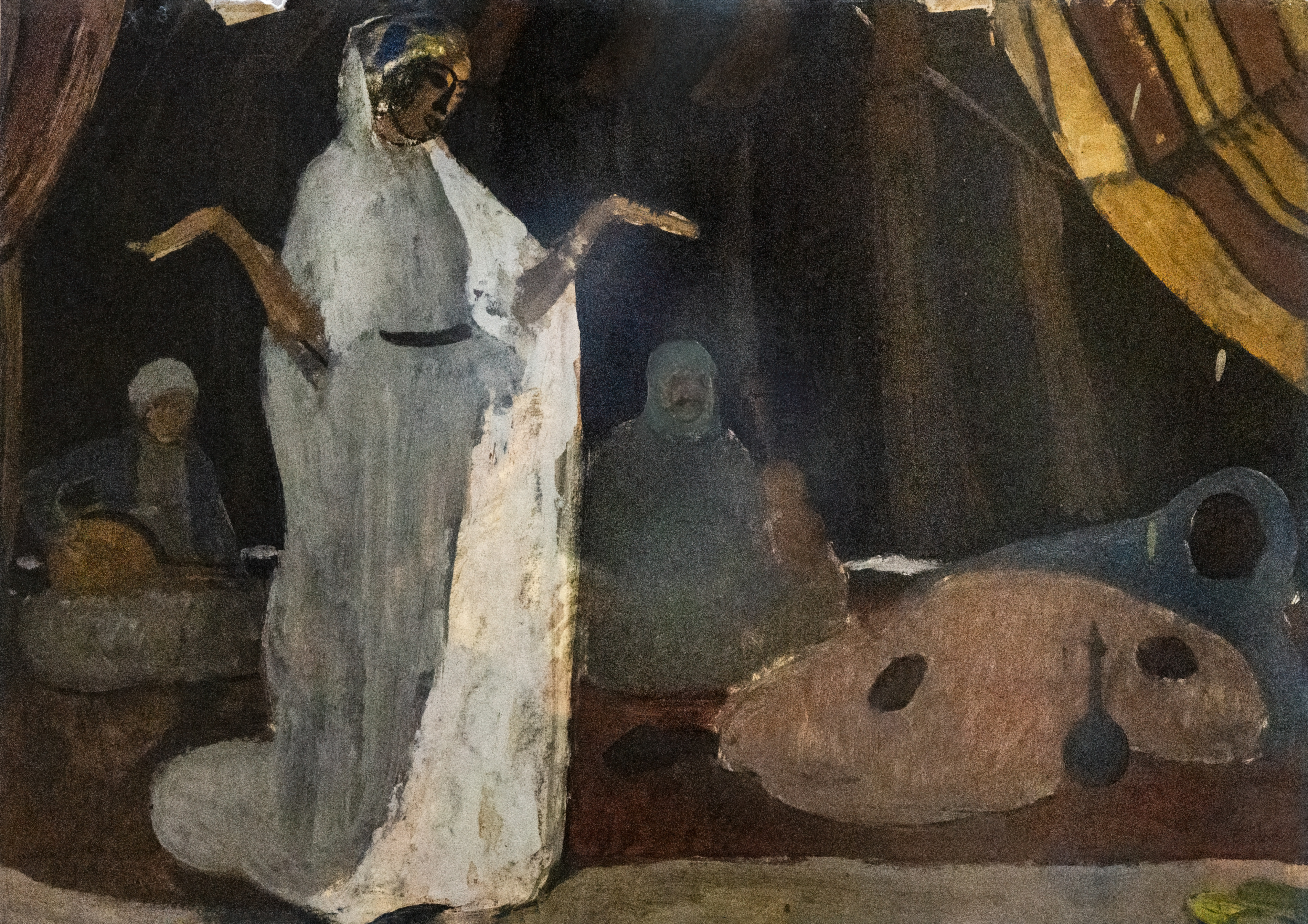
André Suréda - La Danse
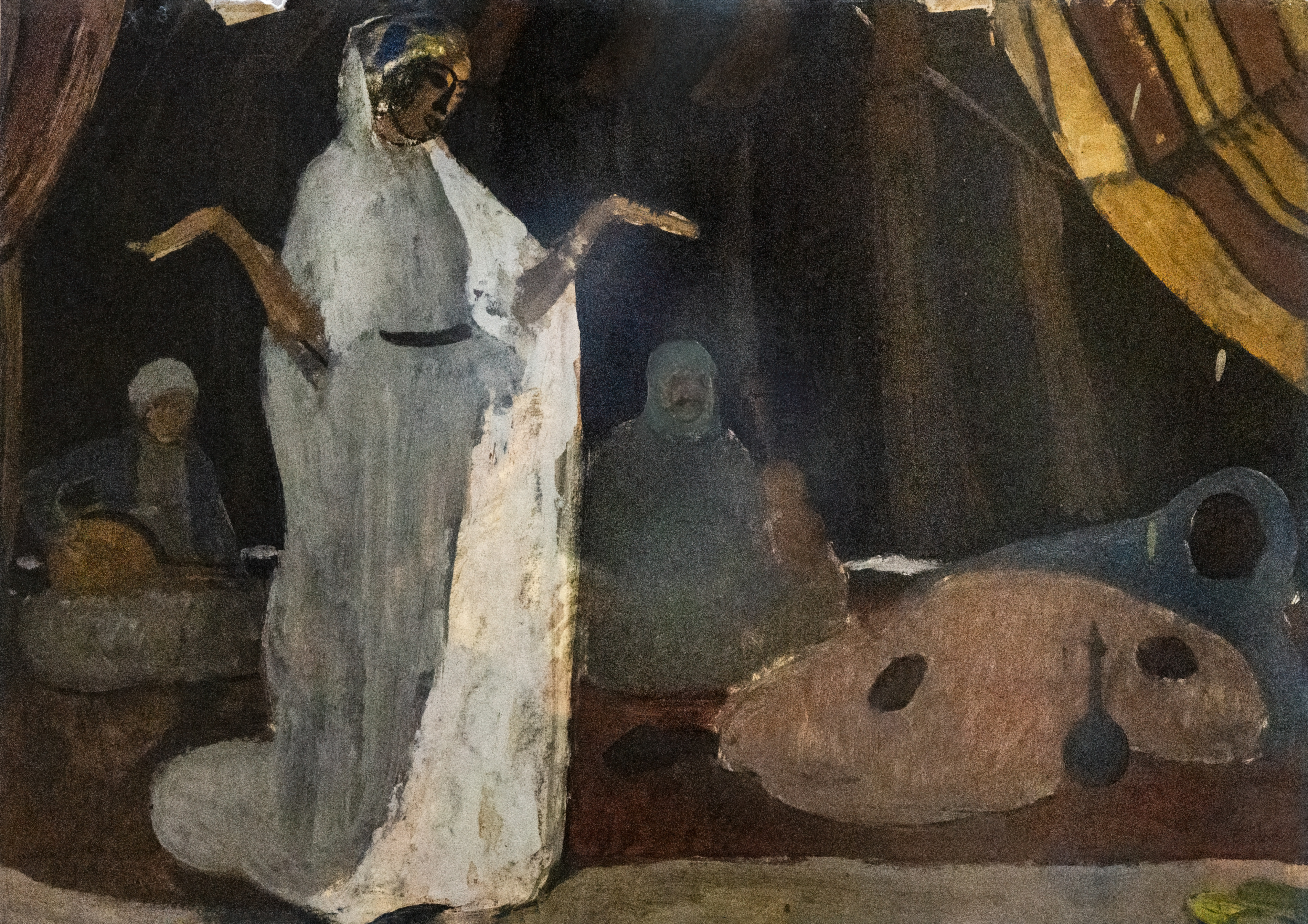
André Suréda - La Danse
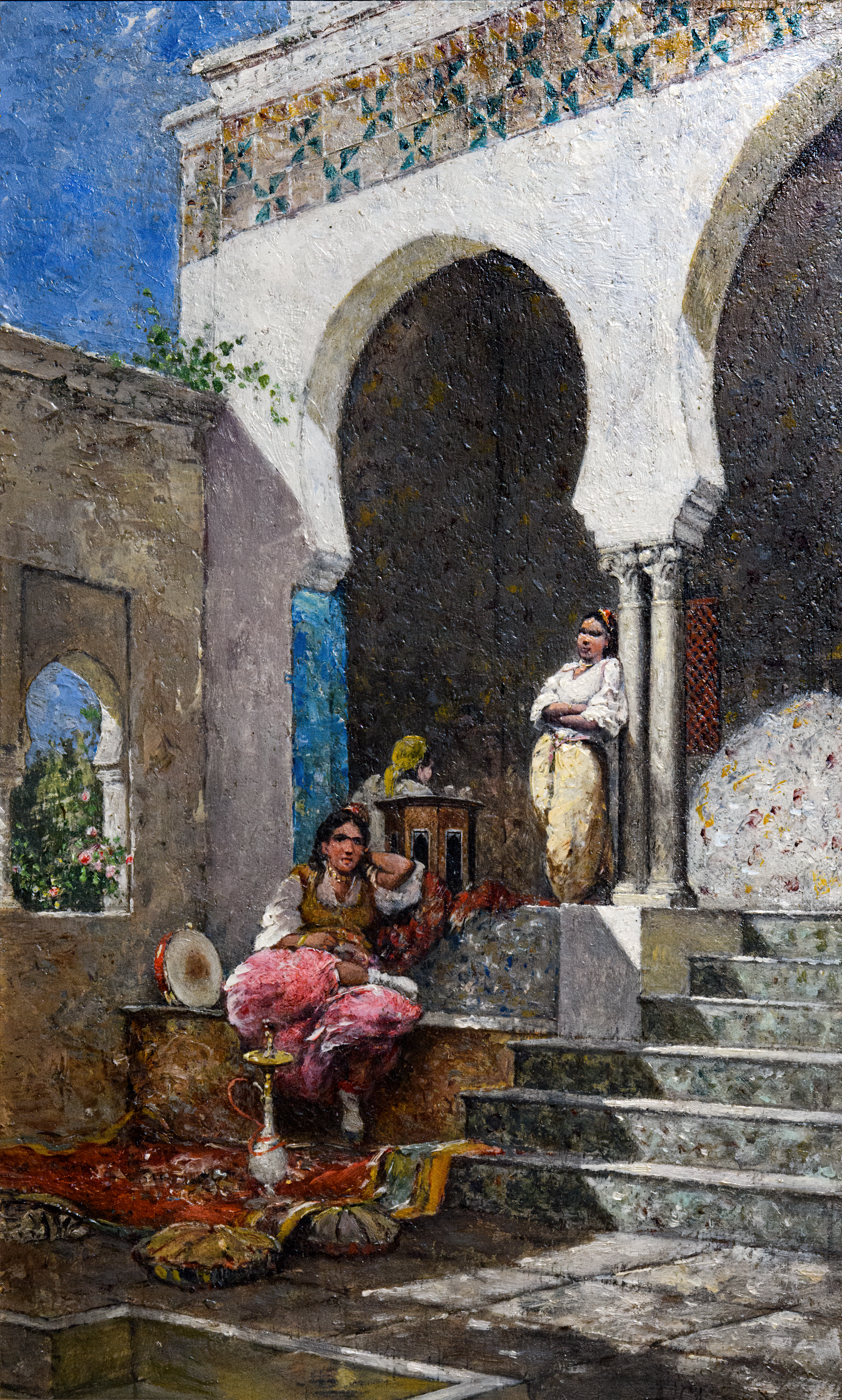
Les belles du harem - Alfred Chataud
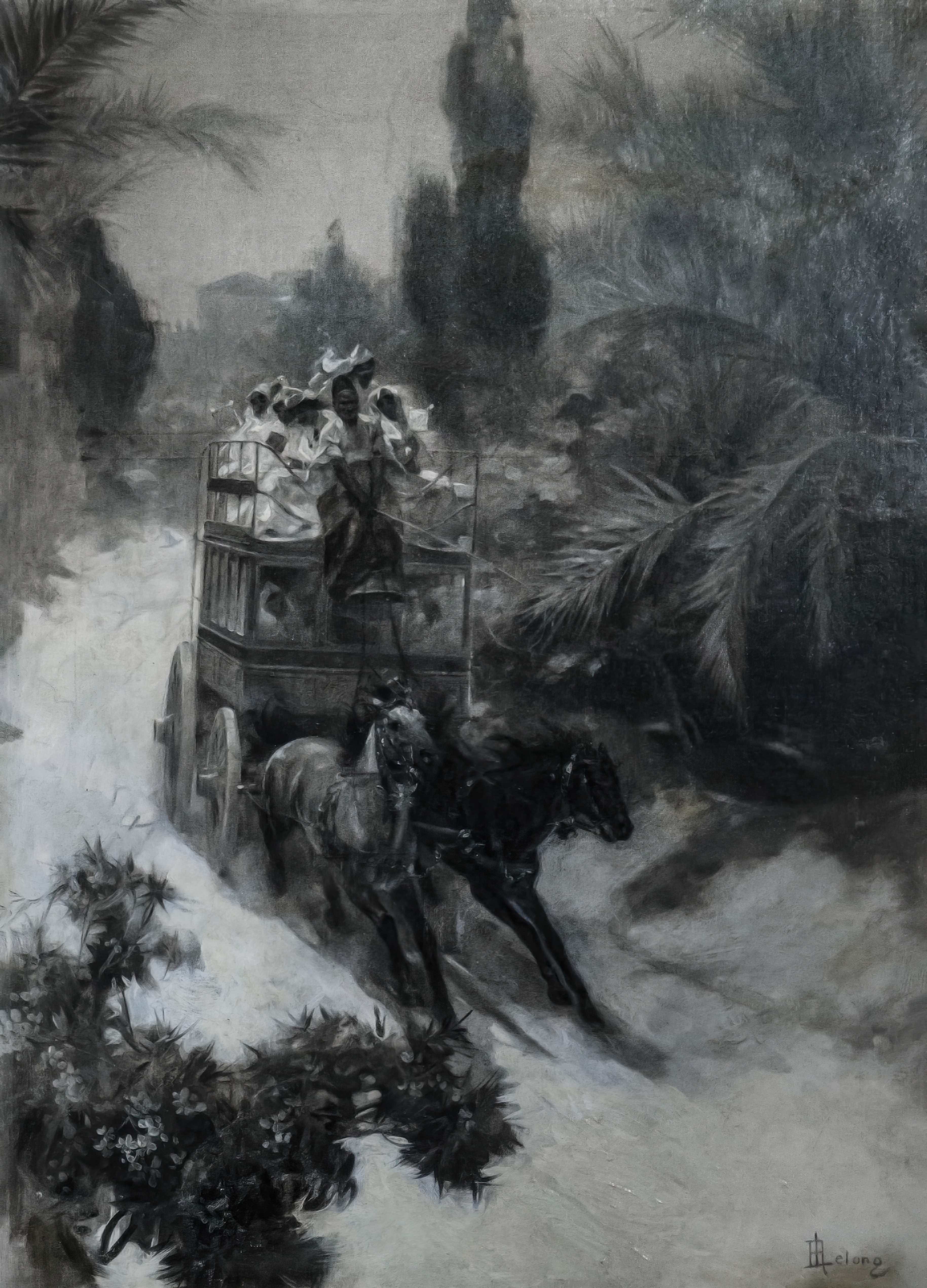
L'omnibus des sultanes - René Lelong
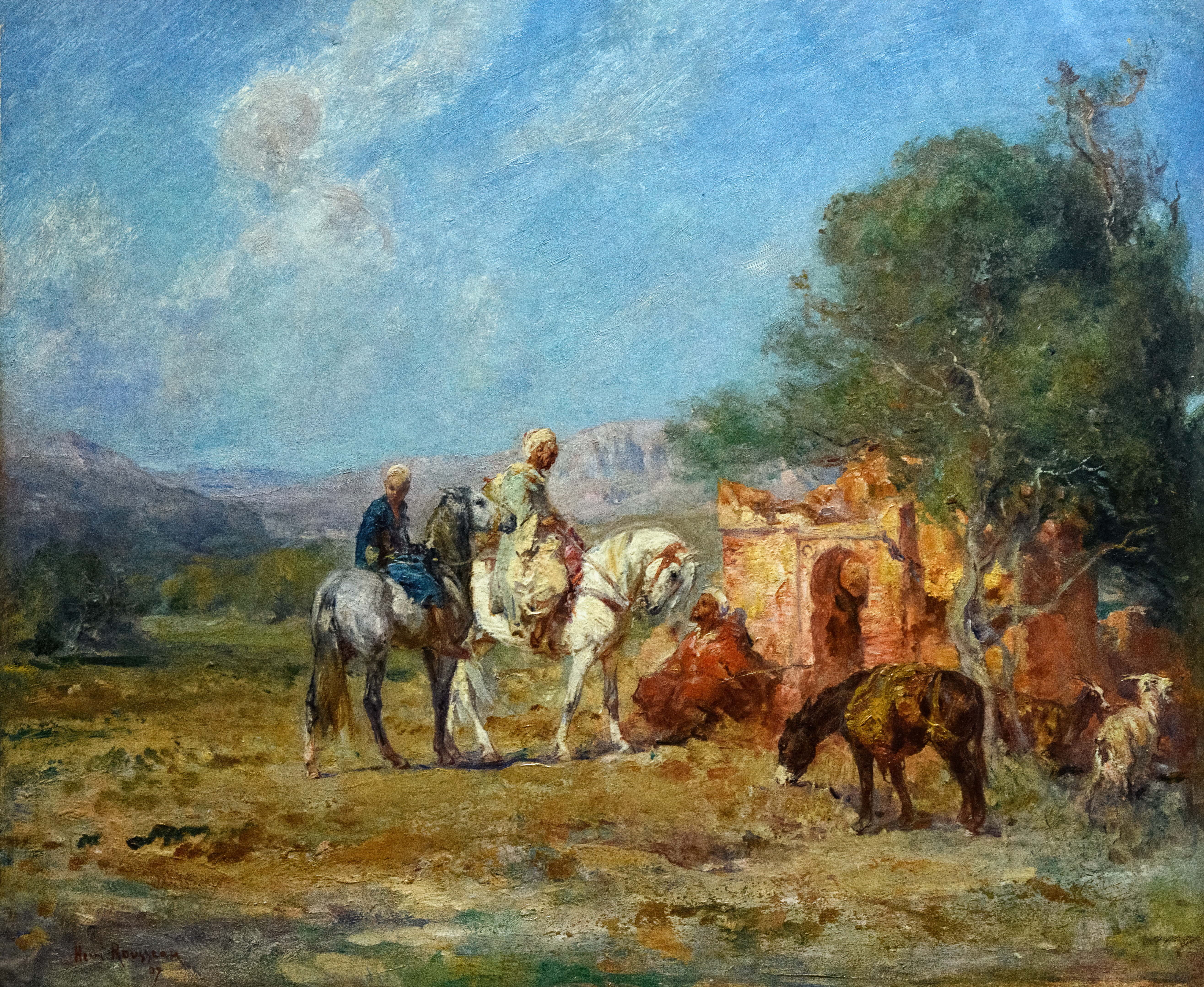
Cavaliers arabes près d'un mausolée - Henri Émilien Rousseau
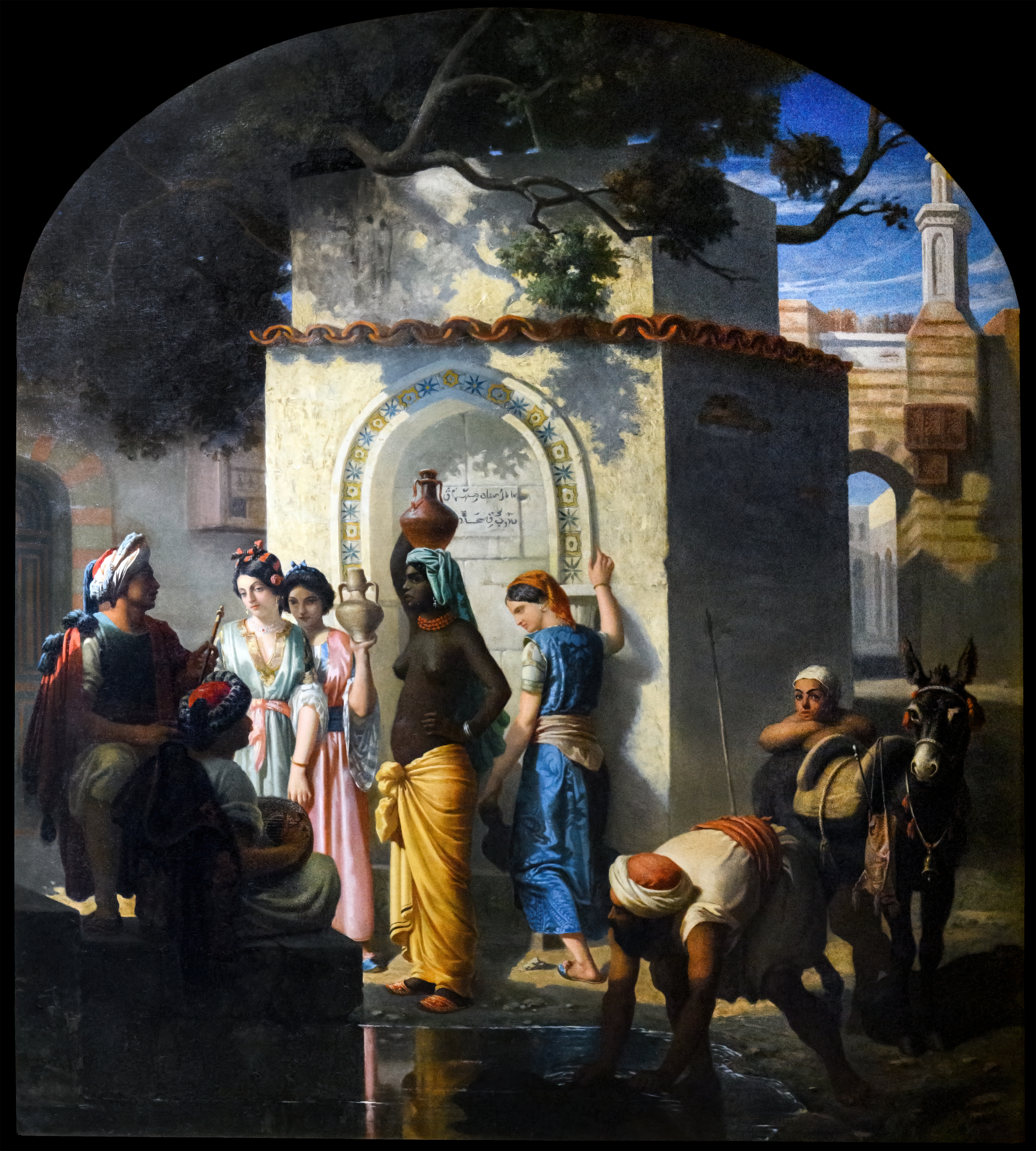
Femmes juives à la fontaine - Charles Gaugiran Nanteuil
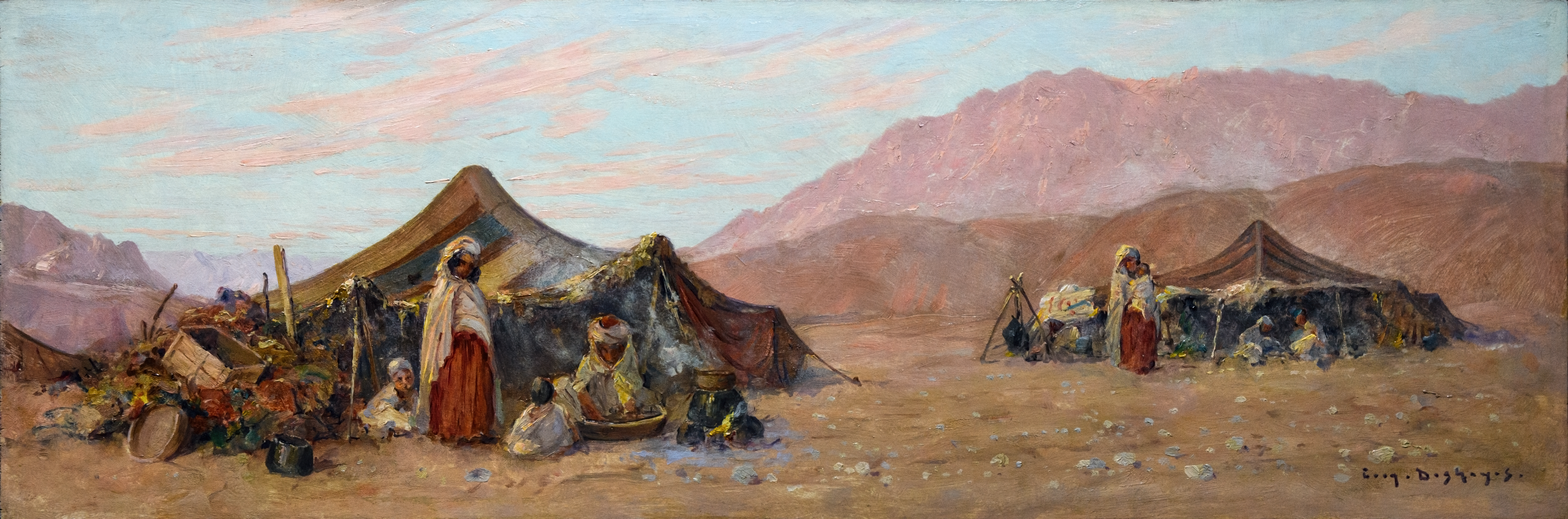
Campement nomade dans le sud Algérien - Eugène Deshayes
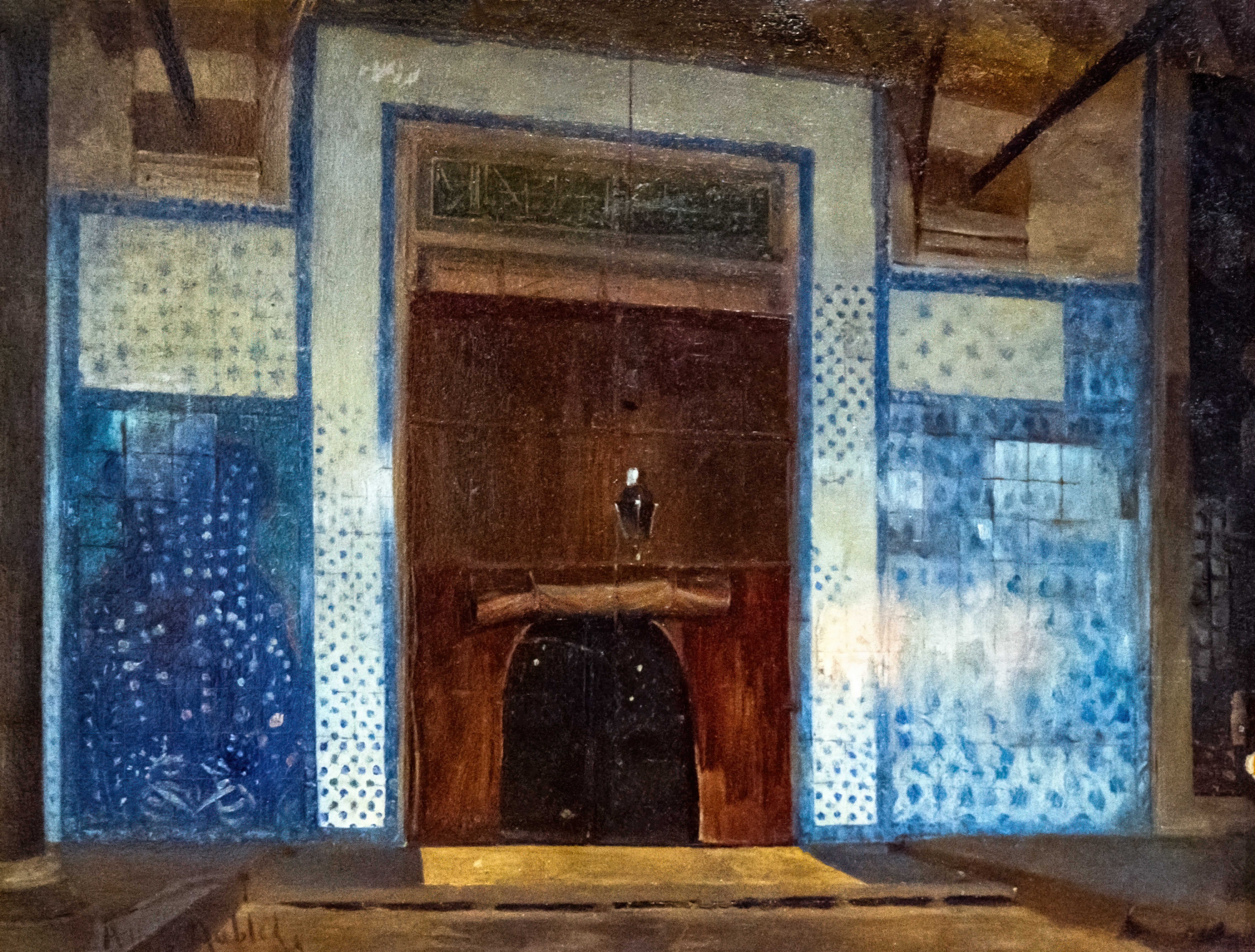
Intérieur de la mosquée Rüstem Pacha de Constantinople - Albert Aublet
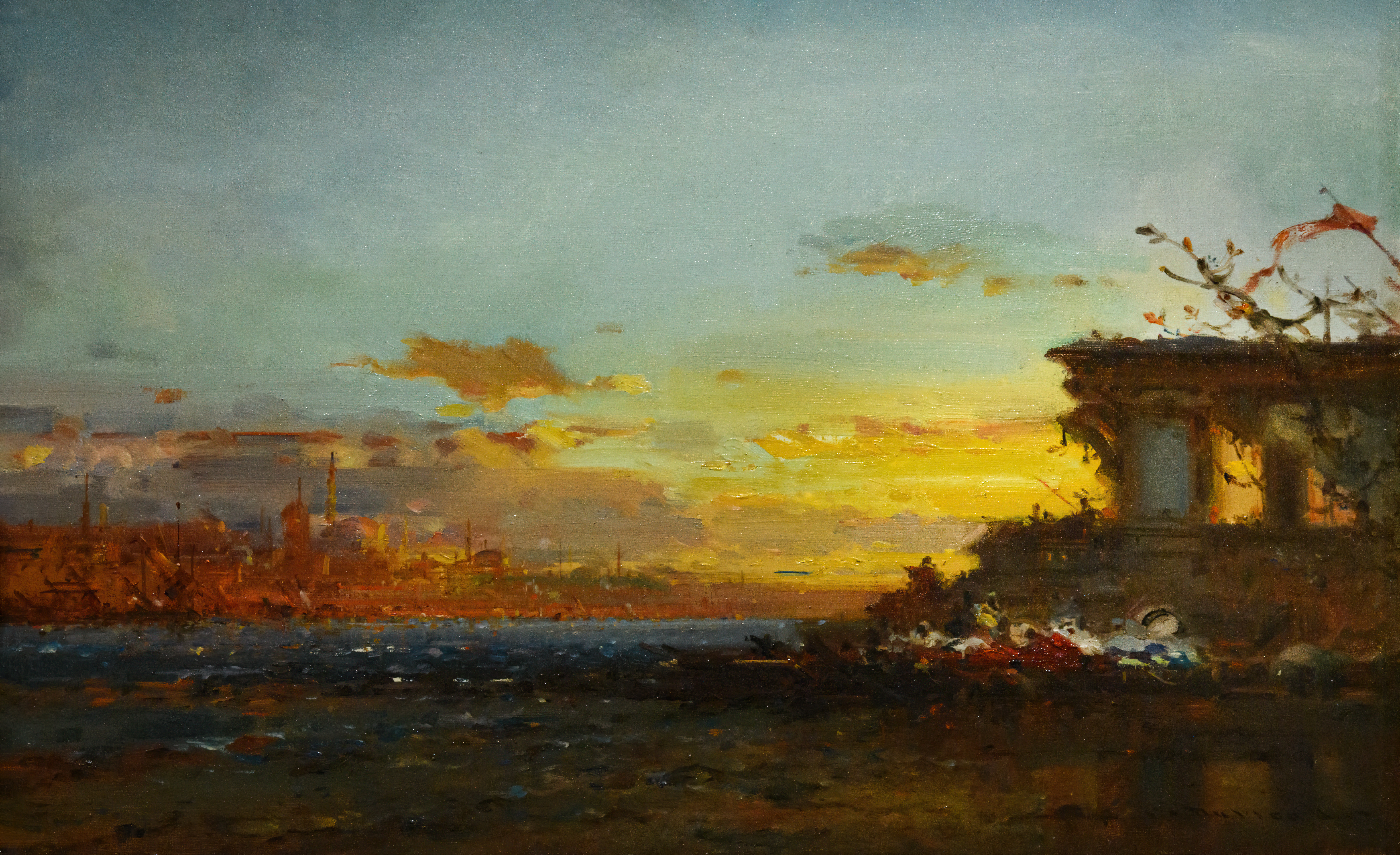
Contantinople - Henri Duvieux
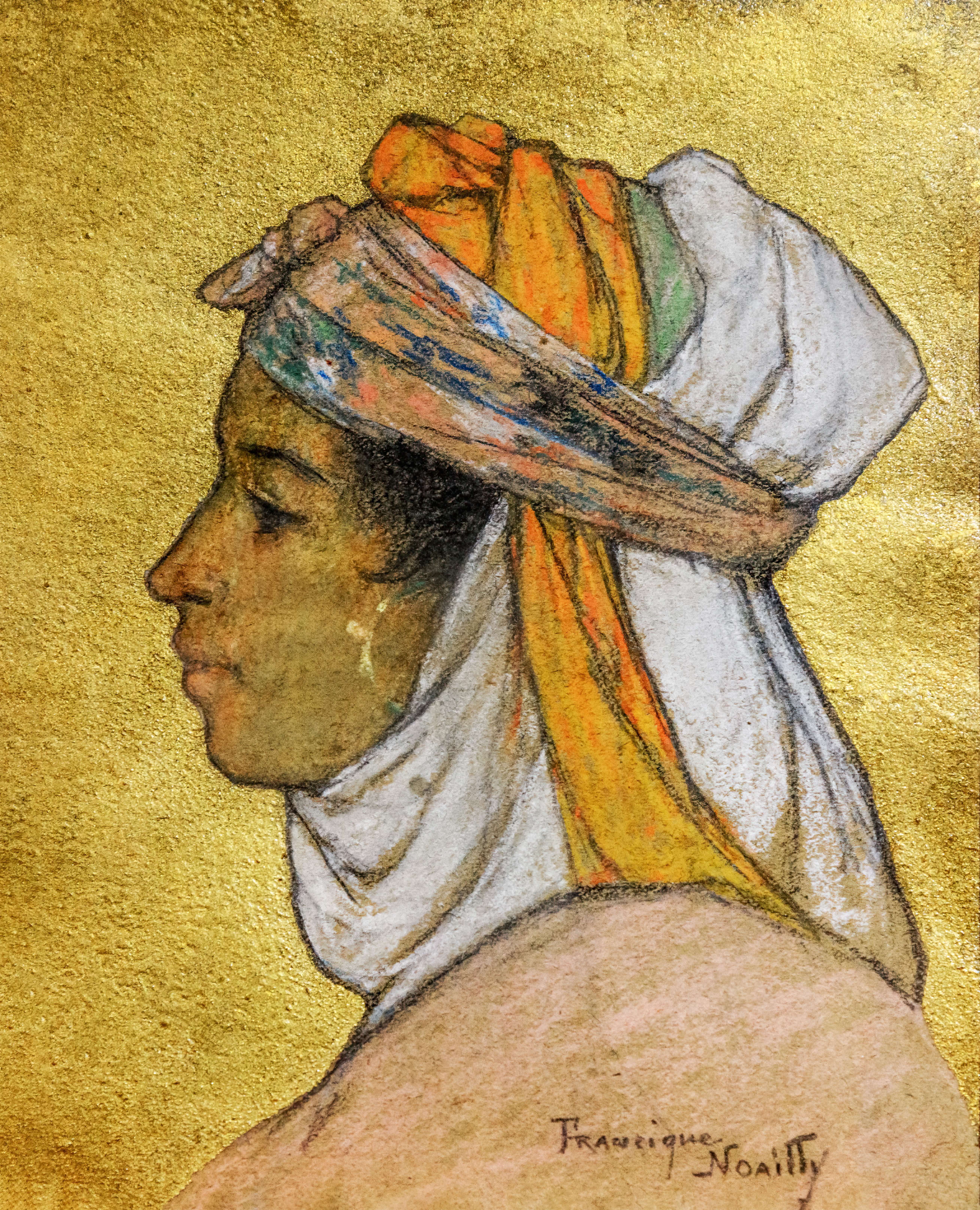
Profil de jeune mauresque - Francisque Noailly
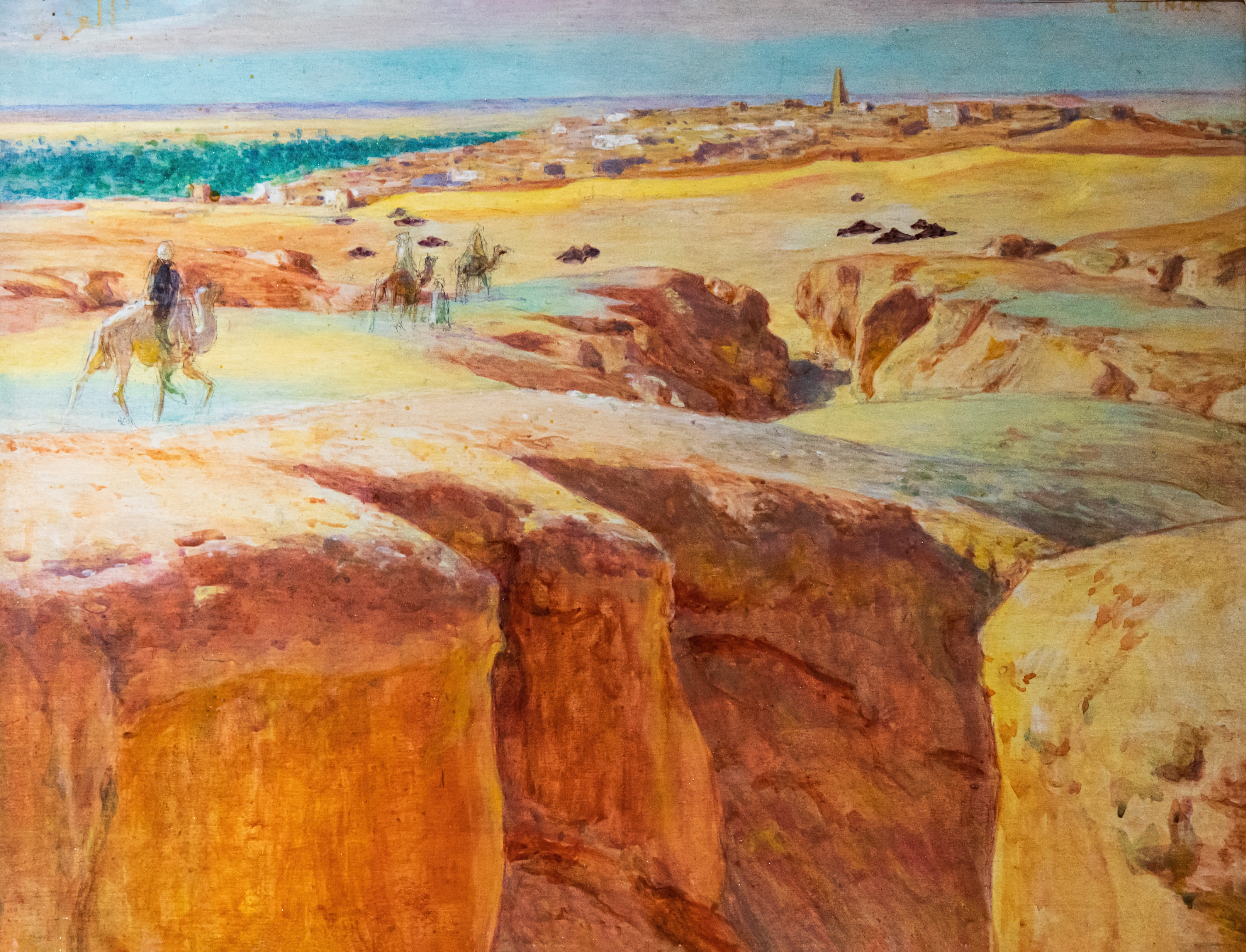
Caravane à El Grara près de Ghardaïa - Étienne Dinet
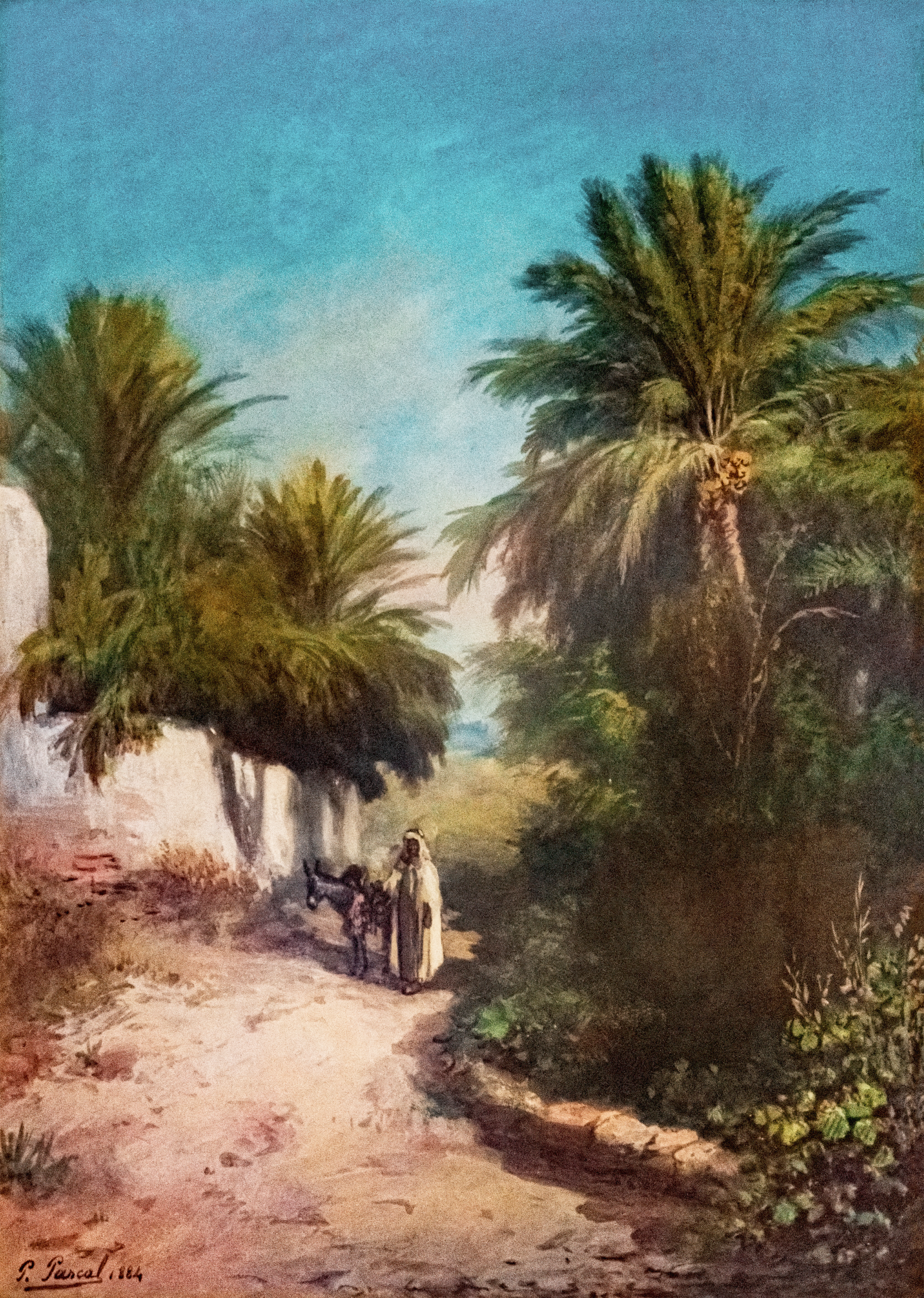
Paysage oriental - Paul Pascal
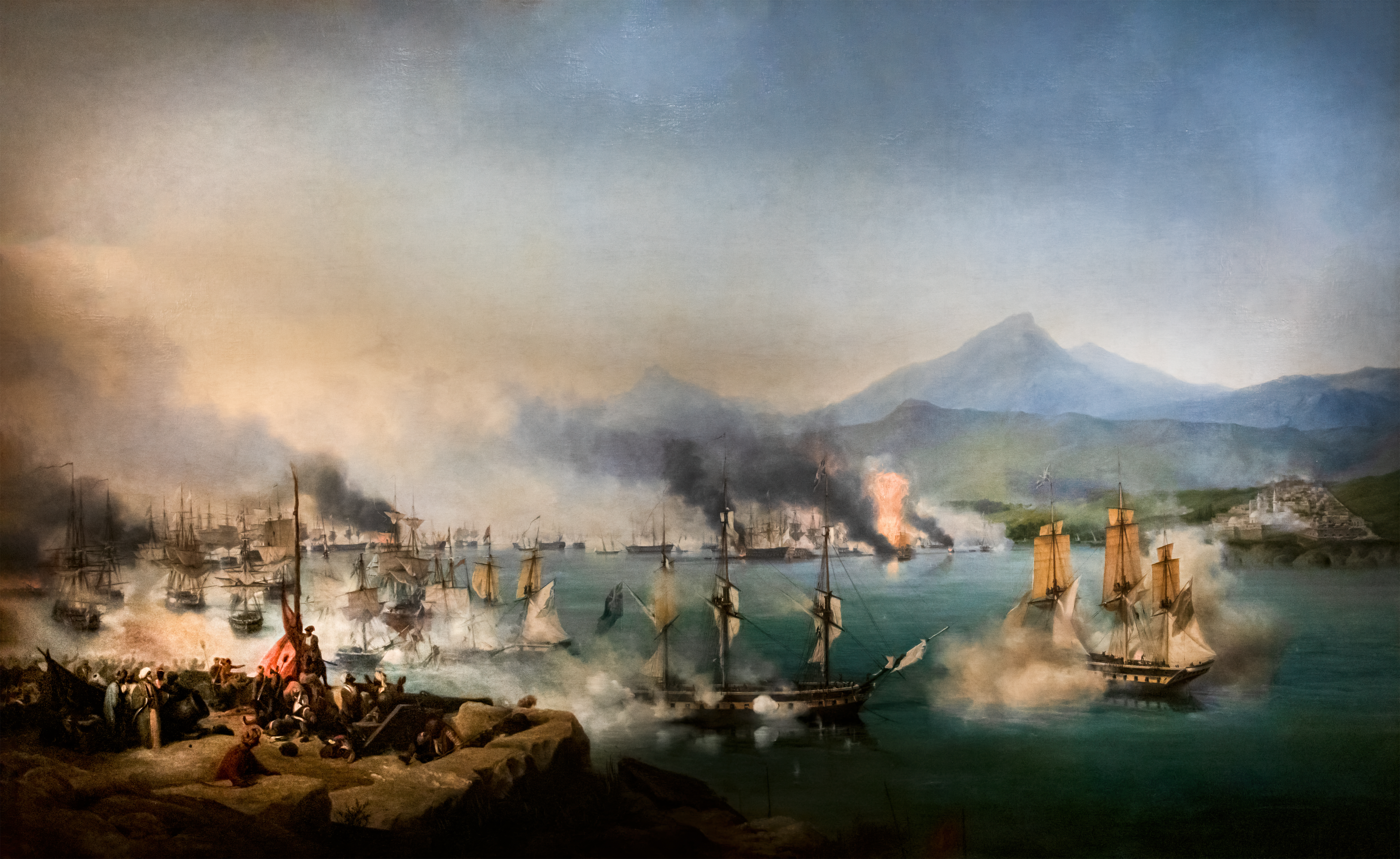
La bataille de Navarin - Louis Garneray
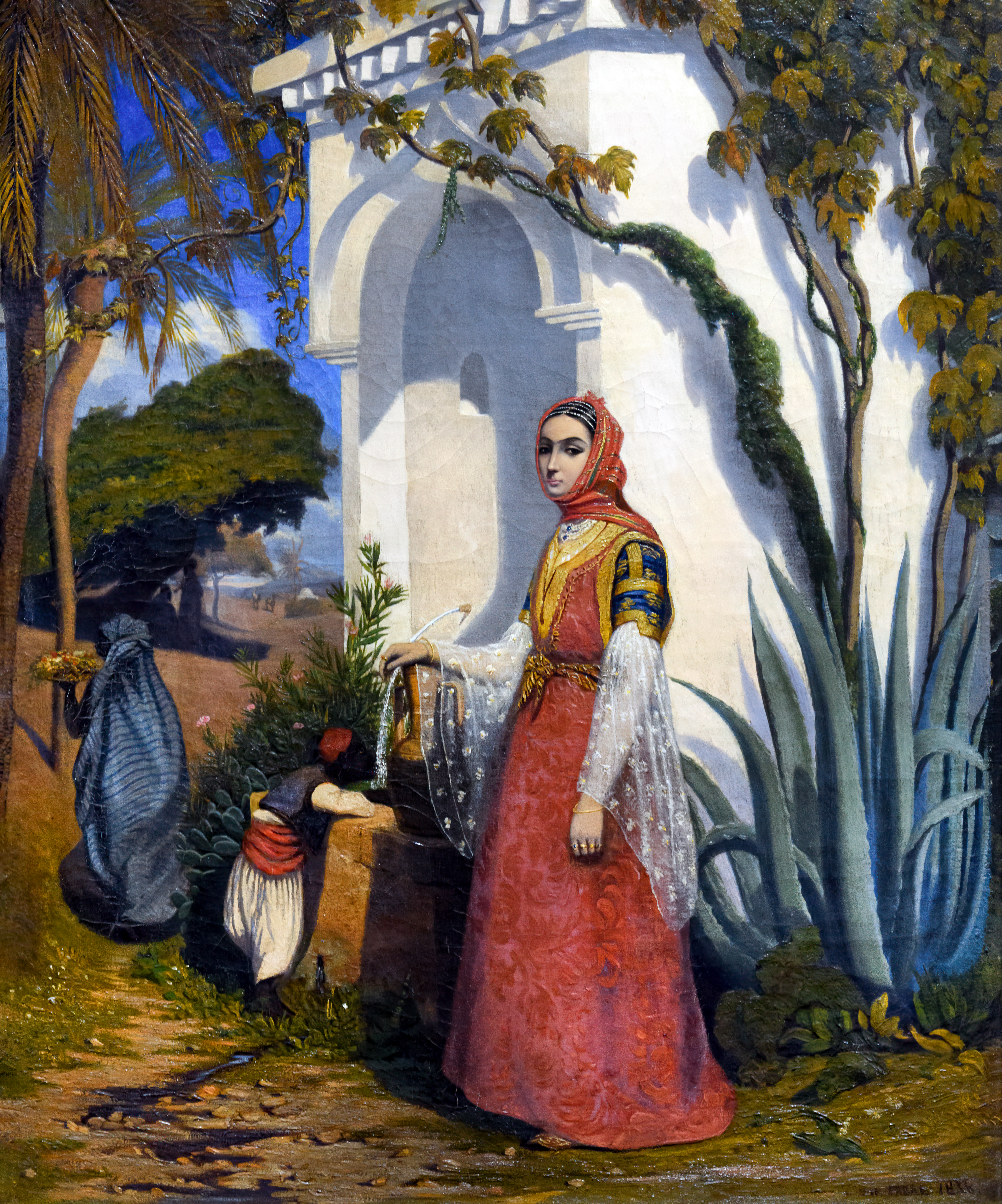
Femme orientale à la fontaine - Charles-Théodore Frère
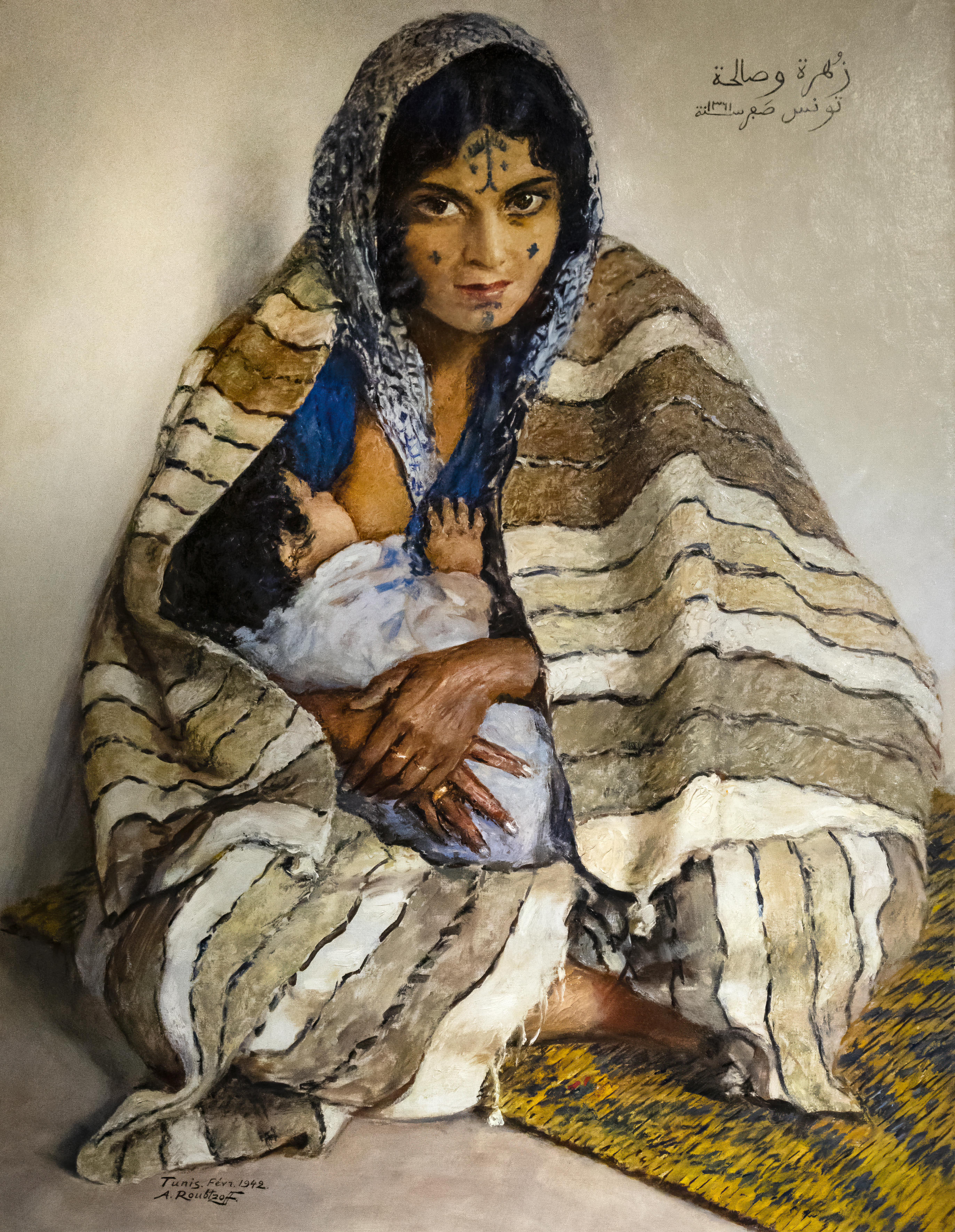
Bédouine à la couverture - Alexandre Roubtzoff
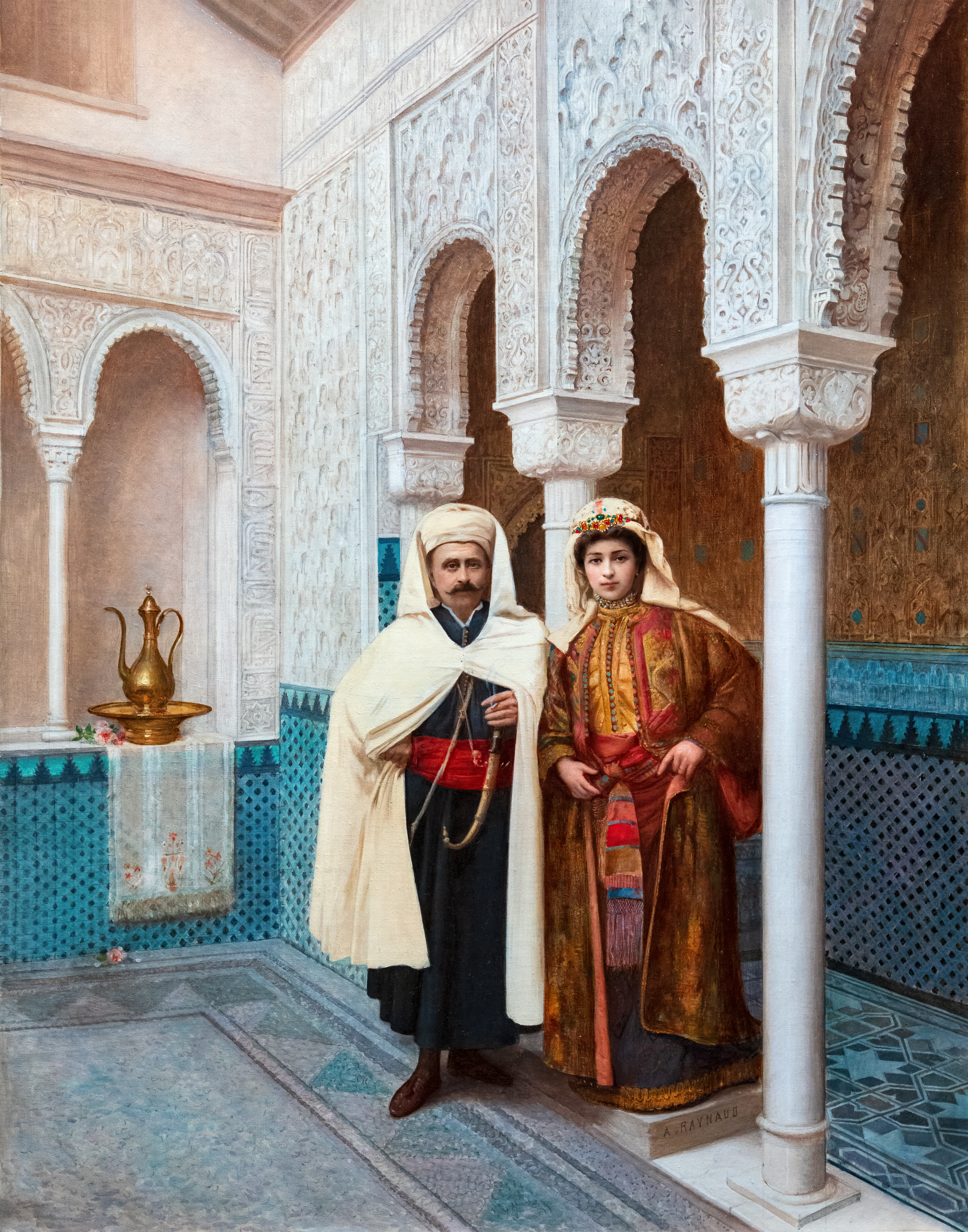
Couple de séfarades marocains - Auguste Raynaud
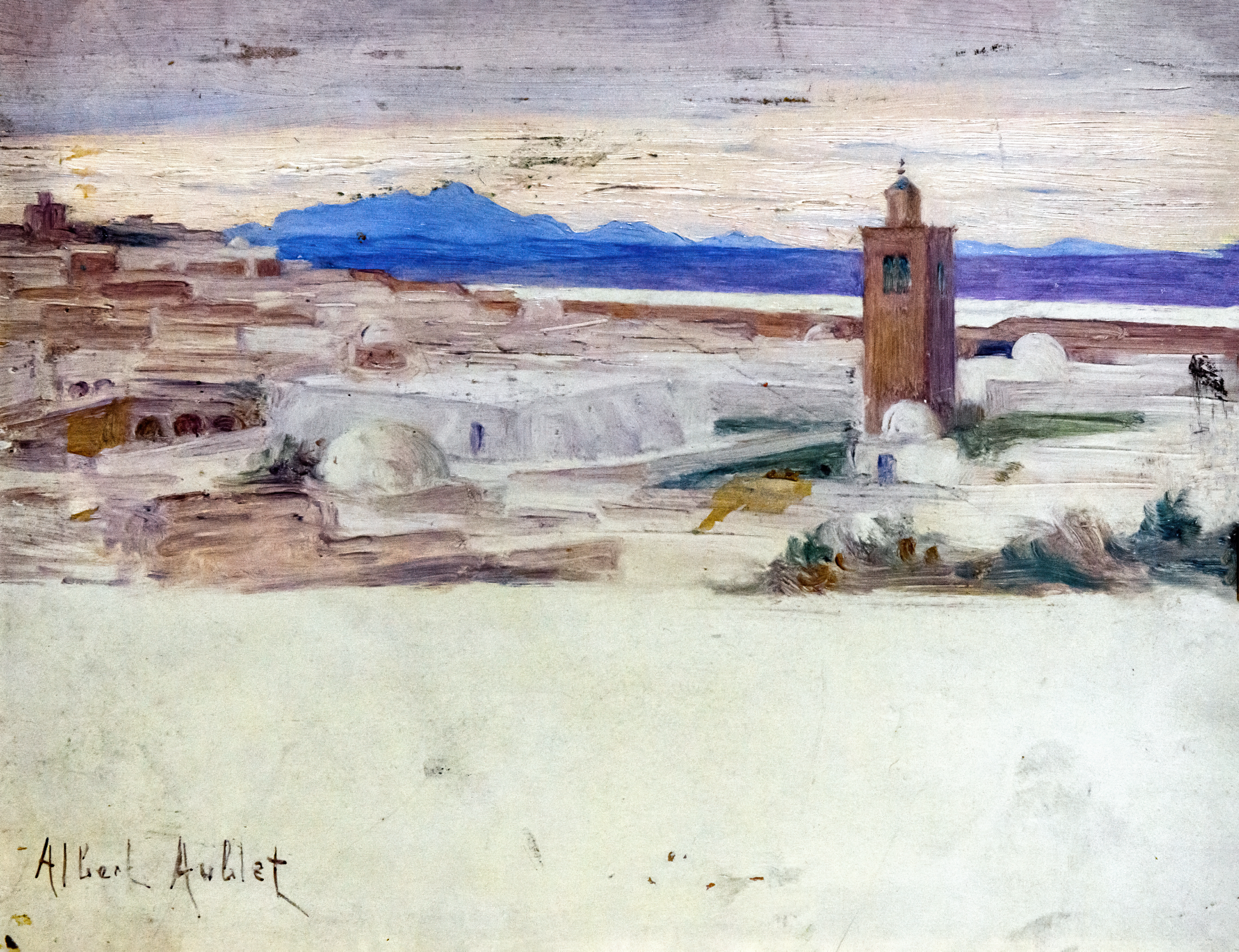
Les toits de Tunis - Albert Aublet
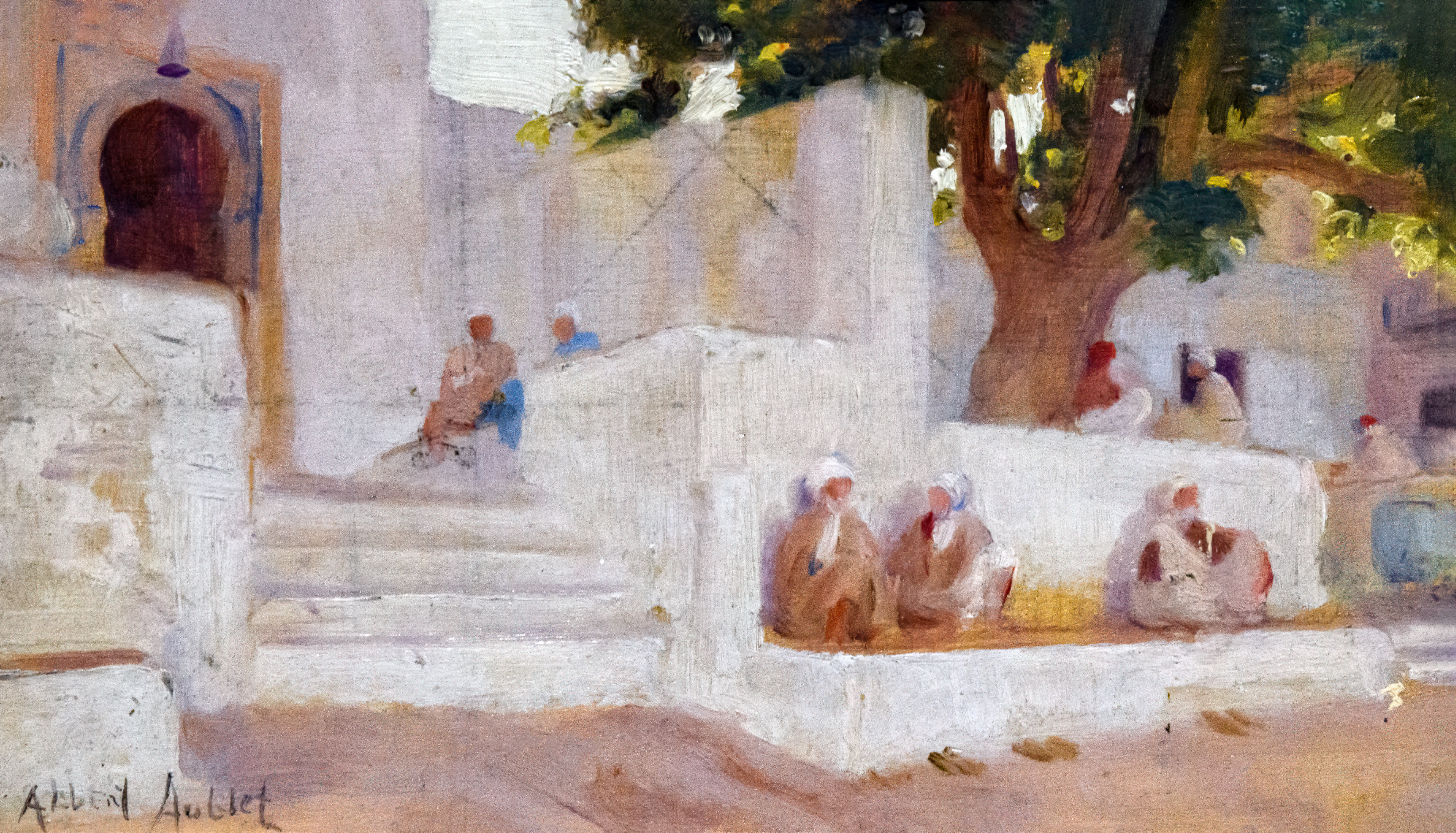
Devant la Mosquée - Albert Aublet
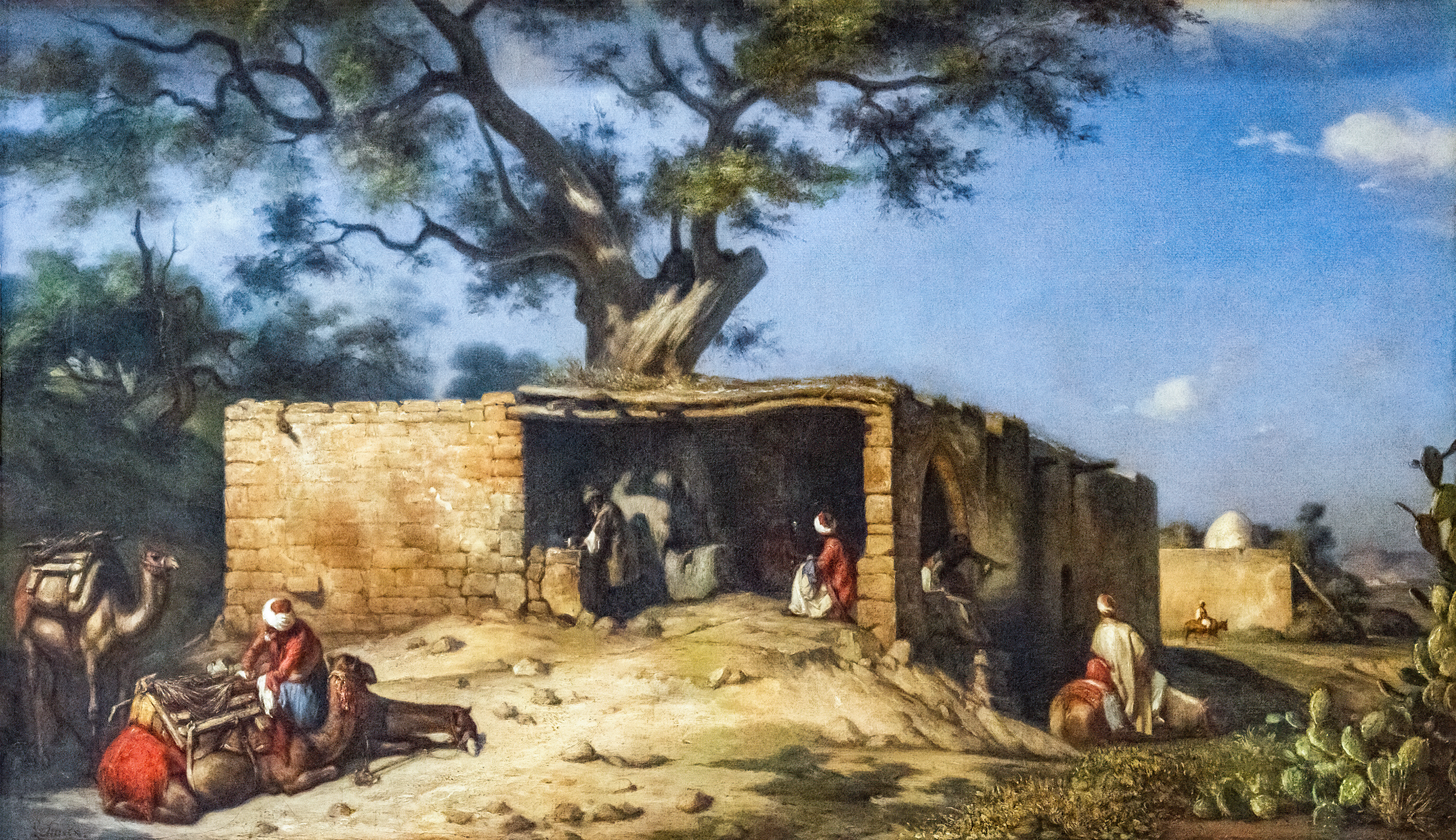
Vue d'un petit khan près de Beyrouth - Pierre François Lehoux
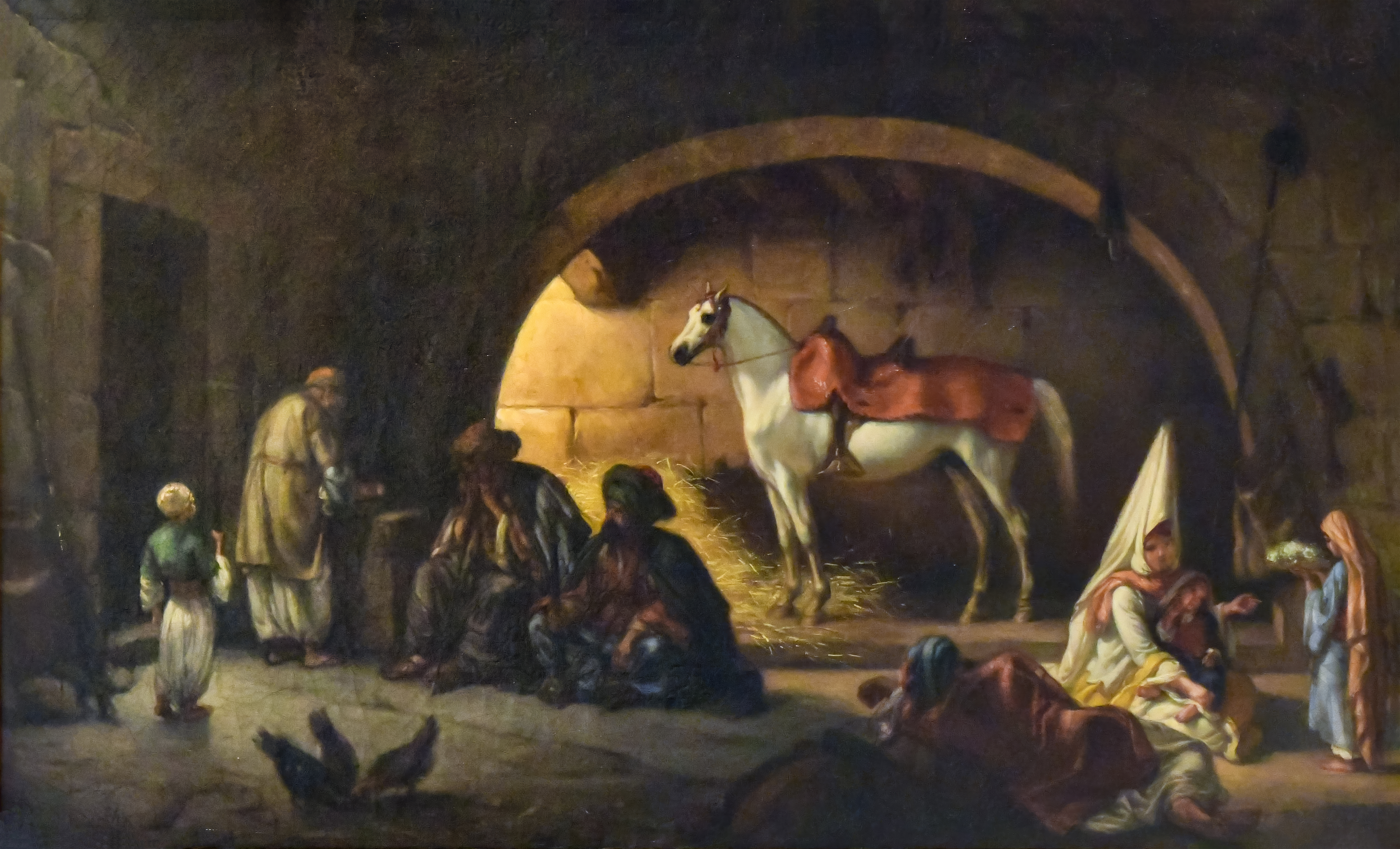
Repos de voyageurs syriens dans un Khan près de Beyrouth - Pierre François Lehoux
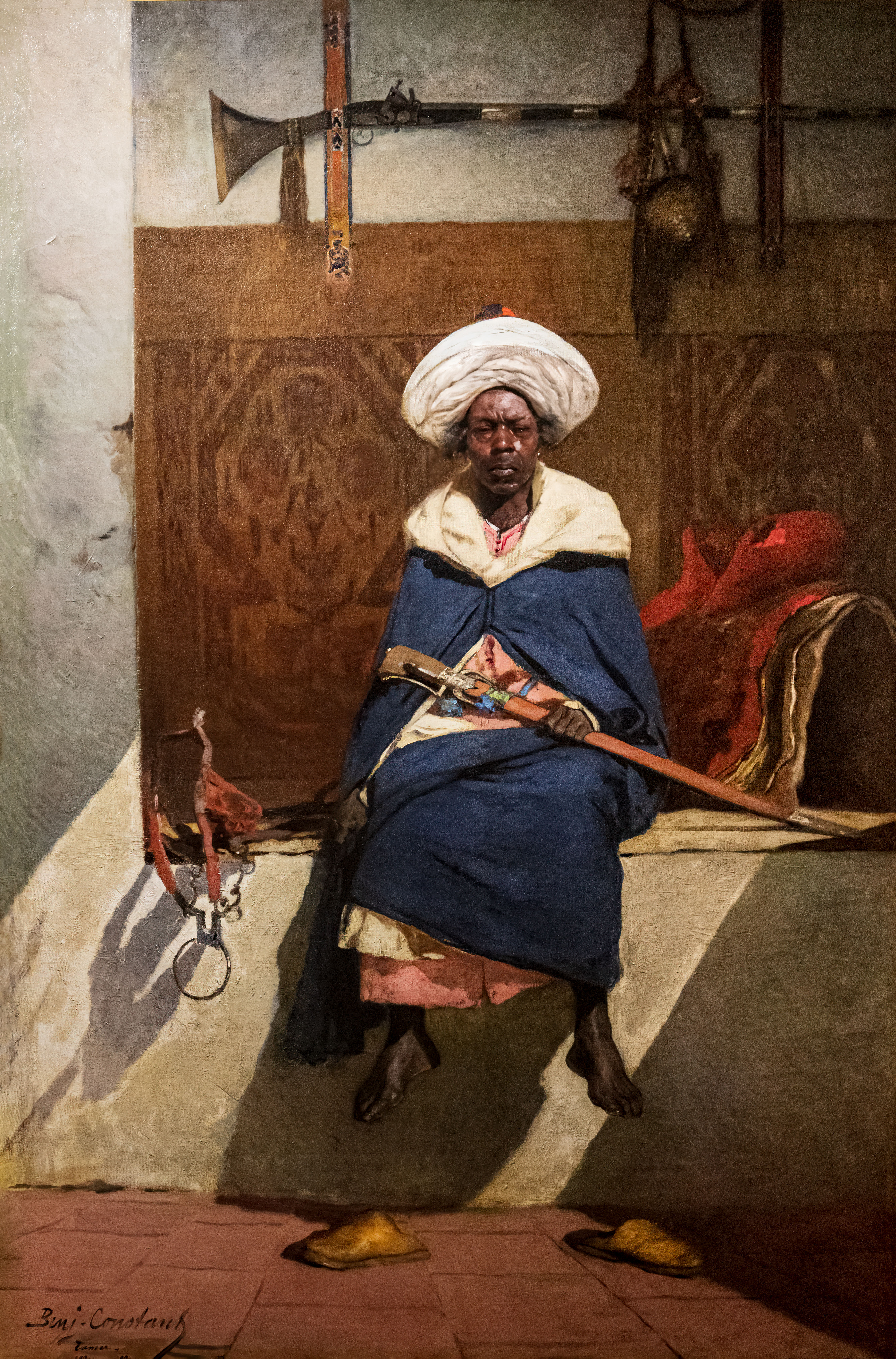
Le caïd marocain Tahamy - Jean-Joseph Benjamin-Constant
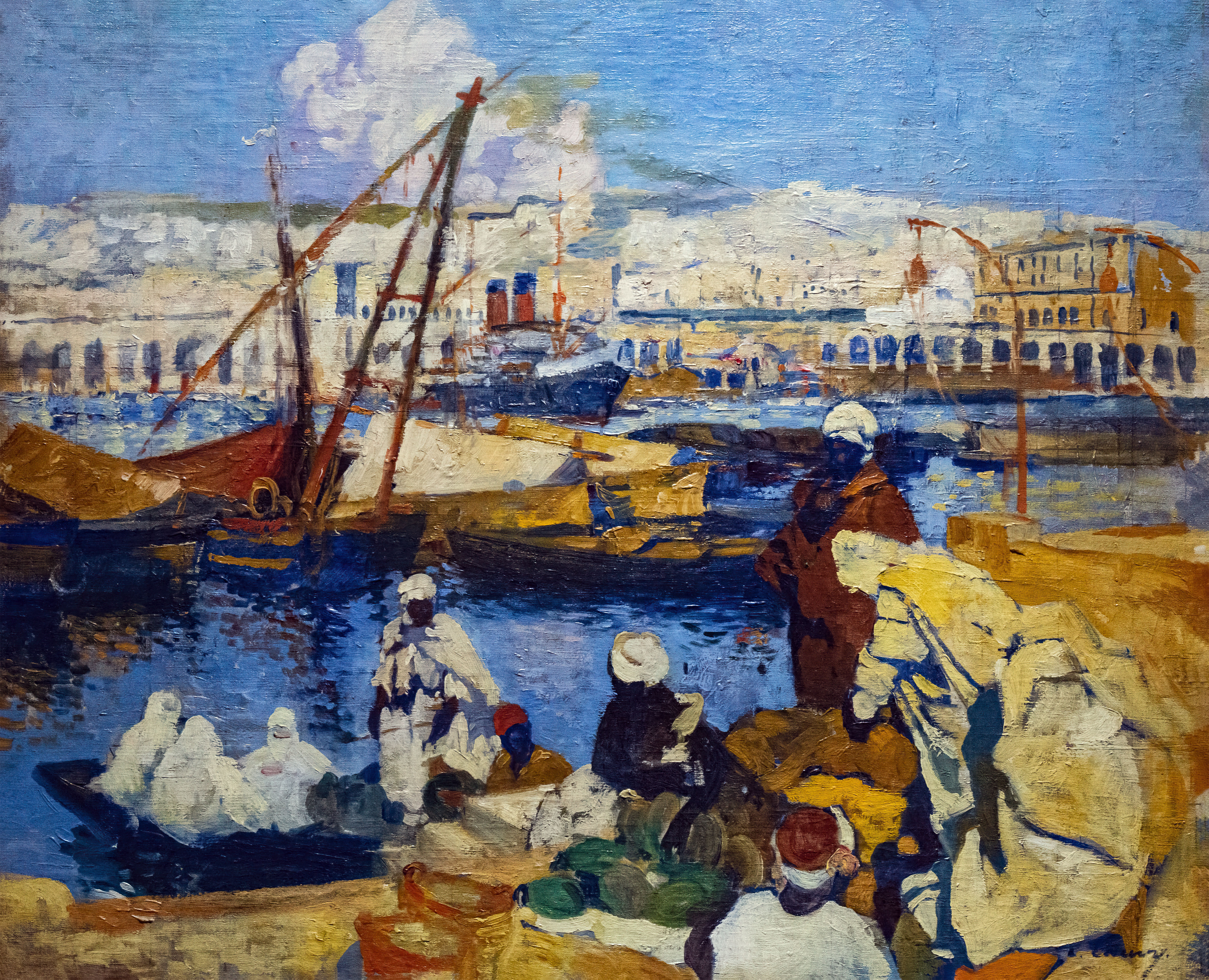
Embarquement au port d'Alger - Léon Cauvy

À signaler dans la collection de sculptures, deux œuvres atypiques de René Iché données à la ville. Sa première étude de taille directe Étude de lutteurs (1924) et La Petite Danseuse (1954), un petit bronze réalisé l'année même de la mort de l'artiste.

### Arts décoratifs
La section d'arts décoratifs du musée comprend entre autres des ensembles de céramique, de mobilier, de miniatures ainsi que des émaux de Limoges. La collection de faïence est particulièrement riche : on y trouve des pièces datant des XVIIe et XVIIIe siècles et provenant de Nevers, Moustiers, Marseille ou encore Rouen.